# Liste von Fabelwesen

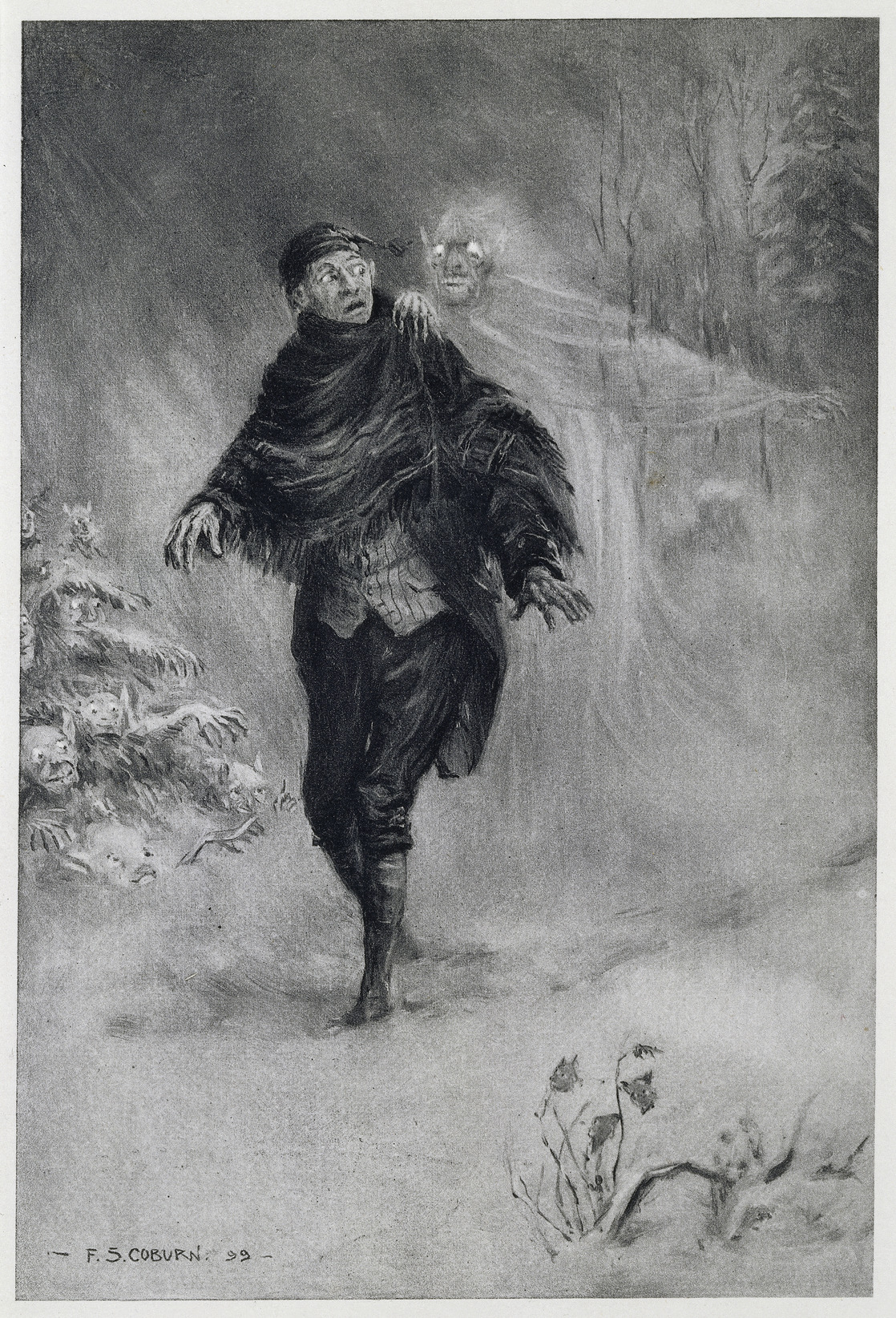
„Welche furchterregenden Gestalten und Schatten säumten seinen Weg inmitten des trüben und gespenstischen Scheins einer verschneiten Nacht!“ (Washington Irving, Die Legende von Sleepy Hollow)

Dies ist eine Liste von Fabelwesen. Generell kann man menschliche, tierische und Mensch-Tier-Mischwesen unterscheiden. Jedes Wesen ist nur einmal aufgeführt.

## Fabelwesen nach Lokalität

### Allgemein und International
Die folgende Liste beinhaltet Fabelwesen und Fabelwesengattungen, die kultur- und kontinentübergreifend bekannt sind.

#### Menschliche Gestalt
- Anhaltergeist – (auch geisterhafter Anhalter, verschwindender Anhalter, verschwundener Anhalter, Phantomanhalter, oder ...Tramper / -tramper) Jemand steigt in ein Fahrzeug, spricht meistens mit dem Fahrer und verschwindet dann, oft aus dem fahrenden Wage und ohne Erklärung – fast überall auf der Welt bekannt und ähnliche alte Überlieferungen:
Der Apostel Philippus stieg auf einen vorbeifahrenden Wagen des Eunuchs der Kandake, bekehrte und taufte ihn. Dann entrückte ein Engel Philippus und der Eunuch sah ihn nicht mehr. Auch die Legende des Heiligen Christophorus hat Ähnlichkeiten.
Eine Magd bat im Jahr 1602 einen Pfarrer und zwei Bauern, sie begleiten zu dürfen. In einem Gasthaus aßen sie etwas und die Magd bestellte einen Krug Bier. Als der Wirt das erste Mal Bier brachte, war der Krug mit Malz gefüllt, das zweite Mal mit Eicheln und schließlich mit Blut. Die Magd erklärte, dass es dieses Jahr viel Getreide und Obst geben werde, aber auch Krieg und Pest. Dann verschwand sie spurlos.
Auf Hawaii reist die Feuer- und Vulkangöttin Pele in der Gestalt einer schönen jungen Frau oder einer älteren Frau mit weißem Haar, manchmal in Begleitung eines kleinen weißen Hundes und immer mit einem roten Muumuu bekleidet, inkognito durch die Straßen. Wenn Passanten anhalten, um ihr zu helfen, belohnt sie sie und verschwindet. Gelegentlich warnt sie selbst vor Vulkanausbrüchen und die Passanten sind dann verpflichtet, andere zu warnen, um beim nächsten Ausbruch kein Unglück zu erleiden.
Oft aber ist es der Geist eines Verstorbenen, manchmal ein Rachegeist, und meistens eine Frau, die der Fahrer oder Reiter ahnungslos als „Anhalter“ mitnimmt. Einige Phantomanhalter sprechen Prophezeiungen und Warnungen aus, bevor sie verschwinden. Manche Erzählungen kehren das Szenario um: der Anhalter erfährt später, dass der Fahrer in Wirklichkeit die Person ist, die zuvor gestorben ist.
Ähnlichkeiten hat auch die Geschichte von zwei Zugreisenden: einer fragt, ob der andere an Geister glaubt oder welche gesehen hat. Dieser antwortet, dass er noch nie Geister gesehen oder an sie geglaubt habe. Der Frager bezweifelt dies und verschwindet. Verwandte
  - Gespenst (Arme Seele): Lady of White Rock Lake, Niles Canyon-Ghost, Resurrection Mary
  - Rachegeist (böswilliger Geist): Cegua, Descarnada, Sayona, Taconuda, Viuda, Yalám Bequet
- Apokalyptische Reiter – Boten der nahenden Apokalypse, im Volksglauben heißen sie meistens „Sieg“ (erster Reiter mit Bogen oder Armbrust und Siegeskranz oder Krone auf weißem Pferd), „Krieg“ (Tod durch Kriege, Schwert, rotes Pferd) und „Hunger“ (Tod durch Hunger, Waage, schwarzes Pferd). Der vierte Reiter heißt „der Tod“ und die Hölle zieht hinter ihm her (bisweilen Skelett mit Sichel oder Sense auf einem grünlichen oder fahlen Pferd). In neueren Überlieferungen gibt es einen fünften Reiter mit den Namen „Pestilenz“, „Pest“, „Seuche“ oder „Krankheit“ (Tod durch Krankheit), der manchmal den ersten Reiter (Sieg) ersetzt. Siehe auch Kopflose Reiter, Schimmelreiter, personifizierter Tod, Wilde Jagd
- Bigfoot – (auch Sasquatch) großes menschenähnliches Wesen mit dichtem Pelz in dichten Wäldern Nordamerikas
- Bloody Mary – (auch unter den Namen Mary Worth, Mary Whales, Mary Jane und Svarta Madame (Schweden) bekannt) rachsüchtiger Geist, der in Spiegeln haust. Siehe auch Arme Seele Verwandte: Black Annis, Bloody Bones, Bloody Cap, Madame Koi Koi
- Dämonischer Liebhaber – (auch dämonische Verführerin oder Verführer) übernatürliche Wesen weiblichen oder männlichen Geschlechts, deren Eigenschaften sich für ihre irdischen Partner (und eventuell für sie) als verhängnisvoll erweisen wie Dämonen, Feen, Meerjungfrauen, Nixen, Nymphen, Teufel, Untoter, Vampire, Wiedergänger. Siehe auch Mahrtenehe, Teufelsbuhlschaft
  - Ähnliche weibliche Wesen: Aisha Qandisha, Buhlteufelin, Chancalaera, Cihuateteo, Churel, Huldra, Serrana de la Vera, Sila, Succubus, Yuda
  - Ähnliche männliche Wesen: Buhlteufel, Incubus, Kurupi, Pombero, Tentirujus, Trauco, Trehuaco
- Elfen – (auch Albe, Elben oder Alfen) heterogene Gruppe der kunstfertigen Naturgeister, ursprünglich aus der nordischen Mythologie. Später wird in der Snorra-Edda unterschieden zwischen den
  - Lichtalben (Ljósálfar), die originären Alben in Álfheim, werden gelegentlich mit den Elfos, Ellyllons, „guten Feen“, Seelies und Sídhe gleichgesetzt. Aus den Spiritualia nequitie in celestibus (hier etwa „nichtsnutzige“ oder „böse Geister im Himmel“) und geflügelten Sylphen (Nympha silvestris = „Waldnymphe“) entwickelten sich die Elfen mit Insektenflügel (seltener Fledermausflüge wie Nachtalben), und später meist zart und klein dargestellt. Die etwa schmetterlingsgroßen, häufig blumenbewohnenden Elfen werden auch „Blumenelfe“ und „Blumenfee“ genannt, hingegen heißen die etwa menschengroßen Elfen oft Elben. Siehe auch Tylwyth Teg, Túatha Dé Danann in der keltischen Mythologie.
  - Schwarzalben (Svartálfar) in Svartálfaheim (unter der Erde, teilweise mit den Zwergen gleichgesetzt)
  - Dunkelalben (Dökkálfar, bisweilen auch mit Zwergen oder den „bösen Feen“ und Unseelies gleichgesetzt)

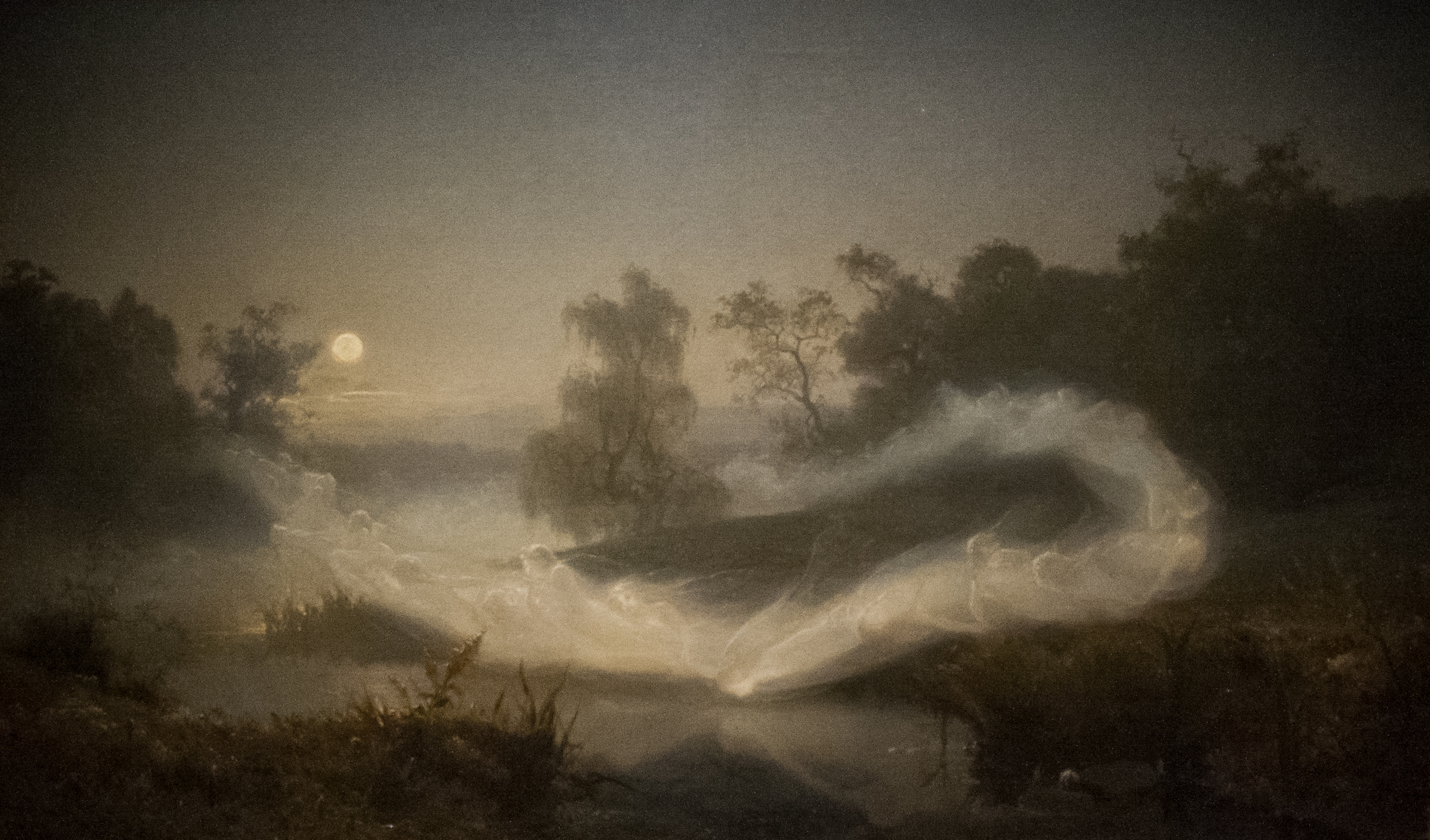
Älvalek (Elfenspiel, auch Tanzende Feen) von August Malmström (1866)

Der Oberbegriff „Elfenwesen“ beschreibt wie früher der Begriff „Fee“ übernatürliche, aber nicht göttliche Wesen, insbesondere aus der germanischen und keltischen Sagenwelt.
- Fee – Wesen mit übernatürlichen Kräften, meist weiblich, seltener männlich, den „bösen Hexen“ gegenübergestellt. Ursprünglich beschrieb der Begriff „Fee “(„fay“, „fairy“, „fairy folk“) keltische Sagenfiguren und wurden auf alle übernatürliche, aber nicht göttliche Wesen, unabhängig von Geschlecht und Größe, übertragen. Die Vier-Elemente-Lehre von Thomas von Cantimpré mit den „Hornet demons“ (Hornissendämonen) wurde insbesondere im französischen und im englischen Raum aufgegriffen und die Feen wurden zu Elementarwesen und Naturgeistern: die Neptuni schwimmen im Wasser, die Incubi wandern auf der Erde, die Dusii (hier wohl nach dem gallischen Gott und Dämon Dusios benannt) wohnen unter der Erde und die Spiritualia nequitie in celestibus (hier etwa „nichtsnutzige“ oder „böse Geister im Himmel“) leben in der Luft wie die geflügelten Sylphen (Nympha silvestris = „Waldnymphe“). Aus ihren entwickelten sich die Feen mit Insektenflügel (meist Schmetterlingsflügel), oft zart und schön dargestellt. Die etwa schmetterlingsgroßen, häufig blumenbewohnenden Feen werden auch „Blumenfee“ und „Blumenelfe“ genannt.
  - Verwandte: Fanferlüsch, Féetauds, Hada, Grottenfee, Karabossa, Margot la Fée, Morgan le Fay, Nimue
  - Ähnliche Wesen: Elfen, Huldra, Iele, Nymphe, Oberon, Rusálka, Salige Frau, Samodivas, Sídhe, Sylphe, Vila, Weiße Dame, Zana, Zână
Die fairies und fairy folk in Großbritannien und Irland:
  - Seelie und Unseelie: die Licht- und Dunkelelfen (Ljósálfar und Dökkálfar) der germanischen Überlieferungen korrespondieren mit den schottischen fairies, die dem Seelie Court und dem Unseelie Court angehören. Seelies und Seelie-wight (etwa „gesegnete Wesen“, wight = „Wicht“) werden von Menschen um Hilfe gebeten, warnen diejenigen, die sie versehentlich beleidigt haben, und erwidern menschliche Freundlichkeit mit Gefälligkeiten. Eine „gute Fee“ rächt jedoch Beleidigungen und kann zu Unfug neigen (mögliches Äquivalent ist der Wortbestandteil „sili“ in walisischen Feennamen). Die Unseelies dagegen sind „finster veranlagte“ Feen, die unbegründet Menschen angreifen. In einigen irischen Überlieferungen können ähnliche Gruppen von Feen beobachten: die verspielten, oft auch sanften Sidhe, die „Musik und Tanz“ lieben; und die oft kleinen, bösartigen Wesen, die dem Teufel verbunden sein sollen.
  - Trooping Fairy und Solitary Fairy: Zudem sieht William Butler Yeats bei den irischen fairies, die in Gemeinschaften leben und für ihren Gesang und Tanz bekannt sind (trooping fairies). Sie können Menschen gegenüber freundlich sein, müssen es aber nicht. Hingegen leben die solitary fairies als Einzelgänger allein und neigen eher dazu, Schaden anzurichten. Eine dritte Gruppe bemerkt Katharine Mary Briggs: die „domesticated fairies“ (etwa „häusliche Feen“), die in kleinen Familiengruppen leben.
  - Bei dem Tylwyth Teg, die „walisischen Feen“, beobachtete William Wirt Sikes fünf Gruppen: die oft gutwilligen Ellyllon (Elfen), Bwbachod (Hausgeister, Hauskobolde), die Coblyns (Minengeister) und die Gwragedd Annwn (Wasserfrauen) sowie die meist böswilligen Gwyllion (Berggeister, Ungeheuer, ähnlich wie Hexen).
Die „kornischen Feen“ Cornwalls werden manchmal unterteilt in Kleine Leute (hier wohl ähnlich wie die Tylwyth Teg), Spriggans, Piskies, Buccas und Knockers und die (ursprünglich englischen) Brownies.
- Flaschengeist – menschenähnlicher Geist, der in einem Gefäß gefangen ist und seinem Befreier Wünsche erfüllt. Siehe auch Dschinn, Familiar, Toyol (Kuman thong); Verwandte: Flaschenkobold, Galgenmännlein (Alraune)
- Fliegender Holländer – Kapitän, der durch einen Fluch dazu verdammt worden ist, bis zum jüngsten Tag mit seinem Gespensterschiff auf dem Meer umherzuirren
- Gnom – kleinwüchsiges Wesen, unter der Erdoberfläche lebend, dem Bereich der Erde zugeordnet; meist wird im englischsprachigen Raum der Zwerg als gnome (garden gnome) übersetzt, seltener als dwarf. Siehe auch Kobold
- Goblin – bösartiger Plagegeist oder grotesk hässliches koboldähnliches Wesen; meist wird im englischsprachigen Raum Kobold als goblin übersetzt. Siehe auch Hobgoblin

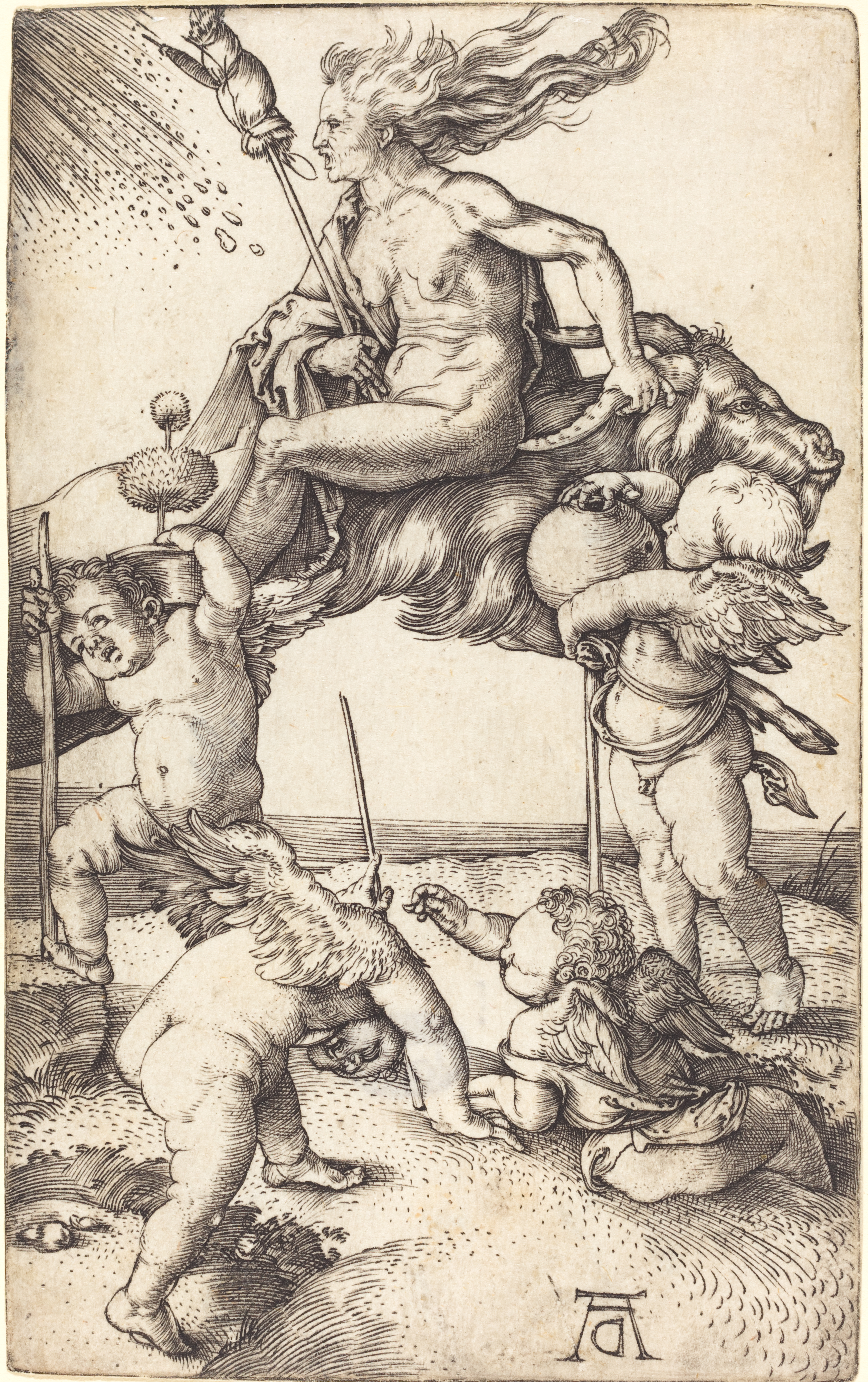
Bockreiterin (Albrecht Dürer, um 1500)

- Hexe – mit Zauberkräften ausgestattete menschliche Frau, seltener ein Mann (manchmal Hexer oder Warlock genannt), einige Gestaltwandler („Hüllenläuferin“) und Menschenfresser.
Männliche Hexen werden auch Hexendoktor genannt, oft mit Schamanen gleichgesetzt, die für ihre Handlungen der Hexerei bedienen. Jedoch wird der Hexendoktor auch beschrieben als jemand, der sich der „weiße Magie“ bedient, um Hexen zu erkennen (Hexenfinder, Hexenkenner) und Handlungen und Folgen der Hexerei zu beseitigen, oder sogar ein Hexenjäger ist.
Eine weitere Bezeichnung für männliche Hexen ist der Hexenmeister, steht aber auch für ein Oberhaupt (auch Hexenmeisterin) einer hierarchischen Gruppe von Hexen, für den Teufel als Oberherr der Hexen oder für Hexenfinder.
In der deutschen Sprache werden auch übernatürliche Geschöpfe und Geistwesen als Hexen oder in Gestalt einer Hexe beschrieben, meistens dargestellt als alt, hässlich und böse und den meist schönen „guten Feen“ gegenübergestellt.
 Siehe auch Fanferlüsch, Hekate, Karabossa, Schadenzauber, Zauberer
  - Verwandte: Befana, Brujos von Chiloé, Fuchshexe, Haselhexe, Gfällrote, Kalku, Leyak, Mobesin, Schlernhexen, Sträggele, Penanggalan, Rangda, Ritskemooi, Vedma, Warlock
  - Wesen in Hexengestalt und Wesen, die als Hexe bezeichnet werden: Angakkuq, Baba Jaga, Bell-Hexe, Cailleach, Corujá, Fänggen, Gwyllion, Jenny Greenteeth, Kajiga Baba, Muma Pădurii, Penanggalan, Ragana, Roggenhexe, Schrätteli, Szélanya, Ubume, Yuda, Yamauba
  - Ältere deutsche Bezeichnungen unter anderem: Unholde und Unhold, Drude und Drudner (Süddeutschland), Töversche und Töverer (niederdeutsch für „Zauberische“, Norddeutschland), Wickersche und Wicker (niederdeutsch Wahrsager(in)), Galstersche (Galsterweib) und Galsterer.
  - Begriffe für Hexen nach ihren Eigenschaften und Fähigkeiten: Milchstehlerin und Milchstehler, Bockreiterin und Bockreiter (der schwarze Bock ist der Teufel bei dem Hexensabbat), Gabelreiterin und Gabelreiter, Zaunreiterinnen (túnriđur), Weissagerin und Weissager, Zeichendeuterin und Zeichendeuter, Mantelfahrerin und Mantelfahrer, Kristallseherin und Kristallseher oder allgemein Böse Leute (Malefikanten) verwendet.
  - Hexe in anderen Sprachen unter anderem: bruja (spanisch), bruxa (portugiesisch), sorcière (französisch), strega (italienisch), wiedźma (polnisch), witch (englisch)
- Homunkulus – künstlich geschaffener Mensch, dämonischer Helfer
- Incubus – (auch Buhlteufel) Dämon, der sich nachts mit einer schlafenden Frau (zwangsweise) paart; auch werden männliche Alben (Elfen), die Albträume verursachen, Waldgeist und Sylvan als Incubus bezeichnet. Im Gegensatz zu anderen Incubi meinen manche, dass eine Frau wissend und freiwillig eine sexuelle Beziehung mit einem Buhlteufel eingeht. Siehe auch Dämonischer Liebhaber, Hexe, Merlin, Teufelsbuhlschaft; Verwandte: Succubus, Kuripi, Pombero, Tentirujus, Trauco

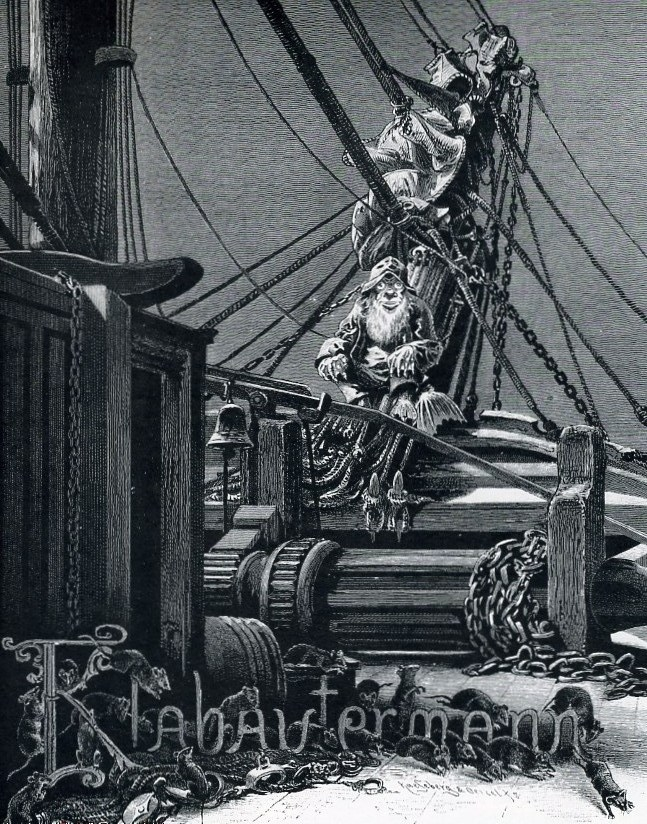
Illustration zum Buch Zur See, von 1885

- Klabautermann – (auch Kalfatermann, Klabattermann) Schiffsgeist und Kobold, warnt den Kapitän bei Gefahren
  - Weitere Namen: Kaboutermanneken (kurz auch Kabouter, Niederlande), Klabaternik (Polen), Klabautermanden (Dänemark), Klaboltermaan (Nordfriesland), Kotermann (Estland)

- Kleine Leute – auch Kleines Volk genannt, kleine menschenähnliche bzw. im Aussehen, in den Eigenschaften und Aufgaben ähnliche Wesen aus der Mythologie und der Volksüberlieferung vieler Kulturen.
Siehe auch Geschöpfe, die manchmal als „klein“ beschrieben werden: Elfen, Fee, Sídhe, Sylphe, Trolle, Túatha Dé Danann, Tylwyth Teg, Unterirdische. Verwandte
  - aus europäische Kulturen: Kobolde und koboldähnliche Geschöpfen, Grindylow, Heimchen, Holzfräulein, Huldufólk, Korrigan, Krasnoludek, Moosmann, Moosweiblein, Polewik, Pygmäen, Sluagh, Trolle, Trows, Wechselbalg, Zwerg, Zlydzens
  - aus Kulturen außerhalb Europas:
    - in Afrika: Aziza, Egbere, Eloko, Madebele , Mmoetia (aus der Mythologie von Ghana), Tokoloshe (Tikoloshe), Yumboes, Zankallala
    - in Amerika: Akeki (Achumawi, Atsugewi, Shasta, Wintun), Alux, Nukux Tat und Tata Duende, Anchimayen, Apci'lnic (Anishinabe, Cree, Innu, Odawa), Atosee (Coushatta), Black Imps (Achumawi), Bohpuli (auch Kowi Anukʋsha, Choctaw), Cannibal Dwarves („Kannibalenzwerge“; Arapaho), Canotila, Chaneque, Fastachee (Seminolen), Kiwolatomuhsis (auch Geow-lud-mo-sis-eg, Maliseet), Sabawaelnu, Iyaaknasha (auch Hattak Sawa'; Alabama, Chickasaw, Choctaw), Jasy Jatere, Jogah, Laftrache, Lampeqin (Maliseet, Passamaquoddy), Lost Elves („Verlorene Elfen“; Caddo), Makiawisug und Granny Squannit, Manogamesak, Memegwesi, Mialuka (Kansa, Omaha, Osage), Mikumwess (auch Mikm; Maliseet, Passamaquoddy, Penobscot, Mi’kmaq) Mikumwesu (Maliseet, Passamaquoddy), Monkey People („Affenmenschen“; Ahtna), Nagumwasuk (Passamaquoddy), Nibiinaabe (Anishinabe), Nikommo (Narraganset, Wampanoag), Nimerigar, Nirumbee (auch Awwakkulé; Cree), Nunnehi (auch Nanye-hi; Cherokee), Paissa (auch Paisake; Illinios, Miami, Potowatomi, Kickapoo, Odawa, Sauk-Meskwaki), Pombero, Pukwudgie, Saci, Tonop (Tunica), Trauco, Water Babies, Wematekanis (Lenni Lenape, Munsee), Wiklatmuj (auch Pukulatmuj; Mi'kmaq), Woods Elf (Sioux), Yaçi-Yaterê, Yehasuri, Yunwi Tsunsdi (Cherokee)
    - in Asien: Dokkaebi, Dwende, Guhyaka, Jenglot, Kappa, Kijimuna, Korpokkur, Nuno sa Punso, Ta’ai, Tiyanak
    - in Ozeanien: Menehune, Patupaiarehe
- Kobold – Hausgeist, manchmal auch Naturgeist, meistens hilfreich und neckt oft Menschen gerne ohne Schaden, gehört zu den Kleinen Leuten. Manche unterscheiden zwischen Kobolde und Zwerge, dass Kobolde Einzelgänger sind und Zwerge in Familien leben; oder dass Kobolde in den menschliche Gebäuden und Schiffen, zumindest in den menschliche Nähe wohnen, Zwerge jedoch in der Natur und/oder unter der Erde; oder dass Kobolde neckend wohlwollend, Zwerge aber auch missgünstig und bösartig sein können: Siehe auch Seelie und Trooping Fairy, Bergbaugeist, Schatzhüter
  - Verwandte: Aulken, Enerbanske, Erdmännchen (Erdmännlein), Erdmantjes, Fengg, Gnom, Gütel, Heimchen, Heinzelmännchen, Heugütel, Hinzelmann, Hinzenmänchen, Klabautermann, Lutk, Moosmann, Moosweiblein, Onerbäänke (Oterbaanke, Önereersk), Popelmann, Puk, Unterirdische, Wicht, Wichtel, Wichtelmänner, Wolterkens, Wörtherseemandl, Zwerg
  - Verwandte, die im deutschen Sprachgebrauch als „Kobold“ bezeichnet: Bannik, Barstukken, Brownie, Bluecap, Cluricaun, Coblyn, Domowoi, Duendes, Dwende, Fenoderee, Fions, Goblin, Grogoch, Hob, Hobgoblin, Imp, Jetin, Kaboutermanneken (Kabouter), Kallikantzaros, Knockers, Laftrache (Caftranche), Leprechaun, Lutin, Menehune, Mooinjer veggey, Muinntir Bheaga (Muintir Bheaga), Muki, Nisse, Púca, Puschkait, Redcap, Tomte, Tonttu, Trows
- Kopfloser Reiter – untoter Reiter mit abgetrenntem Kopf als Wiedergänger oder als Gespenst; siehe auch Nachtjäger, Rübezahl als kopflose Reiter (5. Legende von Johann Karl August Musäus), Legende von Sleepy Hollows (Irvin Washington)
  - Verwandte: Akephalos, Dund, Dullahan, Kopflose Juffer, Kopfloser Junker, Kopfloser Geist, Kopfloses Gespenst, Kopfloser Ritter
- Leprechaun – kleiner koboldähnliche Naturgeist der irischen Mythologie, wird oft in Verbindung mit dem verborgenen Gold am Ende des Regenbogens gebracht; siehe auch Kleine Leute, Solitary Fairy
- Luftgeist – Naturgeist der Lüfte und Elementarwesen, lebt und wirkt in der Luft. Gegenstück ist der Erdgeist, hingegen verbinden sich der Feuergeist und der Wassergeist oft dem Luftgeist. Siehe auch Wetter- und Windgeist, Wilder Jagd; Verwandte: Aiolus, Ariel, Sylphe, Elfe (Lichtalben), Fee, Iele, Vila
- Mann im Mond – auch Mondgesicht. Verwandte:
  - Bil und Hiuki mit Eimer und Eimerstange (nordische Mythologie)
  - Hase im Mond, Yutu, Jadehase, Tsuki no Usagi, Dal Tokki (Korea)
  - Krokodil im Mond (Gambia)
- Merlin – (auch walisischen Myrddin, Merddin, lat. Merlinus, Emrys, Ambrosius) Barden, Seher und Zauberer aus dem Artuszyklus und aus der ArtussageDie Verführung Merlins durch Nimue (um 1874, Edward Burne-Jones)

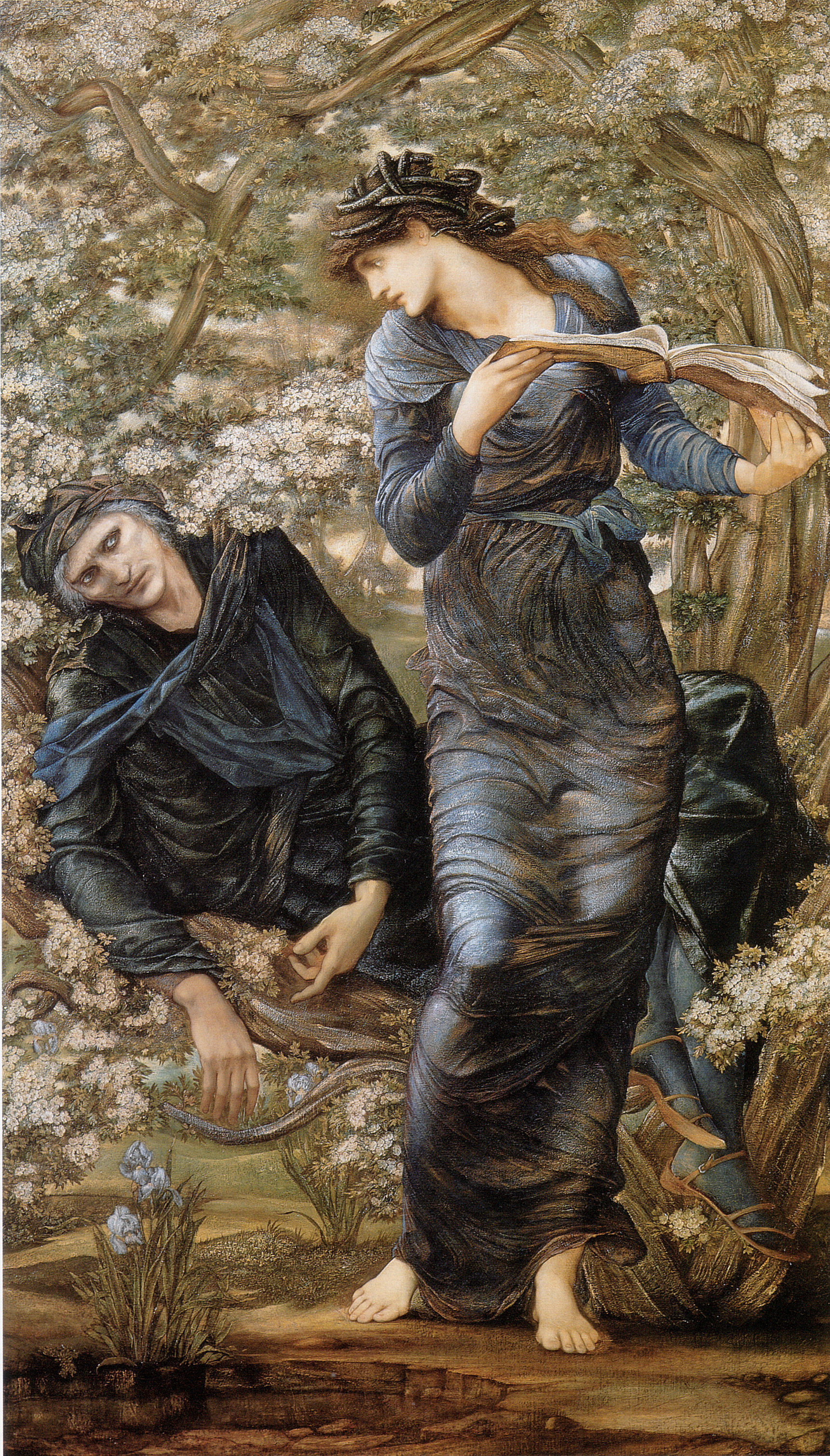
Die Verführung Merlins durch Nimue (um 1874, Edward Burne-Jones)

- Mittagsdämon – zur Mittagsstunde erscheinendes Geistwesen
- Morgan le Fay – (auch Morgaine, Morgain la Fée, Morgana, Feimorgan, Feimurgân oder Famurgan/Fâmurgân und andere) ist zauberkundige Frau oder Fee in der Artussage und im Artuszyklus, Artus’ Halbschwester, Gegnerin von Guinevere; siehe auch Fata Morgana, Zauberer
  - Verwandte: Margot la Fée, Nimue
- Nachzehrer – Untoter, der von seinem Grab den Lebenden die Lebenskraft absaugt. Siehe auch Lebender Leichnam, Skelett, Unterirdische; Verwandte: Draugr, Ghul, Vampir
- Nimue – zauberkundige Frau, Fee und auch Wassergeist der walisischen und bretonischen Sagenwelt, insbesondere der Artussage und des Artuszyklus; unter verschiedenen Namen, darunter Viviane, Elaine, Niniane, Nivian, Nyneve, Nimueh, auch Herrin vom See, Dame vom See, Hüterin der Quelle, Königin des Wassers oder Dame vom Brunnen. Nimue ist die Hüterin des Sees, aus welchem Artus das Schwert Excalibur erhielt. Sie gilt auch als Ziehmutter Lancelots und als Lehrerin oder Geliebte des Zauberers Merlin. Siehe auch Wasserfrau, Zauberer
  - Verwandte: Grottenfee, Gwragedd Annwn, Margot la Fée, Morgan le Fay
- Oger – menschenähnlicher Unhold und Menschenfresser mit enormer Stärke
- Ork – menschenähnlicher Unhold der Unterwelt, stattlicher Größe
- Poltergeist – gestaltloses Geistwesen, das sich durch Lärm und das Bewegen von Möbeln und Gegenständen bemerkbar macht
- Putto – (auch Putte) rundliches männliches Kleinkind, meist nackt, oft geflügelt als Engel oder Amoretten / Eroten
- Rattenfänger von Hameln – Sagengestalt mit übernatürlichem Flötenspiel; siehe auch Flößer von Thorn, Katzenveit von Tripstrille, Rattenfänger von Korneuburg
- Riese – menschenähnliches, besonders großes Wesen mit enormen Stärke, einige mit magischen Kräfte. Siehe auch göttergleiches Geschlecht der Jötunn und der Titanen
  - Verwandte: Argos, Balderich, Bergmönch, Bran, Cawr, Cherufe, Ecke, Entiznáu, Erla, Ettin, Fear Liath, Fenggen, Foar, Fomori, Geryon, Gigant, Golem, Hekatoncheiren, Krakonoš, Kyklop, Lange Wapper, Maushop, Muspell, Nephilim, Oger, Ojáncanu / Ojáncana, Rübezahl, Talos, Thursen, Troll, Typhon, Stelzenmann, Suur Tõll, Vanapagan
- Sandmann – (auch Sandmännchen) anfangs Kinderschreck in der Schauernovelle Der Sandmann von E. T. A. Hoffmann, später positiv Schlaf- und Träumebringer, basiert auf dem Kunstmärchen Ole Lukøje („Ole Augenschließer“), H. C. Andersen
  - Verwandte: Gute Nachtkrapp, Jon Blund (Schweden), Klaas Vaak (Niederlande), Pechmandl (Pechmännlein, Österreich)
  - Ähnliche Wesen: Jasy Jatere, auch Hypnos, Morpheus und Oneiroi
  - Kinderschreck: Jasy Jatere, Nachtbock, Nachtgiger, Nachtkrabb, Nachtraben, Bummelux, Naachseil (Nachteule).
- Schatten – Seele oder Seelenanteil des Menschen wird freiwillig (wie Hexe, Zauberer, Teufelspakt) oder gezwungen (Verlust des Schatten) zu einem selbständigen Wesen wie ein Spiegelbild, „zweites Ich“, Doppelgänger, Gespenst oder durch Verwandlung in ein (Wer-)Tier.
  - Verwandte: Aku Aku, Babi ngepet, Hantu, Hantu Raya, Qarin
- Schlossgeist – Geistwesen, die in einer Burg, im Schloss und Herrenhaus (Spukschloss, Gespensterschloss) hausen und/oder mit einem Gebäude, bisweilen auch mit den Eigentümern, verbunden sind. Siehe auch Spukhaus
  - Verwandte: Hinzelmann, Petermännchen, Schlossgespenst wie Green Lady, Schluffjann, Weiße Frau
- Succubus – nachtaktiver weibliche Dämon (Buhlteufelin), der sich nachts mit einem (bisweilen schlafenden) Mann paart oder unbemerkt den Samen stiehlt; auch verursacht der Dämon Albträume. Im Gegensatz zum Buhlteufel wird meistens der Mann als Opfer einer Verführung der Buhlteufelin gesehen, seltener als Hexer. Siehe auch Dämonischer Liehaber, Incubus; Verwandte: Aisha Qandisha, Chancalaera, Cihuateteo, Churel, Serrana de la Vera, Sila, Yuda
- Sylphe – (Nympha silvestris = „Waldnymphe“) Naturgeist, der dem Element Luft zugeordnet ist, seltener dem Wasser; gelegentlich geflügelt. Ähnlich die Spiritualia nequitie in celestibus (hier etwa „nichtsnutzige“ oder „böse Geister im Himmel“,Thomas von Cantimpré). Aus ihren entwickelten sich Feen und Elfen mit Insektenflügel (meist Schmetterlingsflügel, seltener bei Elfe auch Fledermausflügel), oft zart gebaut und klein, manchmal als etwa schmetterlingsgroße, häufig blumenbewohnte Wesen „Blumenfee“ und „Blumenelfe“ genannt.

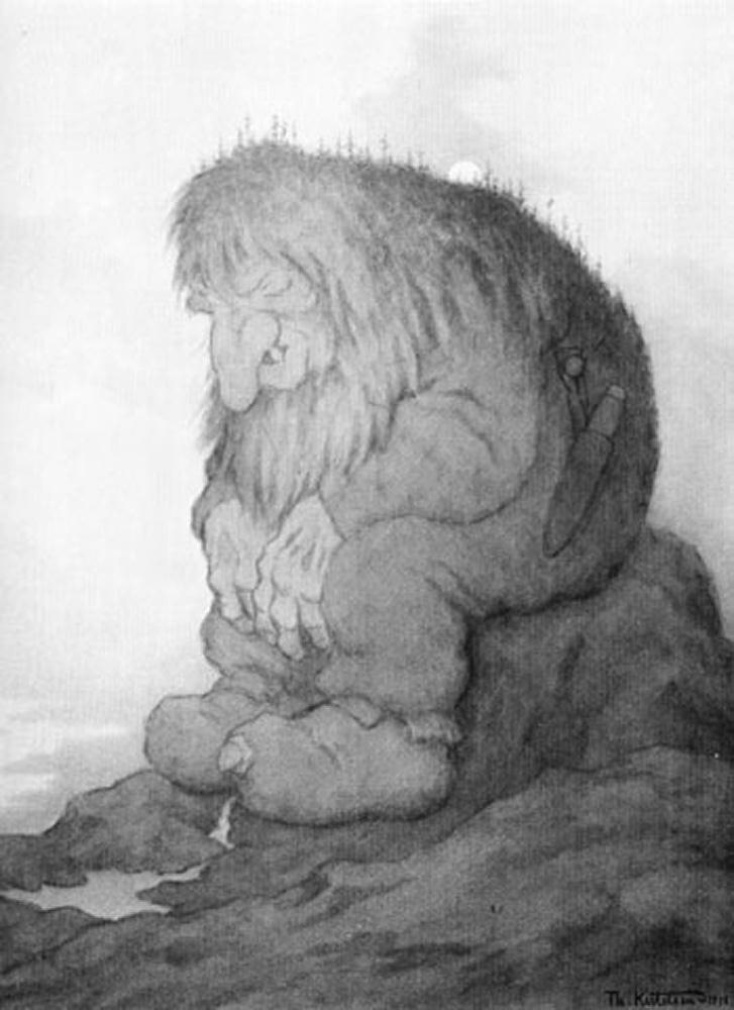
Troll von Theodor Kittelsen (1911)

- Troll – plumpes, hässliches und launisches, riesiges oder auch zwerghaftes Wesen aus der Gruppe der Erdgeister, ursprünglich zauberkundiger Riese aus nordischen Mythologie und Sagen
- Todesengel – Engel, der den Tod bringt, begleitet Verstorbene ins Jenseits
- Unterirdische – bezeichnet in (Nord-)Deutschland Kobolde, koboldähnliche Geschöpfe und Zwerge, deren Lebensraum, zumindest deren Wohnstätte unter der Erde, in Hügeln, Bergen und Höhlen befindet. Meistens wird im englischsprachigen Raum der Zwerg als gnome (garden gnome) übersetzt, seltener als dwarf. Siehe auch Erdgeist
  - Andere „unterirdische Wesen“: Anchanchu, Draugr, Frau Holle, Heimchen-Bergvolk, Grottenfee, Mooinjer veggey, Nachzehrer, Ohdows (Jogah), Roggenmuhme, Schwarzelfen, Slattenpatten, Teufel, (Berg-)Trows, Túatha Dé Danann (Sídhe), Tylwyth Teg (Ellyllon), Uldra, Weiße Dame
- Waldmensch - ein im Wald lebender, wilder Mensch oder menschenähnliche Wesen im Volksglauben. Siehe auch Kategorie:Affenmensch (Kryptid) (Kryptid), Berserker, Waldgeist, Wilder Mann, Wolfskindern, Yeti; Verwandte: Mohán, Nguoi Rung, Orang Pendek, Yeren, Bigfoot
- Warlock – ursprünglich männlicher Praktizierender der Hexerei (Hexer) der ein Pakt mit Auld Hornie (dem Teufel) geschlossen hat und damit den christlichen Glauben verraten und seine Taufgelübde und Eide gebrochen hatte. Weitere Bedeutung Dämon, Teufel, Unhold / Ungeheuer, böswilliger Zauberer; siehe auch Skinwalker
- Wechselbalg – durch übernatürliches (auch dämonisches) Wesen untergeschobener Säugling
  - Kindertauschende Gestalten unter anderem Dämon, Elfen, Enerbanske, Fänggen, Fear Dearg, Fee, Havette (Normandie), Hexe, Jetins, Kobold, Korrigan, Lauma, Lilith, Margot la Fée (Bretagne), Mittagsfrau, Nachtweib (Galicien), Nixe, Roggenmuhme (Korndämon), Sídhe, Trolle, Túatha Dé Danann, Tylwyth Teg, Vila, Wasserfrau, Wassermann, Weiße Schlossfrau (Schlesien), Weiße Dame (Witten Juffers, Niederlande; Witten Wiwer, Norddeutschland), Xana
  - Verwandte: Kielkropf, Sooterkin; andere Namen im deutschen Sprachraum unter anderem: Butte, Unterschmeißel, verworffene Kinder, Wechselbalggebürde, Wechselbür, Wechselburt, Wechselbutte;
auf Herkunft des Kindes verweisende Namen: Feenkind, Hexenbutte, Koblickskind (Koboldskind), Wichtelbalg und Wichtelkind, Zwergwechselbalg; von Wassergeister: Elbentrötsch, Nixkind, Nörglein, Nörggl, Wasserbalg und Wasserbutte, Wechselbutte und Wechsler (Sohn des Klagemütterls)
- Weihnachtsmann – (im englischen Sprachraum Santa Claus) Geschenkebringer und Symbolfigur weihnachtlichen Schenkens. Siehe auch Moosmann, der Träger des Weihnachtslichtes; Verwandte: Belfana (Weihnachtshexe), Nikolaus, Sinterklaas
- Weiße Frau – meistens Gespenst in Schlössern, Burgen und große Anwesen, viele als warnender und mahnender Ahnenfrau. Wird manchmal „Weiße Dame“ (Dames Blanches, Wittewijven, Witte Wieven, Witte Wiwer, Witte Juffer) genannt oder gleichgesetzt; umgekehrt wird die Weiße Frau als Gespenst einer der Erscheinungen der Weißen Damen gesehen. Siehe auch Green Lady, Schlossgeist, Spukschloss, Juffer
  - Verwandte: Banshee, Cailleach, Nachtwäscherinnen, Bean Nighe, Gwrach y Rhibyn, Mallt-y-Nos, Winselmutter (Klagemutter)
- Wiedergänger – Verstorbener, der in die Welt der Lebenden zurückkehrt, meist übel gesinnt, wird oft als lebende Leichnam den „materielosen“ Gespenst gegenübergestelltFrau Holle (Perchta) und die Wilde Jagd (Otto von Reinsberg: Das festliche Jahr, 1863)

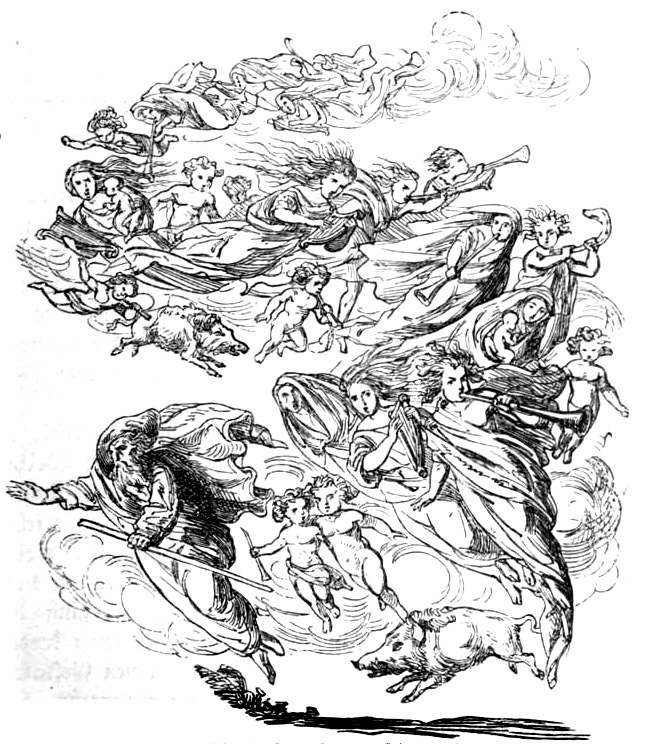
Frau Holle (Perchta) und die Wilde Jagd (Otto von Reinsberg: Das festliche Jahr, 1863)

- Wilder Jäger, Wilde Jagd – (auch Mitternachtjäger, Nachtjäger, Holzhetzer) übernatürliche Jäger, die meist beritten mit ihren Hunden einzeln über den Himmel jagen oder Teil der Wilden Jagd (auch Wildes Heer, Wilde Fahrt und andere Bezeichnungen) sind, oft um andere Geistwesen oder arme Seelen zu fangen, die nach christlichem Volksglauben ins Fegefeuer müssen. Sie sind den Sterblichen mal wohlgesinnt, meist aber feindlich gesinnt oder sie achten nicht auf Menschen. Bisweilen trägt der wilder Jäger den Kopf unter dem Arm (siehe Kopfloser Reiter).
In Kanada verschmolz die Sage mit indianischen Motiven: die Jäger fahren in einem Kanu über den Himmel. In manchen Überlieferungen nehmen die Damen der Nacht („Dames de la Nuit“) an der Jagd teil oder führen sie an. Seelen- und Geisterprozessionen wie die Santa Compaña sind ähnlich, werden manchmal mit der Wilden Jagd gleichgestellt oder als Unterart der Wilden Fahrt gesehen. Siehe auch Kasha mit seinen Feuerwagen
  - Wilde Jäger und Anführer unter anderem Arawn, Akephalos, Berchtold, Cernunnos der Gehörnte, Comte Arnau, Dietrich von Bern, Elbel, Fionn mac Cumhaill, Gwynn, Hanns von Hackelberg, Herne der Jäger, Jarilo, Manawydan, Maldit, Nuada, Odin (Oskorei = „Odins Jagd“, Aaskereia = „der asgardische Zug“, Åsgårdsrei = „Fahrt nach Asgard“), Rodensteiner, Rübezahl (Nachtjäger), Schimmelreiter, Türst, Wodan (Waude, Wode, Woden, Wüetisheer = „wütendes Heer“).
Weitere Anführer des Wilden Jagd sind: der Teufel (Old Nick), der personifizierte Tod, der Harlechin (familia Harlechini) und Hellequin (Chasse hennequine, Chéserquine), sagenhafte Könige (König Artus, König Herla, Valdemar Atterdag, König Vold), historische Personen (Eadric the Wild (angelsächsischer Rebell), Francis Drake, Bernhard von Galen, Hereward the Wake, Karl der Große, Roland, König Beatrik, Jan Tregeagle) und bisweilen Heilige (Guthlac, Martin von Tours, Nikolaus von Myra und sein Knecht Ruprecht, Theodor Tiro).
Vorreiter oder Warner, der vor dem Geisterzug warnt, tragen Namen wie Hassjäger, Helljäger, Tolljäger, Schimmelreiter, Berthold oder Türst.
  - Weitere Jagdteilnehmer sind Tiere, vornehmlich Pferde und Hunden, sowie die Gestalten des Perchtenlaufes: der Vorprecht und Baumpercht, Zwerg Hahnengickerl und Riese Abfalter, Bären und Bärentreiber (ursprünglich wohl wie bei dem Bärentreiben die Schweine gemeint), der Habergeiß, Raben (Nachtrabe), der Saurüssel. Die „Ohrenkäuze“ , der Welthund und Mischwesen halb Hund, halb Schwein begleiten den Türst und die Dürstig Gjäg.
  - Anführerin oder Warnerin: Baba (Slowenien), Jagdgöttin Diana, Frau Gauden, Hel, Herodias, Herrin des Spieles (auch Dame des Spieles, Donna del gioco, Signora del gioco, Dona del Zöch), Hexen, Frau Holle (Holda), Lucia (Skandinavien), Mallt-y-Nos, Perchta (auch der), Pfaffenkellnerin, Sträggel
  - gejagte weibliche Geistwesen: Frau Holle, Huldra, Moosweiblein (Rüttelweiber, Lohjungfer; auch der Moosmann), Perchta, Slattenpatten, Skogsrå, Vilas
- Yeti – tibetischer Schneemensch, zweibeinig und behaart
- Zahnfee – hinterlässt Kindern Goldmünzen oder Geld für ausgefallene Zähne; Verwandte: Zahnmaus (Frankreich)Der Alchemist Edward Kelly beschwört den Geist einer kürzlich verstorbenen Person auf dem Kirchhof von Walton-le-Dale, Lancashire

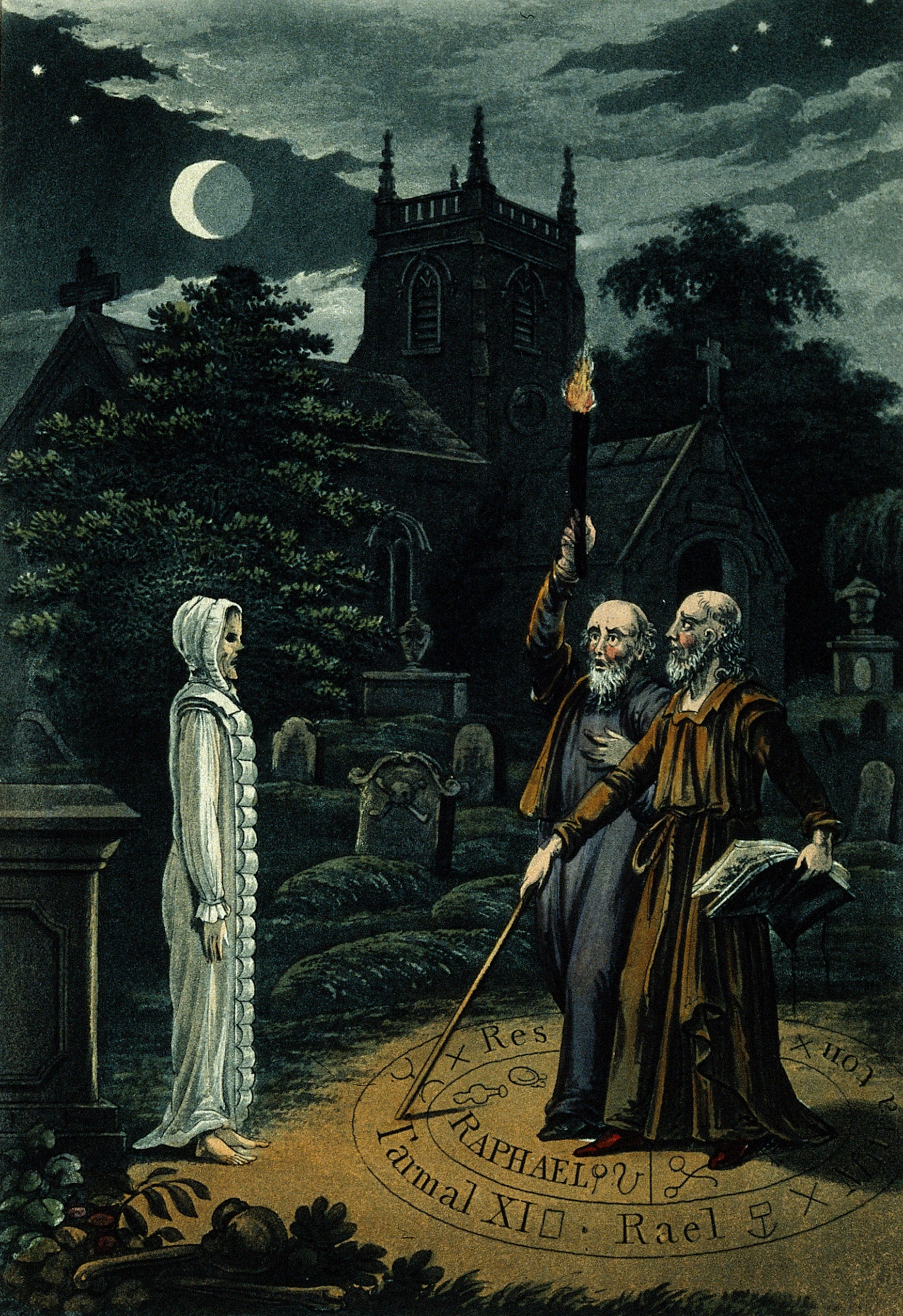
Der Alchemist Edward Kelly beschwört den Geist einer kürzlich verstorbenen Person auf dem Kirchhof von Walton-le-Dale, Lancashire

- Zauberer – menschliche Gestalt mit magischen Fähigkeiten oder Begabung und/oder mit besonderem, nicht allgemein zugänglichem Wissen, auch Magier und zauberkundige Person genannt.
  - Siehe auch Alchemist, Derwisch, Druide, Fee, Hexe, Gaisterweib, Geisterbeschwörer, Schamane (Kalku, Machi), Seher, Wahrsager, Warlock
  - Verwandte unter anderem: Bussekater, Dedi von Djed-Snofru, Gandalf, Johann Georg Faust, Hermogenes, Huay Chivo, Huenchur, Kirke, Klingsor, Koschtschei, Krabat, Lorelay, Martin Pumpehut, Medea, Merlin, Morgan le Fay, Nimue, Simon Magus, Taliesin, Vedmak, Vergil
- Zombie – Verstorbene, die durch Fluch oder schwarze Magie gegen ihren Willen wiederbelebt wurden
- Zwerg – menschengestaltige, kleinwüchsige Wesen, die oft in den Bergen und unter der Erde hausen. Nach der nordischen Mythologie kunstfertige und zauberkundige Gestaltwandler, teilweise mit den Schwarzalben und Dunkelalben gleichgesetzt. Manche unterscheiden zwischen Zwergen und Kobolden, dass Zwerge in Familien leben und Kobolde Einzelgänger sind; oder dass Zwerge in der Natur und/oder unterirdisch leben, Kobolde jedoch in menschlichen Gebäuden und Schiffen, zumindest in der menschlichen Nähe; Zwerge auch missgünstig und bösartig sein können, Kobolde hingegen neckend wohlwollend. Siehe auch Seelie und Trooping Fairy, Bergbaugeist Duende, Erdgeist, Gnom, Kleine Leute, Schatzhüter
  - Verwandte: Alberich, Aulken, Barstukken, Coraniaid, Enano, Enerbanske, Fafnir, Heimchen-Bergvolk,, Heinzelmännchen, Hinzenmänchen, Krasnoludek, Laurin, Moosmann, Moosweiblein, Onerbäänke (Oterbaanke, Önereersk) Querx, Unterirdische, Wolterkens, Zabro

#### Menschliche oder tierische Gestalt, menschliches Mischwesen
- Ahnengeist – Geistwesen der Vorfahren, meist Schutzgeister für die Nachkommen sowie warnend und mahnend. Bei Vernachlässigung können Ahnengeister bösartig werden. Siehe auch Ahnenkult, Arme Seele, Gespenst, Rachegeist
  - Verwandte: Bunjil, Duppy, Hantu, Genius, Laren, Larvae, Lemures, Melusine, Penaten, Pillans der Vorfahren, Orishas, Tupilak, Wanguléns der Vorfahren, Weiße Frau
- Ariel – ursprünglich „Engel der Landtiere“, Erzengel und ein über die Erde herrschender Dämon und Herrscher über das Element Erde und deren Elementargeistern; später wird er als Luftgeist und Sturmdämon beschrieben.
- Arme Seele – (auch gequälte Seele, nicht erlöste Seele, rastlose Seele, unerlöste Seele, Seele in Unglück, verdammte Seele (Verdammte), verfluchte Seele, verlorene Seele, ruheloser Geist, unglücklicher Geist und anderes) in vielen Kulturen erreicht eine Seele nach dem Tod nicht ihre Bestimmung und erfährt keine Erlösung oder Befreiung: die Seele wurde dem Körper gewaltsam entrissen (Mord, Unfall, Krankheit, Magie), führte verwerfliche Taten aus (Mord, Selbstmord, Hexerei), hat eine Bindung an Menschen, Orte oder Gegenstände (siehe Genius Loci, Ahnengeist) und/oder wird nicht mit religiösen Praktiken bestatten. Sie kann bzw. muss in der Menschenwelt bleiben, u. a. als Wiedergänger erscheinen und als Gespenst spuken. Einige unterscheiden die arme Seele von der wandernden Seele, die freiwillig auf dieser Menschenwelt bleibt. Ketten, Fesseln und Flammen, die Geistern von Toten umgeben und/oder aus Mund und Augen schlagen, sowie fehlende Köpfe (Kopfloser Reiter, Kopfloser Priester und andere) sind häufig ein Zeichen für ein sündhaftes Leben und weisen auf eine angemessene Strafe nach dem Tod hin.
Siehe auch Eselsbegräbnis, Feuerspeiendes Ungeheuer, Teufelspakt, Wilde Jagd (Wilder Jäger); Verwandte unter anderemBhuta, Irrlicht, Schimmelreiter, Weiße Frau, Yürei sowie„Wenn du dich sträubst, werde ich dich erwürgen.“ Scheich des Meeres zwingt Sindbad, ihn auf seinen Schultern zu tragen (Illustration Nurse Norah's up-to-date fairy tales, 1903)

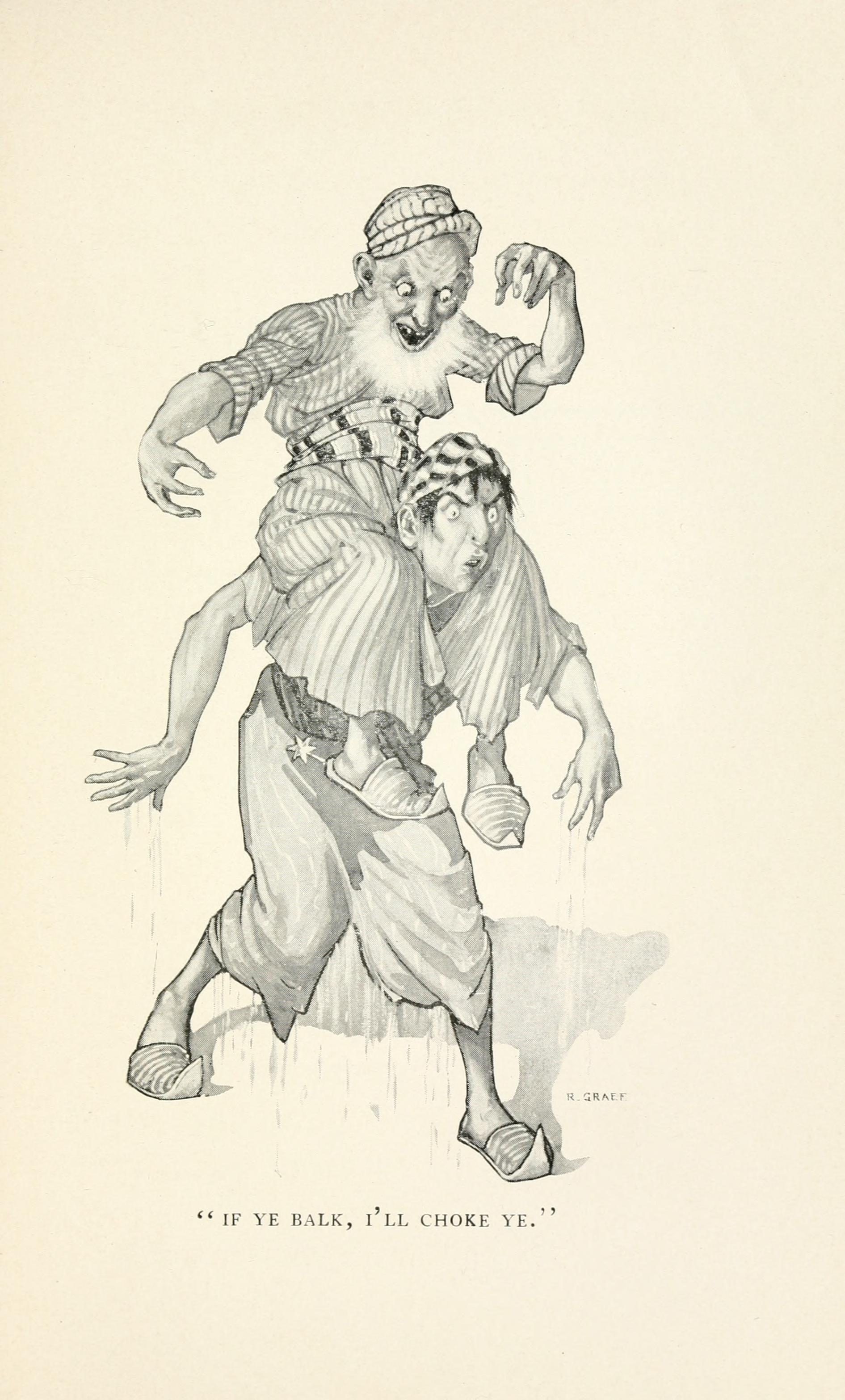
„Wenn du dich sträubst, werde ich dich erwürgen.“ Scheich des Meeres zwingt Sindbad, ihn auf seinen Schultern zu tragen (Illustration Nurse Norah's up-to-date fairy tales, 1903)

  - Geistwesen von tot geborenen oder ungetauften toten Kindern: Bajang, Drekavac, Heimchen, Heugütel, Gütel, Kuman thong (Kumari thong, Kuman lay), Pelesit, Pontianak, Tiyanak, Toyol; siehe auch Dhampir, Kielkropf, Sooterkin, Wechselbalg
  - Geistwesen von Frauen, die während der Schwangerschaft oder bei der Geburt starben: Bean Nighe, Cihuateteo, Kuntilanak (Pontianak), Langsuyar, Sundel belong, Ubume
  - traurige, unglückliche, schmerzende Seele: Bleichermädchen, Hirtin Ilsa, Huenchur, Lady of White Rock Lake, Lilu, Niles Canyon-Ghost, Resurrection Mary, Vila
  - büßende, verdammte, verfluchte Seele: Alperer, Ahasver, Cadejo, Comte Arnau, Comte Mal, Feuerputz (Brünnling, Glühender, Züsler, Feuermann), Frau Gode und ihre Töchter, Lilu, Moosweiblein
  - zornige, rachsüchtige, verbitterte Seele: Rachegeist, Dibbuk, Klushund, Lilu, Phi Tai Hong, Sürthgens Mossel, Tupilak
- Aufhocker – (niederdeutsch Huckup, Buckelgeist) springt nächtlichen Wanderern auf Schulter oder Rücken und wird mit jedem Schritt schwerer, manchmal strafend
  - Verwandte: Bahkauv, Bubak, Böxenwolf, Ganipote, Gütel, Hackestüpp, Hildesheimer Huckup, Kinzweiler Unhold, Klüngelpelz, Licho, Scheich des Meeres, Stüpp, Sürthgens Mossel, Udl, Uhaml, Uhumännle, Zubbelsdeer („Zotteltier“)
- Baumgeist – Naturgeist, der mit der Existenz eines bestimmten Baumes verbunden wird; siehe auch Waldgeist
  - Verwandte: Dryade, Elfen, Fänggen, Kijimuna
- Berggeist – Geistwesen wie Kobolde im Bergbau und in Bergwerken und Naturgeister im Gebirge; siehe auch Erdgeist, Gwyllion, Heimchen-Bergvolk, Schrat, Unterirdische; Verwandte
  - Waldgeister, Gebirgsgeister: Alpenmutter, Bergmönch, Brockengespenst, Erla, Fänggen, Katzenveit, Krakonoš, Liczyrzepa, Ōyamatsumi, Rübezahl, Tatzelwurm, Yamauba, Zana
  - Bergbaukobolde, Bergwerkgeister, Minengeister: Bergmännchen, Bergmännlein, Bergteufel, Bluecap, Coblyn, Cutty Soames (Old Cutty Soames), Grubenmännlein, Knappenmandl, Knockers (Knacker, Tommyknockers), Lötterl, Muki, Schatzhüter,Tatzelwurm, Venedigermännle
- Besitzergreifender Geist – Gottheit oder Geistwesen, die Besessenheit auslösen beziehungsweise einen Menschen in Besitz nehmen („Besessener“). In europäischen Kulturen ist die Besessenheit meist negativ konnotiert und durch bosärtige Dämonen und Teufel als besitzergreifender Geist ausgelöst.
  - Verwandte: Aisha Qandisha, Antaura, Babi ngepet, Brollachan, Dodo, Dibbuk, Gruñu, Gualichu, Huecuvus, Mara, Ifrit, Ikiryō, Legion, Mononoke, Nya, Polong und Pelesit, Pepo, Popobawa, Tromba, Shiryō, Vimbuza, Wendigo
- Cherub – Engel, manchmal als Mischwesen aus Mensch und Löwe beschrieben
- Dämon – Zwischenwesen, ursprünglich Naturgeister aus der griechischen Mythologie, später „Handlanger des Teufels“ (Höllenwesen), die Menschen erschrecken, bedrohen oder Schaden zufügen. Sie werden, auch als gefallene Engel, den „himmlischer“ Engeln gegenübergestellt. Andere „böse Geister“ (oder „bösartige Geister“, „böswillige Geister“) wie Schadensgeister, Krankheitsgeister und besitzergreifende Geister, sowie Gottheiten, Ungeheuer und Mischwesen – auch aus den anderen Kulturen – werden mit Dämonen gleichgesetzt. Traktate über (biblische) Dämonen siehe Ars Goetia, Dictionnaire Infernal, Pseudomonarchia Daemonum
  - Verwandte: Abaddon, Abyzou, Akephalos, Alocer, Anguane, Antaura, Ariel, Asasel, Asmodäus, Az, Azhi Dahaka, Baphomet, Belial, Belphegor, luyanka, Incubus, Legion, Lilith, Lilu, Mandinga, Succubus
  - Ähnliche Wesen und Geistwesen, die als Dämon bezeichnet werden: Abaasy, Angat, Asura, Bajang, Bhuta, Churel, Daeva, Daitya, Danava, Dev, Diw, Dschinn, Dund, Hantu, Huecuvus, Gonggong, Gualichu, Guǐ (Kuein), Guayota, Kasha, Maboya Nekomata, Obake, Oni, Rakshasa, Ravana, Taús Söhne, Ulu Toyon, Wendigo, Xiangliu, Yokai
- Elementargeist – (auch Elementarwesen, Elemental) Geistwesen, das in einem der vier Elemente (Erde, Feuer, Luft, Wasser) lebt bzw. wirkt; wird häufiger mit Naturgeist gleichgesetzt. Siehe auch Dämon, Fee
  - Verwandte: Erdgeist, Feuergeist, Luftgeist, Wassergeist
- Engel – Geistwesen, meist in (geflügelter) Menschengestalt, aber auch Mischwesen und Zwischenwesen zwischen Gott und Mensch (Gottes Boten an die Menschen). Die „himmlischen Engel“ werden den Dämonen gegenübergestellt oder als gefallene Engel (böser Engel, schwarzer Engel, unhimmlischer Engel, Höllenengel) zu den Dämonen gezählt; siehe auch Teufel
  - Verwandte: Abaddon, Alocer, Ariel, Cherub, Entenwick, Erzengel, Nephilim, Norgg (Nörggele), Putto, Schutzengel, Seraph, Todesengel

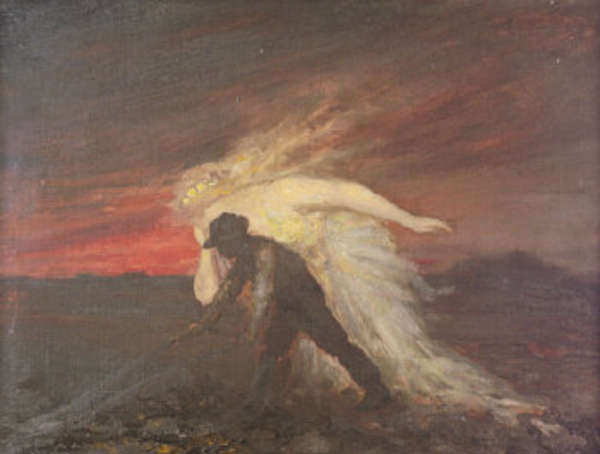
„Der Pflug und der Erdgeist“ (George William Russell, 1913)

- Erdgeist – Naturgeist und chthonische Wesen, der in der Erde („unterirdisch“) lebt oder wirkt
  - Verwandte: Anchanchu, Heimchen-Bergvolk, Berggeist (Gebirgsgeist, Bergbaugeist), Elfen (Schwarzalben, Dunkelalben), Feldgeist, Fenixmännlein, Gnom, Kobolde, Margot la Fée („Erdfee“), Schatzhüter, Unterirdische, Zwerg
- Familiar – (= „Vertrauter“, auch Hexentier, spiritus familiaris) übernatürliche Wesen als magische Helfer, teils tierische Gestalt und belebte Figuren, besonders die zauberkundigen Personen (unter anderem Schamanen, Alchemisten, Hexen und Zauberer) unterstützt oder sie werden gefunden, weitergereicht oder verkauft. Siehe auch Hausgeist, Kobolde
  - Verwandte: Alraune (Alraunmännlein, Galgenmännlein, Siegmarsmännlein), Anchimayen, Atzmann, Babi ngepet, Culebrón (Viborón), Chonchon, Flaschengeist, Flaschenkobold, Gluhschwanz, Golem, Geldmännlein, Ekerken, El Familiar, Hantu Raya, Homunculus, Kuman thong, Lluhay, Paredros, Polong und Pelesit, Toyol, Vilpoñi
  - menschliche Helfer: Voladora, Zánganus
- Feuergeist – Elementarwesen, das im Feuer lebt oder wirkt; auch Dämonen als Höllenwesen werden so genannt. Siehe auch Feuergottheit, Feuerspeiendes Ungeheuer
  - Verwandte: Drache, Dschinn, Feuerputz, Feuerriesen, Feuervogel, Gluschwanz, Guayota, Irrlichter (Irrwisch), Kasha, Muspell, Pillan (Antu, Perpillan), Phönix, Salamander, Soucouyant
- Feuerspeiendes Ungeheuer - Monster, das Feuer aus seinem Maul spucken oder schießen kann, insbesondere Drache, aber auch manche Mischwesen, schwarze Hunden und Höllenhunden. Flammen, die ein Wesen umgeben und/oder aus einem Geschöpf ausschlagen, sind, oft aus der europäisch-christlichen Sicht, Zeichen für Dämonen und Geister von Toten, deren Seele im Fegefeuer geläutert wird. Siehe auch Comte Mal, Feuergeist; Verwandte:
  - im Mittelmeerraum und Orient: Chimära, Cacus, Chalkotauroi, Leviathan, Rosse des Diomedes, Enkelados;
  - in Nord-, Ost- und Westeuropa: Iratxo, Midgardschlange, Smei, Smei Gorynytsch
  - in Afrika und Amerika: Ninki Nanka; Gaasyendietha und Trentren-Vilu;
  - in Asien: Ikuchi, Bakunawa, Basan und Huodou
  - in Literatur und Medien: Balrog und Smaug (Tolkien)
- Formwandler – (auch Gestaltwandler, Metamorph, Hüllenläufer) Wesen, die ihre Gestalt verändern können wie viele Geistwesen (Dämonen, Dschinn, Feen, Teufel, Wasserfrauen und -männer), Vampire, Wertiere und Hexen.
- Gefallener Engel – (auch böser Engel, schwarzer Engel, unhimmlischer Engel, Höllenengel) abtrünniger Engel in Überlieferungen der abrahamitische Religionen, der für seine Auflehnung mit der Vertreibung aus dem Himmel durch Gott und seine übrigen Engel bestraft wird. Häufig wird das personifizierte Böse (Teufel und andere) zu den gefallenen Engeln gezählt.
  - Verwandte: Abaddon, Alocer, Ariel, Asasel, Entenwick, Nephilim, Norgg (Nörggele), Teufel
- Geistwesen – (auch einfach Geist) immaterielles oder „feinstoffliches“ Wesen mit übermenschlichen, begrenzten Fähigkeiten, kann aber auch mit festem Körper erscheinen. Manchmal werden den Geistern die übernatürliche Wesen „in voller Körperlichkeit“ wie Kobolde, Wasserfrauen und Wassermänner, Wiedergänger und Untote, Zwerge sowie einige Riesen und Ungeheuer gegenüberstellt.
Ketten, Fesseln und Flammen, die verdammten Seelen und Gespenster sowie bösartige Dämonen und Ungeheuer umgeben oder Feuer spucken, sind häufig ein Symbol für ein sündhaftes Leben und/oder eine Verbindung zum Teufel; siehe auch Cadejo, Comte Mal, El Familiar, Gespenst von Canterville, Iele, Marleys Geist, Rolling Calf, Rongeur d'Os, Tchén al tchinne.
Ebenso deutet der fehlende Kopf auf eine angemessene Strafe nach dem Tod hin (aus christlichen Sicht die der Sünder im Fegefeuer erleiden muss); siehe auch Akephalos, Dullahan, Kopfloser Reiter.
- Gespenst – mit übernatürlichen Fähigkeiten ausgestattetes Geistwesen von Verstorbenen, teils Menschengestalt, Tiergestalt oder gestaltlos, wird oft als „feinstofflicher“ oder „materieloser“ Geist dem „grobstofflichen“ Wiedergänger, einem in voller Körperlichkeit wiederkehrenden Untoten („lebenden Leichnam“) gegenübergestellt
  - Verwandte: Ahnengeist, Hantu, Hungergeist, Gwisin, Larvae, Lemures, Manen, Weiße Frau, Yūrei
- Ghul – menschen- und leichenfressender Dschinn, weiblich Ghula genannt, kann in verschiedene Gestalten schlüpfen. Siehe auch Gestaltwandler, Menschenfresser; Verwandte: Luisón
- Halbdrache – Mischwesen aus Mensch und Drache oder ein Mensch mit Eigenschaften und Fähigkeiten eines Drachen. In der slawischen Mythologie und in Teilen Asiens findet man Nachkommen von Drachen und Menschen, die oft als Helden oder Herrscher hervortreten.
Auch Ungeheuer, die wenige Eigenschaften des „europäischen“ und „richtigen Drachen“ besitzen, werden Halbdrache genannt (wie kleiner Körper, zwei oder keine Beine statt vier, kleine Flügel oder keine Flugfähigkeit, kein Feuer spucken). Siehe auch Drache von Henham, Lindwurm, Lindwurm von Lambton, Tatzelwurm, Wyvern.
- Hausgeist – Geistwesen, das in einem Haus oder Grundstück wohnt, viele davon schützen das Haus und die Bewohner. Siehe auch Ahnengeister, Banshee, Familiar, Kobold, Laren, Penaten, Schlossgeister, Schutzgeist, Weiße Frau
- Herr der Tiere – (auch selten Herrin der Tiere) göttliches Wesen oder Geistwesen, Hüter der Tierwelt, bisweilen ihr Schöpfer und Bewahrer ihrer Fruchtbarkeit oder auch als Helfer des Jägers (Jagdgott) angesehen. Weibliche göttliche Wesen oder Geistwesen werden meist als Hüterin der Pflanzen oder der gesamten Natur („Herrin des Waldes“) gesehen. Siehe auch Schutzgeist
  - Verwandte: Buschgroßmutter, Cernunnos, Enkidu, Gehörnter Gott, Leschi, Muma Pădurii, Mutter Erde, Nandi, Naturgeist, Nukux Tat, Nymphe, Patasola, Pashupati, Potnia theron, Qilin, Sedna, Sila (auch Hila, Sla), Skogsrå, Tata Duende,Torngarsuk
- Irrlicht, Irrwisch – (auch Dämonenlicht, Ignis fatuus, Spuklicht, Totenlicht, Trauerlicht) meistens gestaltloses Wesen, das Menschen durch Leuchten in die Irre führt, oft Werk von übernatürlichen Wesen wie böswilligen Kobolden, Naturgeistern und Dämonen. Ebenfalls erscheinen Seelen von Toten als Irrlichter, manche zur Buße ihrer Sünden, seltener als feurige Rachegeister, die Menschen angreifen und sogar verbrennen.
  - Verwandte: d’Raulîcht, Feu follet (= „Narrenfeuer“), Fuego Fatuo (Luz de Muerto), Haka-no-hi, Jack O’Lantern, Kitsunebi, Kosenjōbi, Mino-bi, Onibi, Spunkie, Tanuki-bi, Will-o’-the-wisp, Will-o’-wisp
  - Ähnliche Wesen und Wesen, die die Gestalt von Irrlichtern annehmen: Anchimayen, Blud, Bolefuego, Corujá, Hobs ThrushKentaur, 1160/1170

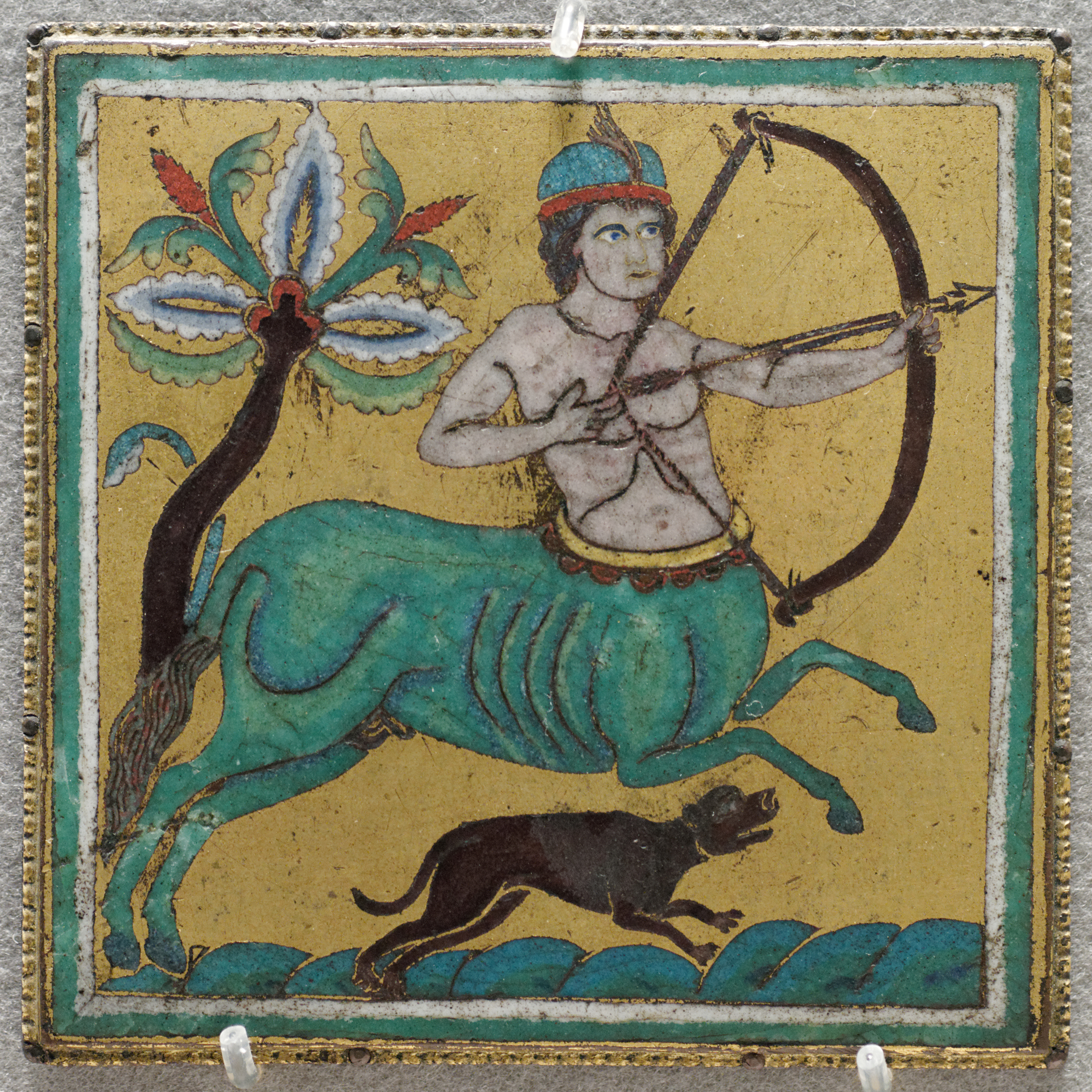
Kentaur, 1160/1170

- Katzenmensch – (auch Werkatze) kann sich in eine Katze verwandeln (wie Hexe); auch Mischwesen aus Mensch und Katze. Siehe auch Hexentier, Jaguarkrieger, Löwenmensch, Werwolf; Verwandte: Bakeneko, Bastet, Jaguarmensch, Menhit, Sachmet, Sphinx,
- Kentaur – (auch Zentaur) Mischwesen aus Mensch und Pferd; siehe auch Ichthyokentauren, Serrana de la Vera
- Kinderschreck – übernatürliches Wesen, das Kindern Angst eingejagt, viele davon ursprünglich Schreckgestalten, an die die Menschen auch als Erwachsene glaubten
- Korndämon – (auch Korngeist, Feldgeist) Naturgeist, teils auch Hausgeist und Schreckgestalt in Kornfeld oder Pflanzung, ambivalente Charakter: mal helfend, mal schädigend.
  - Verwandte: Bilwis, Habergeiß, Kornmann, Kornmutter, Langtüttn, Mittagsfrau, Roggenmuhme, Roggenhexe, Roggenmöhn, Roggenwolf, Tittenwief, Zitzenweib
- Meerjungfrau – (auch Seejungfrau, auch in Süßwasserseen) Wassergeist und Mischwesen aus Frauen- und Fischkörper; siehe auch Gwragedd Annwn, Merlion, Nixe, Skylla, Tritonen
  - Verwandte: Mama Wata, Sirene, Suvannamaccha
- Menschenfresser - Geschöpf, das Menschenfleisch frisst. Siehe auch Drache, Hexe, Ungeheuer, Wendigo, Werwolf
  - Verwandte: Amarok, Ao Ao, Aswang, Buntu Rajasri, Black Annis, Blutschink, Culebrón (Viborón), Chancalaera, Cherufe, Empusa, Fliegender Kopf, Ghul, Hungergeist, Kuntilanak (Pontianak), Kurupi, Lamaštu, Lamia, Lamien, Langsuyar, Leyak, Licho, Kajiga Baba, Mantikor, Mapinguari, Menschenfressende Pflanze (Audrey), Minotaurus, Nebelmännle, Nguruvilu, Oger, Ojácanu / Ojáncana, Oude Rode Ogen (Bestie von Flandern), Patasola, Ragana, Rangda, Rosse des Diomedes, Sirene, Skinwalker, Stalo, Tanchō Banashi, Tunda, Waheela, Water Babies
- Minotaurus – Mischwesen mit menschlichem Körper und Stierkopf
- Mumie – mumifiziertes Untote (Mensch, Tier oder Mischwesen); siehe auch Lebender Leichnam, Skelett
- Nachtalb – (auch Mahr, Nachtmahr) Druckgeist, der in der Nacht auf Menschen lastet, ihnen Grauen einflößt und Albträume verursacht.
  - Verwandte, andere Bezeichnungen: Boggart, Corujá, Drude, Mahrt, Moort, Schrätteli, Toggel
- Naturgeist – Geistwesen, das mit einem Ort in der Natur verbunden ist, wird auch den Elementargeistern gleichgesetzt. Manchmal werden Gespenster, Hausgeister und Schutzgeister als Kulturgeister den Naturgeistern gegenübergestellt beziehungsweise sind Wesen wie Korndämon / Feldgeist, Bergwerkgeist und manche Kinderschreckgestalten sowohl Kultur- als auch Naturgeister. Siehe auch Dämon
  - Verwandte: Baumgeist, Berggeist, Elfen, Fee, Herr der Tiere, Waldgeist, Wassergeist, Wettergeist
- Phantom – Geistwesen (Gespenst, Seele oder Geist einer toten Person oder eines toten Tieres, die den Lebenden erscheinen kann), unnatürliche Erscheinung und Trugbild; siehe auch Phantomanhalter, Phantomkatzen (Alien Big Cats, Bakeneko)
- Rachegeist – rachsüchtiger Geist eines Toten, der aus dem Jenseits zurückkehrt (Wiedergänger, oft Gespenst, oder anderes Geschöpf), um Vergeltung für einen grausamen, unnatürlichen oder ungerechten Tod zu üben. Sie gelten oft auch als unglückliche Geister. In bestimmten Kulturen sind die Bestattungs- und Beerdigungs- oder Einäscherungszeremonien wichtig, damit solche Geister nicht aus dem Jenseits zurückkehren. Siehe auch Arme Seele, Erinnyen (Furia, Megäre), Ker, Nemesis, Rachepuppe
  - Verwandte unter anderem: Bloody Mary, Bolefuego, Cegua, Chindi, Churel, Dalgyal guishin, Descarnada, Drekavac, Dybbuk, Funayūrei, Goryō, Green Lady, Gwisin, Guī shā, Ikiryō, Jiang Shi, Kashima Reiko, Kashima Reiko, Kuchisake-onna, Kukudh, Kuntilanak, Langsuyar, Llorona, Lugat, Madam Koi Koi, Manen, Mogwai, Moroi, Nü gui, Patasola, Phi Tai Hong, Pontianak, Onryō, Sayona, Sundel belong, Strigoi, Strzyga, Taconuda, Teketeke, Tiyanak, Tulevieja, Verschleierte Dame, Viuda, Vrykolakas, Xonaxi Queculla, Yuan gui, Yalám Bequet
- Rankenfrau – Gestalt, die aus einem Blütenkelch auftaucht
- Schatzhüter – übernatürliche Wesen, das ein Schatz anhäuft und / oder ein Schatz und die „Reichtümer aus der Erde“ bewacht wie Drachen, schwarze Hunde, Zwerge und Kobolde; siehe auch Bergbaustgeist, Plutos
  - Verwandte: Anchanchu, Cuélebre, Culebrón, Enano, Fafnir, Rübezahl (Krakonoš, Liczyrzepa), Teju Jagua
- Schutzengel – zum Schutz eines Landes, eines Ortes oder einer Person zugestellter Engel; verwandt mit Schutzgeistern, Schutzgottheiten
- Schutzgeist – Geistwesen, das einer Person oder einem Ort als Beschützer zugeordnet ist und sie in verschiedenen Situationen unterstützt. Siehe auch Familiar, Hausgeist, Naturgeist; Verwandte und Schutzgottheiten
  - für Menschen: Ahnengeist, Bhuta, Cadejo, Genius, Idise, İye, Lamassu, Laren, Nagual, erblicher Pepo, Torngarsuk, Thoeris
  - für Orte und Natur: Chaneque, Chenghuang, Dryade, Feldgeist, Genius Loci, Herr / Herrin der Tiere, İye, Najaden, Nekogami, Nymphen, Nukux Tat, Penaten, Tata Duende, Torngarsuk
- Schwanenjungfrau – Frau, die sich durch Überwerfen eines Schwanenhemdes in einen Schwan verwandeln kann; dies wird auch von Elfen und Walküren berichtet. Siehe auch Fee, Gestaltwandler, Mahrtenehe, Nixe, Wasserfrau, Die sechs Schwäne
- Seraph – Engel, beschrieben als Schlange mit drei Flügelpaaren, menschlichen Händen und menschlicher Stimme.
- Skelett – physisch manifestierter Untoter, meistens menschliche Skelett, können aber auch von jeder anderen Geschöpfe stammen. Belebte menschliche Gerippe werden in der westlichen Kultur seit dem Mittelalter als Personifizierung des Todes verwendet. Siehe auch Lebender Leichnam; Verwandte: (vierter) Apokalyptische Reiter, Dengelgeist, Descarnada, Freund Hein, Gevatter Tod, Hone-onna, Mekurabe, Nachzehrer, Sensenmann (Schnitter), Taconuda, Xonaxi Queculla, Yalám Beque
- Sphinx – Mischwesen aus Löwenkörper und Menschenkopf, manche mit Flügeln; Verwandte: Sphinx (griechisch), Cherub
- Spuk – für nicht offensichtlich wissenschaftlich erklärbare, unheim liche Erscheinungen, zum Beispiel Gespenster und Poltergeist
- Teufel – übernatürliche, das Böse verkörpernde Gestalt, erscheint auch als Drache, Schlange und Wurm, gerne auch Tiergestalten des Heidentums: Rabe, schwarzer Bock (so der Teufel als Meister der Hexen bei dem Hexensabbat; auch Eber und Sau), schwarze Hund (Höllenhund) und Wolf. Nicht immer wird alles Böse in der Gestalt eines einzigen Teufels verkörpert, sondern es taucht gelegentlich eine Vielzahl von Teufeln auf, die in der Regel dem obersten Teufel unterstehen. Auch werden übelwollende Dämonen und andere bösartige („teuflische“) Geistwesen als Teufel bezeichnet respektive werden sie mit Teufel gleichgestellt. Siehe Dämon, Diw, gefallener Engel
  - Verwandte: Antichrist, Ahriman, Asasel, Asmodäus, Baphomet, Beelzebub, Belial, Belphegor, Chutriel, Diabolos (Diabolus), gefallener Engel, Iblis, Legion Luzifer, Mandinga, Mephistopheles (kurz Mephisto), Phosphoros, Samael (Samiel), Schaitān, Satan, Urian (Herr Urian, Meister Urian)
    - Andere Bezeichnungen: Alichino, der Alte, Altfeind, Auld Hornie (Old Horny), Bies, der Böse, Böser Geist, Buhlteufel, Busebeller, Davy Jones, Daus, Deibel, Deiwel, Fürst dieser Welt, der Gast (Seemannsprache), gefallener Morgenstern, Gehörnter, Gottseibeiuns, Gott dieses Jahrhunderts, Graumann (Graumännle), Hämmerlein (auch für Scharfrichter, Henker), Herr der Fliegen, Herr der Lügen (Vater der Lügen), Hinkebein (der Hinkende), Höllenfürst, Höllenwart (Hellehirt, Hellewart, Hellewirt, Hellewicht), Kuckuck, der Leidige, Leibhaftiger, Old Nick, Old Scratch (Mr. Scratch), Pocker (Schweden, England) der schwarze Gott, schwarze Mann, Sohn der Verdammnis, Tausendkünstler, ungebetener Gast, Verführer, Versucher, Vitzliputzli, Voland (Volland, Junker Volland, Partizip zu verführen, schrecken), Wicht, Widersacher

  - Teufelin: Buhlteufelin, Lilith, Teufels Großmutter (Teufels Mutter, Dükermudder)
  - Ähnliche Wesen: Angat, Gualichu, Guayota, Lilith, Mara, Taú
- Tod – Geistwesen, erscheint meistens in menschenähnlicher Gestalt oder auch in Tiergestalt; siehe auch Totengeist, Totengott, Todesengel. Verwandte:
  - aus europäischen Kulturen: Apokalypse Reiter, Boandlkramer, Davy Jones (Teufel des Meeres), Dengelgeist, Freund Hein (auch Hain, Gevatter Hein, Bruder Hein), Hein Klapperbein, Gevatter Tod (auch Gevatter Hein), Schnitter, Schlafes Brüder, Sensenmann
  - aus Kulturen außerhalb: Iwianch, Muut, Shinigami, Xonaxi Queculla
- Totengeist – (auch Todesgeist, Todesfee; siehe auch Torngarsuk) Geister von Toten (Gespenst) und andere Geistwesen,
  - die als Psychopompos (Seelengeleiter) Verstorbene ins Jenseits begleiten: Ankou, Sharvara und Shyama Shinigami, Todesengel, Walküre
  - die den bevorstehenden Tod von Menschen ankündigen: Banshee, Barghest, Bean Nighe, Cailleach, Cyhyraeth, Gwrach y Rhibyn, Frau Holle, Huenchur und Cahuelche Klagemutter, Mallt-y-Nos, Nachtwäscherinnen, Sharvara und Shyama, Weiße Frau, Winselmutter und oder
  - die die Nachricht von dem Tod eines Menschen überbringen: Huenchur und Cahuelche, Gonger, Bisterk Ding
- Trickster – Menschen, (Halb-)Götter oder Geister in Tiergestalt, die die Ordnung im (göttlichen) Universum durcheinanderbringen und als Kulturheros etwas für die Menschen holen (z. B. Feuer); oder die dem Menschen Streiche spielen, meist zur Strafe oder Belehrung
- Unhold - bösartige, Menschen nicht wohlgesinnte Wesen, meistens Geistwesen oder Ungeheuer, auch Hexen
- Ungeheuer – (auch Bestie, Ungetüm, Untier, Monster, Monstrum) durch Größe, Stärke oder Hässlichkeit hervorhebende Geschöpfe, meistens angsterregend und unheimlich, teils Geistwesen, teil in Bestiarien. Verwandte: Drache, Feuerspeiendes Ungeheuer, Höllenhund, Lindwurm, Mischwesen, Schwarzer Hund, Seeungeheuer
- Untoter – gestorbene Wesen, die u. a. als Wiedergänger oder Vampire zu Lebenden zurückkehren
- Vampir – blutsaugender Untoter und Gestaltwandler, überwiegend nachts aktiv
  - Verwandte: Abchanchu, Adze, Asanbosam, Aswang, Baobhan-Sith, Carmilla, Chupacabra, Dhampir, Dracula, Dwojeduschnik, Empusa, Lamaštu, Lamien, Nekomata, Nguruvilu, Nosferatu, Nukekubi, Patasola, Penanggalan, Rokurokubi, Soucouyant, Tiyanak, Tlahuelpuchi, Tunda, Upyr, Vrykolakas, Yara-ma-yha-who
- Waldgeist – Naturgeist, der im Wald beheimatet ist; siehe auch Baumgeist, Waldmensch
  - Verwandte: Ajatar, Buschgroßmutter, Fänggen, Faunus, Holzfräulein, Huldra, Kalanoro, Leschi, Mohán, Moosmann, Moosweiblein, Muma Pădurii, Nebelmännle, Sylphe, Schrat, Skogsrå, Uldra, Waldschrat, Yaksha
- Wassergeist – Naturgeist, hält sich in Gewässern oder in deren Nähe auf; siehe auch mythologisches Wasserwesen (Kategorie)
  - Verwandte: Guallipén, Meerjungfrau, Meermann, Nixe, Trehuaco, Wassermann / Wasserfrau / Wasserpferde / Wasserstiere (Elfstier), Undine, Water Babies
- Werkatze – (auch Katzenmensch) Mensch (wie Hexen), der sich in eine Katze verwandelt; auch Mischwesen aus Mensch und Katze. Siehe auch Hexentier, Jaguarkrieger, Löwenmensch, Werhyäne, Werwolf
  - Verwandte: Bakeneko, Bastet, Jaguarmensch, Menhit, Sachmet, Sphinx
- Wertier – Mischwesen aus Mensch und Tier („Tiermensch“), häufiger menschliche Gestaltwandler, die sich absichtlich (Hexen, Zauberer) oder zwangsweise in ein Tier verwandeln, unter anderem durch ein Ritual, ein Zauberspruch und ein Fluch, ein Biss oder ein Kuss, durch Salben (Hexensalbe), Einnahme von Zaubertränke undr Kräuter oder durch Kleidungsstücke („Macuñ“-Weste, Wolfsriemen). Bei Hexen (Hüllenlauferin) wird in Sagen unter anderem Füchse, Hasen, Hunde, Katzen, Pferde, Vögel (wie Adler, Eulen, Raben, Schwäne und mehr) und Wölfe genannt. Siehe auch Hexentier, Skinwalker
  - Ähnliche Wesen und Verwandte: Berserker, La Calchona, Hombre Caimán, Schwanenjungfrau, Voladora, Werkatze (Katzenmensch), Werhyäne, Werwolf
- Werwolf – Mensch, der sich in einen Wolf verwandelt oder Mischwesen aus Mensch und Wolf; siehe auch Höllenhund, Schwarzer Hund, Wertier
  - Verwandte und ähnliche Wesen: Bestie von Gévaudan, Böxenwolf, Galipote, Ganipote Hackestüpp, Kinzweiler Unhold, Klüngelpelz, Lobo hechoizado (Zauberwolf), Luisón, Lykaon, Stüpp, Vrykolakas
- Wettergeist – Gottheiten und Naturgeister, meist Windgeister, Dämonen, (Wetter-)Hexen und Riesen, die das Wetter beeinflussen oder kontrollieren, oft als boshafte oder bösartige Wesen dargestellt, die Gewitter, Nebel, Regen und Dürre sowie Stürme verursachen und die Personifizierung der Wetterphänomene sind. Siehe auch Brockengespenst, Donnergott, Wettergott, Regentrude
  - Verwandte: Alux, Ariel, Azhi Dahaka, Brenin Llwyd, Cailleach, Dian Mu, Djaramulun, Druk, Entiznáu, Fear Liath, Frau Holle, Huenchur , Lei Gong, Mulachinis, Namarrgon, Nebelmännle, Nuberu, Roggenwolf, Sabawaelnu, Schlernhexen, Szélanya, Wondjina
- Wundervölker – (auch Fabelvölker, monströse Völker) in der Antike und im Mittelalter beschriebene fremdartige Völker und monströse Menschenrassen (lat. monstra)

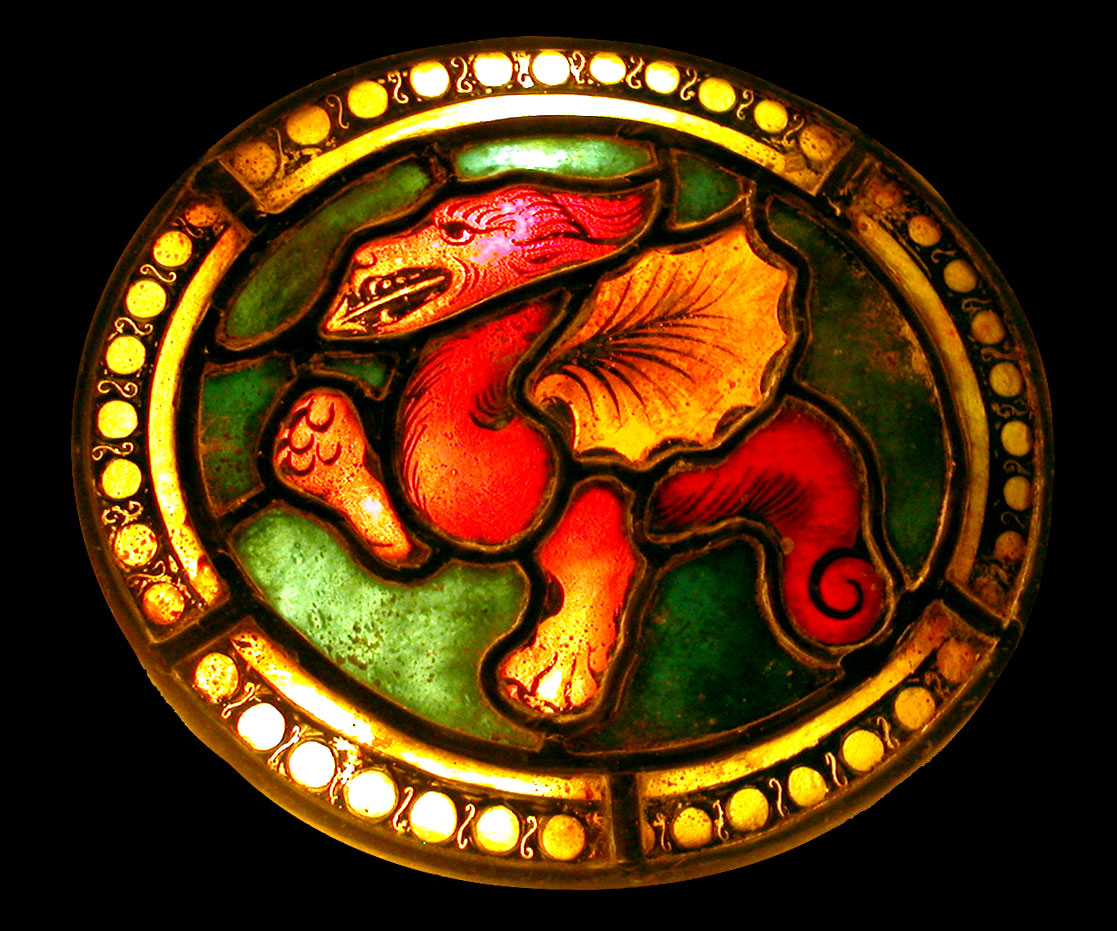
Fabeltier, Drache, Glasmalerei; Österreich 15. Jahrhundert

#### Tiergestalt, tierisches Mischwesen
- Drache – schlangenähnliches, meist feuerspeiendes und geflügeltes Mischwesen; wird in einigen Überlieferungen mit dem personifizierten Bösen wie dem Teufel gleichgesetzt, in anderen aber auch wohlwollend und glücksbringend. Siehe auch Alraune, Chimära, Dämon, Feuergeist, Menschenfresser, Schatzhüter, Seeschlange, Teufel, Ungeheuer
  - Verwandte und Wesen mit drachenähnlicher Gestalt: Aitvaras, Ajatar, Alperer, Amphisbaena, Ao Guang, Azhi Dahaka, Basilisk, Bolla, Cuélebre, Drak, Druk, Fafnir, Gluhschwanz, Graoully, Halbdrache, Ḫedammu, Henham-Drache, Hydra, Knucker Mantikor, Ladon, Lambton-Lindwurm, Lagarto de las Peñas, Lindwurm, Long, Nidhöggr, Orochi, Shenlong, Silant, Smei, Smei Gorynytsch, Tarasque, Tatzelwurm, Toyotama-hime, Vishap, Wawel-Drache, Wyrm, Wyvern, Yamatanoorochi
- Einhorn – Pferde- oder Ziegengestalt mit geradem Horn auf der Stirnmitte; siehe auch Escornáu, Qilin
- Greif – löwenartig, Raubvogelkopf, Schnabel, spitze Ohren, Flügel; Verwandte: Hippogryph, Mantikor, Roch
- Höllenhund – Wächter oder Diener der Unterwelt in Mythologien auf der ganzen Welt, auch Dämon der Hölle oder des Teufels in Hundegestalt. In einigen Überlieferungen benutzen Dschinn schwarze Hunde als Reittiere. Außerdem werden manchmal Hundewesen, die die Wilde Jagd und Santa Compaña anführen oder begleiten, Höllenhunde genannt. Siehe auch Familiar, Werwolf; Verwandte:
  - Schwarzer Hund; Cŵn Annwn, Dip, El Familiar, Garm, Guayota und Tibicenas , Huay Chivo und Huay Pek (Mexiko), Huodou (China), Kerberos , Luisón, Sharvara und Shyama, Rongeur d'Os
- Hippokamp – Vorderleib eines Pferdes, Hinterleib eines Fisches
- Hippogryph – Kopf, Flügel und Vorderbeine eines Adlers, Hinterleib eines Pferdes; Verwandte: Greif, Roch
- Julbock – Unheimlicher riesiger Ziegenbock in Skandinavien, der zu Weihnachten Geschenke brachte
- Mantikor – (= Menschenfresser, Manticor, Manticore, Manticora, Marticora) persisches Mischwesen aus Löwe und Drache oder Skorpion, manchmal mit dem Gesicht eines alten Mannes; ernährt sich von Menschen.
- Osterhase – Hase, der Ostereier anmalt und versteckt. Siehe auch Dalgyal Guishin (koreanische Eiergeist)
  - Verwandte: Easter Bilby, Easter Bunny, Kuckuck, Storch, Osterglocken (Kirchenglocken), Osterfuchs
- Riesenkrake – gigantische, aggressive Kopffüßer, die Schiffe und Menschen angreifen und in die Tiefe ziehen
- Salamander – Elementarwesen und Feuergeist, kann im Feuer leben
- Schwarzer Hund – geisterhaftes Wesen, seine Erscheinung wird oftmals als Zeichen des Todes gewertet. Bekannt in fast allen Teilen der Welt, meist größer als gewöhnliche Hunde, besitzt unheimlich leuchtende Augen. In deutschprachigen Überlieferungen haben vielen schwarze Hund keine Namen, werden aber meist mit den Teufel gleichgesetzt. Siehe auch Höllenhund, Schatzhüter, Werwolf; Verwandte
  - Barghest, Black Shuck, Cadejo, Frau Godes Töchter, Guayota, Gwyllgi, Huodou, Klushund, Mahākanha, Okuri-inu, Oude Rode Ogen, Rongeur d'Os, Shyama, Sürthgens Mossel, Tchén al tchinne Tibicenas, Welthund, Zubbelsdeer
  - Geistwesen, das auch in Gestalt eines schwarzen Hundes erscheint: Alperer, Stelzenmann,Teufel, Türst
- Seeungeheuer – Ungeheuer und Kryptid im Meer und in Binnengewässer wie Seeschlange und Riesenkraken; siehe auch Drache, Wassergeist
  - Verwandte: Addanc, Beithir, Bessie, Bunyip, Champ, Dobhar-chú, Igopogo, Iliamna Lake-Monster, Issie, Jenny Haniver, Kusshie, Lariosauro, Leviathan, Manipogo, Memphre, Mhorag, Mishipeshu, Nahuelito, Nguruvilu, Ninki-Nanka, Ōguchiwani, Ōnamazu, Seelkee, Seetrows, Selma, Suvannamaccha, Tanchō Banashi, Totaseeemonster, Trunko, Tsuchinoko, Umibōzu, Ungeheuer von Loch Ness, Wasserpferde, WasserstierBuch-llustration Ya-Te-Veo, oder Menschenfressender Pflanze (1887)

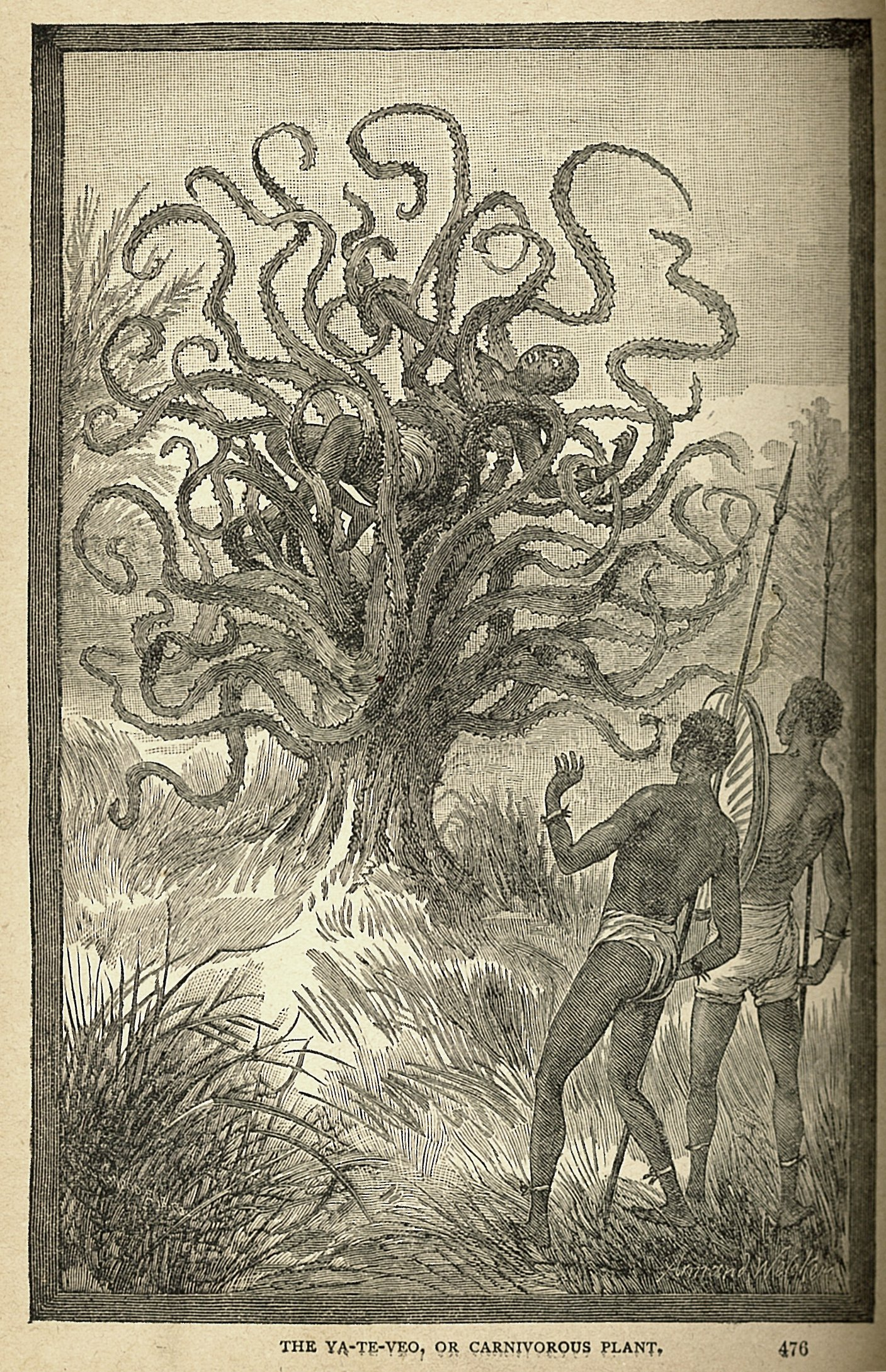
Buch-llustration Ya-Te-Veo, oder Menschenfressender Pflanze (1887)

- Seeschlange – riesige schlangenähnliche, im Wasser lebende Tiere; siehe auch Drache, Seeungeheuer
  - Verwandte: Cadborosaurus, Cuero, Ḫedammu, Ikuchi, Illuyanka, Knucker, Lagarfljótwurm, Midgardschlange, Morgawr, Ogopogo, Storsjöodjuret, Tannin
- Wasserpferd – (auch Seepferd) Wassergeister, bisweilen auch Gestaltwandler und Seeungeheuer in Gestalt von Pferden
  - Verwandte: Bäckahästen, Cabyll-ushtey, Ceffyl dŵr, Each Uisge, Fuath, Hippokamp, Ichthyokentauren, Kelpie, Nuckelavee, Nuggle, Nykur, Tangie
- Wyvern – (auch Wivern) schlangenartiger zweibeiniger Drache mit Giftzähnen und Stacheln, kann fliegen, bösartig; ähnlich dem Silant

##### Pflanzengestalt
- Menschenfressende Pflanzen – Kryptidpflanzen, die Menschen töten und verdauen

### Mediterraner Raum und Orient
Fabelwesen aus Spanien, (Süd-)Frankreich siehe hier unter Nord-, Mittel- und Westeuropa; Fabelwesen auf dem Balkanhalbinsel (außer Griechenland) siehe hier unter Osteuropa, weitere Fabelwesen hier unter Asien

#### Menschliche Gestalt
- Abaddon – Engel des Abgrunds, mythologische Figur der Bibel
- Acephale – kopfloses Wundervolk im Mittelalter
- Akephalos – kopflosen Dämon, der auch im Gefolge der Wilden Jagd erscheinen oder selbst der Wilde Jäger ist
- Amazonen – einzelne Frauen und Völker, bei denen Frauen „männergleich“ in den Kampf ziehen
- Anguane – Dämonin aus der romanischsprachigen Mythologie
- Antaura – weiblicher Dämon, der aus dem Meer steigt, um die Menschen mit der Migräne heimzusuchen oder in den Köpfen von Menschen niederzulassen. Sie geht auf Dämonin Abyzou zurück, der Kinder tötet.
- Asmodeus – Dämon der jüdischen Mythologie
- Befana – Weihnachtshexe des italienischen Volksglaubens, die Geschenke bringt; Verwandte: Frau Holle, Perchta und St. Nikolaus, Sinterklaas, Weihnachtsmann
- Belial – dämonische Gestalt der Bibel
- Blemmyer – afrikanische Wundervolk, das keine Köpfe hat
- Camena – römische Quellgottheit, vergleichbar mit den griechischen Nymphen und Najaden; weitere Verwandte: Vibes
- Dibbuk – (auch Dybuk, Dybbuk) bösartiger besitzergreifender Geist eines Toten im jüdischen Volksglauben, der aufgrund seiner Verfehlungen nicht von der irdischen Existenz trennen kann und sucht nach einem lebenden Körper, um diesen zu besetzen. Unter anderem bewirkt er irrationales Verhalten. Siehe auch Arme Seele; Verwandte: Gruñu
- Dryade – Baumgeist, Nymphe der Eichbäume; siehe auch Sylphen
- Gello – Geist eines ledig gestorbenen Mädchens in der griechischen Mythologie, der Jungfrauen, Schwangeren und Kleinkindern tötet; Verwandte: Abyzou, Black Annis, Kuntilanak (Pontianak), Lamaštu, Lamia, Lamien, Langsuyar, Mormo, Ojáncana, Rangda, Striges
- Genius – ursprünglich Ahnengeist, der über seine Nachkommen wacht, später persönliche Schutzgeister einen Menschen, den man opferte und von denen man sich Hilfe und Inspiration in schwierigen Lebenssituationen erhoffte. Auch andere Kollektive wie Truppenteile, Kollegien und Orte haben einen Genius. Verwandte: Laren, Larvae, Lemures
- Genius Loci – Geistwesen eines bestimmten Ortes, ursprünglich aus der römischen Mythologie, aber auch in anderen Kulturen Schutzgeister des Ortes und bisweilen auch Ahnengeister. Die Schutzfunktion ist nicht immer für Menschen ersichtlich und die Geistwesen sind den Menschen nicht wohlgesinnten.
  - Verwandte: Baumgeister (wie Dryaden, Kijimuna), Berggeister (wie Erla, Katzenveit, Krakonoš, Liczyrzepa, Rübezahl, Zana) Hausgeister (Schlossgeister, Kobolde wie Hinzelman, Hinzenmännchen, Petermännchen),Laren, Wassergeister (wie Donauweibchen, Elbst Lorely, Najaden)
- Geryon – Riese aus der griechischen Mythologie mit drei an der Hüfte zusammengewachsene Leiber, manchmal geflügelt dargestellt, Sohn von Chrysaor und der Okeanide Kallirrhoë, sein Vieh bewacht der zweiköpfige Hund Orthos
- Graien – (= „Greisinnen“, auch die Grauen) Schwestern der Gorgonen, geboren als Greise, zusammen teilen sie ein Zahn und ein Auge
- Hekatoncheiren – riesiger Söhne des Uranos und der Gaia mit 50 Köpfe und 100 Hände
- Hesperiden – Nymphen der griechischen Mythologie, die mit dem Drachen Ladon den Baum mit goldenen Äpfeln hüten
- Kallikantzaros – (auch Kalikantzaros) kobold- und satyrähnliche Weihnachtsgeister und Totengeister in Griechenland und Südosteuropa, die in der 12 Weihnachtstage an die Oberwelt kommen, um die Menschen zu ärgern
- Kugelmenschen – Nach Platon Menschen, die einen kugelförmige Rumpf, vier Hände und Füße, auf einen Kopf zwei Gesichter mit je zwei Ohren und ein kreisrunder Hals hatte
- Lamia – bösartige griechische Königin und Gestaltwandlerin, die Kinder raubt und tötet (siehe auch nach ihr benannten Lamien); Verwandte: Abyzou, Black Annis, Gello, Kuntilanak (Pontianak), Lamaštu, Langsuyar, Mormo, Ojáncana, Randga, Striges
- Laren – römische Schutzgötter oder Schutzgeister bestimmter Orte und Familien
- Larvae – Geister von Verstorbenen der römischen Religion; siehe auch Gespenst
- Lemures – Geister von Verstorbenen der römischen Religion; siehe auch Gespenst
- Manen – meistens feindlich gesinnte Geister der Toten der Feinde der römischen Religion; siehe auch Gespenst, Rachegeist
- Moiren – (auch Moirai, Moerae, Sg. Moira = „Anteil, Los, Schicksal“) personifiziertes Schicksal jedes einzelnen Menschen und Schicksalsgöttinnen in der griechischen Mythologie, teilweise über den Göttern stehen und als Trias von alten Frauen auftreten: Klotho (= „Spinnerin“), Lachesis (= „Zuteilerin“) und Atropos (= „Unabwendbare“). Siehe auch Nornen, Parzen, Urmen
- Mormo - (auch Mormolyke, Mormolykia) weibliche bösartige Gestalt, die Kinder nachstellt und verschlingt; Verwandte: Abyzou, Black Annis, Gello, Kuntilanak (Pontianak), Lamaštu, Lamia, Lamien, Langsuyar, Ojáncana, Rangda, Striges
- Najaden – Nymphen, die über Quellen, Bäche, Flüsse und Seen wachen; siehe auch Camenda, Vibes
- Nephilim – riesenhaft, von gefallenen Engeln und Menschenfrauen gezeugt
- Nymphe – weiblicher Naturgeist und wohltätige Gottheit; siehe auch Elfen, Fee
  - Verwandte: Dryade, Iele, Najade, Nereide, Okeanide, Salige Frau, Samodivas, Skogsrå, Sylphe, Vibes, Vilas, Zana, Zână
- Okeaniden - Töchter des Okeanos und der Tethys in der griechischen Mythologie, Wirkungsbereiche Meer und Süßgewässer, im Gegensatz zu den Nereiden meistens ohne Fischschwanz dargestellt
- Panoti – Wundervolk von Ohrenmenschen in Reiseberichten
- Paredros – nichtmenschliche Helfer von griechischen Magiern wie göttlichen Wesen, Dämonen und Geister von Menschen, die eines gewaltsamen oder frühen Todes gestorben sind. Siehe auch Familiar
- Parzen – Trias der Schicksalsgöttinnen der römischen Mythologie: Nona (neunte), Decima (zehnte) und Parca (Geburtshelferin) bzw. Morta. Siehe auch Moiren, Nornen, Urmen
- Penaten – römische Schutzgötter der Vorräte, die Seelen verstorbener Vorfahren
- Polyphem – Kyklop, Sohn des Poseidon und der Meeresnymphe Thoosa, von Odysseus getötet
- Pygmäen – Wundervolk in Afrika und Asien, deren Angehörige eine sehr geringe Körpergröße habe
- Skiapoden – Wundervolk der Einfüßer mit nur einem Bein
- Talos – (auch Tálos, Tálōs, Tálōn, Talṓs, Talus) eiserner Riese auf Kreta in der griechischen Mythologie, entweder der Letzte des Ehernen Geschlechts oder eine Schöpfung des Hephaistos
- Titan – gottähnlicher Riese in Menschengestalt
- Kyklop – mit Einzelauge auf der Stirn, mythischer Baumeister; siehe auch Ojancanu, Polyphem

#### Menschliche oder tierische Gestalt, menschliches Mischwesen
- Abyzou – sumerischer weiblicher Dämon und Ungeheuer, das Kinder tötet: selbst unfruchtbar ist es verantwortlich für Fehlgeburten und Kindersterblichkeit, da es die Mütter beneidet. Oft wird es mit Fisch- oder Schlangenattributen dargestellt oder mit einem grünlich leuchtenden Gesicht mit schlangenartigen Haaren beschrieben. Aus ihm wurde später die griechisch-römische Dämonin Antaura. Siehe auch Gorgonen; Verwandte: Abyzou, Black Annis, Gello Kuntilanak (Pontianak), Lamaštu, Lamia, Lamien, Langsuyar, Mormo, Ojáncana, Rangda, Striges
- Aisha Qandisha – (auch Aïcha Kandicha, Aischa Kandischa, Aischa Qandischa) Geistwesen in Marokko, das von Menschen Besitz ergreift, wird oft zu den Dschinn, besonders zu den Afarit gerechnet, erscheint meist als junge Frau mit Tierfüßen oder als alte Hexe mit dem Körper einer Ziege und Frauenfüßen. Siehe auch Churel, Dämonischer Liebhaber, Incubus / Succubus, Sila
- Daeva – Gottheit, später Dämon in der persischen Mythologie, vergleichbar mit den hindustischen Deva
- Diw – (auch Div, Dev, Dew) abstoßendes, raubtierartiges Wesen der persischen Mythologie (Dämon)
- Dschinn – übersinnliches und unsichtbares, aber dennoch physisches Wesen, aus rauchlosem Feuer erschaffen, im Volksglauben meist bösartiger Dämon, aber moralisch indifferent. Arten u. a. Ghul, Marid, Ifrit, Sila und manchmal auch Qarin.
- Echidna – Ungeheuer und Mischwesen aus Mädchen und Schlange der griechischen Mythologie, Mutter von mehreren Ungeheuern
- Empusa – (auch Mehrzahl Empusen) weibliche vampirähnliche Schreckgestalt, Geistwesen, Gestaltwandlerin, gehört zu den Hekataia der griechischen Göttin der Magie Hekate beziehungsweise mit ihr gleichgesetzt.
- Enkelados - ein Gigant in der griechischen Mythologie, nach einigen Überlieferungen kann er Feuer spucken.Siehe auch Feuerspeiendes Ungeheuer
- Faunus – (auch Faun) Gott der Natur und des Waldes, beschützt Bauern und Hirten, auch gehörnter Waldgeist oder Mischwesen aus Mensch und Ziegenbock; siehe auch Goatman, Machu Lanú, Pan, Poe-Lick-Monster, Satyr, Urisk
- Giganten – Riesen in Menschengestalt mit Schlangenschuppen, bisweilen Mischwesen mit Schlangen statt Beine; meistens Söhne der Gaia; Verwandte: Enkelados
- Gorgonen – drei geflügelte Schreckgestalten mit Schlangenhaaren; siehe auch Jáncana
- Harpyie – Mischwesen aus Frau und Vogel, auch als geflügelte Frau; siehe auch Alkonost, Kinnari, Sirene, Sirin, Striges, Stymphalische Vögel
- Hellusier – Mischvölker aus Menschen und Tieren, jenseits der Finnen im Norden der damals bekannten Wel (Tacitus’ Germania)
- Ifrit – (auch Afarit, Afrit, Efreet) Geistwesen der islamischen Mythologie, aus Feuer geschaffen, gehört zu den Dschinn
- Keto – Titanin und Meeresgöttin
- Kynokephale – hundsköpfiges Wundervolk
- Lamassu – Schutzgeist und Mischwesen mit Stierkörper, Flügeln und menschlichem Kopf (im Deutschen auch als „Dämon“ und „Ungeheuer“ bezeichnet)
- Lamaštu – (auch Lamashtu) Dämonin und Mischwesen in der mesopotamischen Mythologie, ursprünglich als Tochter des Gottes Anu eine Himmels- und Windgöttin, nach einer Sintflut in göttlichem Auftrag Verhinderung einer Überbevölkerung der Menschheit, indem sie Krankheit und Tod verursacht. Sie zählte zum Umkreis der Šebettu, die „sieben bösen Dämonen“ und zu ihren bösen Taten gehören unter anderem das Töten von Kindern, Ungeborenen und Neugeborenen; Verursachen von Leid an Müttern und werdenden Müttern; das Essen von Männern und das Trinken ihres Blutes; das Stören des Schlafs; das Verursachen von Albträumen; das Vergiften des Wassers. Die Gottheit und der Dämon Pazuzu schützt gebärende Mütter und Säuglinge vor Lamaštu. Siehe auch Menschenfresser, Vampir; Verwandte: Abyzou, Black Annis, Gello, Kuntilanak (Pontianak), Lamaštu, Lamia, Lamien, Langsuyar, Mormo, Ojáncana, Rangda, Striges
- Lilith – weiblicher Dämon im Weltenbaum, geflügeltes Mischwesen, gilt als erste Frau Adams und als „weiblicher Teufel“
- Lilu – (auch Lilû) Geist oder Dämon, entsteht aus der unerfüllten Seele eines Jugendlichen, der vor der Heirat oder der Zeugung von Kindern starb; siehe auch Arme Seele, Gespenst

- Marid – Mächtigster Dschinn (Herrscher der Dschinn) und mächtiger Schaitān in der arabischen Mythologie
- Medusa – Gorgone mit sterblicher Natur, von Perseus enthauptet
- Nereiden – 50 Töchter von Nereus und Doris, als „Nymphen des Meeres“ mit Fischschwanz dargestellt. Siehe auch Okeanide.
- Pan – (auch Páōn = „Hirte“) Hirtengott in der griechischen Mythologie, gehörntes Mischwesen aus Mensch und Ziegenbock; siehe auch Faunus, Goatman, Machu Lanú, Poe-Lick-Monster, Satyr, Urisk
- Paredros – nichtmenschliche Helfer von griechischen Magiern wie göttlichen Wesen, Dämonen und Geistern von Menschen, die eines gewaltsamen oder frühen Todes gestorben sind. Siehe auch Familiar
- Oxionen – Mischvölker aus Menschen und Tieren, jenseits der Finnen im Norden der damals bekannten Welt (Tacitus’ Germania)
- Psychopompos – (= „Seelengeleiter“) Geistwesen (Totengeist), Gottheiten, Engel (Todesengel) oder Schamanen als Begleiter der Seelen Verstorbener in das Jenseits (u. a. Anubis, Azrael, Christophorus Hermes, Erzengel Michael, Walküre)
- Qarin – spiritueller Doppelgänger, Gegenstück der Menschen in der Welt der Geister (siehe auch Schatten), wird manchmal als Dschinn gesehen
- Satyr – Dämon und Mischwesen im Gefolge des Dionysos; siehe auch Faun
- Šebettu - („Die Sieben“) sieben böse Dämonen der Babylonier, Söhne des Himmelsgottes An, helfen dem Pestgott Erra, umschlingen den Mond und verursachen eine Mondfinsternis und sind Thronträger der Totengöttin Ereškigal. Sie essen Menschenfleisch und trinken Blut. Die guten Šebettu sind Söhne des Enmešarra und bekämpfen die bösen Dämonen. Verwandte: Lamaštu
- Sila – (etwa „Hexe“, „heimtückischer Geist unveränderlicher Gestalt“) Dschinn und Gestaltwandler, oft in menschlicher Gestalt, meist weiblich. In frühen Quellen werden Sila und Ghul synonym verwendet, später wurden sie jedoch zu ihren weiblichen Gegenstücken. Führt Reisende in die Irre und treibt sie in den Tod oder verführt Menschen. Kann sogar heiraten und ein Kind aus einer Beziehung haben. Siehe auch Dämonischer Liebhaber, Churel, Incubus / Succubus, Mahrtenehe
- Sirene – weibliches, auch bärtiges Mischwesen; ursprünglich Mensch und Vogel, später Mensch und Fisch, töten die von ihrem Gesang angelockten Seeleute. Siehe auch Meerjungfrau, Nixe, Korrigan, Huldra; Mischwesen Frau -Vogel Alkonost, Kinnari, Sirin, Striges; siehe auch Stymphalische Vögel
- Skylla – Meeresungeheuer mit dem Oberkörper einer jungen Frau und einem Unterleib aus sechs Hunden; siehe auch Meerjungfrau
- Sphinx – Tochter der Ungeheuer Typhon und Echidna
- Stiermensch – (akkadisch Kusarikku) Mischwesen aus der mesopotamischen Mythologie
- Thoeris – Schutzgöttin von Schwangeren, ägyptische Mythologie
- Tiamat – Göttin in der babylonischen Religion.
- Triton – männliche Meeresgottheit, halb Mensch, halb Fisch
- Vrykolakas – gefährlicher, teil werwolf- und vampirähnlicher Rachegeist in Griechenland, der einen frevelhaften Lebenswandel führte. Siehe auch Arme Seele
- Vishap – böses Geistwesen in Schlangengestalt aus der armenischen Mythologie, gelegentlich als Drache und zu den Devs gezählt

#### Tiergestalt, tierisches Mischwesen
- Amphisbaena – meistens geflügelte Schlange oder Drache mit zwei Köpfen an den entgegengesetzten Enden des Körpers. Siehe auch Midgardschlange, Ouroboros
- Azhi Dahaka – Sturmdämon in der Gestalt einer Schlange oder Drache mit drei Köpfen und sechs Augen aus der persischen Mythologie, gehört zu dem Daēva
- Bahamut – wundersamer Fisch in arabischen Legenden
- Basilisk – König der Schlangen
- Behemoth – Ungeheuer aus dem Tanach
- Buraq – in der islamischen Mythologie ein weißes, pferdeähnliches Reittier mit Flügeln und Menschenantlitz
- Caladrius – (auch Charadrius, Galadrius und ähnliches) großer, meist weißer Vogel, lebt in Herrscherhäusern, sagt den Verlauf einer Krankheit voraus und kann heilen
- Charybdis – gestaltloses Meeresungeheuer aus der griechischen Mythologie
- Chimära – (= „Ziege“) feuerspeiendes Mischwesen von Löwe, Ziege und Schlange oder Drache, zudem soll sie drei Köpfe der genannten Tiere besitzen. Allgemein wird ein mythologisches Mischwesen Chimäre genannt. Siehe auch Feuerspeiendes Ungeheuer
- Chrysomallos – fliegender und sprechender Widder mit goldenem Fell (Goldenes Vlies) in der griechischen Mythologie
- Erymanthische Eber – Untier in der griechischen Mythologie; siehe auch Kalydonische Eber, Phaia
- Ḫedammu – (auch Apše = „Schlange“) Meeresdrache an der syrischen Küste aus der hurritisch-hethitischen Mythologie
- Hydra – vielköpfiges schlangenähnliches Ungeheuer
- Ichthyokentauren – auch „Zentaur-Tritonen“ genannt, Wasserwesen und Mischwesen (menschlicher Oberkörper, Vorderteil eines vierfüßigen Tieres, Hinterleib eines Fisches)
- Illuyanka – Schlangendämon und Seeungeheuer der hethitischen Mythologie
- Kampe – weibliches Ungeheuer, das als Waffe eine flammende Peitsche trug und auf Befehl des Kronos die Kyklopen und Hekatoncheiren im Tartaros bewachte. Siehe auch Balrog
- Kalydonischer Eber – aus der griechischen Mythologie, von weißer Farbe, Borsten wie Spieße, Zähne wie ein Elefant und so groß wie ein Ochse. Siehe auch Erymanthischer Eber, Phaia
- Kerynitische Hirschkuh – der Artemis geweihte Hindin mit bronzenen Hufen und goldenem Geweih, außerordentlich schnell
- Keto – Meeresungeheuer von Aithiopia und von Troja
- Kerberos – (auch Cerberus, deutsch Zerberus, Höllenhund, „Dämon der Grube“) mehrköpfiger (zumeist dreiköpfiger) Hund aus der griechischen Mythologie, bewacht den Eingang zur Unterwelt, Bruder des Orthos. Siehe auch Höllenhund, Schwarzer Hund; Verwandte: Garm, Sharvara und Shyama
- Chalkotauroi (griechisch: Χαλκόταυροι, auch Khalkótauroi, tauroi khalkeoi) zwei riesige Stiere mit bronzenen Hufen und bronzenen Mäulern, durch die sie Feuer speien. Sie waren ein Geschenk des griechischen Götterschmieds Hephaistos an König Aietes. In der Argonautiensage verspricht der König Jason das goldene Vlies des Widder Chrysomeles, wenn er die Stiere zunächst anspannt und mit ihnen ein Feld pflügen lässt. Siehe auch Feuerspeiendes Ungeheuer; Verwandte: Kretischer Stier. Minotauros, Talos
- Kretischer Stier – (auch marathonischer Stier) rasender Stier der griechischen Mythologie, Vater des Minotauros; Verwandte: Chalkotauroi
- Kujata – riesiger Stier in arabischen Legenden, der auf dem Fisch Bahamut steht
- Lamien – (auch Empusen, Mormolycien, Striges) dämonische, vampirähnliche Bestien, begierig nach Blut, benannt nach Lamia; Verwandte: Abyzou, Black Annis, Gello, Kuntilanak (Pontianak), Lamaštu, Langsuyar, Mormo, Ojáncana, Rangda Striges
- Ladon – hundertköpfiger Drache, der die Goldenen Äpfel der Hesperiden bewacht
- Leviathan – Seeungeheuer der jüdisch-christlichen Mythologie; siehe auch Feuerspeiendes Ungeheuer
- Mermecolion – asiatisches Mischwesen mit Löwenkopf und Ameisenkörper
- Mušḫuššu – (= „schreckliche Schlange“) als „Schlangendrache“ ein Mischwesen der sumerischen Mythologie, siehe auch Schlangenhalspanther
- Nemeischer Löwe – unverwundbarer Löwe der griechischen Mythologie; siehe auch Kithaironischer Löwe
- Orthos – zweiköpfiger Hund, Bruder des Kerberos, bewacht das Vieh des Riesen Geryon
- Ouroboros – (= „Schwanzverzehrender“, auch Uroboros, „Schlange der Ewigkeit“) Schlange, die sich in den eigenen Schwanz beißt und so einen Kreis bildet. Siehe auch Midgardschlange, Amphisbaena
- Phaia – (auch Krommyonische Sau) Untier in der griechischen Mythologie, stammt von den Ungeheuern Typhon und Echidna ab, der Kalydonische Eber und der Erymanthische Eber waren ihre Söhne
- Pegasus – geflügeltes Pferd
- Phönix – mythischer Vogel, verbrennt am Ende seines Lebens und ersteht aus seiner Asche wieder neu
- Python – Drache in der griechischen Mythologie, der das Orakel von Delphi bewachte und von Apollon getötet wurde
- Roch – (auch Rock) sagenhafter Riesenvogel aus arabischen Erzählungen
- Rosse des Diomedes – menschenfressende und Pferde der griechischen Mythologie, in einige Überlieferunger sind sie feuerspeienden Stuten.
- Schlangenhalspanther – (auch Serpopard, Sedja, Sudja) als „Schlangendrache“ ein Mischwesen in Mesopotamien, Elam und im Alten Ägypten, siehe auch Mušḫuššu
- Simorgh – (auch Kerkés, Samran, Samruk, Semrug, Semurg, Senmurv, Sīmorġ, Simurgh, Sīmurġ, Simurg) König der Vögel und Schutzvogel mit übernatürlichen Kräften in der persischen Mythologie sowie in der Mythologie der Turkvölker Zentralasiens, der Kurden und der Baschkiren
- Strix – fledermaus- oder vogelartiges bösartiges Wesen in der griechischen und römischen Mythologie, die sich von Blut und Eingeweiden vornehmlich von Kindern ernährt; siehe auch Strigoi
- Stymphalischen Vögel – (auch Stymphaliden) kranichgroße Vögel der griechischen Mythologie mit eisernen Federn, die sie wie Pfeile abschossen
- Tannin – schlangen- oder krokodilähnliches Seeungeheuer in der Bibel
- Triton – griechischer Meeresgott, von dem die Tritonen abstammen, Wasserwesen und Mischwesen mit menschlichem Oberkörper und Unterleib eines Fisches, seltener auch als Ichthyokentauren
- Typhon – Mischwesen der griechischen Mythologie, Sohn der Gaia und des Tartaros, Vater von mehreren Ungeheuern
- Vishap – überwiegend böser Geist in Schlangengestalt der armenischen Mythologie, gelegentlich als Drache beschrieben und zu der Gruppe der Devs gezählt
- Ziz – riesiger Urvogel der jüdischen Mythologie

### Europa

#### Deutschsprachiger Raum
Fabelwesen aus Deutschland, Deutschschweiz, Österreich, Liechtenstein, Luxemburg, Elsass, Südtirol, teils aus ehemaligen Ostgebieten (Ostpreußen, Pommern, Schlesien, Siebenbürgen, Sudetenland). Fabelwesen aus Ostbelgien siehe hier unter Mittel- und Westeuropa, Fabelwesen der sorbischen Mythologie, Sagen und Märchen aus der Lausitz siehe hier unter Osteuropa.

##### Menschliche Gestalt
- Alpmutter – Alpgeist, der die Hütten und Bauernhöfe heimsucht; meistens gutgesinnt; ähnlich siehe auch Frau Holle, Frau Perchta, Buschgroßmutter, Roggenmuhme
- Atzmann – (auch Atzelmann, Rachepuppe, Zauberpuppe, Monigote (Spanien), Motanka (Polen), Poppet (englisch), Volt (Tschechien)) magische Puppen aus dem europäischen Kulturraum und in anderen Kulturen: Geister werden als Helfer dienstbar gemacht (Familiar) mit Hilfe von menschenähnlichen Figuren, die meistens aus Wachs, aber auch aus anderen Materialien wie Lehm, Teig, Holz und anderes geformt und für Schadenzauber und Flüche sowie Liebeszauber als „Stellvertreter für Menschen“ verwendet werden.
Magische Puppen wie die sogenannten Küchen- und Hüttenhexen dienen einen Schutzzauber, andere der Förderung von Gesundheit und Wohlstand.
Siehe auch Amulette, Analogiezauber, Bildzauber, Fluchtafel, Schatten, Talisman; Verwandte: Alraunmännlein (Alraune), Homunculus, Golem, Jenglot, Kachina, Sennentuntschi ,Tupilaq, Voodoo-Puppen
- Aulken – zauberkundige Zwerge im Emsland, etwa 30 cm hoch mit schwarze Kleidung und rote Zipfelmütze, wohnen in unterirdischen Höhlen in den Borsumer und Tunxdorfer Bergen oder in den Hexenbergen bei Lehe. Nachts holten sie sich Milch, Gemüse und Korn des Bauern. Ambivalenter Charakter: gefürchtet, weil sie sich unsichtbar machen können und, manchmal unbescheiden, schädigend sind, oder wohlgesinnte Nothelfer, deren Hilfe jedoch an Bedingungen geknüpft sind. Es heißt, das Christentum habe sie verdrängt. In einer Sage kam der „Herrgott“ in ein Haus, wo 10 Kinder wohnten. Fünf davon waren schön, fünf dagegen hässlich. Letztere schickte die Mutter in den Keller. Der Herrgott erblickte die fünf und fragte, wo die anderen Kinder wären. Da sprach die Frau: "Andere Kinder habe ich nicht." Dann segnete der Herrgott die Kleinen und sagte: "Was unten ist, bleibt unten, was oben ist, bleibt oben." und so wurden die Unterirdischen geschaffen. Siehe auch Kleine Leute, Unterirdische; Verwandte: Kobold, Heinzelmännchen, Hinzenmännchen, Wolterkens
- Bergmönch – boshafter, dämonischer Berggeist, ein Riese mit Kapuze
- Bilwis – Korndämon in heterogenen Gestalten (Hexe, Kobold), nach Regionen mal helfend, mal schädigend, viele Namensvariationen
- Bleichermädchen – (auch Bleikermäten, Blêkermäten) Sagengestalt in Teilen Mecklenburgs sowie in Lübeck, gehört zu den armen Seelen
- Boandlkramer – baierische Bezeichnung (Personifikation) für den Tod
- Brockengespenst – Gespenst und Wetterphänomen, auf dem Brocken (Harz) zu sehen
- Buhlteufel, Buhlteufelin – deutsche Bezeichnung für Incubi und Succubi, meistens Teufel, Dämonen und Dschinn. Im Gegensatz zu anderen Incubi meinen manche, dass eine menschliche Frau wissend und freiwillig eine sexuelle Beziehung mit einem Buhlteufel eingeht und deshalb häufig Hexen sind. Hingegen wird oft der Mann als Opfer einer Verführung der Buhlteufelin gesehen (im Gegensatz zu einem Hexer), auch wenn er über das übernatürliche Wesen weiß. Manchmal wird eine menschliche Frauen als Buhlteufelin bezeichnet (gleichwie Hexen), die die sexuelle Aktivitäten mit einem menschliche Mann für ihre Rituale und Handlungen der (schwarzen) Magie benötigt. Siehe auch Dämonischer Liebhaber, Hexe, Merlin, Teufelsbuhlschaft; Verwandte: Kuripi, Pombero, Tentirujus, Trauco, Trehuaco; Aisha Qandisha, Chancalaera, Cihuateteo, Churel, Serrana de la Vera, Sila, Yuda
- Buschgroßmutter – Herrin der Moosweiblein an der Saale bzw. Mutter der Moosfräuleins, zieht mit ihnen im Lande umher und agiert auch als Kinderschreck, ähnlich wie Frau Holle oder Perchta. Verwandte: Holzfräulein, Lohjungfer, Rüttelweiber
- Butzemann – Feldgeist und gespensterhafter, kobold- oder zwergenartiger Kinderschreck
- Dengelgeist – alemannische Sagengestalt, Personifikation des Todes, als Sensenmann und bärtiger Greis dargestellt. Siehe auch Skelett, personifizierter Tod; Verwandte: (vierter) Apokalyptische Reiter, Freund Hein, Gevatter Tod, Schnitter, Xonaxi Queculla
- Donauweibchen – Nixe, die auf dem Grund der Donau lebt (Österreich)
- Drude – (auch Drute, Trud, Trude, Trute, Trut, männlich Drud, Druder, Drudner, Trutner oder Truderer) Druckgeist, Gespenst und manchmal Hexe, die sich nachts auf die Brust von Schlafenden setzt und Albträume, Beklemmungen und Atemnot verursacht. Bei Alfonso de Espina sind die Druden eine spezielle Klasse von Dämonen. Verwandte: Nachtalb, Mahrt, Moort, Schrätteli, Toggel
- Dükermudder – (= „Teufels Mutter“) Sagengestalt und Kinderschreck auf Poel, Meckenburg-Vorpommern
- Ecke – Riese in der deutschen Heldensage, der im Kampf gegen Dietrich von Bern getötet wurde
- Enerbanske – Hilfreiches kleines koboldartiges Wesen auf Helgoland
- Ekke Nekkepenn – Meermann (Christian Peter Hansen) oder koboldähnliches Feuermännlein (Theodor Storm, Die Regentrude) in Nordfriesland; siehe auch Tangie, Rumpelstilzchen
- Ekerken – (= „Eichhörnchen“) hilfreicher Kobold im Herzogtum Kleve, der später als Familiar und Incubus der Leibeigenen beschrieben wurde
- Elbst – Wassergeist in einem Bergsee bei Seelisberg (Schweiz), kann viele Gestalten annehmen und zieht Menschen in die Tiefe
- Elbel – Wilder Jäger in Thüringen, Anführer oder Vorreiter und Warner der Wilden Jagd
- Entenwick – (auch Klopferle) Kobold, ein aus dem Himmel verstoßener Engel, der auf einem Schloss der Familie von Sachsenheim lebt
- Erdmantjes – (auch Eerdmantjes) Kobolde im Plytenberg in Leer (Friesland), die nachts Menschen halfen und das Gold und das Grab des letzten Friesenkönigs Radbod bewachten
- Fänggen – (auch Fänken, Fenggen, Fanggen) Naturgeister von Süddeutschland bis Südtirol, beschrieben als riesenhafte Walddämonen, Hexengestalten und baumverbundene Waldfeen
- Fengg – hilfsbereite, koboldähnliche Wesen in den Schweizer Alpen
- Fenixmännlein – (auch Fenixmännel, Fenskemännel, Fenisleute) schlesischer, zwergenhafter Erdgeist, ähnlich den Gnomen und Zwergen; Sieheb auch Bergbaugeist; Verwandte: Venedigermännle
- Feuerputz – (auch Brünnling, Glühender, Züsler, Feuermann) feurige, überwiegend anthropomorphe Geistwesen, gehören zu den armen Seelen
- Frau Gode und ihre Töchter (Otto von Reinsberg: Das festliche Jahr, 1863)Frau Gode – (niederdeutsch für „gut“, auch Fru Gode, Frau und Fru Gauden, Goden) In Brandenburg, Mecklenburg und Niedersachsen hört man das Klagen der Frau Gode über ihr und ihres Töchter trauriges Schicksal. Man sagt, sie jagt mit ihren 24 hundsgestaltigen Töchtern auf einem Wagen durch die Lüfte. Frau Gode und ihre Töchter liebten die Jagd und sie versündigten sich mit den Worten, die Jagd sei besser als der Himmel, und wenn sie nur immerfort jagen sollen, so wollen sie nie zum Himmel ein. Da sah die Mutter wie ihre Töchter sich in Hunden verwandelten. Vier von ihnen übernehmen den Dienst der Rosse des Jagdwagen und der wilde Jagdzug fahrt zu den Wolken zwischen Himmel und Erde hinauf, um sie es gewünschten. Frau Gode bemüht sich, sich und die Töchter einen Trost zu bereiten, und lenkt in den Twölven ihren Jagdzug zu den Wohnungen der Menschen und wo sie eine offene Haustür sieht, sendet sie eine von ihren Begleiterinnen hinein. Dieser schwarze, kleine Hund stört die Nachtruhe durch sein klagendes Gewinsel. Beschwichtigen oder verjagen lässt er sich nicht; wenn man ihn aber tötet, verwandelt er sich am Tage in einen Stein und zur Nacht wieder zum winselten Hund. Er bringt Unglück über das Haus, Krankheit und Sterben bis zur Wiederkehr der Twölven. Wenn der Jagdwagen kaputt ist, erscheint die Frau Gode Männern, die den Wagen repariert können, und bezahlt sie mit Gold. Auch wird gesagt, dass die Frau Gode kleine Kinder liebt und ihnen bisweilen mit guten Gaben beschenkt. Siehe auch Arme Seele, Wilde Jagd; Verwandte: Frau Fricke, Frau Harke, Frau Holle, Frau Hulda, Frau Hulle, Frau Wode

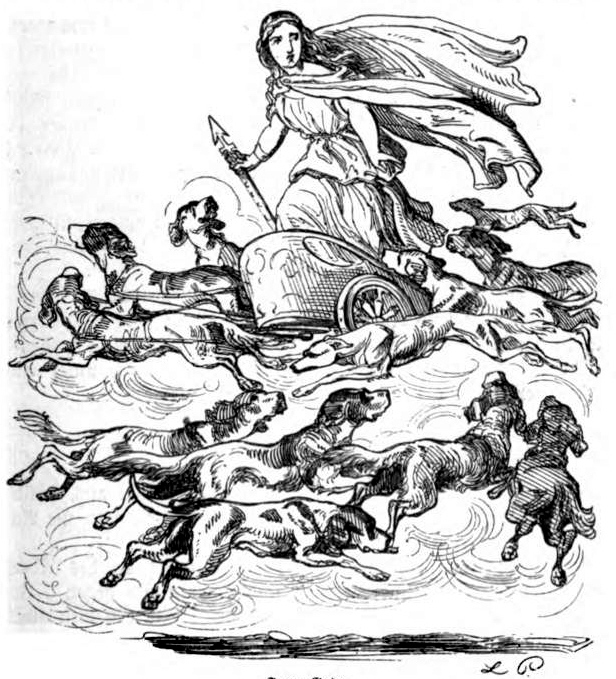
Frau Gode und ihre Töchter (Otto von Reinsberg: Das festliche Jahr, 1863)

- Frau Holle – Zauberkundige wohlgesinnte und freundliche Frau, Feld- und Todesgeist, vor allem in Mitteldeutschland bekannt. Gilt manchmal als Fee oder als Hexe, ursprünglich wohl eine germanische Göttin. Gelegentlich wird sie von Heimchen, die Seelen ungetaufter Kinder, begleiten. Verwandte
  - Frau Perchta (auch kurz Perchta, Frau Percht)
  - Befana
  - Buschgroßmutter, Roggenmuhme, Regentrude (Kunstmärchengestalt)
  - in Norddeutschland Frau Fricke (nach der Göttin Frigg), Frau Gode und Frau Wode (kurz für Wodan); in Mitteldeutschland Frau Harke (aus Hersche, Harsche, Hescheclas = Hexe), Frau Hulda („huldvolle“, Beiname von Frigg), Frau Hulle
- Freund Hein – (auch Hain, Gevatter Hein, Bruder Hein) personifizierter, anthropomorpher Tod in Kunst und Volksglauben. Siehe auch Skelett, personifizierter Tod; Verwandte: (vierter) Apokalyptische Reiter, Dengelgeist, Gevatter Tod, Schnitter, Xonaxi Queculla
- Freischütz – Jäger und andere Schützen, die durch magische Praktiken oder einen Teufelspakt die Fähigkeit erlangen, mit „Freikugeln“ jedes Ziel zu treffen. Ähnliches wird über treffsichere Bogenschützen gesagt, siehe auch Punker von Rohrbach.
- Gälknoeker – („Gelbknocher“, auch Gäälknœker, Gelknœcker, Gälknöker, Gälknocker) boshafte Schreckgestalt in der Rostocker Heide, beschrieben als kleines, dürres Männchen mit gelber Hautfarbe und ohne Knochen
- Galsterweib – (auch galsterkundiges Weib, Galstersche, selten männlich Galsterer) menschliche Frau, die das Galster (Besingen oder Beschwören von Zaubersprüchen) praktiziert; ist auch eine Bezeichnung für eine Hexe.
- Gevatter Tod – personifizierte, anthropomorphe Tod in Kunst und Volksglauben. Siehe auch Skelett, personifizierter Tod; Verwandte: (vierter) Apokalyptische Reiter, Dengelgeist, Freund Hein, Sensenmann (Schnitter), Xonaxi Queculla
- Gfällrote – Hexe im Schwarzwald
- Grinkenschmied – (auch Grienkenschmied, Grinkenschmidt) Wilder Mann und unsichtbarer Schmied aus dem Münsterland und dem Osnabrücker Land
- Grinkenschmied (Köln) – letzte Heinzelmännchen von Köln
- Gonger – Wiedergänger und Gespenst auf den nordfriesischen Inseln Amrum und Sylt; siehe auch Arme Seele
- Gütel – (auch Hebräerchen, Heugütel, Hütchen, Jüdchen, Jüdel, Jüdelchen, Jütel, Mützchen) Geist eines ungetauften Kindes mit heterogener Charakter, vor allem im Erzgebirge und Vogtland bekannt. Wird auch als Kobold in Gestalt eines alten bärtigen Männchen oder in der Gestalt eines Kindes. Wohnt im Ofen oder auf dem Heuboden. Kann hilfreich sein und Glück ins Haus bringen, neigt aber dazu, Haustiere und Kinder zu quälen und verursacht Krankheiten. Frauen bei der Geburt und im Wochenbett sind gefährdet. Auch kann es einen Tod anzeigen. In der Lausitz sind die Jüdelchen Irrlichter, in Sachsen ist das Jütel (auch Mützchen, Hockelmännchen) ein Aufhocker. Siehe auch Das Jüdel, Hödeken
- Hägglmoo – Wassermann und Kinderschreck aus Franken
- Hanns von Hackelberg – nach norddeutscher Begebenheit verfluchte er vor seinem Tod sich selbst und wurde der Wilde Jäger
- Haselhexe – Bauernmagd in Südtirol; siehe auch Schlernhexen
- Heinzelmännchen – hilfsbereite Hausgeister aus Köln. Ähnlich die Aulken im Emsland, Wolterkens in Schleswig-Holstein und die Hinzenmännchen in Aachen; siehe auch Alraunmännchen (Alraune)
- Heugütel – hilfreicher Geist eines ungetauften Kindes im Vogtland, erscheint als Kobold in Gestalt eines Kindes oder eines bärtigen alten Männchen auf dem Heuboden
- Hildesheimer Huckup – gestaltloser Aufhocker in Hildesheim und Itzumer Holze
- Hinkebein – (auch der Hinkende) umschreibende Bezeichnung des archetypischen hinkenden Teufels mit Pferde- und Bockfüßen, erscheint oft auch als menschlicher Mann, der am Hinken erkennbar ist. Einige Überlieferungen zufolge wurde der Teufel bei dem Höllensturz ein Krüppel, da er auf die Erde stürzte und/oder da die anderen gefallenen Engel auf ihn herabfielen.
Behinderungen und vergleichbare Missbildungen (wie einbeinig oder fehlende Beine) werden in einigen Fällen mit bösartigen Dämonen, den Seelen Verstorbener und Ungeheuern in Verbindung gebracht. In anderen, nicht christlich geprägten Kulturen werden sie jedoch nicht zwangsläufig als göttliche Strafe interpretiert und nicht mit dem Teufel assoziiert. Siehe auch Dip, Guallipén, Kashima Reiko Patasola, Saci, Skiapoden, Three Footed Horse, Trauco, Tunda, Yaçi-Yaterê.
Eine weitere „Missbildung“ aus der Menschenperspektive sind die rückwärts gerichteten Füße mancher Geschöpfe und „Dämonen“, die häufig dazu dienen, ihre Verfolgung zu verhindern. Siehe auch Antipoden (Volk), Ciguapa, Curupira, Kurupí, Madebele
- Hinzelmann – (auch Hintzelmann, Lüring) hilfreicher Hauskobold im Schloss Hudemühlen (Hodenhagen), später in Eystrup
- Hinzenmännchen – (auch Heinzenmännchen) nachts feiernde und lärmende, meist unsichtbare Kobolde, wohnten unter dem Hinzenturm der Aachener Stadtmauer bis zum Bau des Aachener Regulierherrenklosters. Seltener sollen sie auch nützlich sein wie die Aulken, Kölner Heinzelmännchen und die Wolterkens. Erhalten sie aus Dank Kleidung, brauchen sie nicht mehr zu arbeiten und verschwinden. Siehe auch Hauselfen (Harry-Potter-Welt), Hob
- Hödeken – (auch Heideken, Hödekin, Hüdekin, Hütchen) zwergenartiger Burggeist der Winzenburg im Leinebergland
- Hollermandl – hilfreicher Hausgeist oder Kobold auf dem Lineckberg (Steiermark)
- Holzfräulein – (auch Buschweiblein, Waldweibchen, Waldfräulein) gut gesinnte zwergenhafter und koboldähnlicher Waldgeist, manchmal Hausgeist in Franken, Verwandte: Buschgroßmutter, Moosmann, Moosweiblein, Rüttelweiber, Lohjungfer
- Juffer – weibliche Gespenster im Rheinland, meist warnende oder schädigende Wiedergängerin; siehe auch Weiße Dame, Weiße Frau
- Kielkropf – erdgeisthaftes, zwergenartiges Geschöpf beziehunsgweise Kind, das als Missgeburt angesehen und dessen Abstammung auf den Teufel, Zwerge oder Nixen zurückgeführt wird, teils gleichgesetzt mit Wechselbalg; siehe auch Sooterkin
- Kinzweiler Unhold – werwolfartigen Nachtmahr oder Aufhocker an der Burg Kinzweiler
- Kipphäuser von Refrath – Verdammter als Gespenst im Bergischen Land (Nordrhein-Westfalen)
- Knecht Ruprecht – Kinderschreck und Gehilfe der Sankt Nikolaus in Nord- und Mitteldeutschland.
  - Verwandte: Hans Muff (Rheinland), Hans Trapp (Elsass), Knecht Nikolas, Krampus (Süddeutschland, Alpenraum, Osteuropa), Nickel, Pelzmärtel (Franken), Pelznickel (Mittelrhein), Père Fouettard (Frankreich), Ruppknecht, Rupperich (Ost-Vogtland), Schmutzli (Deutschschweiz), Zwarte Piet (Flandern, Niederlande)
- Kornmann – männlicher, meist zwergenähnlicher und greisenhafter Feldgeist und Kinderschreck, wird auch als Wilder Jäger dargestellt
- Krampus – (auch Kramperl, Bartl) Schreckgestalt und Begleiter des heiligen Nikolaus in Bayern, Alpenraum und Osteuropa.
  - Verwandte: Hans Muff (Rheinland), Hans Trapp (Elsass), Knecht Nikolas, Knecht Ruprecht (Nord-, Mitteldeutschland), Nickel, Pelzmärtel (Franken), Pelznickel (Mittelrhein), Père Fouettard (Frankreich), Ruppknecht, Rupperich (Ost-Vogtland), Schmutzli (Deutschschweiz), Zwarte Piet (Flandern, Niederlande)
- Kropemann – (= „Hakenmann“) Wassermann und Kinderschreck in Luxemburg, beschrieben als kleiner Mann mit Hakenstange. zerfetzten Kleidung. Verwandte: Hägglmoo, Hokemo, Hakemann
- Lahnwaberl – weiblicher Gespenst, Unhold oder Kobold in der Süd- und Weststeiermark
- Langtüttin – (auch Tittenwief, Zitzenweib) weibliche Korndämon und Kinderschreck mit langen, hängenden Brüste. Verwandte: Roggenmöhn; siehe auch Ojancana, Slattenpatten
- Laurin – Zwergenkönig des Rosengartens (Südtirol)
- Lebender Leichnam – Untoter, Wiedergänger und Zombie, die in der Gestalt von einer Leiche erscheinen; siehe auch Mumie, Skelett; Verwandte: Descarnada, Jiang Shi, Taconuda, Nachzehrer
- Loreley – (auch Lorelei, Lore Lay, Lurlei, Lureley) Zauberin, deren Magie in ihrer Schönheit begründet liegt, Feengestalt, die Hüterin vom Nibelungenhort, und Rheinnixe, verantwortlich für gefährliche Strömungen und Bootsunglücke ; siehe auch Sirene
- Lutchen – (= „Leutchen“, auch Lutken, Ludken, Lutki, Lütken, Lüttken) meist freundlich gesinntes kleinwüchsiges Volk in der Lausitz und Mark Brandenburg; siehe auch Kleine Leute
- Maldit – (viele lokalen Schreibvarianten) wilder Reiter und Ritter im Saarland spukt als wilder Jäger durch die Lüfte
- Melusine – eine Wasserfrau (Nixe, auch Wasserfee beschrieben), meist Mischwesen mit Schlangenleib; siehe auch Mahrthenehe, Toyotama-hime, Undine
- Mobesin – Hexe in Aachen
- Moosmann – hilfsbereit, im Wald lebendes Zwergenwesen
- Moosweiblein – (verschiedene Namen mit den Bestandteile Moos-, Holz- , Busch-, weiter Rüttelweib, Rüttelweiblein, Lohjungfer). gut gesinnte Waldgeist von kleiner Gestalt, die zu den armen Seelen gezählt. Verwandte: Buschgroßmutter, Holzfräulein, Moosmann, Kleine Leute
- Mumpitz – Schreckgestalt, später Kinderschreck, meistens in Gestalt einer menschähnlichen Vogelscheuche
- Nebelmännle – Waldmännlein und Menschenfresser im Bodensee-Raum, Personifikation des die Reben schädigenden Nebels. Siehe auch Brenin Llwyd, Fear Liath, Kleine Leute, Wettergeist, Zwerg
- Nis Puk – (auch Nis Pug, Nis Puge) Kobold und Hausgeist, gibt auf Haus, Hof und Tiere acht, lebt meistens auf Dachboden. Siehe auch Kleine Leute; Verwandte: Nisse, Puk, Tomte, Tonttu
- Nöck – (auch Nix, Neck, Näck, Nickert, Flussmann) Wassermann, teil bösartig, teil lediglich launisch, lebt in Seen, Teichen, Quellen, bewacht Furten an Flüssen
- Norgg – (auch Nörggele) böse Engel in Tirol, die nicht zur Hölle fuhren, sondern unsterblich auf Erden gefangen sind
- Onerbäänke – Kleiner Unterirdischer auf Amrum; auch Oterbaanke auf Föhr und Önereersk auf Sylt; Dwarge oder Unnererske in Holstein und Unnervœstöi, Unnerborstöi, Biergfolk oder Ellefolk in Schleswig
- Pelzmärtel – (auch Pelzemärtel, Pelzermärtel, Pelzamärdl, Bulzermärtl, Pelzmartin) vorweihnachtlichen Gabenbringer am Martinstag (11. November) in Teilen Frankens (Süddeutschland), regional tritt auch der Pelznickel auf und das Brauchtum zum Tag des St. Nikolaus („Nickel“) und des St. Martin („Märtel“) fließen zusammen.
  - Verwandte: Hans Muff (Rheinland), Hans Trapp (Elsass), Knecht Nikolas, Knecht Ruprecht (Nord-, Mitteldeutschland), Krampus (Süddeutschland, Alpenraum, Osteuropa), Nickel, Pelzmärtel (Franken), Pelznickel (Mittelrhein), Père Fouettard (Frankreich), Ruppknecht, Rupperich (Ost-Vogtland), Schmutzli (Deutschschweiz), Zwarte Piet (Flandern, Niederlande)
- Perchta – (auch Frau Perchta, Frau Percht und anderen Namensvarianten, in Norddeutschland Frau Fricke, Frau Gode, Frau Wode) Naturgeist in der kontinentalgermanischen und slawischen Mythologie. In einige Überlieferungen sitzt ein zirpendes Heimchen auf ihrer Nase. Bisweilen wird sie als Anführerin der Heimchenschar, der klagenden Seelen ungetaufter Kinder gesehen und auch Heimchenkönigin genannt. Verwandte: Befana, Buschgroßmutter, Frau Holle, Roggenmuhme
- Petermännchen – gutmütiger Kobold im Petersberg in Pinnow und Schlossgeist des Schweriner Schlosses; siehe auch Kleine Leute
- Pfaffenkellnerin – Gespenst mit glühenden Augen, auch im Gefolge des Türsts in der Dürstig Gjäg
- Popelmann – Kobold oder Hausgeist aus dem Sudetenland
- Popelmännchen – Kobold von Schloss Poplitz; siehe auch Kleine Leute
- Puk – zwergenwüchsige Hausgeist oder ein Hauskobold in norddeutsche Volkssagen; siehe auch Kleine Leute, Nis Puk, Puck (Robin Goodfellow)
- Punker von Rohrbach – außerordentlich treffsicherer Bogenschütze in Heidelberg (Deutschland), dem übernatürliche Kräfte nachgesagt werden; siehe auch Freischütz
- d’Raulîcht – Irrlichtwesen in Luxemburg
- Erla – Riese und auch Berggeist, Herrscher über die Elfen, Zwerge und alle Schätze im Salzkammergut, baute das Schloss Orth am Traunsee für die Nixe vom Laudachsee
- Roggenmuhme – (auch Kornmutter, Roggenhexe, Roggenmöhn und andere Namensvarianten) weiblicher Feldgeist und Kinderschreck, ähnelt Langtüttin, Frau Holle und Perchta
- Roggenwolf – wolfsgestaltiger Korndämon, Wind- und Wettergeist und KinderschreckDie Gartenlaube Illustration Die Salige Fräulein (1887)

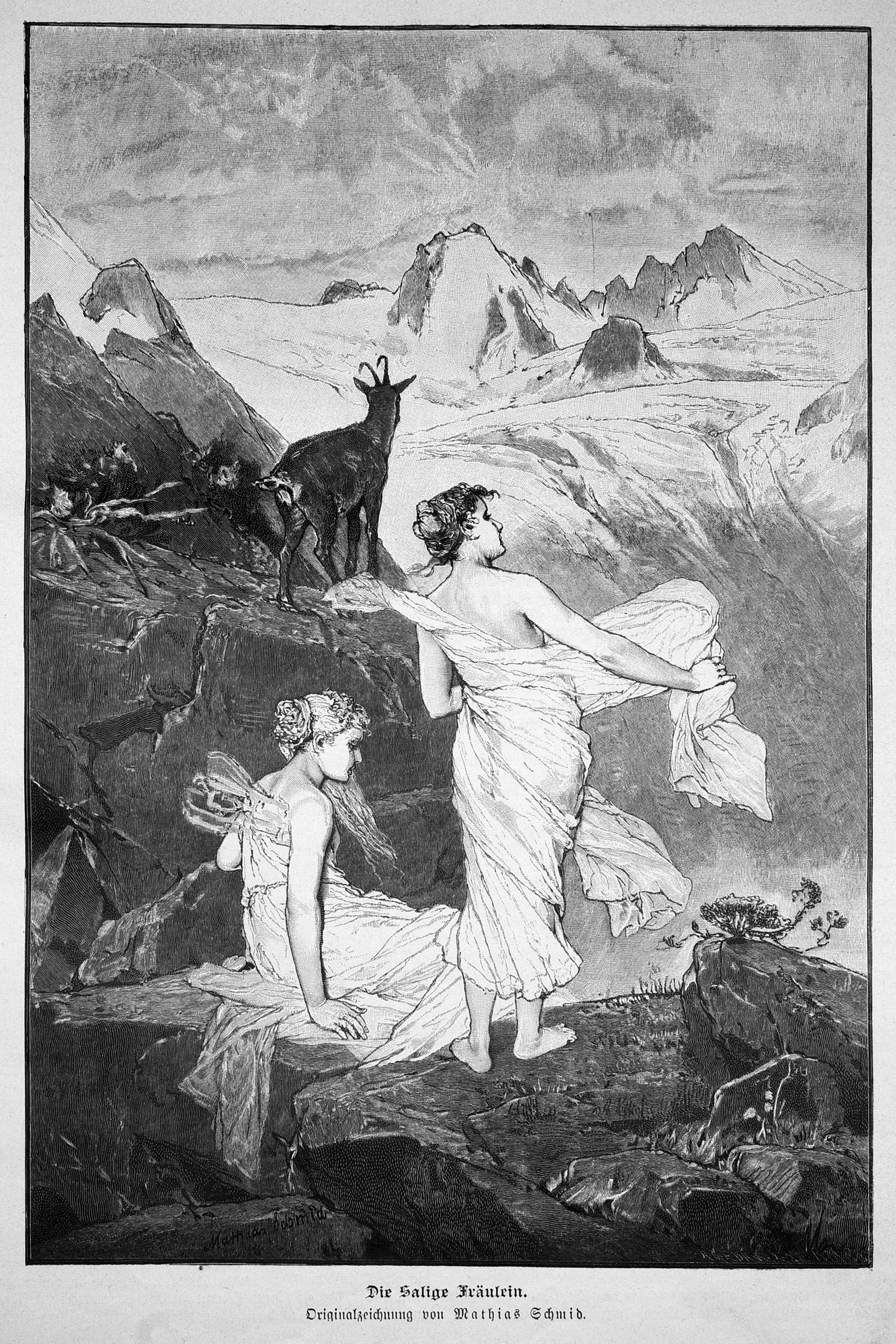
Die Gartenlaube Illustration Die Salige Fräulein (1887)

- Salige Frau – (auch Saliges Fräulein, Salkweiber, Salaweiber, Wilde Frauen, Weiße Frauen, kurz Saligen) feenartige, meist scheue, aber hilfsbereite und weise Naturgeister der Alpenregion. In einigen Überlieferungen wurden sie von Adam vor dem Sündenfalle gezeugt und deshalb bleiben auf der Erde, die für sie noch das Paradies ist. Siehe auch Nachtspinnerin, Nachtwäscherinnen, Weiße Dame, Weiße Frau, Wilder Mann
- Schabbock – (auch Schab) bösartiges Gespenst und Kinderschreck im südlichen Weststeiermark, auch in anderen Regionen Österreichs, Bayern und Slowenien bekannt
- Schimmelreiter – unheimliche, gespenstische (Mitternachts-)Reiter auf einem weißen Pferd (manchmal grau wird Sleipnir, das achtbeinige Pferd von Odin) und „auf Schimmel reitender Geist“, meistens warnende und mahnende, manchmal strafende Geister der Toten, die zur Sühne als arme Seelen spuken müssen und auch Teilnehmer der Wilden Jagd. Die Gespenster werden Schimmelreiter genannt respektive wurden als Schimmelreiter bekannt, wahrscheinlich durch die Novelle „Der Schimmelreiter“. Sie erscheinen in verschiedene Gestalten: kopflos oder als feurige Reiter, als Gruppe, verkehrt auf dem Pferd reitend, teils als unsichtbar Begleiter. Das weiße Pferd symbolisiert einerseits Reinheit, Unschuld und Macht, andererseits steht der Schimmel für Tod und Jenseits.
Unter anderem siehe „Der gespenstische Reiter“ an der Güttländer Weichselfähre (Erzählung im Danziger Dampfboot, April 1838), der Schimmelreiter Hauke Haien (norddeutsche Sagengestalt, entstanden durch die Novelle) und in vielen Sagen aus dem deutschsprachigen Raum. Manche wilden Jäger werden ebenfalls als Schimmelreiter bezeichnet, so Wotan und „des Woden weiße Rosse“ sowie ein Vorreiter der Wilden Jagd, der weiß gekleideter Berchtold auf weißem Pferd.
Siehe auch Apokalyptische Reiter, Skinfaxi, Sleipnir
- Schlernhexen – teils schädigende Wetterhexen in Südtirol, teils auch helfend; im Volksmund ferner „verzauberte Frauen“, die in Alpen-Grasnelken verwandelt wurden. Der Berg Schlern war auch bekannt als Hexentanzplatz. Siehe auch Haselhexe, Wettergeist
- Schluffjann – (etwa „schleichende“ oder „schlurfender Johann“) Gespenst der Burg Nideggen; siehe auch Schlossgeist
- Schnitter – personifizierte, anthropomorphe Tod; siehe auch Skelett, personifizierter Tod; Verwandte: (vierter) Apokalyptische Reiter, Dengelgeist, Freund Hein, Gevatter Tod, Xonaxi Quecul
- Schrat – (auch Schrazen, kleiner Schrat wie Schretel, Schräzel) menschen- oder tierähnliche Naturgeister, Einzelgänger, die unter anderem Albdruck verursacht, je nach ihrem Lebensraum werden sie auch als Wald-, Bach- oder Wiesenschrate etc. benannt. Siehe auch Moort, Nachtalb
- Schrätteli – (auch Schrättele, Schrättli) Schrat in Gestalt einer alten Frau oder Hexe im Schwarzwald und in der Schweiz, die als Nachtmahr Schaden bringt. Verwandte: Boggart, Corujá, Moort, Schrätteli, Toggel
- Sensenmann – (auch Schnitter) personifizierte, anthropomorphe Tod als Skelett mit einer Sense; Siehe auch Skelett, personifizierter Tod; Verwandte: (vierter) Apokalyptische Reiter, Dengelgeist, Freund Hein, Gevatter Tod, Xonaxi Queculla
- Sennentuntschi – lebendige, gewalttätige Puppe im Alpenraum; siehe auch Atzenmann
- Stelzenmann – (auch Segelmann, Stälzi) Geist oder Riese in der Schweiz, der auf Stelzen oder auf langen, stelzenartigen Beinen einhergeht, manchmal hat er Bocksfüsse und wird mit dem Teufel gleichgesetzt. In einigen Überlieferungen speit er Feuer, trägt einen gewaltigen Schlapphut und guckt zum Fenster in den Obergeschossen hinein. Andere zufolge kann der Stelzemann sich aus einer kleinen zu einer großen Gestalt verwandelt oder von einem kleinen, schwarzen Hunde zu dem Stelzenmann. Wieder andere sagen, niemand habe ihn je gesehen, wohl aber haben viele seinen Stelzenschritt gehört und sind von ihm verfolgt worden. Er erscheint meistens nachts und ist vorwiegend harmlos, bringt aber Unglück, wenn man ihn sieht, oder er straft diejenigen, die ihn ärgert. Wenn er mit gespreizten Beinen in einer Gasse steht, muss man zwischen seinen Beinen betend hindurchgehen und darf ihn nicht grüssen. Verwandte: Lange Wapper
- Sträggele – Hexe im Gefolge des Türsts in der Dürstig Gjäg, vielleicht seine Frau
- Türst – „höllischer Jäger“ aus dem Luzerner Hinterland, erscheint manchmal in Gestalt eines großen, schwarzen Hundes, Anführer der Dürstig Gjäg oder Vorreiter und Warner der Wilden Jagd. Sein Gefolge ist die Sträggele, die Pfaffenkellnerin, die „Ohrenkäuze“, die nachts auf Raub ausschwärmen und heulen, und kleine Hunde, an deren Spitze ein einäugiger Hund, oder Tiergestalten, halb Hund, halb Schwein.
- Uhaml – Aufhocker in Böhmen, dessen Ruf „Uhuhu!“ nachts zu hören. In Niederösterreich gibt es den Udl und im Steigerwald das Uhumännle
- Undine – weiblicher, jungfräulicher Wassergeist und Elementargeist; nach eine Überlieferung erst erhät eine Undine eine Seele, wenn sie sich mit einem Menschen vermählt. Siehe auch Mahrtenehe, Melusine, Toyotama-hime
- Venedigermännle – (auch Walen, Walhen, Wahlen, Wälsche oder Welsche, Venediger, Venedigermandln, Vennizianer, Venezianer, Venetianer und ähnliche Schreibweisen) fremde Erz- und Mineraliensucher, die in vielen Überlieferungen in Bergbaugebieten als Zwerge ( „kleinwinzige Männle“), kaum tischhoch, mit „sonderbare Tracht“, auf dem Kopfe einen großen Hut beschrieben. Meist Einzelgänger, aber auch in kleinen Gruppen gesehen. Man glaubt, dass sie zur Erlangung ihrer Ziele die schwarze Magie nutzen und sogar Macht über die Schatzhüter (schwarze Hunde, Drachen) haben. Siehe auch Berggeist, Bergbaugeister; Verwandte: Fenixmännlein
- Weiße Dame – (auch Dames Blanches, Wittewijven, Witte Wieven, Witte Wiwer, Witte Juffer) Geistwesen, Elfenwesen und Feen, die in den Niederlanden, Belgien, Teilen Frankreichs und in Nordwest- und Norddeutschland bekannt sind. Ambivalenter Charakter: hilfreich, gelegentlich schädigend: in Niederlande und Deutschland tauschen sie ungetaufte Neugeborene gegen Wechselbälge aus. Halten sich meist in Grabstätten (Grabhügel) oder anderen heiligen Orten auf. Durch die äußerliche Gleichheit der Worte „weiße“ und „weise“ wie die „weise Kräuterkundige“ und Heilerinnen werden sie auch als „Geister von weisen Frauen“ genannt. Wird manchmal „Weiße Frau“ genannt oder gleichgesetzt; umgekehrt wird die Weiße Frau als Gespenst einer der Erscheinungen von Weißen Damen gesehen. Siehe auch Juffer, Salige Frau, Nachtspinnerin, Nachtwäscherinnen
- Wichtel – (auch Wichtelmänner) koboldähnliche, meist freundliche und hilfsbereite Wesen in nordischen Sagen und Märchen; siehe auch Kleine Leute
- Winselmutter – (auch Klagemutter, Klagmuhme, Klagefrau) Gespenst als ältere, ruhelose Frau und als weißes oder wandelndes Licht
- Wolterkens – (auch Hausnischen = „Hausnissen“, Hauspuken =„Hauspuks“) unsichtbare Hausgeister und Kobolde in Schleswig-Holstein, wohnen vornehmlich in reichen Bauernhäusern, verrichten nachts lärmend Küchendienste, Mägde- und Knechtearbeit. Wenn ein Bauer und sein Gesinde das Haus verlassen, weil es zu laut war, lassen die Wolterkens sich in die neugewählte Wohnung tragen und rufen: „Wir ziehen um!“. Siehe auch Kleine Leute, Zwerg; Verwandte: Aulken, Heinzelmännchen, Hinzenmännchen
- Wörtherseemandl – Warnender Geist, beschrieben als koboldähnliches kleines bärtiges Männlein (= Mandl), der die Entstehung des Wörthersees verursacht. In andere Überlieferungen ist er ein Lindwurm.
- Zabro – Zwerg und Geist von Freudeneck (Bayern), beschrieben als Mann von kleinem Wuchs mit dickem Kopf und langem Bart

##### Menschliche oder tierische Gestalt, menschliches Mischwesen
- Alperer – (auch Wilder Alber, wilder Ochsner, Almerer, Alperl) Wiedergänger oder Gespenst eines wilden, furchteinflößenden Mannes oder riesigen schwarzen Senners, auch als großer Hund oder Drache gesehen, gehört zu den armen Seelen. Siehe auch Schwarzer Hund
- Blutschink – (auch Bluatschink, Bluetschinke, Plutschinke, etwa „Blutfuß“) bösartiger Wassergeist, Menschenfresser und Kinderschreck in Tirol, Mischwesen mit dem Körper eines Bären und menschliche Beinen; siehe auch Blud
- Böxenwolf – Werwolfwesen und Aufhocker am Bückeberg und in Krainhagen, Niedersachsen
- Bussekater – Zauberer in Gestalt eines großen, schwarzen Katers
- Druckgeist – Geistwesen, manchmal Hexen, kobold- und werwolfähnliche Geschöpfe, die Menschen buchstäblich „das Leben schwer machen“. Siehe auch Incubus, Succubus
  - Aufhocker, Bahkauv, Bubak, Buckelgeist, Böxenwolf, Ganipote, Gütel, Hackestüpp, Hildesheimer Huckup, Huckup, Kinzweiler Unhold, Klüngelpelz, Licho, Scheich des Meeres, Stüpp, Sürthgens Mossel, Udl, Uhaml, Uhumännle, Zubbelsdeer („Zotteltier“)
  - Alb, Corujá, Drude, Mahrt, Moort, Nachtalb, Nachtmahr, Schrätteli, Toggel
- Feuerputz – (auch Brünnling, Glühender, Züsler, Feuermann) überwiegend anthropomorphe Geistwesen als feurige oder brennende Erscheinung (Gerippe, schwarzer Mann, Reiter und Pflüger), auch als Feuerkugel. Gehören zu den armen Seelen und versuchen Erlösung zu erlangen, indem sie freundlich Menschen den Weg mit dem Schein des brennenden Körpers erleuchten. Gegenbild siehe Irrlicht, Bolefuego
- .Fuchshexe – Im Alpenraum ein Hexe, die sich in die Gestalt eines Fuchses verwandelt, oder eine Frau, die von einer Hexe in eine Füchsin verwandelt wurde; siehe auch Fuchsfee, Kitsune
- Geldmännlein – Hausgeist, erscheint als Kobold oder in Tiergestalt und versorgt den Hausherr mit Geld. Siehe auch Kleine Leute; Verwandte: Galgenmännlein (Alraune)
- Hackestüpp – Werwolfwesen und Aufhocker in Düren
- Hakemann – Wassermann und Kinderschreck aus Deutschland, Mischwesen aus Mensch und Fisch. Verwandte: Hägglmoo, Hokemo, Kropemann
- Haarmännchen – koboldähnliches und tierähnliches Wesen in Nordrhein-Westfalen, spielt insbesondere nachts Reisenden Streiche; siehe auch Kleine Leute
- Frau Holle und die Heimchen (Otto von Reinsberg: Das festliche Jahr, 1863)Heimchen – (Acheta domesticus, auch Hausgrille, Herdschmiedl, Heunemänken) Wesen aus dem Volksglauben. In der Nord- und Westpfalz sind sie dort Krikelmaus genannt und ein Kinderschreck, in Pommern ernährten sie verlorene Kinder mit Brötchen und Milch und in Schlesien zeigt ihr Zirpen die Anwesenheit einer verstorbenen Seele an.
In Thüringen sind die Heimchen (auch Heimele, Butzelmännchen und Erdmännele genannt) fingergroße Erdgeister, die in den Mauselöchern der Häuser hausen. Regelmäßig erscheinen sie fröhlich abends, weiß gekleidet und zu Hunderten tanzten. Sie zeigen den Hausbewohnern Glück oder Unglück an und helfen bei Feld- und Viehpflege oder bei der Aufsicht von Kindern. Die Heimchen sind auch die Gefährten der Frau Holle oder der Perchta, die auch Heimchenkönigin genannt wird. Es gibt auch den Glauben, dass ein zirpendes Heimchen auf ihre Nase sitzt. In Orlagau kam ein „ernster Mann“ von weit her und sagte den Leuten, man könne Perchta nicht trauen, denn die Heimchen seien die Seelen ungetaufter Kinder. Als die Leute daraufhin den Heimchen auswichen, beschloss Perchta, nie wieder dort zurückzukehren.
Im Vogtland lebt ein kleines unsichtbares Bergvolk auf einer großen Wiese in einer Berghöhle. Sie nennen sich selbst Heimchen. Erhellt von einem großen Karfunkelstein blühen dort Blumen aus Edelsteinen, und ein melodisches Summen, Harfenmusik ähnlich, ist zu hören. Das Heimchen-Bergvolk halten goldene Schafe, nicht größer als Lämmer, gehütet von der Hirtin Ilsa, ein verzaubertes Mädchen in Weiß, das auf seine Erlösung wartet. Siehe auch Arme Seele, Kleine Leute, Pelesit, Túatha Dé Danann, Tylwyth Teg

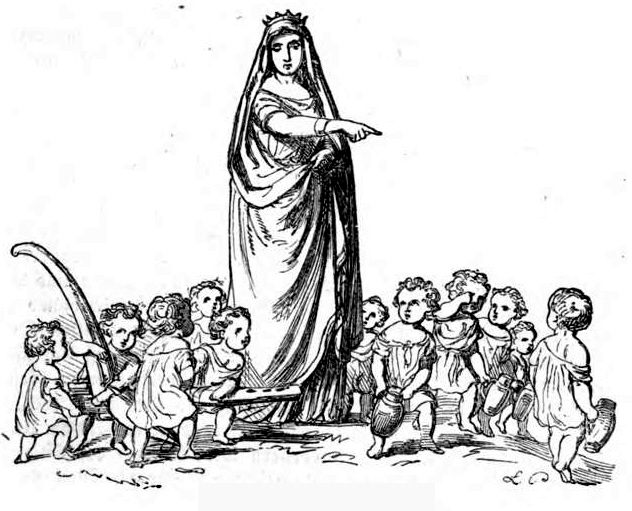
Frau Holle und die Heimchen (Otto von Reinsberg: Das festliche Jahr, 1863)

- Katzenveit – Naturgeist oder Schrat des Kohlberges bei Zwickau, Berggeist im Erzgebirge, ähnlich wie Rübezahl siehe auch Rattenfänger von Hameln
- Klüngelpelz – Werwolfwesen und Aufhocker, unter anderem in Bochum und in Brechten
- Mahrt – Druckgeist, meist weibliche Personifizierung eines Albtraums (Albdruck); Verwandte: Drude, Nachtalb, Toggel (Schrättli)
- Moort – Nachtmahr im Niederdeutschen, meistens weiblicher Druckgeist, aber auch in Tiergestalt und als Gegenstand
- Meermann – Wassergeist und meist Gestaltwandler an der Küste und im Meer, meist in Gestalt alter Männer mit langen Bärten und grünen Fischzähnen oder als Mischwesen; wird gelegentlich den im Süßwasser lebenden Wassermann gegenübergestellt. Siehe auch Ägir, Seetrow, Tritone, Tangie
- Nachtgiger – monsterartige Kinderschreck in Franken
- Nachtkrabb – schwarzfarbene Kinderschreck in Süddeutschland
- Nixe vom Laudachsee – für sie baute der Riese und Berggeist Erla das Schloss Orth am Traunsee (Oberösterreich)
- Rauhe Else – Wasserwesen im mittelalterlichen Epos Wolfdietrich
- Rübezahl – (auch Krakonoš, Liczyrzepa) Berggeist des Riesengebirges, Gestaltwandler und Riesengestalt
- Seebischof – (auch Meerbischof) Wasserwesen im Fischgestalt mit Dalmatik und Mitra; siehe auch Meermönch
- Stüpp – Werwolfwesen und Aufhocker im westlichen Rheinland
- Toggel – Druckgeist, zu den Nachtmahren zählendes Wesen in Schweizer Alpen
- Vitzliputzli – verhüllende Bezeichnung des Teufels, Schreckgestalt und Kinderschreck, nach dem deutschen Namen des aztekischen Gottes Huitzilopochtli oder nach dem Gedicht Vitzliputzli von Heinrich Heine; siehe auch Teufel
- Zubbelsdeer – (= „Zotteltier“) großer Hund mit riesigen, glühenden Augen, ein Aufhocker im Rheinland. Siehe auch Schwarzer Hund; Verwandte: Barghest, Black Shuck, Klushund, Sürthgens Mossel, Welthund

##### Tiergestalt, tierisches Mischwesen
- Bahkauv – Kalb-Wesen mit scharfen Zähnen und schuppigem Fell in Aachen
- Biermolch – molchartiger Wesen in Schwaben, deren Zauber Bier zu einem berauschenden Gift wird
- Bisterk Ding – (etwa „grässliches Ding“, „herumirrendes Ding“) Totengeist in Gestalt eines Ungeheuers, welches auf Helgoland auftaucht, wenn jemand auf dem Meer verunglückt, Verwandte: Cahuelche
- Dahu – (auch Däjü) dem Wolpertinger ähnliches Wesen in Frankreich und Schweiz
- Dilldapp – Kreuzung aus Iltis, Kaninchen und Reh, ähnlich wie Wolpertinger
- Elfstier – (auch Wasserstier) meist Wassergeister in Gestalt und mit den Eigenschaften von Bullen, manche freundlich und hilfsbereit, mischen sich unter die menschlichen Herden und können mit den Kühen große Kälber zeugen. In Überlieferungen findet ma die Wasserstiere im Mummelsee und in der Kesselquelle bei Zwiefalten, ein „bunter Stier“ im Muswillensee bei Wiechendorf, ein Stier von „wunderlicher Gestalt“ im Teich „Bullenkuhle“ bei Hankensbüttel und einer im Wesendorfer See, ein „riesenhafter Stier“ im Balksee, genannt „Seebulle“. Weiter kam ein Stier aus dem Hügel bei Melzingen und einer aus der Anhöhe zwischen Beverbeck und Bardenhagen (Lüneburger Heide). Ein Zusammenhang zwischen der Wasser- und Elfstiere und den blauen oder gestreiften Kühen der norwegischen Huldras sowie den im Berg heimischen goldgehörnten Kühen der Zwerge und Elfen wird auch hergestellt. Der Wasserstier findet man ebenfalls in der irischen und schottischen Überlieferungen sowie von der Isle of Man. Siehe auch Wasserpferde; Verwandte: Guallipén, Tarbh-uisge
- Elwetritsch – vogelartiges Wesen in der Pfalz, ähnlich wie Wolpertinger
- Erdhenne – Hausgeist im Alpenraum, Oberpfalz und Bayern
- Flügelstier – Attribut des Evangelisten Lukas
- Gluhschwanz – (auch Glühschwanz, Gluswans, Glûswanz, Gluuschwanz) drachenartiges Hausgeist aus Niedersachsen, auch Hexentier. Verwandte: Drak, Geldmännlein, Galgenmännlein (Alraune)
- Habergeiß – Dämonisches Wesen, u. a. in Form einer Ziege mit Pferdehufen oder eines Vogels
- Hanghuhn – Tier, das aufgrund ihres Lebensraumes (stark abfallendes Gelände) verschieden lange Beine entwickelt, um an der Schräge besser zu stehen. Verwandte: Dahu, Deichschaf, Hangschaf, Wildes Haggis
- Klushund – großer, schwarzer Hund mit tellergroßen, leuchtenden roten Augen, weil ein Verräter im Dreißigjährigen Krieg für seine Freveltat ewig als schwarzer Hund erscheinen muß. Siehe auch Arme Seele, Gespenst; Verwandte: Barghest, Black Shuck, Sürthgens Mossel, Welthund, Zubbelsdeer
- Drak – (auch Fürdrak, Drakel, Alf, Stöpke, Gluswanz) kleiner Hausgeist im drachenähnliche Gestalt in Nord- und Mitteldeutschland; Verwandte: Galgenmännlein (Alraune), Geldmännchen
- Lindwurm – Halbdrache, unter anderem in der Nibelungensage und Wahrzeichen von Klagenfurt, ähnlich der Wyvern. Ursprünglich schlangenähnliches Ungeheuer in der nordischen Mythologie (ohne Beine und Flügel, kein Feuerspucken). Siehe auch Feuerspeiende Ungeheuer; Verwandte: Fafnir, Lindwurm von Lambton
- Muhkalb – Kalb mit dem Kopf einer ausgewachsenen Kuh und glühenden Augen in Südwestdeutschland teilweise auch als Mischwesen aus Stier und Jungfrau, ambivalenten Charakter
- Osterfuchs – ostereierlegenden oder -bringenden Fuchs in Teilen Deutschlands
- Rasselbock – Geweih tragender Hase in Ostdeutschland
- Sleipnir – (= „der Dahingleitende“, Sleipner, Schleifner) achtbeiniges Pferd des Gottes Odin, das zu Lande, zu Wasser und in der Luft „dahingleitet“.
- Stinthengst – König der Stinte, eine Fischart

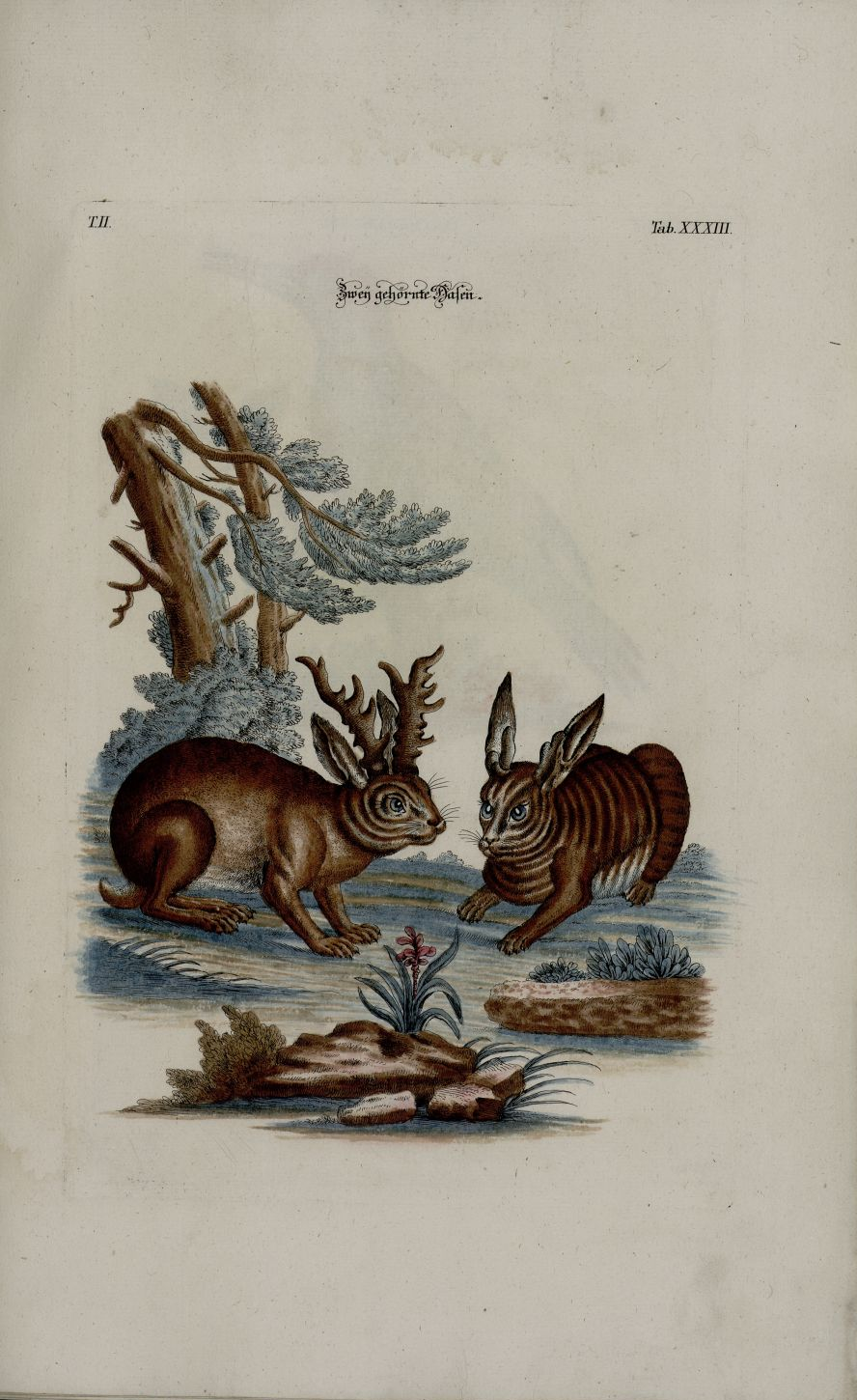
Wolpertinger, 1752

- Wolpertinger, 1752Sürthgens Mossel – (auch Sürthgens Musel, „Hund, der vom Sürthgen herkommt“) übelwollendes Gespenst und Aufhocker in Gestalt eines Hundes zwischen Bergstein (Hürtgenwald) und Nideggen (Kreis Düren); siehe auch Schwarzer Hund
- Tatzelwurm – (auch Dazzelwurm, Praatzelwurm, Springwurm, Steinkatze, Stollenwurm, Beißwurm oder Bergstutzen) alpenländischer „Halbdrache“, kleiner Verwandte von Drachen und Lindwurm, bewohnt Höhlen und Bergwerke
- Tutursel – (auch Tutosel, Tut-Ursel, Tut-Osel) Gespenst, bisweilen in Eulengestalt, unter anderem im Harz und in Thüringen bekannt
- Welthund – (auch Bachpfattli in der Schweiz) Gespenst als Hund, der ein Auge mitten auf dem Kopf trägt; siehe auch Kyklop, Schwarzer Hund, Türst, Wilde Jagd; Verwandte: Barghest, Black Shuck, Klushund, Sürthgens Mossel
- Wolpertinger – Mischwesen mit Flügeln und Geweih in Bayern

#### Nordeuropa
Fabelwesen aus Finnland, Island und Skandinavien

##### Menschliche Gestalt
- Askeladden – (auch Espen Askeladd, Oskeladden, Tyrihans) sehr kleiner Mann, meist der jüngste Sohn und kleiner Bruder, in norwegischen Märchen und Sagen, in denen er als Protagonist und Held auftritt. Verwandte: Däumling
- Berserker - im Rausch kämpfender Mensch, der sich in einen Bären verwandelt; siehe auch Beorn, Wertier, Werwolf
- Draugr – Toter, der in seinem Grabhügel weiterlebt. Siehe auch Nachzehrer
- Grýla – Ungeheuer auf Island, später dargestellt als hässliche, gierige trollähnliche Alte
- Gullveig – Wanen-Göttin der germanischen Mythologie
- Huldra – (auch Huld, Hulder) Naturgeist in Norwegen, meist beschrieben als wunderschöne Waldfee mit langen blonden Haaren und ein Schweif, betört Männer mit ihrem Gesang und bringt sie vom Weg ab, ist aber meist wohlwollend, selten tötet sie Männer. Verwandte: Deer Woman, Korrigan, Kitsune, Nymphe, Skogsrå, Sirene, Sylphe, Uldra
- Huldrekall – Naturgeist in Skandinavien, als abstoßend beschrieben
- Huldufólk – (auch verborgene Menschen, verborgene Leute,Trollvolk) Álfar (= „Elfe“) auf den Färöern, in Island, Norwegen und früher auch in Dänemark (dort huldrefolk genannt); siehe auch Huldra, Uldra, Kleine Leute
- Idise – (auch Dise) weibliche Geburtshelferinnen, Schutzgeister, Schlachthelferinnen und Totengeister aus der nordischen Mythologie. Siehe auch Walküre
- – gibt auf Haus, Hof und Tiere acht, lebt auf Dachboden
- Nisse – Kobold und Hausgeist in Dänemark, Norwegen und Schonen, in Nordschleswig (Südjütland) der Nis Puk; in Schweden ähnlich der Tomte und in Finnland Tonttu. Siehe auch Kleine Leute
- Nornen – Trias von meist alten Schicksalsfrauen aus der nordischen Mythologie: Urd (Schicksal; Vergangenheit), Verdandi (das Werdende; Gegenwart) und Skuld (Schuld; das, was sein soll; Zukunft). Siehe auch Moiren, Parzen
- Skogsrå – (auch Skogsrået, Skogsfrun (= „Herrin des Waldes“, „Waldfrau“), Skogssnuvan, Skogsnymfen (= „Waldnymphe“), Råndan, in Finnland metsänneitsyt (= „Jungfrau des Waldes“) oder haapaneitsyt („Espenmädchen“)) Naturgeist in Schweden und Finnland, beschrieben als kleine, schöne Frau, aber oft einen Schwanz oder eine Haut wie Baumrinde. Heterogerne Charakter: bringt Männer vom Weg ab und verführte sie. Siehe auch Deer Woman, Fee, Huldra, Nymphe, Kitsune, Rusálka, Salige Frau, Samodivas, Sylphe, Uldra, Vila, Zana, Zână
- Slattenpatten – (auch Slattenlangpat) weiblicher Naturgeist in Dänemark mit langen Brüste „bis zum Knie“, können über die Schulter geworfen werden, damit ein Kind stillen kann oder wenn sie gejagt wird, symbolisiert Fruchtbarkeit. Das Wesen wird auch als hässliche „Ellekone“ (Elfenfrau) bezeichnet, das im Gegensatz zu den „Ellepige“ (Elfenmädchen), die den Männern durch ihre Schönheit die Seelen stahlen. Nacht stiehlt die Slattenpatten Brot, zur Abwehr wird ein Kreuz in Brot und Gebäck geritzt. Wenn sie jemandem folgt, kann man ihr entkommen, indem man auf die Felder über die Pflugfurchen rennt. Sie kann nicht über die mit einem Stahlpflug gepflügte Furchen gehen, denn die Unterirdischen mögen keinen Stahl. Auch kann sie nicht über fließendes Wasser springen. In Sagen wird erzählt, das die Slattenpatten von Valdemar Atterdag (auch König Volmer genannt) mit seinen Hunden als Wilde Jäger gejagt wird. Siehe auch Langtüttin, Ojancana, Unterirdische; zur „Ellepige“ Fee, Huldra, Huldufólk, Skogsrå
- Stalo – (Stallo, auch Staalo, Stállo, Stállu) Gestalt der samischen Sagen, als Menschenfresser, Riese, Troll, Dämon oder Teufel dargestellt. Häufig in Einöden oder Wäldern zu begegnen. Wegen seiner Dummheit, Leichtgläubigkeit oder Plumpheit wird er von den kleineren Samen überlisten, das Verhältnis zu ihm ist jedoch nicht immer feindlich.
- Tomte – Kobold und Hausgeist in Schweden, ähnlich der Tonttu in Finnland, der Nisse in Dänemark, Norwegen und Schonen und der Nis Puk in Nordschleswig (Südjütland). Siehe auch Kleine Leute
- Tonttu – Kobold und Hausgeist in Finnland, ähnlich der Tomte in Schweden, der Nisse in Dänemark, Norwegen und Schonen und der Nis Puk in Nordschleswig (Südjütland). Siehe auch Kleine Leute
- Uldra – unterirdisch lebende Wesen in Lappland mit spitzen Zähne und behaartes Gesicht. Laut Mythologie Herrscher über das Großwild, darunter Rentiere. Freundliche Wesen, wenn sie nicht stören werden. Dann könnten sie sich auf schlimme Weisen rächen. Wird auch Huldravolk (Huldrafolk) und kleines Volk genannt; siehe auch Deer Woman, Huldra, Huldufólk,Skogsrå, Sylphe
- Walküre – weibliches Geistwesen im Gefolge des Göttervaters Odin, auch bei der Wilden Jagd; siehe auch Totengeist
- Wanen – zweites Göttergeschlecht aus der germanischen Mythologie, siehe auch Asen, Jötunn

##### Menschliche und tierische Gestalt, menschliches Mischwesen
- Asen – drittes und letztes Göttergeschlecht aus der germanischen Mythologie, siehe auch Jötunn, Wanen
- Jötunn – Riese, ältestes Göttergeschlecht in der skandinavischen Mythologie, gegenüber anderen Götter und Menschen teils freundlich, teils wie die Thursen feindlich gesinnt. Siehe auch Asen, Wanen, Titanen
- Näkki – finnischer, meist weiblicher, Wassergeist und Gestaltwandler, der Menschen, insbesondere Kinder und Jugendliche (Kinderschreck), ins Wasser lockt und ertränkt.
- Thursen – Hrimthursen (Reifriesen, Frost- oder Eisriesen) der nordischen Mythologie, feindlich anderen Götter und Menschen gesinnt, gehören zum Göttergeschlecht der Jötunn. Manchmal werden auch Feuerriesen (Muspell) und die Trolle zu den Thursen gezählt.

##### Tiergestalt, tierisches Mischwesen
- Ajatar – (auch Aijo, Ajattara) böser Waldgeist in der Gestalt eines Drachen in der finnischen Mythologie.
- Bäckahästen – bösartiges Wasserpferd in Schonen; Verwandte: Cabyll-ushtey, Ceffyl dŵr, Each Uisge, Fuath, Kelpie
- Fafnir – (auch Fáfnir, Fafner) Zwerg aus der nordischen Mythologie, der sich in einen Lindwurm bzw. Drachen verwandelte und von Sigurd bzw. Siegfried getötet wurden
- Fenriswolf – (auch Fenrir, Fenrisúlfr, Beiname Hróð(rs)vitnir) riesige Wolf, der in der Ragnarök die magischen Fessel Gleipnir zerreisst und Odin verschlingt. Im Zweikampf getötet von Vidar. In einige Überlieferungen wird der Fenriswolf von der wilden Jagd mit Odin als Anführer gejagt. Siehe auch Höllenhund, Schwarzer Hund, Werwolf; Verwandte: Hel, Geri und Freki, Midgardschlange, Skalli und Hati
- Furia infernalis – (auch Höllenfurie, Tollwurm, Brandwurm, Höllenfliege) kleiner Wurm oder Insekt in Nordschwedens, Finnlands und Livland, verursacht durch Beißen oder Stechen schwere Wunden
- Garm - Hund in der nordischen Mythologie, der den Eingang zur nordischen Unterwelt Hel bewacht. Siehe auch Höllenhund, Schwarzer Hund; Verwandte: Geri und Freki, Kerberos, Sharvara und Shyama
- Geri und Freki – („der Gierige“ und „der Gefräßige“) Wölfe der nordischen Mythologie, die, wie die Raben Hugin und Munin, den Gott Odin begleiten. Siehe auch Höllenhund, Schwarzer Hund, Werwolf; Verwandte: Fenriswolf, Garm, Skalli und Hati
- Hati – Wolf in der nordische Mythologie, der den Mond jagt. Sohn des Fenriswolf, sein Zwillingsbruder Skalli jagt die Sonne. Siehe auch: Höllenhund, Schwarze Hund, Werwolf; Verwandte: Fenriswolf, Geri und Freki
- Hugin und Munin – („Gedanken“ und „Erinnerung“) zwei Raben des Odins, die jeden Tag in die Welt hinausfliegen und am Abend Odin alles zu berichten, was sie gesehen und gehört haben
- Lagarfljótwurm – isländisches wurmartiges Seeungeheuer im Lagarfljót
- Midgardschlange – („Weltenschlange“) die Welt (Midgard) umspannende Seeschlange, manchmal als feuerspeiendes Wesen wie eine Drachen dargestellt. Siehe auch Amphisbaena, Ouroboros
- Nidhöggr – („der hasserfüllt Schlagende“, auch Nidhögg, Nidhöggur, Nidhogg) schlangenartiger Drache (Lindwurm) in der nordischen Mythologie, der am Weltenbaum Yggdrasil nagt und die Toten peinigt
- Nykur – bösartiges Wasserpferd der Färoer, taucht als schimmerndes, graues Pferd aus Seen oder Teichen auf, verführt Reisende, sich auf seinen Rücken zu setzen, um sie dann ins Wasser zu ziehen und zu ertränken. Siehe auch Tarbh-uisge, Elfstier; Verwandte: Bäckahästen, Cabyll-ushtey, Ceffyl dŵr, Each Uisge, Fuath, Kelpie, Nuggle, Nykur
- Selma – schlangenähnlichen Seeungeheuer im norwegischen See Seljordsvatn
- Skalli – Wolf in der nordische Mythologie, der die Sonne jagt. Sohn des Fenriswolf, sein Zwillingsbruder Hati jagt der Mond. Siehe auch: Höllenhund, Schwarze Hund, Werwolf; Verwandte: Fenriswolf, Geri und Freki
- Skvader – dem Wolpertinger ähnliches Tier in Schweden
- Storsjöodjuret – („das Untier des Storsjön“) Seeschlange mit einem hundeähnlichen Schädel im schwedischen See Storsjön
- Tanngnjostr und Tanngrisnir – („Zähneknirscher“ und „Zähneblecker“) Ziegenböcke, die den Wagen des Donnergottes Thor in der Nordischen Mythologie ziehen

#### Mittel- und Westeuropa
Fabelwesen unter anderem aus Belgien, Frankreich, Großbritannien, Irland, Niederlande, Portugal, Spanien

##### Menschliche Gestalt
- Alberich - bekannt als Zwerg, der den Nibelungenhort hütet und eine Tarnkappe besitzt. In der germanischen Mythologie König eines Geschlechts von Zwergen oder von Elfen, entsprechend dem nordischen Andwari und Oberon. Siehe auch Arawn, Erlkönig, Gwynn
- Alocer – Großherzog der Hölle und „unhimmlischer Engel“, eine der 72 Dämonen des Solomon. Siehe auch Ars Goetia
- Anjana (auch Jana, Moura (Portugal), Xana) feen- und nymphenähnliche Naturgeister (Duendes), beschrieben als schöne Frauen mit langem, wallendem Haar, das sie täglich stundenlang kämmen. Kleiden sich in Kleider aus Sternen oder Sternenstaub und tragen prächtige Perlen und Blumenkränze. Je nach Region meist klein – kaum größer als eine Blume –, können aber auch Menschengröße oder größer werden. Leben in Brunnen, Quellen, Flüssen, Teichen, Seen und Höhlen, kommen meist nur nachts hervor, hüten Schätze, hilfreich für die, die sie wirklich brauchen, unter anderem zur Flucht vor den bösartigen Ojancanus. Wird oft mit den Elfos („Elfen“) und Hadas („Feen“) gleichgesetzt. Siehe auch Nymphe, Zana, Zână
- Ankou – Totengeist in der bretonischer Überlieferung
- Ahasver – Mensch unbekannter Herkunft, später Ewige Jude, der nicht sterben kann.
- Arawn – Fürst der Anderswelt Annwn, ein Sídhe und Angehöriger des Túatha Dé Danann, Anführer der Wilden Jagd mit seinen Hunden, den Cŵn Annwn (auch Feenhunde genannt) sowie Untergebener und Gegner des Fürsten Hafgan. Siehe auch Alberich, Erlkönig, Gwynn, Oberon
- Banshee – (auch bean sídhe, bean sìth, bean shìth, „Frau aus den Hügeln“, „Frau aus dem Feenreich“, Geisterfrau, im Deutschen häufig „Todesfee“) weiblicher Geist aus der Anderswelt in der keltischen Mythologie und im Volksglauben in Irland, eine Sídhe und Angehörige des Túatha Dé Danann. Verwandte: Bean Nighe, Cailleach, Gwrach y Rhibyn, Mallt-y-Nos, Nachtwäscherinnen, Weiße Frau, Winselmutter (Klagemutter)
- Baobhan Sith – verführerische Vampirin, die hübsche Jünglinge tötet, eine Sídhe und Angehörige des Túatha Dé Danann
- Bean Nighe – (= „Waschfrau“, „Wäscherin“, nigheag , „die kleine Wäscherin“, nigheag na h-ath, „kleine Wäscherin der Furt“, nigheag bheag a bhroin, „kleine Wäscherin des Kummers“) weiblicher Geist in Schottland aus der keltischen Mythologie und im Volksglauben, der als Omen des Todes und Bote aus der Anderswelt gilt. Sie wäscht an einsamen Orten im Bächen oder Seen Kleidung derjenigen, die bald sterben. Manche Waschfrauen singen ein Trauerlied, während sie die Kleidung eines Menschen wäscht, der im Begriff ist, einen plötzlichen, gewaltsamen Tod zu erleiden. In verschiedenen Überlieferungen hat die Wäscherin die Gabe, Wissen zu vermitteln oder Wünsche zu erfüllen, wenn man sich ihr mit Vorsicht nähert oder gefangen nimmt. Auch sagt man, dass die Waschfrauen Geister von Frauen sind, die bei der Geburt gestorben sind und dazu verdammt sind, ihre Aufgaben bis zu ihrem normalen Lebensende zu erfüllen, wenn sie alle Kleidungsstücke der Verstorbenen waschen können, andernfalls müssen sie diese Aufgabe ewig Ende fortführen. Dargestellt wird die Wäscherin als gedrungene Gestalt wie ein kleines bemitleidsvolles Kind und gelegentlich in Grün gekleidet; oder mit ungewöhnlich lange Brüste, die sie beim Waschen über die Schulter wirft. Wer sie sieht, muss sich leise von hinten nähern, eine ihrer Brüste ergreifen, sie in den Mund nehmen und behaupten, ihr Pflegekind zu sein (siehe Milchverwandtschaft). Sie wird ihm dann alles Wissen mitteilen, das er begehrt. Wenn sie sagt, dass die Kleidung, die sie wäscht, einem Feind gehört, kann er das Waschen zulassen. Gehört sie jedoch ihm selbst oder einem seiner Freunde, kann er sie an der Beendigung ihrer Aufgabe hindern und so seinem Schicksal entgehen. Siehe auch Arme Seele, Langtüttin, Ojáncana, Slattenpatten, Totengeist, Wassergeist; Verwandte: Banshee, Cailleach, Cyhyraeth, Gwrach y Rhibyn, Mallt-y-Nos, Nachtwäscherinnen, Weiße Frau, Winselmutter (Klagemutter)
- Bluecap – (= „Blaukappe“) wohlgesinnter koboldähnlicher Bergwerkgeist und englischer fairy, der in Minen lebt und als kleine blaue Flamme erscheint. Wenn die Bergleute sie respektvoll behandeln, führen sie sie zu reichen Mineralvorkommen und warnen vor Einstürzen. Man hinterlegt die Bezahlung eines durchschnittlichen Wagenschiebers in einer abgelegenen Ecke der Mine. Gegenpart siehe Cutty Soames, Irrlicht, Redcap; Verwandte: Coblyn, Knockers, Muki
- Brenin Llwyd – (= „Grauer König“, auch „Herrscher des Nebels“) Geistwesen der walisischen Mythologie, ein Gwyllion und Angehöriger der Tylwyth Teg. Stets schweigsam, halbkörperlich, in Nebel oder einen grauen Mantel gehüllt macht er Jagd auf unvorsichtige Reisende, insbesondere Kinder. Verwandte: Fear Liath, Nebelmännle, Wettergeist
- Brownie – helfender, sehr friedlicher Hausgeist und englischer fairy, werden Heinzelmännchen und dem Tomte aus Skandinavien vergleichen, verwandt mit den neckische Hob und Hobgoblin.
- Busgosu – (auch Musgosu) koboldähnliche Waldgeister (Duendes), Mischwesen halb Mensch, halb Ziege, in Moos und Blätter gekleidet. Ein Busgosu ist Herr des Waldes und all seiner Lebewesen und Feind der Holzfäller und Jäger: sein Kuss verursacht einen grausamen und langsamen Tod. Jedoch führte er verirrten Hirten und jenen, die dem Wald keinen Schaden zufügen, durch den Wald. Auch kann er mitfühlend und fleißig sein, reparieren Scheunen und Häuser der Menschen, die aufgrund des Wetters eingestürzt sind. Siehe auch Faun, Goatman, Herr der Tiere, Machu Lanú, Moosmann, Pan, Poe-Lick-Monster, Satyr, Urisk, Wilder Mann; Verwandte: Alux, Tentirujus, Trenti
- Cailleach – hexenartige Riesinnen aus Schottland, Irland und auf der Isle of Man, die als Naturgeister mit dem Wetter in Verbindung gebracht werden; die Foawr sollen von ihnen abstammten. Siehe auch Sídhe, Túatha Dé Danann, Wettergeist
- Cliodhna – (auch Clíodhna, Clíodna, Clíona, Cleena) beschrieben als feenähnliche Banshee, Angehörige des Túatha Dé Danann aus der Anderswelt und Liebes- und Schönheitsgöttin Irlands
- Cluricaun – Elfenwesen (im Deutschen „Kobolde“) aus der keltischen Mythologie Irlands, das bekannt ist für seine Vorliebe, viel zu trinken und in Brauereien, Kneipen und Weinkellern zu spuken. Siehe auch Sídhe, Túatha Dé Danann
- Coblyn – freundliche und hilfsbereite koboldähnliche Bergwerkgeister in Wales und in walisischen Siedlungsgebieten in Nordamerika, Angehörige der Tylwyth Teg. Führen Bergleute mit ihren Klopfgeräuschen den Weg zu Erzadern oder anderen Schätzen; erscheinen in Miniatur-Bergbaukleidung, arbeiten unentwegt, beenden ihre Aufgabe aber nie. Sie sollen einen halben Meter groß und sehr hässlich sein. Gegenpart siehe Cutty Soames, Verwandte: Bluecap, Knockers, Muki
- Comte Arnau – (auch Comte l'Arnau, Conde Arnau) Geist eines sagenhaften Graf von Katalonien aus Ripollès, der wegen seiner räuberischen Grausamkeit und Wollust dazu verdammt ist, als Wilder Jäger für alle Ewigkeit mit Hunden zu reiten, während sein Fleisch von Flammen verzehrt wird. Siehe auch Arme Seele, Schimelreiter; Verwandte: Comte Mal
- Comte Mal – („böse Graf“) Geist auf Mallorca, der dazu verdammt ist, für alle Ewigkeit als trauernde Seele auf einem schwarzen Pferd umherzuwandern, während Flammen aus seinem Mund und seinen Augen schlugen, um seine Missetaten in seiner Beziehung zu einer Nonne und der Nichtbegleichung versprochener Schulden zu sühnen. Siehe auch Arme Seele, Feuerspeiendes Ungeheuer, Schimmelreiter; Verwandte: Comte Arnau

- Coraniaid – (auch Coranians) fremde Volk aus der walisischen Mythologie, furchteinflößende, zwergenartige (auch verkümmert und elfenähnlich beschrieben) Wesen „aus Asien“, die nicht verletzt werden dank ihres scharfen Gehörs: sie hören alle Geräusche des Windes und können so Gefahren ausweichen. Sie suchten die Britischen Inseln heim und waren die erste Plage der Herrschaft Lludds. Sie sollen zusammen mit den Riesengeschlecht Cawr den schottischen Foawr und den irischen Fomori entsprechen.
- Corujá – zauberkundige Frauen oder weibliche Geistwesen in Gestalt von einer Bruja (im Deutschen „Hexe“) aus der Extremadura-Mythologie. Sie haben die Fähigkeit, sich in Lichtpunkte verwandeln, um in Häuser zu schleichen, Babys aus ihren Wiegen zu nehmen und sie an unwahrscheinlichen Orten wieder erscheinen zu lassen. Auch können sie die Brust von Schlafenden zu drücken. Siehe auch Irrlicht; Verwandte: Gestaltwandler, Nachtalb
- Cutty Soames – (auch Old Cutty Soames) bösartiger Minengeist in England, der die Seile („soames“) durchschneidet, die den Fördermann (Schlepper, Putter) mit dem Fördergutwagen verband; Gegenpart siehe Bluecap, Coblyn, Knockers, Muki,
- Cyhyraeth – Totengeist der walisischen Mythologie, ein Gwyllion und Angehörige der Tylwyth Teg mit einer körperlosen Stimme, die vor dem Tod eines Menschen zu hören sind. Verwandte: Banshee, Bean Nighe, Cailleach, Gwrach y Rhibyn, Mallt-y-Nos, Nachtwäscherinnen, Weiße Frau, Winselmutter (Klagemutter)
- Däumling – (auch Daumerling, Daumesdick, Däumelinchen) menschliche Gestalt, nicht größer als ein Daumen, meist Held und Heldinnen in Märchen. Verwandte: Askeladden
- Dullahan – (auch Gan Ceann = „kopflos“) kopfloser Reiter bzw. kopfloser Ritter aus der irischen Mythologie, seltener kopflose Frau. Meist Gespenster von gefallenen Soldaten und Helden, die hierbei oft ihren Kopf unter dem Arm tragen. Gelten als böse und als Todesomen
- Duende – (Abkürzung von „dueñ(o) de casa“, etwa „Herr des Hauses“) heterogene, menschenähnliche Haus- und Naturgeister aus der iberischen, iberoamerikanischen und lateinamerikanischen Kultur, werden mit Kobolden, Zwergen, aber auch mit kleinen Feen verglichen, beziehungsweise im deutschen Sprachraum mit Kobold und Zwerg übersetzt.
  - Andere Namen für den Duende in einigen Regionen Spaniens: Follets (Katalonien), Iratxoak (Baskenland), Menutos, Mendos und Mengues (Pyrenäen), Trasgus (Asturien), Trasnos (Galizien).
  - Arten in Spanien: Anjanas, Apabardexu (lebt in Bergen und Seen), Busgosos, Diaños, Enanos, Elfos, Hadas, Martinico, Nomos, Nuberus, Tentirujus, Trasgos, Trastolillus, Trentis, Tronantes, Ventolines
  - Die in Portugal Duendes genannten kleinen Geschöpfe mit großen Hüte sind gutgesinnt, pfeifen ein mystisches Lied, wandern oft im Wald umher und bringe Kinder nach Hause.
  - In manchen lateinamerikanischen Kulturen glaubt man, dass die Duendes Kinder in den Wald locken. Bei den Kreolen und in der Garifuna-Bevölkerung werden Waldgeister „Tata Duende“ genannt, denen der Daumen fehlt.
  - Der gnomenartigen Kinderschreck in Mittelamerika, Mexiko und im Südwesten der USA nennt man auch Duende : sie leben in den Wänden von Häusern, insbesondere in den Schlafzimmern von Kleinkindern, und versuchen, ungepflegten Kindern die Zehennägel zu schneiden, was oft zur versehentlichen Entfernung ganzer Zehen führt. Siehe auch Struwwelpeter, Tata Duende
  - Manchmal nennt man auch koboldähnlichen Alux und Nukux Tat der Maya sowie den Kurupí der Guaraní Duende
  - Die Dwendes der Filippinos stammten von spanischen Duendes ab.
- Enano – (im Deutschen „Zwerge“, Duendes) winzige Geschöpfe, die Tag und Nacht in den Wäldern arbeiten, immensen Reichtümer der unterirdischen Welt bewachen und spöttisch die Gier der Bauern reizen, indem sie ihnen goldene Kämme und Säcke voller Silber anbieten, die später zu Haufen verdorrter Farnblätter und weißer Kieselsteine werden. Einige helfen gute Menschen, um ihre verlorenen Besitztümer wiederzufinden.
- Elfo – (im Deutschen „Elfen“) Wesen der Duendes, vermutlich von germanischen Stämmen eingeführt, älteste Erwähnung im mittelalterlichen Cantar de Mio Cid, sehr ähnlich wie die Anjanas und oft gleichgesetzt.
- Ellyllon – (im Deutschen „Elfen“) Angehörige der Tylwyth Teg („schöne Familie“), oft als ätherische, schöne und meist blondhaarig beschrieben, ähnlich der Feen
- Entiznáu – Riese und Wettergeist aus der Extremadura-Mythologie, reicht bis an die Wolken. Oft als Duendi, „Duendi Tiznáu“ oder „Duendi Entiznáu“ bezeichnet, ähnlich den Mulachinis und Nuberus, den Xuan Cabritu und Escolar (hier etwa „Zauberlehrling“), jedoch nicht die Kleinwüchsigkeit der typischer koboldähnliche Duendes. Er trägt dunkle Kleidung, einen großen Hut (manchmal ein Zylinder) und sein Gesicht ist rußbedeckt. Kann Stürme heraufzubeschwören, erzeugt mit Feuerstein und Stahl Blitze, mit einer riesigen Trommel Donner und Regen, indem er die Wolken mit seinem Hut aufwirbelt. Er ist jähzornig: wenn Hirten ein Angebote des Entiznáu ablehnen, wie etwa zum Anzünden ihrer Wasserpfeifen mit seinen Stahl und Feuerstein, entfesselt er in seiner Wut die schlimmsten Stürme. Er wird von der Chancalaera gefürchtet, mit denen er eine Feindschaft verbindet. Siehe auch Thor, Odin
- Ettin – englischer Riese mit mehreren Köpfe, ähnlich mit Oger und Troll
- Fear Dearg – (= „Roter Mann“, auch Far Darrig, Rat Boy) bösartige koboldähnliche Wesen aus der irischen Mythologie, beschrieben als Gestalt mit dunkle, haarige Haut, lange Schnauze und dünne Schwanz, bekleidet mit roten Mantel und rote Mütze. Spielt Menschen grausame Streichen, ersetzt ihre Babys durch Wechselbälger und verursacht Albträumen. Verwandte unter anderem: Goblin, Korrigan, Nachtalb
- Fear Liath – (= „Graue Mann“, auch Am Fear Liath Mòr = „der große graue Mann“, „Der große Mann von Ben MacDhui“) bösartiger Riese um Ben Macdui (Schottland), der Wanderer in die Irre führt. Personifikation des Nebels. Siehe auch Brenin Llwyd, Nebelmännle, Wettergeist
- Féetauds – (auch Fétauds) männliche Feen und Ehemänner von den weiblichen Feen, insbesondere die Grottenfeen in der Haute-Bretagne. Die Féetauds sind weniger mächtig; diejenigen, die mit den Grottenfeen leben, sollen sehr schön sein und wie diese in grauen Tücher gekleidet. Sie verbringen ihre Zeit damit, im Kreis zu tanzen oder sich mit den Fions auf See auf einem Schiff, das nach Belieben seine Größe zu ändern, zu vergnügen.
- Fenoderee – koboldähnlicher Hausgeist auf Isle of Man, wird auch als englischer fairy zu den Brownies gezählt. Verwandte: Grogoch
- Feu follet – („Narrenfeuer“) Irrlichtwesen in Frankreich
- Fions – koboldähnliche Wesen aus dem kleinen Volk, führen ein militärisches Leben als Diener der Grottenfeen, die sie schützen. Meist in der Seefahrerfolklore der Haute-Bretagne erwähnt, könnten englischen Ursprungs sein. Vergnügen sich auf einem Schiff mit den männlichen Feen Féetauds
- Foawr – (auch Fooar) Volk von bösartigen Riesen oder riesige Feen (fairies) auf der Isle of Man und Teilen Schottlands, gelten als Söhne der Cailleach und werden mit Fomori verglichen
- Follet – koboldähnliche Hausgeist in Katalanien, unsichtbar oder in Gestalt eines kleinen, alten Mann, seltener in Tiergestalt. Oft schelmischer, spöttischer und verspielter Charakter, soll fleißig sein und Ordnung lieben, da er nur nachts ohne böse Absicht Unfug treibt. Wird gelegentlich als bösartigeres Wesen beschrieben. Der Begriff „Follet“ wird gleichgesetzt mit den Begriffe „Duendes“, „Kobolde“, „Goblin“, „Gnom“ und ähnliches in anderen Sprachen.
- Goldenes Hand – Wesen in der Jerte-Tal in Gestalt einer großen Hand aus Gold, die Rinderherden tötet und ihnen ein Brandmal auf dem Rücken hinterlassen. Ebenfalls aus der Extremadura-Mythologie der Kinderschreck Schwarze Hand.
- Golem – stumm, menschenähnlich aus Lehm, mit gewaltiger Größe und Kraft
- Grindylow – (auch Grundylow) Wassergeist und englischer fairy aus Yorkshire und Lancashire, beschrieben als kleine, starke, menschenähnliche Wesen mit schuppiger Haut, grünlichem Teint, scharfen Krallen und Zähnen, langen, drahtigen Armen und langen Fingern. Lebt in Teichen und Sümpfen und wartet auf Kinder, die er unter Wasser zieht. Der Name wird mit Grendel in Verbindung gebracht. Ähnliche Wassergeister: Peg Powle, Nelly Longarms und Jenny Greenteeth. Siehe auch Grindeloh (Harry-Potter-Welt), Wassermann, Kinderschreck
- Grendel – monströse Gestalt der frühen angelsächsischen Heldenepik, beschrieben unter anderem als Unhold mit übermenschlichen Kräften, menschenähnliches Ungeheuer und Riese (Jötunn, Thurse, Troll). Grendels Mutter wird auch grundwyrgen („verfluchte Unholdin der Tiefe“) genannt, auch beschrieben als hässliche Trollfrau, monströse Hexe oder Monsterfrau, auch als Menschenfresserin. Siehe auch Wasserfrau, Wassermann
- Grogoch – koboldähnliche Geschöpf aus der keltischen Mythologie und im irischen Volksglauben. Gilt als hilfsbereit, aber lästig. Stammten aus Kintyre in Schottland, ließen sich in Irland nieder, bekannt in North Antrim, auf Rathlin Island und in Teilen Donegals. Auf Isle of Man werden sie Fenoderee genannt. Beschrieben werden sie als sehr kleinen, alte Männer, mit grobem, dichtem rötlichem Haar oder Fell bedeckt, statt Kleidung Zweige und Schmutz. Wohnen in ihre Häuser in Höhlen und Mulden: manche großen schiefen Steine gelten als Gorochs-Häuser. Sie sind gesellig, besitzen aber auch die Fähigkeit der Unsichtbarkeit, sodass nur von Menschen, denen sie vertrauen, sie sehen. Manchmal helfen bei der Feldarbeit und im Haushalt gegen Bezahlung mit einem Krug Sahne, doch stehen sie oft unerwartet im Weg. Siehe auch Sídhe, Túatha Dé Danann, Wolterkens
- Grottenfee – (fées des houles) schöne, mächtige und fast unsterbliche Wesen, die jedoch durch Salz sterblich werden können. Leben entlang der Kanalküste in Höhlen und Grotten, heiraten die männliche Feenwesen Féetauds. Haben die Fähigkeit, das Unsichtbare zu sehen, sind Gestaltwandlerin und lieben Musik. Ihre Diener sind kleine kämpferische Fions. Wohlwollend, solange man ihnen mit Respekt und Höflichkeit begegnet. Verwandte: Margot la Fée, Weiße Dame
- Gwrach – (auch Gwrach y Rhibyn) Totengeist in der Gestalt eines hässlichen alten Weibes mit harpyienhafte Züge, eine Gwyllion und Angehörige der Tylwyth Teg; siehe auch Cyhyraeth
- Gwragedd Annwn – (= „Frauen Annwns“, Damen der Unteren Region, Damen des Elfenlandes, Frauen der Unterwelt) Wasserfrauen in Wales, Angehörige der Tylwyth Teg. Werden auch als Seejungfrauen genannt, jedoch weisen sie keinerlei Merkmale von Meeresgeschöpfen auf.
- Gwyllion – (= „Dämmerung“, auch Gwyllon) walisische Geistwesen wie Berggeister, Gespenster, Hexen und andere übernatürliche „Nachtwandler“ („Gesetzlose der Wildnis“), Angehörige der Tylwyth Teg („schöne Familie“), furchterregendes Aussehen und meist mit bösen Absichten für die Menschen.
- Gwynn – (auch Gwyn ap Nudd, Gwynn fab Nudd) König des Elfenvolkes (Ellyllon) der Tylwyth Teg im Hügel Twr Avallach (Glastonbury Tor) und Anführer der Wilden Jagd, auch Gefolgsmann von König Artus. Siehe auch Alberich, Arawn, Erlkönig, Oberon
- Hada – (auf Katalanisch „fade“, auf Galizisch-Portugiesisch „fada“, im Deutschen „Fee“) weibliche Geschöpf der Duendes, die mit den Anjanas gleichgesetzt wird; ursprünglich die hispanisierten römischen Fatas, Personifizierungen des Schicksals. Die Hadas werden auch als Oberbegriff für alle möglichen mythologischen Wesen gesehen, ähnlich wie die englischen faeries. Siehe auch Fee, Fata Morgana
- Herne der Jäger – auf einem Pferd reitendes Gespenst und Wilder Jäger in der englischen Grafschaft Berkshire, dem ein Geweih aus dem Kopf wachsen soll
- Hob – hilfreicher koboldähnlicher Hausgeist und englischer fairy in den englischen Midlands , in Nordengland und an der anglo-schottischen Grenze vorkommt, leben im Haus oder im Freien, arbeiten auf Bauernhöfen arbeiteten, bei Beleidigungen konnten sie jedoch lästig werden. Wenn man ihm neue Kleidung gab, verschwand er meist für immer. Es konnte jedoch auch unmöglich sein, die schlimmsten Hobbs loszuwerden. Siehe auch Aulken, Hauselfe (Harry-Potter-Welt), Heinzelmännchen, Hinzenmännchen, Hobgoblin, Wolterkens
- Hobgoblin – (auch Hob) hilfsbereiter, aber sehr neckischer koboldähnlicher Hausgeist, Gestaltwandler und englischer fairy. Während Brownies friedlichere Wesen sind, machen Hobgoblins lieber Streiche, können boshaft, furchteinflößend und gefährlich sein. In der Fantasygenre werden sie sogar bösartig dargestellt. William Shakespeare soll die Figur des Pucks (Robin Goodfellow) in seinem Sommernachtstraum als Hobgoblin identifiziert.
- Imp – boshafte Kobold oder Dämon, Begleiter des Teufels („Teufelchen“) und englischer fairy im angelsächsischen Raum. Siehe auch The Bottle Imp, The Imp of the Perverse
- Iratxo – (baskisch Plural Iratxoak) koboldähnliche Naturgeister aus der baskischen Mythologie, die aus alten Legenden aus Biscaya stammt und auch im französischen Baskenland sowie in Navarra bekannt ist. Sein Name scheint direkt mit Farn (auf Baskisch „ira “) in Verbindung zu stehen, deren Verkleinerungsform er ist, und wird als anderer Begriff für die Duendes verwendet. Meist lebt er in Höhlen und Brunnen und erschreckt Menschen in der Nacht. Wenn jemand ihm folgen, führt er ihn durch Schluchten und andere gefährliche Orte im Gebirge. Böshaft, aber nicht bösartig. Ähnlich der Idittu, der bisweilen mit den Iratxo gleichgesetzt wird: er erscheint manchmal in Menschengestalt, aber auch als Feuer spuckende Tier. Wenn man in der Nacht eine Flamme sehen, ist der Idittu in der Nähe. Siehe auch Irrlicht
- Jack O’Lantern – (auch Hobby Lantern, Jacky Lantern, Joan the Wad, Will-o’-the-Wike, Will-o’-the-wisp, Will-o’-wisp) Irrlichtwesen und fairy imn englischsprachigen Raum: der listige Schmied Jack trickst den Teufel mehrmals aus. Der Teufel verwehrte Jack nach seinem Tode den Eintritt in die Hölle und gab Jack ein brennendes Stück Kohle , das niemals verlischt. Jack steckte die Kohle in eine große, ausgehöhlte Steckrübe, nur um dann für alle Ewigkeit, auf der Suche nach Erlösung, umherwandeln zu müssen. Eine ähnliche Überlieferung gibt es unter anderem über den „Will mit dem (brennenden) Strohbündel“ (Will-o’-the-wisp)
- Jenny Greenteeth – (auch Jinny Greenteeth, Ginny Greenteeth, Wicked Jenny, Peg o’ Nell) Wassergeist, Flusshexe und englische fairy, die Kinder und ältere Menschen ins Wasser zieht und ertränkt
- Jetins – kleine koboldähnliche Wesen aus der bretonischen Mythologie, die mit enormer Kraft große Steine werfen können und Babys entführen, um sie mit Wechselbälger zu ersetzen
- Knockers – (auch Knacker, Tommyknockers (USA)) koboldähnliche Bergwerkgeister (englische fairies) oder Gespenster verunglückter Bergleute in Cornwall und Devon (England), die an die Wände von Bergwerken zu klopfen, entweder, um die Stollen einstürzen zu lassen, oder ihre Nachfolger vor Gefahr zu warnen. Ein walisisches Verwandter ist der Coblyn und der englischen Bluecap, auch die Púcas (walisisch Bwca, cornish Bucca) in Wales und Cornwall sind in ihrer unterirdischen Lebensweise ähnlich. Weitere Verwandte: Cutty Soames, Muki

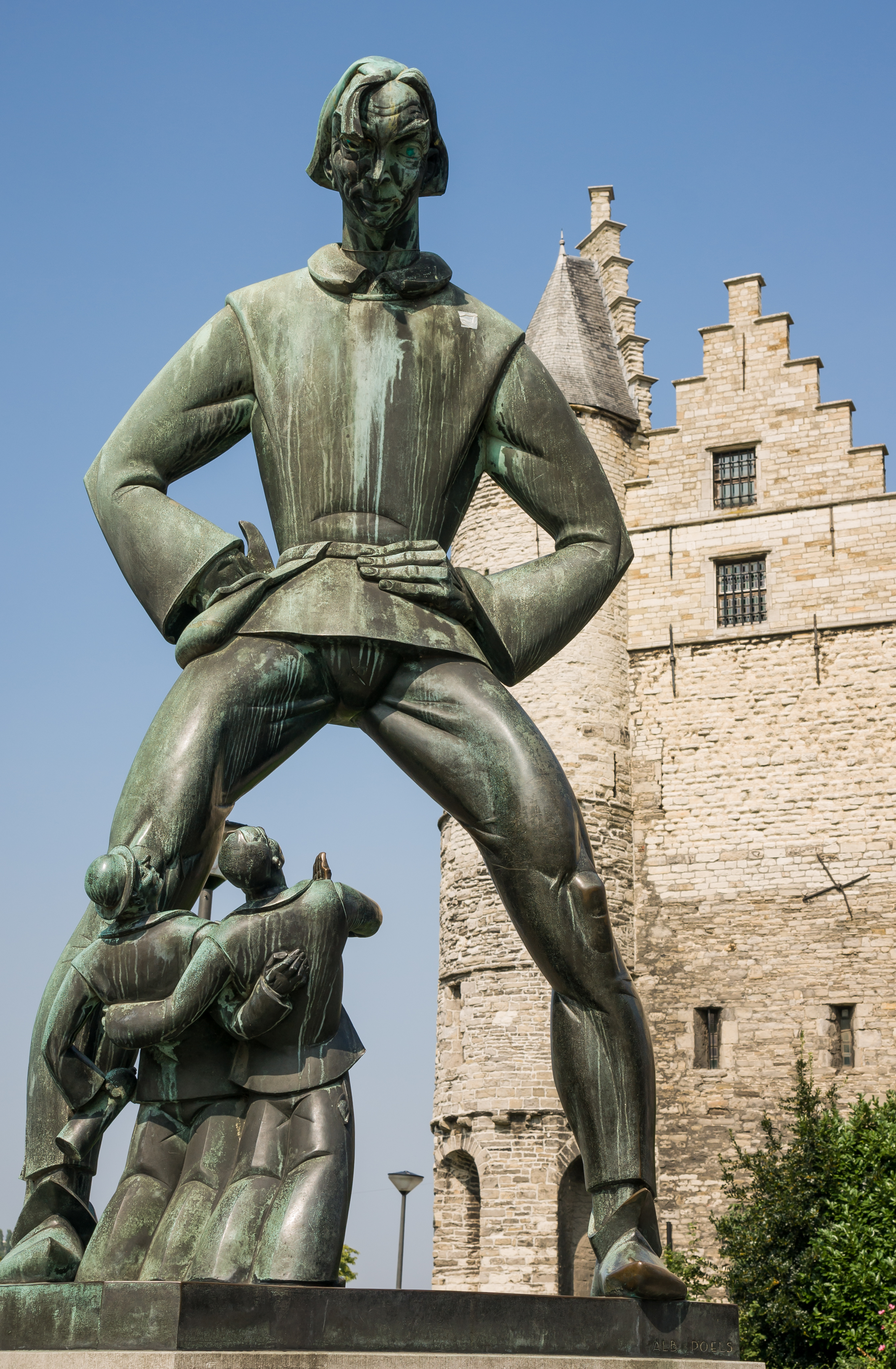
Lange Wapper in Antwerpen, Belgien

- Lange Wapper in Antwerpen, BelgienKorrigan – Fee (englischer fairy) oder zwergenhafte weibliche Spukgestalt der Kelten, durch ihren Gesang Männer betören, Trugbilder vorgaukeln und weitere magische Fähigkeiten, ersetzt Kinder durch Wechselbalge. Siehe auch Huldra, Sirene
- Lange Wapper – flämischer Riese, Gestaltwandler und Trickster in Antwerpen und Umgebung, warnendes und strafendes Geistwesen; Verwandte: Stelzenmann
- Green Lady - („Grüne Dame“) verschiedene Schlossgespenster in Frankreich (Château de Brissac), England (Longleat House) und vor allem in Schottland (Ashintully Castle, Ballindalloch Castle, Crathes Castle, Fyvie Castle, Knock Castle (Skye), Ladyland House). Die „grüne Damen“ in Picard und in Franche-Comté (grottes de la Dame Verte, „Höhlen der Grünen Dame“) sind Feen. Siehe auch Green Lady (Hawaii)
- Leprechaun – Naturgeist der irischen Mythologie, wird im Deutschen Kobold genannt; siehe auch Sídhe, Túatha Dé Danann
- Lutin – (weiblich Lutine) Hauskobold aus dem kleinen Volk in Berry, Normandie und Picardie (Frankreich), trägt roten Hut
- Mallt-y-Nos – (= „Matilda of the Night“) Gespenst aus Wales, eine Gwyllion und Angehörige der Tylwyth Teg, reitet als hässliches, bösartiges altes Weib in der Wilden Jagd mit, um arme Seelen zu fangen.
- Margot la Fée – Feen in der Bretagne und der Mayenne. Es ist kein Eigenname für eine bestimmte Fee, sondern ein Begriff für eine Gruppe von Feen, die mit der Erde verbunden sind („Erdfeen“,„irdische Feen“). Wahrscheinlich eine Abwandlung des Namens von „Fee Morgane“ und vor dieser von einem Aspekt von „Mutter Erde“. Sie gelten als mächtig, sie können sich unsichtbar machen, sind Gestaltwandler und verwandeln andere. Sie sind ausgezeichnete Tänzer, oft großzügig, jedoch manchmal auch grausam und haben Freude daran, Menschen auf die Probe zu stellen, indem sie ihnen Gold und Gegenstände geben. Ihnen wird der Bau mehrerer Megalithen zugeschrieben und man sagt, sie besitzen riesige, unter der Erde verborgene Schätze. Sie entführen auch Menschenkinder, um sie durch ihre eigenen zu ersetzen (Wechselbalg), und werden Patinnen von Babys, denen sie Namen geben und die sie mit Geschenken unterschiedlicher Art überhäufen. Siehe auch Túatha Dé Danann, Tylwyth Teg, Weiße Dame
  - Verwandte: Grottenfee, Morgan le Fay, Nimue
- Martinico – (= „kleiner Martin“, auch kleiner Mönch, Kapuzinerkobold) koboldähnliches düsteres Mänchen in Teilen Spaniens mit großen Kopf und Händen. Oft als Mönche gekleidet und mit einer Kapuze, die ein monströses Gesicht verbirgt. Seltener dargestellt als freundlichen, kindlichen Gesicht, als wäre er ein Junge. Ursprünglich im Mittelalter ein Dämon oder Teufel, erzählen einige Sagen, dass er von einem anderen Dämon in die Wälder verbannt wurde und nach Verbüßung seines Urteils in die Stadt floh, um den Menschen näher zu sein und so seine Einsamkeit zu lindern. Ambivalenter Charakter, jedoch meist freundlich: dringt in Häuser ein, erschreckt dort Menschen und spielt ihnen Streiche, besonders Geizhälse, indem er ihr Gold in Kohlen verwandelt. Wenn man ihn belästigt, wird er furchterregend. Am häufigsten erscheint er aber Kindern, da er gern mit ihnen spielen; auch beschützte er umherwanderten Kinder. Siehe auch Duende
- Mooinjer veggey – (auch Muinntir Bheaga (Schottland), Muintir Bheaga (Irland)) kleine Leute auf der Isle of Man, werden gleichgesetzt mit den englischen fairies („Feen“) und koboldähnliche Hausgeister der Tylwyth Teg. Im deutschen Sprachraum werden sie auch Kobolde genannt. Tragen rote Mützen und grüne Jacken, meist zu Pferd gesehen, gefolgt von einem Rudel Welpen in allen Regenbogenfarben. Leben in grünen Hügeln, insbesondere in alten Grabhügeln. Es heißt, die Mooinjer Veggey seien für Menschen nur sichtbar, wenn sie es wollten. Einige sind wohlgesinnt, heilten Menschen von Krankheiten und erlösten sie von Unglück, während andere bösartig sind, bringen Unglück, stehlen Kinder und verschleppen Erwachsene verschleppten. Alter Brauch ist nachts ein Feuer im Haus brennen zu lassen, damit die Mooinjer veggey hereinkommen und sich daran erfreuen. Abends wird etwas Brot und Wasser für sie hinausgestellt, bei Backen und Buttern klebt man ein kleines Stück Teig und Butter zum Verzehr an die Wand. Siehe auch Draugr, Elfen, Sídhe, Túatha Dé Danann, Unterirdische
- Mulachinis – (etwa „Schärfer“) kleine, fast babyartige einäugige Geistwesen aus der Extremadura-Mythologie, die in den Gewitterwolken spielen und mit Meißeln Blitze schnitzen, die sie abschießen. Kreuze werden zum Schutz vor ihren Blitzen in den Bergen aufgestellt. Sie teilen sich die Rolle der Blitzerzeugung mit den Entiznáu und ähndeln den kantabrischen Nuberos. Siehe auch Dokkaebi, Kyklop, Putto, Wettergeist
- Nachtspinnerin – in manchen Teilen Europas bekanntes Geistwesen, manchmal ein Geist einer Toten, der in einem Haus sich mit dem Spinnen von Wolle bemerkt macht: man hört das Spinnrad oder bisweilen sieht man die Hände. Nach einer Schweizerischen Sage erscheint die Nachtspinnerin auf der Leewasserbrücke am Vierwaldstättersee und spinnt mit dem silbernen Spinnrad und darauf Flachs von Gold. Die Sagen werden manchmal mit denen der weißen Dame verwechselt. Siehe auch Arme Seele, Gespenst, Rumpelstilzchen
- Nachtwäscherinnen – (auch Bean Nighe, Mitternachtswäscherinnen, Todeswäscherinnen) Geistwesen, die den Tod einen Menschen ankündigen und „Geister, die fast immer zum Tod führen“. In der keltischen Mythologie meistens Trias von alten Wäscherinnen, die um Mitternacht ans Wasser die Leichentücher für die Sterbenden oder die blutbefleckten Kleider der Sterbenden zu waschen. Beschrieben werden sie unter anderem als klein, grün gekleidet und mt Schwimmhäuten. In der spanischen Provinz Asturien sind die Wäscherinnen pelzige Wesen. Einzelne Nachtwäscherinnen büßen als arme Seele für ihre vergangenen Sünden. Die Nachtwäscherinnen könnten mit der keltischen Göttin Morrigan oder die dreifaltige Göttin in Verbindung stehen. Siehe auch Moiren, Nornen, Parzen, Sihuanaba, Totengeist, Wassergeist; Verwandte: Banshee, Bean Nighe, Cailleach, Cyhyraeth, Gwrach y Rhibyn, Mallt-y-Nos, Weiße Frau, Winselmutter (Klagemutter)
- Nikolaus – Geschenkebringer am 6. Dezember, der Gedenktag des Heiligen Nikolaus von Myra. Weitere Namen: Sinterklaas (Niederlande), Sunderklaas (Brauch am 5. Dezember auf den Friesischen Insel) und Klaasohm sowie der nach auf den niederländischen Sinterklaas zurückgehenden Santa Claus. Siehe auch Belfana (Weihnachtshexe), Weihnachtsmann
  - Begleiter des Nikolaus: Hans Muff (Rheinland), Hans Trapp (Elsass), Knecht Nikolas, Knecht Ruprecht (Nord-, Mitteldeutschland), Krampus (Süddeutschland, Alpenraum, Osteuropa), Nickel, Pelzmärtel (Franken), Pelznickel (Mittelrhein), Père Fouettard (Frankreich), Ruppknecht, Rupperich (Ost-Vogtland), Schmutzli (Deutschschweiz), Zwarte Piet (Flandern, Niederlande)
- Oberon – Elfenkönig, auch Feenkönig genannt, entsprechend dem Alberich. Siehe auch Arawn, Erlkönig, Gwynn
- Ojancanu – bösartiger einäugiger Riese und Menschenfresser aus der kantabrischen Mythologie und mit übermenschlichen Kräften, rote Haaren, auch im Gesicht, die fast bis zum Boden reichen, mit Fellen bekleidet. Um einen Ojancanu zu töten, muss man ihm ein weißes Haar aus seinem Bart ausreißen. Wenn ein Ojancanu stirbt, begraben die anderen seine Eingeweide unter einer Eiche oder Eibe, damit er sich vermehren. Der Ojancanu fürchtet sich nur die feenartigen Anjanas. In der Extremadura-Mythologie nennt man ihn Jáncanu; der Pelujáncanu unterscheidet sich von ihm lediglich durch seinen kahlen Kopf mit einem einzigen Haar, in dem seine enorme Kraft liegt. Das weibliche Gegenstück ist die Ojáncana (Jáncana). Siehe auch Cuélebre, Kyklop
- Père Fouettard – (fouet = Peitsche, Geißel) meist dunkel gekleidete Gehilfe des Sankt Nikolaus in Frankreich.
  - Verwandte: Hans Muff (Rheinland), Hans Trapp (Elsass), Knecht Nikolas, Knecht Ruprecht (Nord-, Mitteldeutschland), Krampus (Süddeutschland, Alpenraum, Osteuropa), Nickel, Pelzmärtel (Franken), Pelznickel (Mittelrhein), Ruppknecht, Rupperich (Ost-Vogtland), Schmutzli (Deutschschweiz), Zwarte Piet (Flandern, Niederlande)
- Pixie – geflügeltes koboldartiges Wesen mit spitzen Ohren und grüne Kleidung
- Púcas – (auch Puka, Phooka, Phuka, Pooka) boshaftes und zauberkräftiges, aber relativ harmloses Wesen aus der keltischen Mythologie in Wales (Angehörige der Tylwyth Teg) und Cornwall, unterirdischen Lebensweise. Im Deutschen Kobold genannt, siehe auch Puk
- Redcap – (auch Bloody Cap, Dunter, Powrie, Redcomb) bösartiger, blutrünstiger Wesen, wird als Goblin, Kobold, Elf oder Fee (englische fairy) beschrieben, lebt in verfallenene Schlösser an der Grenze England und Schottland und ermordet Reisende. Gegenpart siehe Bluecap; siehe auch Schlossgeist
- Ritskemooi – (auch Rixt van het Oerd, Strandhexe) Strandräuberin und Gespenst auf der niederländischen Insel Ameland
- Santa Compaña („heilige Gefolgschaft“, ähnlich Cortejo de gente de muerte, La Güestia, Procesión das Xás) Prozession von Toten, Geistern oder ruhelosen Seelen, die nachts über die Wege einer Gemeinde zieht und dabei alle Häuser besucht, in denen der Tod eines Menschen bevorsteht, hauptsächlich in Galicien und Asturien. Anführt meist von einem lebenden Menschen oder von der La Estadea, manchmal auch von einen großen schwarzen Hund, Höllenhund (sabueso infernal) genannt.Siehe auch Wilden Jagd
- Shellycoat – schottischer Wassergeist mit Muschelkleid
- Sluagh – (= „Heer“, auch Sluagh na marbh = „Heer der Toten“) Geister der ruhelosen Toten (unerlöste Seelen oder Sídhe) im irischen und schottischen Volksglauben
- Sídhe – (auch Side, aos sí, aes sídhe) Bewohner der Sid („Feenhügel“) in Irland, Angehörige der Túatha Dé Danann, ähnlich den englischen fairies („Feen“) und in Wales den Angehörigen der Tylwyth Teg. Siehe auch Elfen
- Sooterkin – (auch Suyger) kleine Wesen in Niederlande von der Größe einer Maus; siehe auch Kielkropf, Wechselbalg
- Spriggan – schreckliche, hässliche Wesen im kornischen Volksglauben, das verborgene Schätze bewacht und als Dieb, Räuber, Einbrecher und Schurken gilt
- Spring Heeled Jack – (= „der Bursche mit der Sprungfeder-Ferse“, auch Springheel Jack, Spring-heel Jack, „Sprunggewaltiger Jack“) soll im viktorianischen England mehrere Menschen angegriffen haben, beschrieben als „springender Übermensch“ und als dämonischer übernatürlicher Mann
- Spunkie – Irrlichtwesen in Schottland
- Tardo – koboldähnliche Erd- und Hausgeist der Duendes in Galizien, ähnlich dem Trasno , aber viel bösartiger: klein, haarig, hat viele Zähne, eine grünliche Hautfarbe, runde, schwarze Augen und Bart; trägt alte Kleidung, eine rote Mütze und scharfes Schwert. Wohnt unter der Erde, nachts dringt er in Häuser ein und setzt sich auf die Brust schlafender Menschen, was ihnen Schmerzen und Albträume bereitet. Siehe Gnom, Nachtalb
- Tentiruju – Duende (Kobold) in Kantabrien mit spitzen Ohren, rotem Gewand und einer Baskenmütze. Er nutzt die Unsichtbarkeit der zarten Alraunentriebe, die er stets bei sich trägt, um junge Frauen schamlos zu liebkosen. Der Busgosu aus der Asturien hat Ähnlichkeiten. Siehe auch Dämonische Liebhaber, Incubus
- Trasgo – (unter anderem auch Trasno) koboldähnliche Hausgeist der Duendes in Nordspanien. Lebt im Haus, meist unsichtbar oder als kleiner Mann mit dunkler Hautfarbe, Schwanz (und manchmal Hörner) und durchbohrte linke Hand, lahmte am rechten Bein, gekleidet mit roter Spitzmütze.Spielt gerne Streiche, täuscht und erschreckt Menschen. Für den Trasgo gibt es viele andere Namen in den Regionen und wird gleichgesetzt mit Kobold und koboldähnliche Geschöpfe in der mittel- und nordeuropäischen Kulturen.
- Trastolillu – koboldähnlicher Hausgeist der Duendes in Kantabrien, beschrieben mit schelmischen Gesichtszügen, schwärzer als Ruß, und mit langem, schwarzen Haar, grüne Augen, krumme Reißzähne, ein kurzer Schwanz und flache Hörner. Trägt einen roten Umhang aus mit Efeu bestickter Baumrinde, eine weiße Mütze und benutzen einen kleinen Holzstab. Spielt einen Menschen Streich, schützt aber das Haus.
- Jan Tregeagle – Magistrat und Verwalter des Herzogtums Cornwall im frühen 17. Jahrhundert, galt als bösartiger Anwalt, der seine Frau ermordet und einen Pakt mit dem Teufel geschlossen hat. Er soll der Hölle entkommen sein und von den Hunden des Teufels verfolgt werden. Siehe auch Arme Seele, Wilde Jagd; Verwandte: Johann Georg Faust
- Trenti – koboldähnliche Waldgeister der Duendes in Kantabrien, gekleidet in Blätter, Moos und Wurzelnm.Versteckt im Dickicht zupfen sie an den Röcken von Mädchen und kneifen sie in die Waden. Jedoch helfen sie dem Hirten, sein Vieh nach einem Sturm oder den Übeln des Ojáncanu wiederzufinden, und alten Frauen, die sich nicht mehr selbst versorgen können. Im Winter schläft sie im Dolinen und im Sommer in der Kühle der Bäume. Wasser trinken sie nie, da es für sie giftig ist. Verwandte: Busgosu, Moosmann, Mosweiblein, Tentiruju
- Túatha Dé Danann – „Volk der Göttin Danu“ mit übernatürliche Kräfte, fünftes Volk der Landnahme Irlands, zog sich unter der Führung von Dagda in die Sid („Feenhügel“) als Sídhe zurückzog. Viele sehen sie auch als kleines Volk; siehe auch Tylwyth Teg
- Tylwyth Teg – (etwa „Die schöne Familie“, „Die schönen Vorfahren“, auch Bendith y Mamau (= „Verzauberung/Verhexung/Segen der Mütter“), Kleines Volk) Angehörige werden meist in fünf Gruppen unterteilt: Ellyllon („Elfen“), die koboldähnliche Hausgeister (Bwbachod), die koboldähnliche Bergwerk- und Minengeister (Coblyn), die Gwragedd Annwn (Wasserfrauen) und die Gwyllion (Berggeister, Hexen und andere). Sie ist auch bekannt als „Welsh fairy folk“ (walisische Feenvolk). Siehe auch die irische Túatha Dé Danann mit den Sídhe sowie die englischen fairies („Feen“).
- Vibes – weibliche Quellgottheiten der keltischen Mythologie, Hüterinnen der Thermalquellen in Noricum. Siehe auch Camena, Najaden
- Wilder Mann – einzelgängerischer, starker Urmensch, zuerst als Wildleute  bzw. Waldleute (mittellateinisch silvani) und Wildes Volk, später selten auch die Wilde Frau und Wildes Fräulein. Siehe auch Waldmensch; Verwandte: Mohán
- Xana – Quellnymphe in Asturien (Nordspanien), bewacht Schätze bzw. wurde den Drachen Cuélebre gefangen genommen, vertauschen sie ihre Babys mit Menschenkindern (Wechselbalg). Siehe auch Anjanas
- Zánganus – (= „Drohnen“, Zánganos) gewöhnliche Männer, die den bösen Brujas („Hexen“) der Extremadura dienen. Sie sind besonders geschickt im Spielen der großen Trommel „Tamboriles“, die bei Hexenfeste verwendet werden und geisterhafte Lichter und arrhythmische Klänge aussenden, die in der Dunkelheit der Berge zu hören sind. Zwar besitzen sie keine übernatürlichen Kräften, doch ihr Bündnis mit den Brujas verleiht ihnen die Fähigkeit, unsichtbar durch Schornsteine und Ritzen in Häusern zu schlüpfen, wo sie mit lauten Geräusche die Bewohner quälen. Siehe auch Familiar, Poltergeist, Zángano (oder Zancú, Galipote); Verwandte: Voladora
- Zwarte Piet – (= „Schwarzer Peter“, auch Swarte Pyt, Piet) Kinderschreck und Helfer des Sinterklaas, des Heiligen Nikolaus in den Niederlanden und Flandern
  - Verwandte: Hans Muff (Rheinland), Hans Trapp (Elsass), Knecht Nikolas, Knecht Ruprecht (Nord-, Mitteldeutschland), Krampus (Süddeutschland, Alpenraum, Osteuropa), Nickel, Pelzmärtel (Franken), Pelznickel (Mittelrhein), Père Fouettard (Frankreich), Ruppknecht, Rupperich (Ost-Vogtland), Schmutzli (Deutschschweiz)

##### Menschliche und tierische Gestalt, menschliches Mischwesen
- Alraune – (auch Mandragora, im deutschen Sprachraum unter anderem Allürken (Dithmarschen, Schleswig-Holstein,), der Alraun, Alraunmännlein, Galgenmännlein, Glückmännlein (Schlesien), Heinzelmännlein (auch -männchen)) giftige Heil- und Ritualpflanze und Zaubermittel mit menschenähnliche Wurzel. Alraunen werden nicht nur als Wurzel gedacht, sondern zum Beispiel auch als Kröte, als goldene Eier legender Drache oder als undefiniertes Wesen mit rollenden Augen. Beim Ausgraben der Wurzel sendet sie tödliche Schreie aus, wenn man keine Vorsichtsmaßnahmen einhält. Häufig kann sie sich bewegen oder sie verzaubert eine Puppe, ein Kloß und anderes zu einem lebendigen, koboldähnlichen Alraunmännlein. Aufbewahrt in Schachteln, oft in Gläsern kann sie Wünsche erfüllen, Krankheiten heilen und anderes, am Ende häufig zum Unglück der Besitzer.
Ähnliche einheimische Pflanzen, vor allem die (Zaun-)Rüben und das Allermannsharnisch (unter anderem auch Allermannsmännlich, Allermannsheken (Rendsburger Apotheke), Aller Menschen Ärgernis, Allermannswurzel (St. Gallen), Alraun (Lungau), wilder Alraun und Bergalraun (Schlesien) sowie Siegwurz genannt) wurden wie die Mandragora verwendet.
Verwandte: Atzmann, Drak, Familiar, Flaschengeist, Flaschenkobold, Geldmännlein, Jenglot
- Auld Hornie - (auch Old Horny) archetypischen Teufel im englischsprachigen Raum in Gestalt des Pan respektive Faunus mit Hörnern, krummen Nase, Ziegenbart, spitzen Ohren und Ziegenfüßen
- Black Annis – (auch Black Agnes) Geistwesen, Aufhocker und Kinderschreck in Großbritannien, beschrieben als blaugesichtiges altes Weib mit eisenharten Klauen oder als Katze, Vorliebe für menschliches, besonders Kinderfleisch. Ähnliche Wesen: Banshee, Cailleach, Gwrach, Gentle Annie (Schottland, Ähnlichkeiten zu den irischen Göttinen Anu und Danu). Verwandte „Kinderfresser“: Blutschink, Hexe, Kuntilanak (Pontianak), Lamia, Lamien, Langsuyar, Mormo, Ojáncana, Oude Rode Ogen (Bestie von Flandern) Rangda, Striges
- Bloody Bones – (auch Rawhead and Bloody Bones, Tommy Rawhead, Rawhead) Geistwesen und Kinderschreck im englischsprachigen Raume, heterogenes Gestalt (menschenähnlich und Tiergestalt), meist in Wassernähe
- Blumenelfe, Blumenfee – (auch kurz Elfe und Fee genannt) grazile, etwa schmetterlingsgroße, oft blumenbewohnende Elfen und Feen mit Insektenflügel (meist Schmetterlingsflügel), die sich aus den Nymphen, Elementarwesen und Luftgeister Spiritualia nequitie in celestibus (hier etwa „nichtsnutzige Geister im Himmel“) und die geflügelten Sylphen (Nympha silvestris = „Waldnymphe“) entwickelten.
- Boggart – heterogenes übernatürliches Wesen aus der englischen Volksglaube: weit gefasst alle ambivalenter oder böser Geist. Typische Beschreibung der „Haus-Boggarts“: menschenähnlich, sehr hässlich, weisen oft tierische Eigenschaften auf wie die Satyren oder der archetypischen Teufel (Hörner, gespaltene Hufe, Schwanz). Bösartig, kriecht nachts in die Betten der Menschen, legt ihnen seine feuchte Hand auf das Gesicht oder zieht ihnen die Bettlaken herunter. Manchmal kann der Boggart einer Familie folgen, wohin sie auch flieht.
Bogle (auch boggle, bogill und andere regionale Namen) in Northumbria, Cumbria und Schottland erschrecken Menschen am Weg und auf Felder, manchmal als Vogelscheuche. Die Sage The Farmer and the Boggart ist mehr ähnlich mit der deutschen Sage Der Bauer und der Teufel. Im deutschen Sprachraum wird der Boggart auch gleichgesetzt mit Kobold und dem Irrwicht (Harry-Potter-Welt). Siehe auch Hausgeist, Kinderschreck, Nachtalb, Poltergeist, Púca, Puk
- Brollachan – Gestaltloses bösartige Formwandler im schottischen Hochland, nimmt das Aussehen der Person, des Tieres oder des Gegenstandes an, die er berührt; wird als dunkles, nebulöses Wesen mit zwei hellen Augen und Mund dargestellt
- Bugul-Noz – Geistwesen und Kinderschreck in der Bretagne, siehe auch Cernunnos
- Cawr – walisische Riesengeschlecht beziehungsweise menschliche oder halbmenschliche Riesen mit enormer Größe und Stärke, zusammen mit den Zwergengeschlecht Coraniaid sollen sie den schottischen Foawr und irischen Fomori entsprechen, aber auch den nordischen Jötunn.
- Chancalaera – Gestaltwandlerin und „Männerjäger“ aus der Extremadura-Mythologie, lebt in den Bergen und tötet Männer. Kann sich in eine wehrlos wirkende alte Frau oder in ein Tier verwandelt und ganze Flüsse mit einzigem Schritt überqueren, sodass ihr kaum ein Mann ihr entkommt – eine Eigenschaft, die ebenfalls der Serrana de la Vera zugeschrieben wird und auch, dass sie den Entiznáu aus dem Weg geht.
Auch wird erzählt, dass die Chancalaera in Gestalt einer Vogelscheuche in Häuser eindringen, wo sie Kinder weinen hört, die Kinder wegbringt und sie gebraten frißt. Siehe auch Dämonischer Liebhaber, Kinderschreck, Menschenfresser, Zángano (oder Zancú, Galipote)
- Diaño – koboldähnliche Gestaltwandler der Duendes, die die Gestalt von Haustieren und von Menschenbabys annehmen können. Nachts erschrecken und ärgern die Menschen.
- Each Uisge – gefährlichstes gestaltwandelndes Wasserungeheuer der Anderswelt; Verwandte: Bäckahästen, Cabyll-ushtey, Ceffyl dŵr, Fuath, Kelpie
- Fideal – bösartiges, wohl menschenähnliches Wasserwesen in schottischen Seen, das Menschen in die Tiefe reißt, Personifizierung der umschlingenden Sumpfgräser und Wasserpflanzen
- Fomori – (auch Fomoraig, Fomóiri, „Fomorii“, „Formorii“, „Formoren“, „Formorier“, „Formianer“) übernatürliches Volk in Irland, Gegner der Tuatha Dé Danann und anderer menschlichen Siedler, beschrieben unter anderem als bösartige Riesen, vergleichbar mit den schottischen Foawr und das walisischen Zwergengeschlecht Coraniaid und das Riesengeschlecht Cawr, auch Geschöpfe mit einem Arm und einem Bein sind dargestellt, einige mit Tierköpfen, gehörnt oder reptilienartig
- Fuath – bösartige Wassergeister in Schottland; Verwandte: Bäckahästen, Cabyll-ushtey, Ceffyl dŵr, Each Uisge, Kelpie, Water Babies
- Ganipote – (auch Galipote, Galipotte) bösartiger Werwolf, Mischwesen Mensch und Wolf oder Gestaltwandler, auch Aufhocker und Kinderschreck in Tiergestalt in Frankreich; Verwandter: Galipote (Dominikanische Republik)
- Gruñu – dämonisch aussehendes, besitzergreifendes Geistwesen mit dunkler Kleidung und einer höhlenartigen Stimme aus der Extremadura-Mythologie. Lebt in den Höhlen des Jerte-Tals und nur nachts verlässt es sein Versteck. Wanderer, die ihm nahe kommen, werden von ihm in Besitz genommen, was zu einer Charakteränderung führt.
- Guayota – bösartige Geist („Dämon“, „Teufel“) oder Gottheit in der Mythologie der Altkanarier (Guanchen auf Teneriffa), lebt im Inneren des Vulkans Teide und Achamáns Widersacher. Wird als schwarzer Hund beschrieben, begleitet von den hundeähnlichen Tibicenas, deren Herrscher und Vorfahr Guayota ist. Siehe auch Berggeist, Feuergeist, Naturgeist, Teufel; Verwandte: Hephaistos, Ngai, Pillan (Perpillan), Pele, Vulcanus
- Jenny Haniver – Meereswesen mit grotesker Gestalt
- Lobo hechizado – („verzauberter Wolf“, auch lobo hechaízo, lobo hechicero, Zauberwolf) Wesen im kastilischen Volksglauben, entweder Mischwesen zwischen Mensch und Wolf, geht auf allen Vieren, hat große Nägel oder Krallen, Eckzähne und langes Haar am ganzen Körper; oder Gestaltwandel, der sich in einen riesigen Wolf verwandelt. Er soll Opfer eines Fluchs gewesen sein oder durch Salben oder die Einnahme bestimmter Kräuter „verhext“ worden sein. Manchmal wird er von Rudeln echter Wölfe begleitet. Sein Wesen ist ihm bewusst und dem Volk bekannt. Oft warnte er seine Familie vor der Verwandlung in bestimmten Nächten. Obwohl sein Aussehen Angst oder Misstrauen einfloß, scheint bei den Bauern eine gewisse Nachsicht gegenüber diese Werwölfen zu herrschen: sie dürfen gelegentlich ein Tier töten „als Spende für ein unglückliches Wesen“, um ihren Hunger zu stillen. Danach konnte man sich sogar mit ihm unterhalten. Siehe auch La Calchona; Verwandte: Luisón, Werwolf
- Machu Lanú – korpulente,zweibeinige Mischwesen aus der Extremadura-Mythologie mit Ziegenkörper, menschliche deformierte Gesicht mit Hörner und tiefen menschlichen Stimme; siehe auch Faunus, Goatman, Pan, Poe-Lick-Monster, Satyr, Urisk
- Merrow – (auch Muidhuachán, Muir-gheilt, Murrough, Samhghubha, Suire) Meermann in Irland und Schottland, halb Mensch, halb Fisch; Verwandte: Ekke Nekkepenn, Millalobo, Tritonen
- Nixe – (männlich Nix) weibliche Wassergeist der nordeuropäischen Volksüberlieferung, meistens mit der Wasserfrau gleichgesetzt, menschliche Gestalt oder Mischwesen.Siehe auch Meerjungfrau, Najaden, Wasserpferd; Rusálka, Schwanenjungfrau, Samodivas, Vila;
  - Verwandte: Donauweibchen, Loreley, Melusine, Näkki, Nöck, Nixe vom Laudachsee, Schöne Lau, Rheintöchter, Undine
- Nuberu – (auch Escolar (etwa „Zauberlehrlinge“), Nublero ,Nubeiro, Renuvero) Wettergeister der Duendes, die über Wind, Wolken und Niederschlag herrschen. Ihr Aussehen variiert je nach Region: in Form von Wolken, als Riese oder als schelmische kleine Geister mit rundlichen Körpern und listigen Gesichtern, reitend auf bleiernen Wolken. Meistens jedoch werden sie als alte, hässliche, dunkelhäutige Männer mit dichtem Bart, großen Mündern und Ohren, tiefliegenden Augen, aussehend wie rote Glut, beschrieben. Sie tragen oft Pelze und breitkrempige schwarze Hüte. Allgemein gelten sie als schadenbringende Wesen, die auch mit den Brujas verkehren. Sie sind gefürchtet wegen der Zerstörung, die sie anrichten. Sie weisen eine große Ähnlichkeit mit dem Entiznáu auf. In Asturien wird der Nuberu auch Xuan Cabritu genannt, der mit Frau und Kindern auf einem Berg lebt. Wenn er auftaucht, bringt er Stürme und Regengüsse. Die Nuberu werden mit den germanischen Göttern Thor und Odin in Verbindung gebracht; der asturische Nuberu wird als einäugig dargestellt.
- Ojáncana – bösartige einäugige Riesin und Menschenfresserin aus der kantabrischen Mythologie mit bis zum Boden hängende Brüste, die sie zum Laufen hinter den Schultern wirft. Ihre Opfer sind insbesondere Kinder. In Extremadura nennt man sie Jáncana und hat manchmal Schlangenhaare auf dem Kopf. Sie kann sich in eine riesige Schlange verwandeln, um Hirten in die Flucht schlagen; oder in eine attraktive Frau, um Männer zu bedrängen. Ihr männliches Gegenstück ist der Ojáncanu (Jáncanu, Pelujáncanu). Siehe auch Cuélebre, Dämonische Liebhaber, Gorgonen, Kyklop, Langtüttin, Slattenpatten
- Oude Rode Ogen – („alte rote Augen“, auch bekannt als die Bestie von Flandern) Geist in Mechelen und Umgebung (Belgien), beschrieben als schwarzer, zwei Meter großer Mann, der sich in einen Hund mit feuerroten Augen verwandeln, oder eine schattenhafte Gestalt mit roten Augen. Wenn er nachts erscheint, hören die Menschen oft das bedrohliche Knurren eines Hundes. In Überlieferungen gab es im 15. Jahrhundert ein unerklärliche Verschwinden von Kindern, die Opfer eines kannibalischen Gestaltwandlers geworden seien. Augenzeugen berichteten, einen großen, nackten Schwarzen gesehen zu haben, der davonlief, nachdem er versucht hatte, ein junges Mädchen aus ihrem Bett zu entführen. Es wurden Schüsse auf den Mann abgefeuert, der sich daraufhin in einen großen schwarzen Hund verwandelte. Kurz darauf wurde ein schwarzer Obdachloser in der Nähe von Nekkerspoel gelyncht und bei lebendigem Leib gehäutet. Die Haut des Mannes soll im Keller der St. Rumold-Kathedrale von Mechelen vergraben worden sein. Seit dem 18. Jahrhundert wird von einer geisterhaften, dunklen Gestalt mit feuerroten Augen berichtet, die nach ihrer Haut sucht, mit der sie wieder in eine ursprüngliche Gestalt wird. Im 20. Jahrhundert wurde die Geist als de nikker, de nekker und de neger bekannt. Der „nikker “oder „nekker“ ist im belgischen Volksglauben ein Wassermann oder Nix, der in Melchen von dem Heiligen Rumold vertrieben wurde. Man sagte, dass die Kreatur lebende Kinder fraß, wenn diese nach dem Schlafengehen noch wach waren. Siehe auch Hexen, Höllenhund, Kinderschreck, Menschenfresser; Verwandte: Lange Wapper, Stelzenmann
- Owlman – (= „Eulenmann“, auch Cornish Owlman, Owlman of Mawnan) eulen- und menschenähnliches Wesen, gesehen 1976 im Dorf Mawnan in Cornwall bei seinen Flug über dem Kirchturm, möglicherweise eine Schleiereule.
- Schweineköpfige Frauen – wohlhabenden Frauen menschlicher Gestalt mit dem Kopf eines Schweins.
- Selkies – an Land kommende Robbe aus der schottischen Volksüberlieferung, die sich oft in Frauen verwandelt. Nicht zu verwechseln mit Seelkee
- Serrana de la Vera – (etwa „Bergfrau“) schöne Jägerin oder Amazone mit übernatürlichen Kräften aus der Extremadura-Mythologie, manchmal auch als weibliche Kentaur beschrieben. Lebt in den Bergen und bringt Männer, denen sie begegnete, in ihre Höhle, macht sie betrunken und/oder hat mit ihnen Geschlechtsverkehr, danach tötet sie den Männer und bewahrt ihren Knochen in der Höhle auf. Sie kann ganze Flüsse mit einzigem Schritt überqueren. In vielen Überlieferungen kann ein Mann fliehen, die Bergfrau verfluchen ihn und seine Familie zu Pferden; in andere Versionen begeht die Bergfrau Selbstmord oder wird gefangen. Lediglich den Entiznáu geht sie aus dem Weg. Ähnlich die Chancalaera, siehe auch Dämonischer Liebhaber
- Tangie – (auch Tongie) Wassergeist und Gestaltwandler auf Orkney und Shetlandinseln, beschrieben als Seepferde oder ein Meermann, der die Gestalt eines Pferdes oder eines alten Mannes annimmt, mit Seetang bedeckt. Er erschreckt nachts einsame Reisende in der Nähe der Seen und des Meeres, insbesondere junge Frauen, die er entführt. Siehe auch Kelpie, Nuckelavee
- Tibicena – (Gran Canaria, auch Hirguan (La Gomera), Guacancha / Jucancha (Teneriffa), Yruene (La Palma)) böswillige Geist („Dämonen“, „Teufel“) mit dem Körper großer Wildhunde und roten Augen, die von langem, schwarzem Fell bedeckt ist. Die Geister leben in tiefen Höhlen in den Bergen (Tibicena-Höhlen wie die „Cueva del Tibicena“) und griffen meist nachts Vieh und Menschen an. Ihr Herrscher ist Guayota, dessen Nachkommen sich die Tibicenas betrachten. Böse übernatürliche Wesenheiten in Form von Hunden aus der Mythologie der Altkanarier waren zumindest den indigene Einwohnern der Inseln Gran Canaria, La Gomera. La Palma und Teneriffa bekannt. Siehe auch Berggeist, Naturgeist; Verwandte: Schwarzer Hund
- Trow – (auch Trowe, Drow oder Dtrow) boshafte, gelegentlich böse Geistwesen auf den Orkney und Shetlandinseln. Man unterscheidet zwei Arten von Trows: die Bergtrows („Landtrows“) und die Seetrows („Meertrows“), die als Todfeinde gelten.
Die Bergtrows werden manchmal als monströse, sogar vielköpfige Riesen dargestellt, meist aber als Kobolde oder Feen (fairies), ähnlich wie kleine Trolle und grau gekleidet. Nachts verlassen sie ihre „Trow Knowes“ (Erdhügelwohnungen) und betreten oft Häuser, während die Bewohner schlafen. Bergtrows haben eine Vorliebe für Musik, deshalb ihre Angewohnheit, Musiker zu entführen oder in ihre Höhlen zu locken. Es gilt als Tabu, über sie zu sprechen und es bringt Unglück, wenn man einen Trow sieht. Ein gutes Zeichen hingegen ist es, einen Bergtrow sprechen zu hören.
„Drow“ auf Orkney werden auch im Sinne von „Teufel“ verwendet. Auf Shetland bedeutet es „das verborgene Volk“ wie das Huldrefolk („Trollvolk“, Feen). Siehe auch Draugr, Unterirdische
Die Seetrows werden unterschiedlich beschrieben: auf Orkney wird erzählt, das es ein Seeungeheuer in Fohlengestalt ist, ähnlich des Tangies; oder es wird als schuppiges Wesen mit verfilztem Haar und affenartigem Gesicht beschrieben. Auf den Shetlandinseln soll der Seetrow ein in den Tiefen lebenden großer böser Geist sein. Seetrows bringt den Fischer Unglück: sie stehlen Fische, verursacht Stürme und kündigen in der Gestalt einer klagenden Frau das Unglück, dass die Zuschauer widerfahren könnte. Siehe auch Seeungeheuer, Wettergeist, Totengeist
- Urisk – Mischwesen aus Ziege und Mensch, lebt in Quellen und Teichen der schottischen Highlands, meist sehr hilfsbereit; siehe auch Faunus, Goatman, Machu Lanú, Pan, Poe-Lick-Monster, Satyr
- Wasserfrau – weibliche Wassergeister, häufiger positiver Einstellung zum Menschen, meist im deutschsprachigen mit Nixe gleichgesetzt. Siehe auch Fee, Rusálka, Schwanenjungfrau, Samodivas, Vila, Wasserpferd
  - Verwandte: Donauweibchen, Gwragedd Annwn, Loreley, Mami Wata, Meerjungfrau, Melusine, Najaden, Näkki, Nixe vom Laudachsee, Schöne Lau, Suvannamaccha , Rheintöchter, Undine
- Wassermann – männlicher Wassergeist, tritt ambivalent auf, dennoch eher bösartig und zieht Menschen in das Wasser; meist Gestaltwandler, wird bisweilen zu den Naturgeistern und Elfen gezählt und gelegentlich als im Süßwasser lebende Wesen den Meermann gegenüberstellt. Siehe auch Wasserpferde, Wasserstiere (Elfstier)
  - Verwandte: Blutschink, Elbst, Glashan, Grindylow, Hägglmoo, Hakemann (Hokemo), Kropemann, Näkki, Shopiltee, Wodjanoi, Wódny muž

##### Tiergestalt, tierisches Mischwesen
- Alphyn – Mischwesen, das dem heraldischen Tiger ähnelt
- Addanc – Seeungeheuer aus der walisischen Mythologie
- Barghest – (auch Bargtjest, Bo-guest, Barges) bösartiger schwarzer Geisthund im Norden Englands. Viele sagen, dass er kein Geist, sondern eher ein koboldähnliche Geschöpf sein, welches sich unter anderem in eine Hundeform verwandeln kann. Siehe auch Gestaltwandler, Höllenhund, Totengeist, Ungeheuer; Verwandte: Black Shuck, Gwyllgi
- Beithir – (auch Ben Vair, Ben Vehir) große schlangenartige Kreatur in der schottischen Mythologie, wird zu den Fuath gezählt.
- Bestie von Gévaudan – (Bête du Gévaudan) unidentifiziertes Raubtier oder werwolfartige Wesen, das Kinder, Jugendliche und Frauen bei Gévaudan (Südfrankreich) ermordet
- Black Shuck – (auch Alte Shuck) schwarzer Geisterhund in England, als Schicksalshund wird seine Erscheinung oft nicht Gutes verheißen und erschreckt seine Opfer. Man erzählt von Sichtungen, wo er ohne Kopf auftrat, und von anderen, auf denen er eher zu schweben als zu laufen schien. Siehe auch Kopflose Reiter, Ungeheuer, Verwandte: Barghest, Klushund, Sürthgens Mossel, Welthund, Zubbelsdeer
- Cabyll-ushtey – gefährliches Wasserpferd auf Isle of Man, das Menschen in ihr Verderben lockt. Siehe auch Tarbh-uisge, Elfstier; Verwandte: Bäckahästen, Ceffyl dŵr, Each Uisge, Fuath, Kelpie, Nuggle, Nykur
- Cait Sith – (auch Cat Sidhe, Cat-Sìth) große schwarze Katze aus der keltischen Mythologie in den Highlands (Schottland). Vermutung der Verbindung mit der Kellas-Katze oder den Alien Big Cats („fremde Großkatze“, auch Phantom-Katze); siehe auch Schwarzer Hund, Ungeheuer, Werkatze (Katzenmensch)
- Caladrius – weißer Vogel der Mythologie und des Volksglaubens in Europa
- Ceffyl dŵr – schönes kleines Wasserpferd, der müden Reisenden erscheint und ihnen meist Schaden nimmt. Siehe auch Tarbh-uisge, Elfstier; Verwandte: Bäckahästen, Cabyll-ushtey, Each Uisge, Fuath, Kelpie, Nuggle, Nykur
- Cuélebre – geflügelter, schlangenähnlicher Drache in Nordspanien, bewacht Schätze und hält die Quellnymphe Xana gefangen; siehe auch Ojáncanu, Schatzhüter; Verwandte: Culebrón (Viborón)
- Dip – bösartiger, schwarzer Höllenhund und Abgesandter des Teufels in Katalonien, der Menschenblut saugt. Wie andere Dämonen und bösartige Geister ist er auf einem Bein hinkend, wie auch manchmal der Teufel. Dip ist auf dem Wappen von Pratdip abgebildet. Siehe auch Schwarzer Hund, Vampir; siehe hinkende oder einbeinige Geschöpfe: Patasola, Saci, Yaçi-Yaterê.
- Dobhar-chú (= „Wasserhund“, auch Königsotter) Seeungeheuer der irischen und schottischen Volksglaube, ähnelt Hund oder Otter, manchmal auch Mischwesen halb Hund, halb Fisch. Etwa 3,0 – 4,6 m groß, weißes Fell, schwarze Ohren und ein schwarzes Kreuz auf dem Rücken. Siehe auch Ahuizotl, Wassergeist; Verwandte Each Uisge, Fuath, Kelpie, Lavellan, Selkie
- Escornáu – (etwa „Horn“) riesiges Mischwesen aus der Extremadura-Mythologie mit der Hinterhand eines Pferdes, der Vorderseite eines Wildschweins und einem einzigen Horn auf der Stirn. Es griff Vieh und Menschen aus Ahigal. Seine Haut war undurchdringlich, erst, als es Frauen angriff, die das Banner der Jungfrau trugen, lähmte ihmn eine göttliche Kraft, woraufhin dieser, zu einer Kugel anschwellend, zerplatzte. Das Horn ist im Dorf aufbewahrt und hat heilende Kräften. Siehe auch Einhorn, Fafnir, Qilin, Ungeheuer
- Gargoyle – (auch Gargyl) Ungeheuer in Tierform
- Glatisant – bizarr anmutende Kreatur der Welt von König Artus
- Graoully – (dt. Grauli) Drache, der in den Ruinen des römischen Amphitheaters der Stadt Metz hauste, bis ihn der heilige Clemens, erster Bischof von Metz, im 3. Jahrhundert vertrieb
- Gwyllgi – („Hund der Dämmerung“, auch „Hund der Finsternis“) schwarzer Geisterhund aus Wales, erscheint als schwarze Mastiff als schwarzer Wolf mit unheilvollem Atem und feuerroten Augen. Die Gwyllgis werden auch Cwn Annwn („Hunde der Anderswelt“) und Cwn Cyrff („Leichenhund“) genannt. Siehe auch Höllenhund; Verwandte: Barghest, Black Shuck
- Hati – Wolf in der nordische Mythologie, der den Mond jagt. Sohn des Fenriswolf, sein Zwillingsbruder Skalli jagt die Sonne. Siehe auch: Höllenhund, Schwarze Hund, Werwolf; Verwandte: Fenriswolf, Geri und Freki
- Henham-Drache – schlangenartiger, geflügelter „Drache von Henham“ in England
- Herensugue – bösartiger Höhlengeist im Baskenland in der Gestalt einer Schlange, die sieben Köpfe hat und fliegen kann
- Kelpie – bösartiger Wassergeist und Seeungeheuer, beschrieben als großes Pferd, manchmal mit Fischschwanz; Verwandte: Bäckahästen, Cabyll-ushtey, Ceffyl dŵr, Each Uisge, Fuath
- Knucker – schlangenartiger Seeungeheuer und Wasserdrache in der südenglischen Grafschaft Sussex
- Lambton-Lindwurm – (auch Lindwurm von Lambton, Lambton-Worm) Lindwurm, der das Dorf Lambton in der damaligen Grafschaft Durham (England) heimsuchte
- Lagarto de las Peñas – mehrere Meter lange Felsenechse aus der Extremadura-Mythologie, auch bekannt als der Drache der Vegas Bajas, die grausame Gerechtigkeit, an denen üben, die es verdienen
- Lariosauro – Seeungeheuer im Comer See
- Lavellan – (auch làbh-allan, la-mhalan, la-bhallan) Kryptid aus Nordschottland im Volksglauben. Allgemein wird es als eine Art Nagetier angesehen (Wasserspitzmaus, Ostschermaus), aber erheblich größer. Lebte in tiefen Flüssen und ist sehr giftig. Es heißt, dass es über 30 Metern Entfernung verletzen kann. Die Einheimischen sollen eine Haut konservieren: wird sie in Wasser getaucht, kann man das Wasser kranken Tiere geben, um sie zu heilen.
- Liver Bird – mythologisches Vogelwesen und Symbolfigur der englischen Stadt Liverpool
- Meermönch – Wassertier, in mittelalterlichen und frühneuzeitlichen Bestiaren beschrieben; siehe auch Meermann, Seebischof
- Mhorag – (auch Morag, „Geist des Sees“, Maggie) plesiosaurierähnlichen Seeungeheuer im Loch Morar (Schottland)
- Musimon, Illustration von John VinycombMorgawr – (etwa „Meeresriese“) Kryptid in Gestalt einer Seeschlange, erstmals 1975 in der Nähe von Pendennis Point in Cornwall

Musimon, Illustration von John Vinycomb

- Musimon – (auch Tityrus, Tytron) Mischwesen und mittelalterliches Wappentier, Kreuzung zwischen Ziege und Widder mit vier Hörner (zwei von jeder Art: zwei gebogene und zwei gerade). Das Musimon symbolisiert die Autorität, die die Macht lenkt, und bezieht sich auf ein königliche Tier, das Mufflon (Ovis orientalis musimon). Siehe auch Ao Ao, Chupacabra, Guallipén, Huay Chivo
- Nuckelavee – (auch Nuckalavee) Meeresungeheuer in Schottland aus der Familie der Fuath
- Nuggle – Wasserpferd der Shetlandinseln, nachtaktiv, neigt ohne böse Absicht zu Streichen und Unfug, stets männlich. Siehe auch Tarbh-uisge, Elfstier; Verwandte: Bäckahästen, Cabyll-ushtey, Ceffyl dŵr, Each Uisge, Fuath, Kelpie, Nuggle, Nykur
- Peryton – Mischwesen aus Hirsch und Vogel
- Rongeur d'Os – („Knochennager“) Geisterhund, der in Winternächten durch die Straßen von Bayeux irrt, an Knochen nagt und Ketten mit sich schleift. In der Basse-Bretagne gibt es Geschichten über ein Geisterschiff, dessen Besatzung aus den Seelen von Verbrechern bestand und das von Höllenhunden bewacht und auf tausendfache Weise gefoltert wurde. Siehe auch Arme Seele, Schwarze Hund
- Tarasque – Drache, der von der Heiligen Martha bezwungen wurde und dem die südfranzösische Stadt Tarascon ihren Namen verdankt
- Tarbh-uisge – (Wasserstier, Water Bull, Tarroo Ushtey (Island of Man), Tarbh-uisce (Irland)). Wassergeister in Schottland, Irland und auf Isle of Man, nachtaktiver Bewohner von Mooren und Seen, oft als freundlicher und hilfsbereiter beschrieben als die Wasserpferde Cabyll-ushtey und Each Uisge. In Irland wird soll es klein, mausfarbig, mit gestutzten Ohren, kurzen Hörnern und kurzen Beinen, aber einem langen Leib mit glattem Fell beschrieben, sehr stark und angriffslustig. Seltener wird es als monströses, bösartiges schwarzes Tier dargestellt. Es verfügt über ähnliche Gestaltwandlungsfähigkeiten der Wasserpferde und kann manchmal die Gestalt eines Menschen annehmen. Der Wasserstier kann sich mit gewöhnlichen Rindern paaren: bei dem Manx-Wasserbullen Tarroo Ushtey führt es in der Regel zum Tod der Kuh, nachdem sie einen toten, „rohen Klumpen aus Fleisch und Haut ohne Knochen“ zur Welt gebracht hat. Der schottisches Tarbh-uisge hingegen hat lebende Nachkommen, deren einzige Missbildung die Ohren sind (der Wasserstier selbst hat keine Ohren). Manche Überlieferungen zufolge sollten die Kälber bei der Geburt getötet werden (jedoch nicht ertränkt), um Unheil für die Herde zu vermeiden. In anderen Überlieferungen gelten die Kälber hingegen als von höchster Qualität. Fangen und Töten des Wasserstieres sind selten. Siehe auch Wasserpferde; Verwandte: Elfstier
- Tchén al tchinne - („Angeketteter Hund“) „höllischen“ Hund in Wallonien, der mit einer langen Kette gefesselt war und nachts durch die Felder streifte, wird mit den Teufel gleichgesetzt. Siehe auch Höllenhund, Schwarzer Hund
- Turul – Vogel und Fabelwesen, dem Adler und Falken ähnlich
- Ungeheuer von Loch Ness – (auch Nessie) plesiosaurierähnliche Seeungeheuer und Kryptid in Schottland
- Wildes Haggis – (Haggis scoticus, Haggis-Tier) kleines pelziges Säugetier in den schottischen Highlands, linke und rechte Beine sind unterschiedlich lang. Verwandte: Dahu, Hanghuhn
- Wyvern – (auch Wivern) schlangenartiger zweibeiniger Drache mit Giftzähne und Stacheln, kann fliegen, bösartig; ähnlich dem Silant

#### Osteuropa

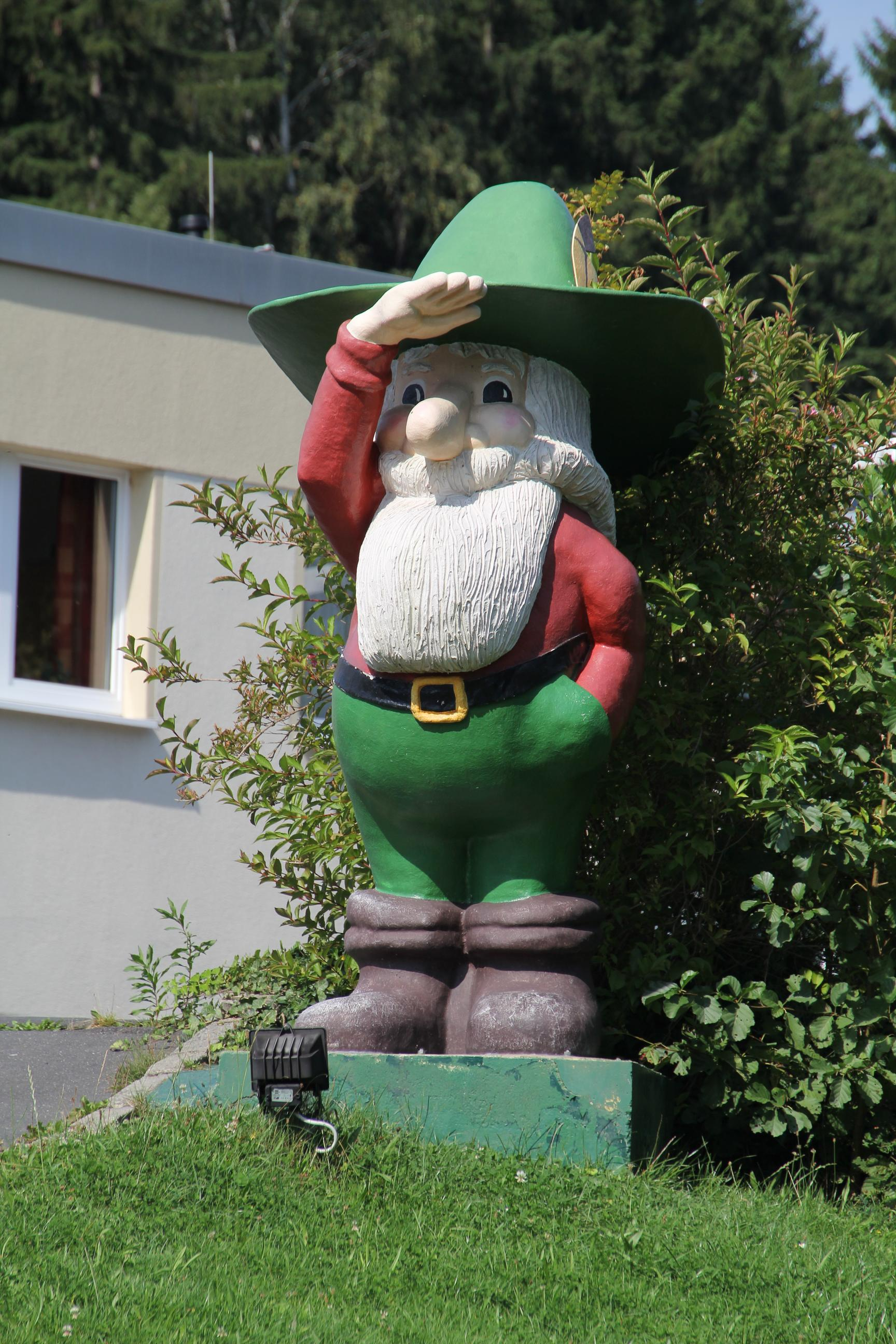
Querx

Fabelwesen aus Griechenland hier unter Mediterraner Raum und Orient

##### Menschliche Gestalt
- Alma – (auch Almas, mongolisch „Wildmensch“) lebt im Altai, im Tianshan und im Kaukasus
- Baba Jaga – alte Frau oder Großmutter aus der slawischen Überlieferung, öfters als bösartig Hexe beschrieben. Siehe auch Kajiga Baba, Yamauba
- Bannik – Unsichtbarer Hausgeist aus der slawischen Mythologie, manchmal als kleiner alten Mann oder als Tier
- Barstukken – Zwergmännlein der Prußen, wie deutsche Wichtelmänner
- Bies – böse Geist mit dämonischem Charakter aus der slawischen Mythologie
- Bubak – sorbischer Aufhocker und Kinderschreck in der Lausitz in Gestalt eines wilden schwarzen Mann, manchmal auch kleines Männlein
- Bogatyr – (auch Witjas) Bezeichnung aus mittelalterlichen russischen Sagen für Recke mit übernatürliche Kräften
- Dhampir – Kind eines Vampirvaters und einer menschlichen Mutter
- Domowoi – (auch weiblich Domowicha) slawische Hausgeist, beschrieben als zwergartige, alternden Mann mit langem Bart und weichem, seidigem Fell, kümmert sich um das Wohlergehen der Familie
- Drekavac – (auch Drekavats, „der Schreier“) Wesen, entstehend aus der Seele eines vor der Taufe verstorbenen Kindes, meist unheilbringend
- Dwojeduschnik – unheilbringendes Wesen mit zwei Herzen und zwei Seelen (menschlich und dämonisch)
- Eglė – Königin der Schlangen der litauische Sagen und Volksmärchen
- Gamajun – prophetischer Vogel, Herold der slawischen Götter, Symbol für Wissen und Weisheit, aus der slawischen Mythologie
- Iele – weibliche Naturgeister in der rumänischen Mythologie, leben in Gruppen in der Luft, in Wäldern und auf bestimmten Bäumen sowie in den Bergen, in Höhlen und auf einsamen Felsen. Beschrieben werden sie als durchscheinende Körper, gelegentlich als feenartige Zână, und mit ambivalenten Charakter, großer Verführungskraft über Männer und magischen Fähigkeiten und Eigenschaften, die den Nymphen, Najaden und Dryaden ähneln. In der Nacht tanzen sie nackt (selten mit Kettenhemden oder gehüllt in durchsichtigen Schleier) mit Glöckchen an den Knöcheln und Kerzen in der Hand an abgelegenen Orten und in der Luft ein Horo, ähnlich dem Tanz der Bacchantinnen. Der Ort, an dem sie getanzt haben, bleibt verkohlt zurück und später wachsen Pilze und rotes oder dunkelgrünes Gras, das die Tiere nicht fressen. Siehe auch Elfen, Muma Pădurii, Rusálka, Vila
- Kaubuk – (auch Alf, Drak, Lataniec) böser oder dienstbarer Geist in Masuren
- Kaukas – mythisches Wesen im baltischen Sprachraum, als kleine gutartige Männchen beschrieben
- Kikimora – alte, seltsam gekleidete, meist unsichtbare Frau, zum Poltergeist umgewidmete, heidnische Gottheit
- Koschtschei – (auch Kaschtschei) hässlicher alter Zauberer, der junge Frauen bedroht, sehr schwer zu töten, da er seine Seele außerhalb seines Körpers aufbewahrt.
- Krasnoludek – (auch Krasnal) polnische Zwergen, tragen spitze rote Hüte; siehe auch Kleine Leute
- Laima – Personifizierung und Göttin von Schicksal, Glück und Unglück der baltischen Mythologie, manchmal erscheint sie mit ihren „Schwestern“ Kārta und Dēkla
- Lauma – feenhafte Wesen der baltischen Mythologie
- Lutken – („Leutchen“, auch Ludken, Lutki, Lutchen) meist freundlich gesinntes kleinwüchsiges Volk in der Lausitzer Sagenwelt
- Licho – slawischer Geist des Unglücks und des bösen Schicksals in Gestalt einer einäugigen, sehr dünne Frau in schwarzen Kleidern, unter anderem beschrieben als Aufhocker, Menschenfresser und Kinderschreck
- Mātes – mütterliche Naturkräfte („Muttergöttin“) der lettischen Mythologie
- Matuya – Königin der Schicksalfrauen Urmen in den Überlieferungen der Roma.
- Mawka – weibliche ukrainische Geistwesen, die tragisch unnatürlich und zu früh gestorben waren, leben und arbeiten in Gruppen in Wäldern, Berghöhlen oder Schuppen; siehe auch Arme Seelen, Rusálka, Samodivas, Vila
- Morena – weibliche Gottheit der slawischen Mythologie, bringt Frühling und Fruchtbarkeit, auch Winter, Nacht, Tod
- Muma Pădurii – (= „Mutter des Waldes“, Waldhexe) Waldgeist aus der rumänischen Mythologie und Volksglauben in Gestalt einer zauberkundigen, sehr hässlichen alten Frau, die einsiedlerisch im Wald in einer Hütte oder einem alten Baum lebt. Ambivalenter Cahrakter als Beschützerin der Tiere und Pflanzen, die unerwünschte Menschen fernhält, sie in den Wahnsinn treibt und ihnen Angst macht. Sie wird mit Hexen und Baba Jaga in Verbindung gebracht als das Gegenteil von feenartigen Zână und als Gegnerin der Helden. Siehe auch Herrin der Tiere, Iele
- Nosferatu – Vampir in Rumänien, Untoter
- Pan Twardowski – Alchemist und Mediziner, der seine Seele dem Teufel verkauft
- Polewik – Naturgeist, Korndämon und Kinderschreck, heterogenes Aussehen, hilft bei der Feldarbeit
- Puschkait – kleine „Erdmännchen“ im Baltikum, vergleichbar mit den Heinzelmännchen,
- Querx – Oberlausitzer Zwergenwesen, die Nahrung stibitzen oder schenken
- Ragana – Hexe, ähnlich der Lauma, hat kannibalistische Züge; siehe auch Frau Holle
- Rusálka – weiblicher Wassergeist; siehe auch Iele, Mawka, Samodivas, Vila
- Snegurotschka – (auch Snegurka) Schneejungfrau, auch Schneemädchen und Schneeflöckchen genannt, russische Märchengestalt
- Strigoi – bekämpft als Mensch in der Nacht zum Feiertag des Heiligen Andreas (30. November) andere lebenden menschlichen Strigois und nach seinem Tod kehrt er als Poltergeist und Wiedergänger in die Welt der Lebendend zurück; siehe auch Striges.
- Suur Tõll – (= „Der große Tõll“) Riese von der estnischen Insel Saaremaa in der estnischen Mythologie, hilfsbereit, wenn auch mit aufbrausendem Temperament. Bruder von Leiger von der benachbarten Insel Hiiumaa, Gegner von Vanapagan
- Swjatogor – ein Bogatyr, russischer Krieger mit übernatürlichen Kräften
- Szélanya – (= „Windmutter“, auch Szélanyó) Geist in der Gestalt einer alten Frau (gelegentlich auch als Hexe beschrieben) und Personifizierung des Windes in der ungarischen Mythologie
- Upyr – (auch Upir) Untoter aus der slawischen Mythologie, oft als Vampirwesen beschrieben
- Urmen – (auch Uremi, Ursitory, Ursitori, Ursitele, Urbitele, Urditele, Osatorele, Ursoi, Ursoni) Trias von feenähnliche Schicksalsfrauen in den Überlieferungen der Roma; siehe auch Moiren, Nornen, Parzen
- Väterchen Frost – Personifikation des Winters, beschenkt die Kinder
- Vedmak – Hexenmeister (männliche Hexe) aus der slawischen Mythologie, der im Gegensatz zu der weibliche Hexe Vedma auch positive Eigenschaften hat
- Vanapagan – (= „Alter Heide“, auch Vanatühi, „Der alte Leere“) aus der estnischen Mythologie beschrieben als riesenhafter Bauer mit simplen Gemüt oder ein Teufel und Unterweltgott, Feind des wohlgesinnten Riesen Suur Tõll. Die Vanapaganad leben in Mooren, im Wald oder in Höhlen.
- Víla – (auch Wila) feenähnliche Wesen, leben in der Gruppen, überwiegend mit dem Wasserelement verbunden, zählt oft zu den armen Seelen; siehe auch Iele, Mawka, Rusálka, Samodivas
- Zana – weibliche Berg- und Wassergeister der albanischen Mythologie, die an Quellen und Flüssen des nordalbanischen Hochlandes leben, wo jeder Berg und jeder Familienverband seine eigene „Bergfeen“ hat. Beschützend, aber wer sie beim Baden beobachtet, wird von ihnen erschlagen. Ähnlich mit der slawischen Wila und der rumänischen Zână; siehe auch Fee, Najade, Nymphe
- Zlydzens – kleine, bucklige Hausgeister (im Deutschen gleichgesetzt mit Kobolde) und Personifaktion der Armut in der slawischen Mythologie, oft mit riesigen Stiefeln und Hüten mit Ohrenklappen dargestellt, auch ähneln sie Hunden oder Katzen. Gelegentlich unsichtbar auf der Schulter einen Menschen sitzen, meist jedoch unter dem Herd oder Ofen, seltener in Gruppen auf dem Dachboden. Stíften Unheil wie Wasser in Milch gießen, Sand in den Brei geben und anderes, verstecken Gegenstände, zerschlagen Teller und stehlen verschiedene Besitztümer. In der estnischen Mythologie sind sie böse, kriegerische Menschen, die seit vielen Jahrhunderten leben, oder böse Helfershelfer des Teufels und Feinde von Kalevipoeg.
- Yuda – (auch Yuda-Samodivas) bösartiges weibliches Geistwesen (im Deutschen Dämon) in Bulgarien in Gestalt einer hässlichen alten Frau, lebt in Wälder und Berge, besitzen große magische Fähigkeiten und beschäftigen sich mit Kräuterkunde und Giftstoffen. Manchmal erscheinen sie jungen Männern auch als schöne Frauen vnd überreden sie, sie zu heiraten. Heiratet ein Mann eine Yuda, entführt sie seine Seele in die Totenwelt Nav und sein Körper verdorrt und stirbt. Um sich vor Judas zu schützen, tragen Männer in einigen Regionen Bulgariens Blätter von Schafgarbe, Basilikum, weißer Comuniga oder Wermut an ihren Gürteln oder Mützen. Siehe auch Chancalaera, Churel, Dämonische Liebhaber, Hexe, Nachzehrer, Serrana de la Vera

##### Menschliche und tierische Gestalt, menschliches Mischwesen

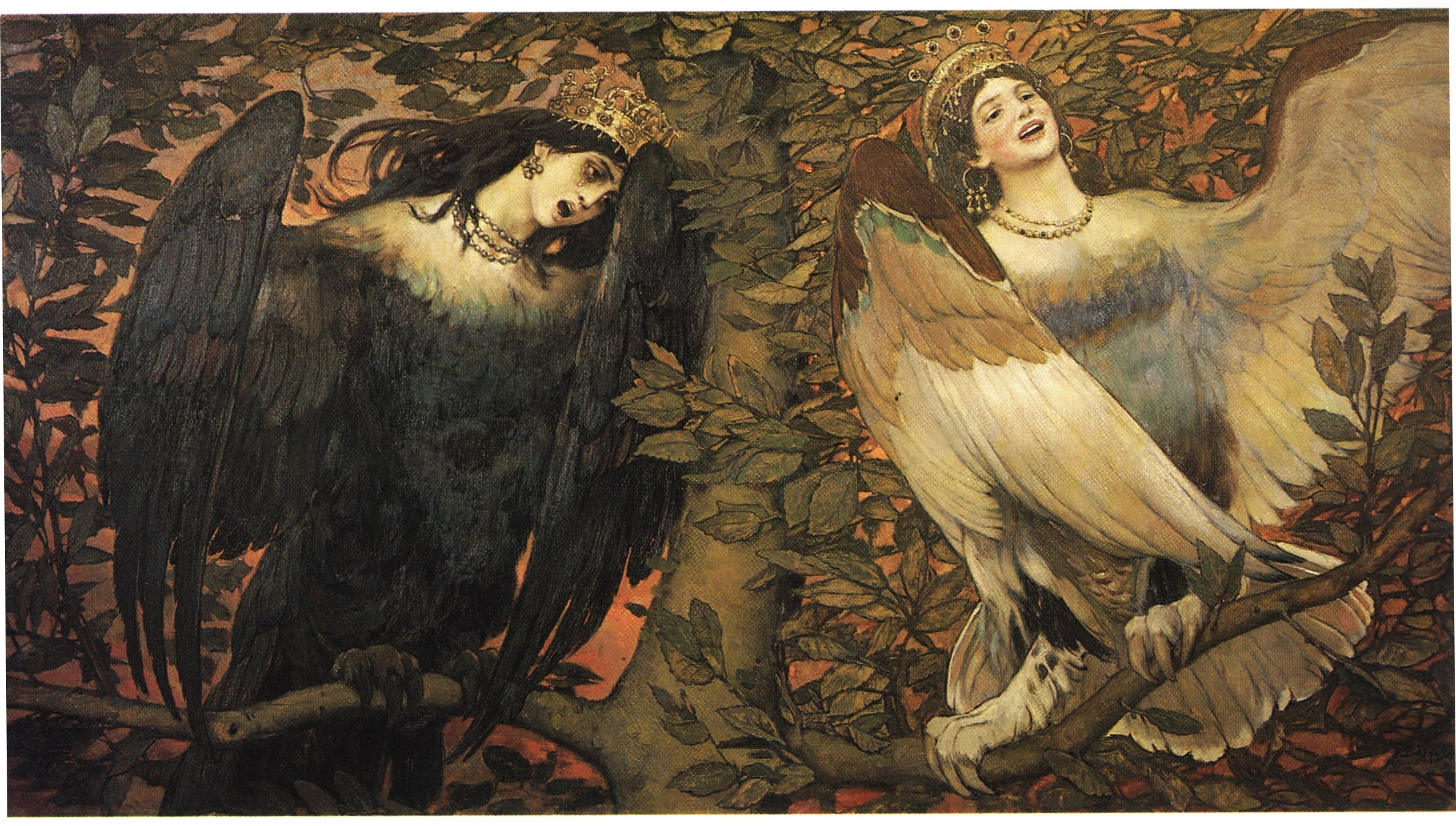
Sirin und Alkonost – Vögel der Sorge und Freude (1896, Wiktor Michailowitsch Wasnezow)

- Sirin und Alkonost – Vögel der Sorge und Freude (1896, Wiktor Michailowitsch Wasnezow)Alkonost – Vogel des Glücks und der Hoffnung mit dem Gesicht einer schönen Frau, der den Menschen gut gesinnt ist. Siehe auch Sirin
- Bannik – Unsichtbarer Hausgeist aus der slawischen Mythologie, manchmal als kleiner alten Mann oder als Tier
- Blud – Naturgeist und Gestaltwandler aus der slawischen Mythologie, der unter anderem als Irrlicht dem Menschen in die Irre führen. Soll Helfer des Waldgeistes Leschi; siehe auch Blutschink
- Gamajun – prophetischer Vogel aus der slawischen Mythologie, Herold der slawischen Götter, Symbol für Wissen und Weisheit, oft mit Menschengesicht dargestellt. Verwandte: Sirin
- Kłobuk – ein Kobold in Masuren, der in Gestalt eines gefiederten Wesens, einer Katze oder als Mensch auftritt, sich Zugang zu den Häusern der Bauern verschafft und Speise und Obdach verlangt. Lästig, bringt aber dem Haushalt Glück und Wohlstand
- Krakonoš – (auch Rübezahl, Liczyrzepa) Berggeist des Riesengebirges, Gestaltwandler und Riesengestalt
- Leschi – Waldgeist aus der slawischen Mythologie, Herr des Waldes, Trickster und Gestaltwandler, seine menschliche Gestalt ist ein alter Mann im Pelzmantel. Der Blud soll sein Helfer sein.
- Mittagsfrau – weiblicher Naturgeist der slawischen Sagenwelt
- Přezpołnica – Mittagsfrau der sorbischen Mythologie (Lausitz)
- Samodivas – (bulgarisch, auch Samovils) Naturgeister und Beschützer der Natur im süd- und westslawischen Volksglauben in Gestalt von schöne, ewig junge Mädchen mit langem Haar, gelegentlich mit Flügel, unter ihren Achseln verbergen. Teils helfend, teils boshaft und strafend. Tragen dünne Gewänder, einen Regenbogen-Gürtel (vorherrschend Grün), oft einen Kranz aus Samodivska-Blumen auf dem Kopf, bewaffnet mit Pfeil und Bogen, auch auf großen geflügelten Hirschen reitend mit Schlangen als Zügel und Peitschen. Leben in den ihnen zusammengehörigen Gebirge unter riesigen alten Bäumen, in verlassenen Hütten oder in dunklen Höhlen in der Nähe von Flüssen, Quellen und Brunnen. Erscheinen oft vom Frühling bis zum Herbst auf der Erde (von Blagoweschtschenie bis Seknovene), im Winter leben sie im mythischen Dorf Zmeykovo. Bei Begegnungen mit Menschen können sie sich in Tiere verwandeln. In manchen bulgarischen Regionen glaubt man, dass sie unsichtbar sind, nur die Sabbotniks, die zu bestimmten Tagen geboren wurden, die Povatraks (entwöhnten und wiedergesäugten Babys) und die Kindern einer Samodivas und einem Sterblichen sowie Hunden mit „vier Augen“ (zwei kontrastierenden Flecken über den Augenbrauen) können sie gesehen. In der Abenddämmerung gehen sie zu Gewässern, baden, waschen ihre Kleidung und hängen sie im Mondlicht auf. Danach versammeln sie sich auf einer Lichtung in den entlegensten dichten Wäldern („Horishte“) und singen und tanzen die ganze Nacht. Sie lieben Musik, besonders der Kaval, deshalb entführen sie oft Hirten und lassen sie für sie spielen. Auch messen sie sich oft in Wettkämpfen untereinander und mit Menschen, und wer gewinnt, darf den Verlierer für sich behalten. Einige glauben, dass die Samodivas Angst vor Sonnenlicht haben, weshalb sie im Morgengrauen schnell die Horishte verlassen und sich verstecken. Manchmal wird beschrieben, dass ihre Gewand ihre gesamte Macht enthält: wenn man ihre Kleidung genommen wurde, wird sie eine menschliche Frau, kann heirateten und Kinder kriegen. Die Samodivas ehren christliche Feiertage und helfen als Arbeiterinnen während der Ernte und den Frauen mit Kindern. Jedoch entführen sie auch schöne Frauen oder ärgert sie aus Neid. Sie haben die Macht, Dürren herbeizuführen, Ernte zu verbrennen oder Vieh sterben zu lassen. Wenn Menschen Samodivas stören oder ihr Lebensraum schädigen, können sie strafen: ihre magische Blicke sind schwindelerregend und sogar tödlich. Ein Jäger, der einen Hirschen tötet, lässt die Schutzherrin ihm erblinden, schickt ihm die Samodivas-Krankheit und tötet ihm mit tödlichen Schreien. In manchen Glaubensrichtungen waren die Samodivas sündige Frauen, die starben nd weder auf Erden noch im Himmel erwünscht sind. Auch die entführten Mädchen und Frauen, die als Jungfrauen starben, wurden zur Samodiva. Eine Art Samodiva sind die bösartigen Yudas. Siehe auch Elfen, Fee, Iele, Mahrtenehe, Nymphe, Schwanenjungfrau, Vila, Zana, Zână
- Sirin – Vogel der Trauer und des Kummers, den Eulen ähneln, mit Gesicht einer schönen Frau ist, den Menschen eher böse gesinnt. Siehe auch Alkonost
- Wodjanoi – (auch Hastrman, Houggä-Ma, Povoduji, Topielec, Utoplec, Vodni Moz, Vodník, Vodyanoy, Wódny muž) Wassermann der slawischen Völker
- Wódny muž – Wassermann in den Überliefungen der Sorben
- Zână – feenähnliche Wesen in der rumänischen Mythologie und im Volksglauben, variieren in Größe und Aussehen und können sich verwandeln, um zum Schutz und zur Deckung in ihre Umgebung einzufügen. Sie können Reisenden erscheinen, um ihnen zu helfen, ihren Weg zu finden oder diejenigen, die Hilfe brauchen, leise mit Zeichen und „Brotkrümeln“ durch den Wald führen. Sie rächen sich nur, wenn sie provoziert, beleidigt oder tanzend gesehen werden. Als rumänische Äquivalent der Feen werden sie auch als aus Blumen geborene schöne, schlanke, junge, schelmische Jungfrauen beschrieben. ihre Zahl variiert von drei bis unzählige Schwestern. Sie gelten als Gegenstück der Iele und Muma Pădurii, gelegentlich werden böse Zână beschrieben, dargestellt als hässliche, alte Frauen oder jung und verführerisch, aber sadistisch gegenüber wagemutigen Menschen. Siehe auch Blumenfee, Nymphe, Vila, Zana

##### Tiergestalt, tierisches Mischwesen
- Aitvaras – oft schlangen- und drachenähnliches, fliegendes und zumeist feuriges Wesen, kann aber sein Aussehen ändern, bringt Getreide und Reichtum. Wird aber auch mit Incubcus oder Alb verglichen
- Bajun – Kater mit gewaltiger Kraft und Größe, der sich ihm nähernde Menschen töten kann
- Bolla – (auch Bullar) bösartiger Drache in Albanien mit langem Schlangenkörper, vier Beinen und kleinen Flügeln
- Charana – Unglücksvögeln und Riesenvögel in den Überlieferungen der Roma. Siehe auch Tscharana
- Feuervogel – magisch glühender Vogel, bringt Segen wie Unheil
- Kuker – Tiergestalt, die böser Geister vertreiben und für Fruchtbarkeit und reichen Ernteertrag bitten
- Owinnik – ostslawischer Hausgeist, äußerlich eine große, zottelige schwarze Katze
- Perelesnyk – Geistwesen, das die Form eines Drachen oder eines jungen Mannes annehmen kann und Frauen verführt, ähnlich dem Incubus
- Silant – (auch Zilant, tatarisch ajdaha-yılan = „Drachenschlange“) geflügelte Schlange mit dem Vorderteil eines Drachen aus dem tatarischen und russischen Volksglauben; ähnlich dem Wyvern.
- Skythisches Lamm – (Agnus scythicus, Pflanzliche Lamm (Agnus vegetabilis), Baumlamm, Borametz) Mischwesen aus Tier und Pflanze, wächst/lebt im Land der Skythen und Tataren
- Smei – (auch Смок, Smok, Zmei, Zmij) slawischer Drache
- Smei Gorynytsch – Drache aus der ostslawischen Mythologie, hat mehreren Köpfen, kann Feuer spucken und fliegen
- Tscharana – Vogel gewaltiger Größe aus der Mythologie osteuropäische Roma. S .a. Charana
- Wawel-Drache – (Smok Wawelski) ist ein Drache in der polnischen Volkssage, der im Wawelhügel (Krakau) lebt

### Afrika
Fabelwesen der arabische Welt, Sagen und Märchen aus den Maghrebländer siehe hier unter Mediterraner Raum und Orient

#### Menschliche Gestalt
- Asanbosam – dem Vampir ähnliches Wesen im Süden Ghanas, menschenähnlich mit Eisenzähne, Beine mit hakenartigen Fortsätzen und sechs Arme
- Aziza – übernatürliches Volk in der westafrikanischen Mythologie (insbesondere in Dahomey) mit magischen Fähigkeiten, leben in Ameisenhügeln und in Kapokbäumen im Wald und lehren den Menschen praktisches und spirituelles Wissen, unter anderem Umgang mit dem Feuer; siehe auch Dwende, Kleine Leute, Kulturheros
- Egbere – (in Englischen übersetzt als goblin oder fairy) kleiner, bösartiger Geister aus der Yoruba-Mythologie, leben in den Wäldern, vielleicht auch in Gräber, kommen nachrts hervor und kehren im Morgengrauen zurück („ähnlich wie Vampire“). Sie reiten gern Schafe und übertragen Krankheiten auf sie; in einige Überlieferungen besitzt sie die kleinen Matten: wer es schafft, einem Egbere die Matte abzunehmen, erlangt unvorstellbaren Reichtum. Auch wird gesagt, dass sie ständig weinen, wobei die Aufrichtigkeit dieser Tränen fraglich ist. Siehe auch Kleine Leute
- Kalanoro - (auch Fahasivy) gnomähnlicher, teilweise bösartiger Waldgeist und Kryptid auf Madagaskar; Verwandte: Angat,Tromba
- Madam Koi Koi – (auch Madam Moke) Geistererscheinung in nigerianischen modernen Sagen, die auch in anderen afrikanischen Ländern beschrieben wird. Des Nachts soll sie Schlafsäle, Flure und Toiletten in Internaten heimsuchen.
- Mami Wata – (für „Mutter des Wassers“, Mammy Water) ursprüngich afrikanischer Wassergeist respektive Wassergöttin im Volksglauben Westafrikas, Ostafrikas und Südafrikas, später dargestellt als Meerjungfrau (halb weiße Frau, halb Fisch), die von den Fon und Ewe sowie im Haitianischen Voodoo verehrt wird.
- Madebele – Naturgeister in der Mythologie der Senufo, die im Busch leben und Wasserquellen und Berge beherrschen. Der Schöpfergott Kolocolo erschuf die Madebele und die Tiere als erste Bewohner der Erde und sie führten ein friedliches Leben mit einer einzigen Sprache. Doch die Madebele beschlossen, Kolocolo gleichgestellt zu sein, was ihn erzürnte: die Madelele mussten nach ihrem Tod auf der Erde bleiben und die Menschen sollen über sie und die Tiere herrschen. Die Buschhgeister ähneln kleinen Menschen, besitzen jedoch rückwärts gerichtete große Füße, einen übermäßig großen Kopf, verkümmerte Beine und übergroße Genitalien. Ihre Gesellschaft, Tätigkeiten und ihre Kunst weisen Parallelen zu den Menschen auf, aber sie sind fürMneschen unsichtbar und sprechen eine für Menschen unverständliche Sprache. Durch die Handlungen des Menschen wie Jagd und Landwirtschaft werden sie leicht reizbar. Siehe auch Kleine Leute
- Orishas – (auch Orisa, Orixá, Oricha, Òrìṣà) vermenschlichte Geistwesen bzw. Götter in der Religion der Yoruba und in afroamerikanischen Religionen wie Naturgeister (personifizierte Naturgewalten), Kulturheroen und vergöttlichte Ahnen, Boten und Vermittler zwischen Menschen und den allmächtigen Schöpfungsgott Olorun
- Yumboes – (auch Bakhna Rakhna = „gute Menschen“) etwa 60 cm große, perlweiße Geister der Toten aus der Mythologie der Wolof. Sie leben unter den Pap (brustförmiger Hügel), tanzen im Mondlicht, feiern an großen Tischen und werden von Dienern bedient, die bis auf ihre Hände und Füße unsichtbar sind. Yumboes essen Mais (den sie den Menschen stehlen) und Fisch (den sie selbst fangen). Sie laden Einheimische und Fremde zu ihren Festen ein. Siehe auch Ahnengeist, Kleine Leute
- Zankallala – kleiner, auf einem Nagetier reitender Trickster aus der Mythologie der Hausa. Siehe auch Kleine Leute

#### Menschliche und tierische Gestalt, menschliches Mischwesen
- Adze – vampirisches Geistwesen in Form von Glühwürmchen und in menschliche Gestalt (Mythologie der Ewe, Westafrikas)
- Angat – „böse Geist“ im Glauben der Bewohner von Madagaskar, der als blutrünstig und grausam gilt und meistens als Schlange dargestellt. Wird mit dem christlichen Teufel oder den Dämonen gleichgesetzt. Siehe auch Teufel; Verwandte: Kalanoro, Tromba
- Dodo – (= „böser Geist“, Abwoi, Abvwoi, Obwoi) besitzergreifender Geist der Hausa und benachbarten Ethnien (u. a. in Nigeria), beschrieben männliches Ungeheuer oder böswilliger „Schreckgespenst“ (Geist eines Toten)
- Nya – Gottheit im Süden von Mali und in Burkina Faso. Mitglieder des Kults werden von ihm in Besitz genommen, die besessenen Männer gelten nicht als krank.
- Pepo – (= „Wind“, auch Schaitan) Besessenheit auslösender Geister in der Kultur der Swahili (Kenia, Tansania), die überwiegend als böswillig gelten, vor allem Frauen befallen und Krankheiten auslösen. Erbliche pepo in dem Ahnenkult werden wohlwollend als Schutzgeist beschrieben.
- Tokoloshe – zwergenhaftes Wassergeist oder Untoter (auch übersetzt als „kleiner Teufel“) aus der Mythologie der Zulu, unterschiedliche Beschreibung und heterogener Charakter: bösartig bis wohlwollend gegen Kindern. Siehe auch Mama Wata
- Tromba – Besessenheit auslösende Geister bei den Sakalava auf Madagaskar; siehe auch Besitzergreifender Geist; Verwandte: Angat, Kalanoro
- Vimbuza – (auch Virombo) besitzergreifende Geister bei den Tumbuka (Malawi, Sambia), die Krankheiten auslösen
- Werhyäne – Mensch, der sich durch Zauberei in eine Hyäne verwandelt oder durch die Verwandlung in eine Hyäne Zauberei betreibt; aus der Überlieferungen der Bedscha und benachbarter Ethnien im Sudan und Äthiopien. Siehe auch Gestaltswandler, Schamane, Zauberer; Verwandte: Berseker, Hüllenläuferin, Skinwalker, Werkatze (Kartzenmensch), Werwolf

#### Tiergestalt, tierisches Mischwesen
- Kongamato – (auch Nkonga-mato = „Überwältiger" oder "Brecher der Boote“) flugsaurierähnliche Wesen in den Jiundu-Sümpfen in West-Zaire (Demokratische Republik Kongo)
- Krokodil im Mond – aus der Überlieferung der Westafrikaner aus Gambia
- Marozi – Löwen mit geflecktem leopardenähnlichen Fell in Kenia
- Mokele-Mbembe – dinosaurierähnliches Wesen, das im Kongo-Gebiet umgehen soll
- Ninki-Nanka – Kryptid in Gambia, krokodilähnlich oder mit einem langen, mit Schuppen besetzten Körper und einem Kopf ähnlich einem Pferd
- Popobawa – menschengroßer, einäugiger, fledermausähnlicher schädigender Geist auf der tansanischen Insel Pemba, der Besessenheit auslöst
- Sankofa – Vogelwesen in der Religion der Akan (Elfenbeinküste und Ghana), Aschanti (Ghana) und andere westafrikanischer Gruppen
- Trunko – (Spitzname wegen trunk = Rüssel) Meereslebewesen (Kryptid) in Margate (Südafrika) als „Fisch wie ein Eisbär“ (schneeweißes Fell, elefantenartigen Rüssel, hummerähnlichen Schwanz) gesichtet

### Amerika

#### Nordamerika
Vereinigte Staaten (USA) und Kanada

##### Moderne Fabelwesen
Hier gemeint: Fabelwesen der nicht-indigene Überlieferungen in Nordamerika, manche ursprünglich aus Europa (meist Großbritannien und Spanien, auch Frankreich), aus Afrika und aus der Mythologie der indigenen Völker in Nordamerika.

###### Menschliche Gestalt
- Bell-Hexe – Geistwesen aus dem US-amerikanischen Bundesstaat Tennessee
- Dover Demon – menschenähnlicher Kryptid in Dover (Massachusetts, USA)
- Duppy – (auch duffy) Geistwesen in menschlicher und tierischer Gestalt, ursprünglich aus den Bantu- und Ashanti-Volksglauben Seelen von Toten, Ahnengeister und bösartige Geister, später in der Karibik und auf den Bahamas. Auf den Kleinen Antillen wurden sie auch Jumbies genannt. Die Geister erscheinen meistens nachts und bringen Unglück und Leiden über die Menschen. Zu den Duppy gehört das Rolling Calf („Rollende Kalb“), das Ketten um den Körper trägt, das Three Footed Horse („Dreibeinige Pferd“) und die Ol' Hige (auch Ol' Higue, Ole Haig), eine Soucouyant.
- Flatwoods Monster – menschenähnlicher Kryptid bei Flatwoods (West Virginia, USA)
- Green Lady – Geist einer Frau, deren Kind bei einem Besuch in der Schlucht von Wahiawā verloren ging und nicht gefunden wurden. Nach ihren Tod wandert sie durch die Schlucht, sucht nach ihrem Kind und nimmt jedes Kind mit, das ihr in der Schlucht begegnet. In mehrere Sichtungen wird sie beschrieben als mit Moos oder Schimmel bedeckten grünen Frau. Andere sagen, die grüne Frau habe große Ähnlichkeit mit dem japanischen Kappa und ist eine Kinderschreckfigur. Siehe auch Arme Seele, Gespenst
- Jack Frost – Personifizierung des Winter und der Kälte. Siehe auch Väterchen Frost
- Lady of White Rock Lake – Im White Rock Lake Park (Texas) spukt ein Gespenst eines zwanzig Jahre alten Mädchens, das ein wasserdurchtränktes Abendkleid aus den 1930er Jahren trägt und nachts am Straßenrand des East Lawther Drive erscheint. Sie bittet die Fahrer darum, zu ihrem Haus in der Gaston Avenue in Dallas gebracht zu werden, bevor es während der Fahrt im Auto verschwindet und einen durchnässten Autositz zurücklässt. Der Legende nach ist die Frau bei einem Bootsunfall in den 1930er Jahren ertrunken. Siehe auch Anhaltergeist, Arme Seele; Verwandte: Niles Canyon-Ghost, Resurrection Mary
- Niles Canyon-Ghost – Gespenst auf der Niles Canyon Road (San Francisco Bay Area): ein Mädchen kam auf dem am 28. Februar (das Jahr variiert) bei einem Autounfall ums Leben. Seitdem läuft der Geist jedes Jahr an diesem Tag die Straße entlang, um per Anhalter nach San Francisco zu gelangen. Siehe auch Anhaltergeist, Arme Seele; Verwandte: Lady of White Rock Lake, Resurrection Mary,
- Paul Bunyan – Holzfäller von riesenhafter Größe und titanischer Kraft gewesen, Begleiter sein blauer Ochse Babe
- Resurrection Mary – (etwa „wiederkehrende Mary“) Gespenst oder Wiedergängerin in Justice, Illinois. Ein Mädchen namens Mary wurde nach einem Tanzabend auf dem Archer Avenue angefahren und getötet, der flüchtigen Fahrer wurde nie gefunden. Man beerdigten sie auf dem Resurrection Cemetery, in einem weißen Tanzkleid und dazu passenden Tanzschuhen. Seit den 1930er Jahren wurde sie im weißen Tanzkleid als Anhalterin Richtung Resurrection Cemetery auf der Archer Avenue beobachten. Wenn ein Fahrer sie mitnimmt und sich dem Resurrection Cemetery nähert, verschwindet sie auf dem Friedhof. Andere erzählen, dass sie von Autos angefahren oder beinahe angefahren worden sein, aber verschwunden, als der Autofahrer aussteigt. Siehe auch Anhaltergeist, Arme Seele; Verwandte: Lady of White Rock Lake, Niles Canyon-Ghost, Sayona
- Skunk Ape – (= „Stinktier-Affe“) großer Affenmensch (Kryptid) aus Florida bezeichnet.
- Slender Man – (auch Slenderman) großer menschenähnliche Wesen ohne Gesicht, meist in Nordamerika bekannt, ähnlich dem „Kunekune“ und „Hanako, dem Klogeist“.

###### Menschliche und tierische Gestalt, menschliches Mischwesen
- Goatman – Mischwesen, halb Mensch, halb Ziege; siehe auch Faunus, Machu Lanú, Pan, Poe-Lick-Monster, Satyr, Urisk
- Mothman – (= „Mottenmann“) geflügelter Halbmensch
- Pope-Lick-Monster – Ungeheuer, halb Mensch, halb Ziege; siehe auch Faunus, Goatman, Machu Lanú, Pan, Satyr, Urisk

###### Tiergestalt, tierisches Mischwesen
- Bessie – (auch South Bay Bessie) schlangenähnliches Seeungeheuer im Eriesee
- Cadborosaurus – (auch Cadborosaurus willsi, Caddy) große Seeschlange an der nordamerikanischen Pazifikküste, als Hiachuckaluck den ortsansässigen Indianern bekannt
- Champ – schlangenähnliches Seeungeheuer im Lake Champlain
- Igopogo – Seeungeheuer im kanadischen Lake Simcoe
- Iliamna Lake-Monster – (auch Ungeheuer vom Iliamna Lake, Illie) Seeungeheuer in Alaska
- Jackalope – dem Wolpertinger ähnliches Tier in Gestalt eines Hasen mit Bockshörnern in den USA und Kanada
- Jersey Devil – Mischwesen aus New Jersey im Osten der USA
- Manipogo – Seeungeheuer im kanadischen Manitobasee
- Memphre – Seeungeheuer im Lac Memphremagog
- Ogopogo – (auch Naitaka) Seeschlange im Okanagan Lake, wird meist den Wassergeist N’ha-a-itk der Okanagan verknüpft.

##### Fabelwesen der indigenen Völker in Nordamerika
Fabelwesen der First Nations in Kanada und der Native Americans in den Vereinigten Staaten. Die Fabelwesen der Eskimos (Alaska Natives) findet man hier unter Arktis und die Fabelwesen der Mayas (Mexiko) hier unter Fabelwesen der indigenen Völker in Lateinamerika.

###### Menschliche Gestalt
- Canotila – („kleiner Baumbewohner“, „sie leben in einem Baum“) Waldgeister der Lakota, die in Gestalt von Kobolden oder haarigen Zwergen als Boten der Geisterwelt oft in Träumen erscheinen. Siehe auch Kleine Leute
- Fliegender Kopf – (auch Großer Kopf, Kanontsistóntie's (Mohawk), Ganoñ'waeñ•dye's (Onondaga), Kunenhrayenhnenh, Kwennenhrayenhnen, Konearauneh, Unenhrayenhnenh, Ko-nea-rau-neh-neh, Ro-nea-rau-yeh-ne, Takwëtán (Seneca)) menschenfressende Geister aus der Mythologie der Irokesen und Wyandot, die mit einem unstillbaren Hunger verflucht sind. Beschrieben als Köpfe mit langem dunklem Haar, „schrecklichen Augen“ und einem großen Mund voller messerscharfer Reißzähne, „größer als der größte Mann“ und mit einer Haut, die keine Waffe durchdringen kann. In einige Überlieferungen haben Fledermausflügel, die aus jeder Seite seiner Wange ragen, und vogelartige Krallen; in andere auch Vogelflügel. Siehe auch Menschenfresser; Verwandte: Chonchon, Hungergeist, Langsuyar, Nukekubi, Penanggalan (Leyak, Rangda), Rokurokubi
- Jogah – („Trommeltänzer“) auch Jokao, Gahongas, Drum Dancers, Stone Throwers genannt in Überlieferungen der Cayuga, Irokesen, Mohawk, Seneca, Tuscarora. Volk von Naturgeister mit drei Gruppen, meist unsichtbar, ihre Anwesenheit kan man erkennen durch seine Trommeln, Ringe aus nackter Erde und „Schalen“ in Steinen oder Schlamm. Meist sehen sie Kinder, Ältere und spirituelle Heiler, die sind Gestaltswandler, lieben Streiche und Spiele, auch mit Menschen. Die Gahongas („Steinwerfer“ oder „-roller“) leben in felsigen Gebieten an Bächen, ihr Lieblingsspiel ist Fangen mit Menschen, oft mit Felsbrocken. Die Gandayah schützen Pflanzen und helfen den Bauern. Wenn sie gute Nachrichten haben, nehmen die Gestalt von Wanderdrosseln an und/oder von Eulen, wenn sie schlechte Nachrichten haben. Die Ohdows ist die unterirdischen Wächter der oberen Welt und schützen vor Wesen der Unterwelt. Siehe auch Kleine Leute, Unterirdische
- Kachina – (auch Katchina, Katsina, Kokko) Geist einer Naturerscheinung in Form eines Tieres, einer Pflanze, eines Ahnen etc., den maskierten Tänzer, der diesen Geist darstellt, und die figürliche Darstellung desselben Geistes in den Kulturen der Hopi, Zuni und anderer Pueblo-Indianer im Südwesten der Vereinigten Staaten. Verwandte: Alraunmännchen (Alraun), Familiar, Homunculus, Jenglot, Voodoo-Puppen
- Manogemasak – (auch Manogames) kleine Naturgeister der Abenaki, Maliseet, Penobscot und der Passamaquoddy, leben an felsigen Flussufern und spielen gerne den Menschen Streiche. Sie haben schmale Gesichter, die in manchen Überlieferungen so dünn beschrieben werden, dass sie nur im Profil zu erkennen sind. Lehm- oder Schlammablagerungen am Flussufer, die Menschen oder Tieren ähneln, gelten als Skulpturen der Manogemasak und bringen dem Finder Glück. Felsen am Flussufer mit geometrischen Mustern ist Zeichen der Heimat einer Manogames-Familie und sollten am besten unberührt bleiben. Siehe auch Kleine Leute, Kobold
- Memegwesi - (auch Memegawensi, Memengweshii, Mannegishi, Pa'iins) kleine, am Flussufer lebende, haarige Wassergeister in Überlieferungen der Algonkin, Anishinabe, Cree, Innu, Menominee, Metis, meist gutartig: insbesondere bei Kinder, die verärgert, verletzt, verängstigt oder einsam wirken, beschützt sie. Siehe auch Kleine Leute
- Nimerigar – (auch Ninipi, Nunumbi) Volk kleiner kriegerischer Menschen, die nach Erzählungen der Paiute und Shoshonen früher das Gebiet von Wyoming besiedelt haben. Siehe auch Kleine Leute
- Water Babies – mächtige und gefährliche Wassergeister in Überlieferungen der Achumawi, Cahuilla, Cahuilla (Cupeño, Luiseño), Paiute, Salish, Serrano, Shoshonen, Washoe und Yokuts im Westen Amerikas vorkommen, insbesondere bei den Great Basin Indians. Diese Wesen leben in Gewässern wie Quellen, Teichen und Bächen lund erscheinen oft als kleine Wesen wie Säuglinge, deren Schreie als unheilbrigendes Omen gelten oder Menschen in den Tod locken. Auch sollen sie Kinder fressen. Eine Überlieferung der Ute erzählt, wie die „Pawapicts “ erschaffen wurden: bei einem Kampf zwischen einem Mann namens Pahahpooch und einer Wildkatze wurde er in dem Utah Lake geworfen und in ein Wasserbaby verwandelt. Dieser Wesen ziehen Menschen ins Wasser, wo sie dort selbst zu Water Babies werden. Etwas ambivalenter sind die Überlieferungen der Paiute. die besagen, dass missgebildete oder frühgeborene Säuglinge ins Wasser geworfen wurden oder dass es einem Fluch auf einer Seejungfau liegt: in bestimmten Nächten hört man aus dem See die schreiender Babys. Ein Wasserbaby überwältigte einen Riesen, der die Gegend terrorisiert, und ertränkt ihn im Owens Lake. Siehe auch Kleine Leute, Menschenfresser, Wassermann
- Wendigo – bösartiger und rachsüchtiger Geist in Nordamerika, der aus Menschen Kannibalen macht; Verwandte: Waheela
- Yehasuri – (= „wilde kleine Leute“) kleine und unscheinbare menschenähnliche Naturgeister, leben in Baumstümpfen im Catawba-Indianerreservat in South Carolina, ernähren sich von Fröschen und Käfern ernähren. Nicht gefährlich, aber spielen gerne Streiche und sind manchmal zerstörerisch. Als Kinderschreck eingesetzt, um Kinder vor schlechtem Verhalten zu warnen.

###### Menschliche und tierische Gestalt, menschliches Mischwesen
- Deer Woman – („Hirschfrau“, auch Deer Lady, „Hirschdame“) Naturgeist in der indigenen Kulturen in Nordamerika, gilt als bösartig-strafend gegenüber Männern und lockt sie in den Tod. Gegenüber Frauen und Kindern ist sie meistens nur mahnend. Sie erscheint entweder als schöne junge Frau mit Hirschfüßen oder als Hirsch. In den Überlieferungen der Lakota wurde wegen ihrer Respektlosigkeit gegenüber Wesenheiten der Himmels eine Gesichtshäfte hässlich und ihr Name wurde Anukite (Frau mit dem Doppelgesicht) oder Winyan Numpa (Doppelfrau). Im Gegensatz zu den Skinwalkers steht sie für die Werte der indigene Völker.
Siehe auch die Gestalt der Hel (halb tot und halb lebendig, bisweilen Hälfte alt und Hälfte jung), Gestaltwandler, Mischwesen; Verwandte: Huldra, Rusalka, Skogsrå, Uldra, Vilas; ähnliche weibliche Geister in Lateinamerika, deren Opfer Männer sind: Cegua, Descarnada, Llorona, Patasola, Sihuanaba, Taconuda, Verschleierte Dame, Xonaxi Queculla, Yalám Bequet; weitere Verwandte: Hone-onna, Sirene
- Granny Squannit – eine der Makiawisug und mächtige Zauberin: sie lehrt und hilft den Heilern. Bei Streitigkeiten mit ihrem Mann Maushop löst sie Stürme aus.
- Makiawisug – wohlwollende Naturgeister der Mohegan, Pequot und Wampanoag, wenn man ihnen Respekt zollte. Verfügen über magische Kräfte, darunter die Fähigkeit, sich unsichtbar zu machen. Die Anführerin ist Granny Squannit, Frau des Riesen Maushop.
- Maushop – (auch Mushop) Riese und Kulturhelden der Wampanoag, der ihnen das Jagen und Fischen beibrachte. Es wird erzählt, dass die Pukwudgies aus Eifersucht auf die Hingabe und Zuneigung der Menschen für Maushop begannen, die Menschen zu quälen und Maushops fünf Söhne oder sogar Maushop selbst töteten. Maushops Frau war Granny Squannit.
- Pukwudgie – (auch Puk-Wudjie, Puck-wudj-ininee, etwa „kleiner wilder Mann des Waldes, der verschwindet“) menschenähnliches Wesen in Überlieferungen der Abenaki, Algonkin, Chippewa, Mohegan und Wampanoag, die nach Belieben erscheinen und verschwinden, ihre Gestalt verändern (häufig aufrecht gehender Mensch, der von hinten wie ein Stachelschwein aussieht). Pukwudgies waren einst freundlich zu Menschen, die aber mit vielen bösen Streichen die Pukwudgies verfolgten, sodass sie sich gegen die Menschen wandten. Sie können Menschen in den Tod locken, Magie anwenden, Giftpfeile abschießen und Feuer machen. In anderen Erzählungen sind sie Feinde der Kulturhelden der Wampanoag, der Riesen Maushop, und seiner Frau Granny Squannit. Siehe auch Formwandler, Kleine Leute, Nimerigar
- Sabawaelnu – („Wassermenschen“, auch Halfway People, Halbmenschen) kleiner Wassergeister der Mi'kmaq, wie europäische Meerjungfrauen haben sie einen menschlichen Oberkörper und einen Fischschwanz. Sie haben Macht über Stürme, aber fügen Menschen, die ihnen den gebührenden Respekt erweisen, kein Leid zu. Siehe auch Wettergeist; Verwandte: Nixe, Sumpall
- Skinwalker - (etwa „Hautgänger“, Skin-switcher („Hautwechsler“), Naaldlooshii, Yeenaldlooshii) Gestaltwandler aus der der Navajo-Kultur. Der Überlieferung nach ist es eine „Hexe“ oder ein abtrünniger Schamane, der sich Tier- oder gar Menschenhaut überstreift. Sie sollen kannibalistisch geneigt sein, sind auch anderen nordamerikanischen indigenen Völkern bekannt und werden mit Werwölfen verglichen. Siehe auch Menschenfresser, Warlock, Zauberer; Verwandte: Berserker, Hüllenläuferin, Werhyäne, Werkatze (Katzenmensch)

###### Tiergestalt, tierische Mischwesen
- N’ha-a-itk – („Seeschlange“, auch Naitaka) Wassergeist (auch Dämon genannt) nach der Überlieferung der Okanagan, lebt auf Rattlesnake Island (Okanagan Lake, Kanada). Wird meist als Mischwesen aus Mensch und Schlange mit Fischschwanz dargestellt und soll der Ursprung des Ogopogos sein. Siehe auch Seeungeheuer
- Hiachuckaluck – große Seeschlange an der nordamerikanischen Pazifikküste aus der Überlieferung der ortsansässigen indigenen Völker, auch als Cadborosaurus (Caddy) bekannt
- Mishipeshu – (= „Großer Luchs“, auch Mishibijiw, Underwater panther = „Unterwasser-Panther“) mächtiges Wesen der Großen Seen, Kopf und Pfoten einer riesigen Katze, schuppenbedeckt und Speerspitzen-artige Dornen auf Rücken und Schwanz
- Muut – Personifikation des Todes der Cahuilla in Nordamerika, Mittler ohne furchteinflößende Gestalt, als Eulengestalt dargestellt
- Seelkee – Seeungeheuer in den Sümpfen des Chilliwack, von den Stó:lō als langes, seeschlangenartiges Ungeheuer mit Pferdekopf beschrieben, nicht zu verwechseln mit Selkie

#### Lateinamerika
Mittelamerika (Zentralamerika, Karibik) und Südamerika

##### Moderne Fabelwesen
Hier gemeint: Fabelwesen der nicht-indigene Überlieferungen in Mittel- und Südamerika, manche ursprünglich aus Europa (meist Spanien und Portugal), aus Afrika und aus der Mythologie der indigenen Völker in Lateinamerika.

###### Menschliche Gestalt
- Bolefuego – (Feuerball, auch Candileja) leuchtende Wesen, das meist wie eine Laterne in dunklen Nächten in der Region Llanos in Venezuela und Kolumbien erscheint. Es kann sich drehen, summt und geht an und aus. Es soll sich um den Geist einer Frau handeln, die zusammen mit ihren beiden Kindern in ihrem eigenen Haus lebendig verbrannte. In einer anderen Überlieferung war es La Candelaria, die ihren Ehemann ermordete. Nach ihren Tod ist sie dazu verdammt, durch die Llanos zu wandern, verwandelt in einen Feuerball, der Reisende vernichtet. Eine weitere Überlieferung zufolge war es eine Frau, die ihren einzigen Sohn, der Bischof werden sollte, enthauptete. Dafür wurde sie dazu verdammt, auf den Straßen zu wandern, verwandelt in einen Feuerball, der Reisende vernichtet. La Bolefuego wird von Gebeten angezogen, deshalb müssen Reisende sie verfluchen. Man kann ihre Verfolgung auch entgehen, indem man das Ende eines Schleppseils trägt oder sich mit dem Gesicht nach unten hinlegt, bis sie weggeht. Siehe auch Arme Seele, Irrlicht, Kugelblitz, Rachegeist; Verwandte: Anchimayen, Irrlichtwesen
- Brujos von Chiloé – Hexen und Hexer (auch Hexendoktoren genannt) aus der Mythologie von Chiloé, deren Ursprung in der Mapuche-Mythologie liegt, bei den Schamanen (wohlwollende Machis und böswillige Kalkus) Kenntnissen in der Naturheilkunde und spirituelle sowie magische Kräfte haben. Dieser indigene Glauben verschmolz sich diese mit dem Glauben europäischer Hexen in einem kulturellen und religiösen Synkretismus und es entstand eine tief verwurzelte Hexentradition in Chile. Die Brujos von Chiloé haben eine komplexe Gemeinschaft mit verschiedenen Rängen (wie Voladora), viele magische Methoden, Handlungen und Rituale (unter anderem Teufelspakt, Todesbotschaft „Duam“, „Macuñ“-Weste zum Fliegen) und arbeiten mit übernatürlichen Wesen wie die Anchimayen, Chonchon, Huecuvus.
- Ciguapa – (auch Siguapa, Ciguaya) weibliche Wesen mit brauner oder dunkelblauer Haut, nach hinten gerichteten Füßen und lange Haare, die ihren Körper bedeckt. Sie stößt Schreie, Winseln oder Zwitschern aus, ähnlich des Rebhuhns. Besonders bekannt in der Dominikanische Republik, Kuba und Puerto Rico. Sie erscheint nachts, oft liebenswert, manchmal jedoch schrecklich, am Flüssen und wird mit einer Nixe verglichen: schön, aber auch grausam und hinterlistig. Ebenfalls wird sie als bösartiger Maboya-Geist bezeichnet, der den Tod bringt: wenn Männer ihr in die Augen blicken, werden sie verzaubert oder sogar in den Wald gelockt, um mit ihr zu schlafen. Anschließend tötet sie die Männer. Auch den Raub von Neugeborenen wird ihr verschrieben. Andererseits deuten einige Quellen darauf hin, dass sie auch gütig und harmlos sein kann. Nur mit Hilfe eines weißen Hundes in mondhellen Nächten kann man sie fangen, doch in Gefangechaft wird sie sterben. Der Ciguapo gilt als Sohn einer Ciguapa.
Die Herkunft der mittelamerikanischen Überlieferung ist ungeklärt und hat vermutlich Einflüsse aus Europa, Afrika und aus der Mythologie der Taino. Möglicherweise verbindet sich der Mythos mit den letzten Überlebenden der Taínos, die sich in den Bergen in Tunneln und Höhlen verstecken, um der Gefangennahme durch die Spanier zu entgehen, und gegen die Spanier kämpfen. Für manche Spanier sahen sie aus wie Dämonen, Hexen oder Wesen aus der Unterwelt, weshalb sie heute als Ciguapas bekannt sind.
Ähnliche weibliche Geister in Lateinamerika, deren Opfer Männer sind: Cegua, Descarnada, Llorona, Patasola, Sihuanaba, Taconuda, Verschleierte Dame, Viuda, Xonaxi Queculla, Yalám Bequet; Verwandte: Deer Woman, Huldra, Skogsrå
- Curupira – (auch Kurupira) koboldähnlicher Naturgeist (oder auch Dämon) in der Gestalt eines Jungen oder eines Zwerges mit feuerrotem Haar und nach hinten gedrehten Füße. Schützt die Wälder vor den zerstörerischen Gewohnheiten des Menschen, aber toleriert diejenigen, die zum Essen jagen, nicht jedoch diejenigen, die zum Vergnügen jagen. Vergleichbar mit dem Kurupi aus der Tupí-Guarani-Mythologie mit Eigenschaften der westafrikanischer und europäischer Überlieferungen. Siehe auch Duende, Herr der Tiere, Kleiner Leute, Schutzgeist; Verwandte: Chaneque, Jasy Jatere, Saci, Yaçi-Yaterê
- De-Loys-Affe – (auch Ameranthropoides loysi, Loys Affe, St. Loy’s Ape, Didi, Vasitri, Guayazi, Fallhammer) Menschenaffenart oder Affenmenschen (Kryptid) in Südamerika
- Descarnada – (etwa „Hagere“, „Magere“, „Fleischlose“) rachsüchtiger Geist einer Frau in El Salvador, auch bekannt in anderen Ländern Lateinamerikas: sie verführt Männern als eine schöne junge Anhalterin, oft auf Straßen zu größeren Städten. Wenn ein Mann sie mitnimmt, verwandele sie sich: ihr Körper verwest langsam und ein lebendes Skelett erscheint oder ihr wahres Gesicht mit „höllischen Augen“. Das Opfer stehen unter Schock und können nicht erklären, was passiert war. Viele bekommen Fieber und Albträume. Der Ursprung der seltsamen Frau ist unbekannt, einige meinen, dass es sich um den Geist einer Bruja handelt. Siehe auch Anhaltergeist, Lebender Leichnam; Verwandte: Hone-onna; ähnliche weibliche Geister in Lateinamerika, deren Opfer Männer sind: Cegua, Llorona, Patasola, Sayona, Sihuanaba, Taconuda, Verschleierte Dame, Xonaxi Queculla, Yalám Bequet; weitere Verwandte: Deer Woman, Huldra, Sirene, Skogsrå
- Galipote – (auch Zancú, Zángano, Lugarú) bösartige Gestaltwandler aus der Dominikanischen Republik, der sich in Tiere, Pflanzen und unbelebte Objekte verwandelt kann. Verfügt über enorme Stärke und Immunität gegen Schusswaffen. Er führt Menschen in die Irre und erschreckt sie, auch wird gesagt, dass er sich vom Blut unschuldiger Kinder nachts aussaugte, wodurch er ewiges Leben erlangte. Es wird auch gesagt, dass er mit ihnen sexuelle Missbrauchhandlungen praktiziert. Seiner Macht wird auf einem Teufelspakt respektiv mit anderen bösartigen Geistwesen zurückgeführt. Das Wesen hat einen europäischen und christlichen Ursprung, vermischt mit afrikanischen Elementen. Ein Galipote, der sich ausschließlich in einen Hund verwandeln kann, nannt man Lugarú (vom französischen loup-garou). Andere Galipote sind die Zángano oder Zancú, die die Fähigkeit haben, mit sehr großen Schritten zu gehen und sogar unsichtbar zu werden. Siehe auch Chancalaera, Vampir, Werwolf, Zánganus; Verwandte: Ganipote (Frankreich)
- Huenchur – wohlwollende Geist aus der chilotischen Mythologie, beschrieben als eine alte Frau mit traditionelle Kleidung, die man in einem Bongo vor der Küste seht. Der Überlieferung nach war sie eine Heilerin und Machi der Huilliche. Als sie einen sterbenden Holzfäller fand, heilte sie ihn, sie heirateten und bekamen eine Tochter, die Huenchula genannt wurde. In einer Sage erschien ihr beim Wasser holen am Lago Huelde stets ein Wesen, halb Seelöwe, halb Mensch. Ihre Mutter glaubte nicht die Begegnungen. Ein andere Überlieferung zufolge holte Huenchula aus einem Brunnen in der Nähe des Sees. Eines Tages äußerte sie gegenüber ihrer Mutter, dass sie Angst vor einem seltsamen Tier habe, das sie immer eindringlicher anstarrte. Huenchur warnte sie, nicht in den Brunnen zu schauen, da sie sonst nicht ihr Spiegelbild sehen könnte, sondern der Millalobo , der sie unbemerkt beobachten könnte. Sie gehorchte ihrer Mutter jedoch nicht und starrte stattdessen auf sein Gesicht im Wasser, zu dem sie sich hingezogen fühlen. Irgendwann verschwand Huenchula. Huenchur suchten verzweifelt ihre Tochter, aber erst nach einem Jahr kehrte ihre Tochter nach Hause. Sie erzählte, dass sie den „König der Meeres“ oder eine Fisch geheiratet habe, mit ihm auf den Meeresgrund lebte und eine Tochter bekam, die von keinem sterblichen Wesen angesehen werden sollte. Aus Neugier missachtete Huenchur dem Befehl und ihre Enkelin verwandelte sich in kristallklares Wasser. Nach der Gegebenheit kehrte Huenchula niemals nach Hause zurück, was Huenchur große Trauer und Schuldgefühle bereitete. Als Huenchurs Mann starb, machte sie sich wieder auf die Suche nach ihrer Tochter. Sie segelte mit einem Bongo aufs Meer hinaus, doch das zerbrechliche Boot wurde von gewaltigen Wellen zerstört und Huenchur ertrank. Ihre Enkelin Pincoya fand die Tote und brachte sie zu ihrem Vater, dem mächtigen Millalobo. Als er die Trauer seiner Frau und seiner Tochter sah, beschloss er, Huenchur wiederzubeleben, aber unter der Bedingung, dass Huenchur nie wieder direkten Kontakt mit Menschen habe oder trockenes Land erreichen dürfe. Sie müsste eine Ewigkeit in ihrem kleinen Boot segeln. Millalobo verlieh ihr die Macht über das Wetter und gab durch seine Kinder das Wissen von den (bevorstehenden) Tod von Menschen auf See. Die Cahuelche wurden ihre Begleiter und Diener, die die Nachricht zu den Familien überbringen. Siehe auch Arme Seele, Tabu, Totengeist, Wassergeist, Wettergeist; Verwandte: Pincoy, Sirena chilota
- Llorona – („Die Weinende“, „die Wehklagende“) Geist einer Frau des lateinamerikanischen Volksglauben, die um ihre Kinder immer weint, die sie zuvor eigenhändig in einem Fluss ertränkt hat. Erscheint sie Menschen – meist in der Umgebung von Flüssen. Sie gilt als Vorbotin des Todes und weist einen ambivalenten Charakter auf: als von Rachsucht und Verzweiflung getriebener Geist stellt sie untreuen Ehemännern nach und töte sie oder sie ist verrückt geworden, sucht nach irhen Kindern und neidisch auf glückliche Familien. Sie versuche alles, um anderen Familien die Kinder wegzunehmen oder Kinder in den Fluss zu zerren. In jedem Falle soll die Begegnung mit La Llorona einen Fluch oder eine schwere Krankheit zur Folge haben. La Llorona wird manchmal mit der harmlose Bruja La Calchona und der bösartige Bruja La Viuda verwechselt und ihre Eigenschaften vermischt. Siehe auch Arme Seele, Rachegeist; Verwandte: Cihuateotl, Ixtab, Ubume; ähnliche weibliche Geister in Lateinamerika, deren Opfer Männer sind: Cegua, Descarnada, Patasola, Sayona, Sihuanaba, Taconuda, Verschleierte Dame, Xonaxi Queculla, Yalám Bequet; weitere Verwandte: Deer Woman, Huldra, Sirene, Skogsrå
- Mandinga – Teufel oder einen von Teufel gesandten Dämon in einigen Traditionen und Glaubensvorstellungen in Regionen Südamerikas, erscheint meist in der Gestalt eines normalen Menschen, mit der Absicht, den Menschen ein freundlicheres Aussehen zu präsentieren und sie leichter in Versuchung zu führen. Trotzdem besagt der Überlieferung, dass er, wenn er sich entfernt, einen charakteristischen Schwefelgeruch hinterlässt. In Argentinien wird er ganz schwarz in Hautfarbe, Haar und Kleidung darstellt. Man geht davon aus, das Begriff „Mandinga“ von Sklavenhändlern eingeführt wurden als Bezeichnung für schwarze Männer aus dem Westsudan. Siehe auch Mandinka, Teufel
- Mohán – (auch Muan, Moan, Mohan, Poira) Geschöpf ähnlich des Wilden Mannes in der Überlieferungen in Mittel- und Südamerika, besonders im kolumbianischen Volksglauben. In einigen indigenen Kulturen Kolumbiens wird das Wort Mohan auch für Schamanen verwendet. Heterogene Aussehen und ambivalente Charakter, gilt als Gott des Wassers, der Flüsse, Schluchten und Bäche und wird als Schwarzbär bezeichnet. Meist beschrieben als korpulenter Mensch mit üppigem, langem und ungepflegtem Haar, das seines Körpers bedeckt oder als moosartiges Wesen mit glänzenden Augen und langen, spitzen Nägeln. Er streift nachts in Flussnähe, auch in Höhlen und Lagunen, umher. In einigen Überlieferungen hat er übernatürliche Kräfte und verbreiten Angst zum Schrecken der Fischer, Ruderer und Wäscherinnen.
Andere Überlieferungen zufolge ist er ein Zauberer, der eine Vision von der Ankunft der Spanier hatte und in einem Berg Zuflucht suchte, wo er zu El Mohán wurde. Er wird als hünenhafter Mann beschrieben (manchmal allerdings auch als klein und muskulös), der Tabak raucht und, in einem Menschen verwandelt, Brandy kauft. Hat leuchtende, rötliche Augen, die wie Feuerflammen aussehen, einen großen Mund mit goldene Zähne und ein sonnenverbranntes Gesicht. Er ist verspielt und widmet sich als Ständchensänger den jungen Wäscherinnen.
Andere beschreiben El Mohán mit einem dichten, langen Bart wie den eines schrecklichen Patriarchen, der Autorität und gleichzeitig ein Gefühl teuflischer Bosheit ausstrahlt, ungesellig, schwer fassbar und hinterlistig.
Siehe auch Dämonische Liebhaber, Ciguapo, Patasola, Trauco, Waldgeist, Waldmensch, Wassergeist
- Muki – (Quechua für „Ersticken“, auch Chinchiliku, Anchanchu, Janchanchu, Jusshi, Mooqui, Muqui) koboldähnliches Wesen, ursprünglich aus der Mythologie der indigene Völker der Zentralanden Geistwesen wie der Anchanchu und kleine Kreaturen, die in Ukhu Pacha („Welt unten“) leben, später ein Bergbaugeist im Volksglauben in Bolivien, Peru, Ecuador und Kolumbien. Beschrieben als stämmiger, bis 0,60 m kleiner Bergmann, blasse Haut, langes, meist hellblondes Haar und langer weißer Bart, manchmal mit spitzen Ohren. Stimme tief und heiser, Blick aggressiv und hypnotisch. Trägt Bergmannkleidung und eine Bergbaulaterne. Lebt in Gruppen, bevorzugt aber allein an einsamen Orten in den Minen. Ambivalenter Charakter: flößen Opfern und Gegnern Angst ein, stehlen wehrlose Kinder oder ungetauften Kinder, die selbst zu Muki werden. Doch er ist auch bekannt, Bergleuten zu helfen: er spürt ihre Stimmungen und Gefühle und steht die ehrlichen und respektvollen Menschen bei: pfeift gerne laut und warnt so die Bergleute seiner Wahl vor Gefahren, lässt Metalladern erscheinen und verschwinden oder macht sie weicher oder härter für die Bergbauarbeit. In einigen Überlieferungen hat er zwei Hörner, mit denen er Steine aufbricht und auf Mineraladern zeigt. Manchmal kann ein Bergmann ein Pakt mit einem Muki schließen, wenn er seine Versprechen einhält und das Bündnis nicht preisgibt. Auch soll es möglich sei, einen Pakt zu schließ, indem man einen Muki zu fangen. Der Muki bietet oft an, die Arbeit der Bergleute für Koka, Alkohol oder die Gesellschaft einer Frau zu übernehmen, da ihm das hilft, sich weniger einsam zu fühlen. Doch das Ergebnis ist meist tragisch, da der Bergmann sein Versprechen nur selten einhalten kann. In diesem Fall nimmt der Muki dem Bergmann das Leben. Siehe auch Teufelspakt; Verwandte: Bluecap, Coblyn, Cutty Soames, Knockers
- Soucouyant – blutsaugendes Wesen in Trinidad und Tobago, erscheint in Gestalt einer Frau, die sich nachts als Feuerball zu ihrer Opfer fliegt, um sein Blut zu trinken. Siehe auch Duppy (Ol' Hige, auch Ol' Higue, Ole Haig), Vampir; Verwandte: Tunda
- Saci – brasilianischer Kobold mit schwarzer Hautfarbe; hat nur ein Bein, trägt eine rote Mütze, raucht Pfeife und bettelt um Tabak. Kann gut oder böse sein. Vermutlich eine „Verbindung“ des koboldähnliche Yaçi-Yaterê der Tupí-Guarani-Überlieferung mit afrikanisch-brasilianischen und europäischen Sagen. Siehe auch Patasola
- Sayona – rachsüchtiger Geist und Gespenst einer Frau aus Venezuela, die ein langes weißes Kleid („sayona“) trägt. Sie erscheint Männern, die eine außereheliche Affäre haben: in vielen Überlieferungen bittet sie um eine Mitfahrgelegenheit, und das Opfer bemerkt nach einer Weile, dass sie einen Totenschädel mit schrecklichen Zähnen hat. In anderen Geschichten erscheint sie Männern im Dschungel, die über Sex sprechen oder an Frauen denken, die sie in ihrer Heimatstadt zurückgelassen haben. Solchen Männern lockt sie in Gestalt einer schönen Frau oder einer geliebten Personin den Wald, um ihre tierähnlichen Züge zu offenbaren und sie zu fressen oder zu zerstückeln. Der Legende nach war La Sayona eine junge Frau namens Casilda, der man sagen, dass ihr Ehemann eine Affäre mit ihrer Mutter hat. Blind vor Wut brannte sie das Haus nieder, während ihr Mann und ihr Sohn sich darin befanden, und griff ihre Mutter mit einer Machete an. Als diese verblutete, verfluchte sie Casilda: von nun müsse sie an alle Frauen rächen, indem sie untreuen Ehemänner tötet. Siehe auch Anhaltergeist, Menschenfresser, Weiße Dame / Weiße Frau; Verwandte: Hone-onna; ähnliche weibliche Geister in Lateinamerika, deren Opfer Männer sind: Cegua, Descarnada, Llorona, Patasola, Sihuanaba, Taconuda, Verschleierte Dame, Xonaxi Queculla, Yalám Bequet; weitere Verwandte: Deer Woman, Huldra, Sirene, Skogsrå
- Taconuda – Gespenst in Nicaragua, beschrieben als große schöne und junge Frau, einziges Kind des Häuptlings Sánchez, der ihr seine Ländereien bis nach Masaya und sein gesamtes Vermögen vermachte. Nach Überlieferungen treibt sie als Geist die Arbeiter der Kaffeeplantagen in den Wahnsinn, taub und nackt bleiben sie zurück, bis ihre Familien sie finden. Die Taconuda („Frau mit den hohen Absätzen“), wie sie gerne genannt werden will, erkannt man am starken Parfümduft. In anderen späteren Überlieferungen bittet sie wie die Descarnada in El Salvador um eine Mitfahrgelegenheit: wenn sie in Autos einsteigt, verwandelt sie sich in eine skelettartige Leiche. Siehe auch Anhaltergeist, Lebender Leichnam; ähnliche weibliche Geister in Lateinamerika, deren Opfer Männer sind: Cegua, Descarnada, Llorona, Patasola, Sihuanaba, Taconuda, Verschleierte Dame, Xonaxi Queculla, Yalám Bequet; weitere Verwandte: Deer Woman, Huldra, Sirene, Skogsrå
- Tata Duende - mächtiger Naturgeist im belizischen Volksglauben, insbesondere der Mestize, Schutzgeist der Tiere und Dschungel. Der Name Tata Duende kommt vom yukatekischen Maya-Wort tata = „Großvater“, „alter Mann“ und dem spanischen Wort duende = „Besitzer des Hauses“ („duen de casa“) und beschreibt koboldähnliche Geschöpfe. Man sagt, der der Tata Duende ursprünglich ein eigenwilliger Geist, der ein Haus bewohnt, später jedoch im Wald lebt. Er wird meistens als kleines, runzliges, haariges Wesen von etwa 1,20 m Größe mit spitzen Absätzen und ohne Daumen dargestellt, oft in Pelz oder Lumpen gekleidet und stets mit großem Hut. Er hat eine Begabung für Sprache und Musik sowie hypnotische Kräfte. Manchmal trug er auch eine Machete, eine Gitarre oder einen Stock. Wer ihn begegnet, soll ihm seine Hände zeigen und seine Daumen verbergen, sonst reißt der Tata Duende sie ab. Zwar gilt er auch als liebevoller Geist, jedoch muss man äußerst vorsichtig sein, um Tata Duendes sich zu reizen und er einen tötet. Manchen sagen, dass ein Maya-Schamane dieser Geist heraufbeschworen kann. Verschiedenen Geschichten zufolge lockt Tata Duende Kinder in den Dschungel zu locken, weshalb er von Eltern als Kinderschreck eingesetzt wird. Auch geben die Bauern ihn die Schuld, wenn auf dem Hof merkwürdige Dinge passierten. Bei den Yucatec-Maya in Belize ist der Nukux Tat (Nukuch Tat) oder Tata Balam bekannt, der wohl teilweise Ursprung des Tata Duende ist. Siehe auch Duende, Herr der Tiere, Daumenlutscher (Struwwelpeter); Verwandte: Alux, Chaneque, Mohán
- Verschleierte Dame - (auch verhüllte Dame, La dama tapada) Gespenst in Ecuador, sein Ursprung im Guayaquil des 18. Jahrhunderts: in manche Überlieferungen ist sie eine gequälte Seele, vielleicht im Leben eine missbrauchte Prostituierte. Beschrieben wird sie als Frau mit schlanker Figur, eleganten Gang, mit ein Schleier, der das Gesicht verhüllt, und umgeben von einem sehr süßen Duft. Sie erscheint nur Männern, die zwischen Mitternacht und vier Uhr morgens allein durch die Straßen der Stadt gehen. Fasziniert von ihrer Schönheit und durch ihre leichten Kopfbewegungen, flüchtigen Blicken und jugendlichen Lachen folgen sie ihr. Schließlich bleibt die Dame stehen und sagt zum Mann: „Du siehst mich, wie ich bin … Wenn du mir nun folgen willst, nur zu …“ Dann nimmt sie ihren Schleier ab: für Sekunden zeigt sich auf dem Gesicht der Frau eine Schönheit, dann aber ein verwesender scheußlicher Schädel, aus dem ein widerlicher Gestank strömte. Das Opfer wird vor Angst gelähmt, zittert am ganzen Leib, und seine Stirn und Hände waren von totenkalten Schweißtropfen bedeckt.
 Nach eine neuere Überlieferung im Jahr 2015 zufolge ist es eine junge Frau, die von ihrem Freund abgewiesen wurde. In Neumondnächten wird jedem, der den Ruf „Wo ist mein Mann?“ hört, geraten, sofort laut zu antworten: „Er ist nicht Ihr Mann, haben Sie etwas Respekt!“, gefolgt von einem traditionellen Schimpfwort von der ecuadorianischen Küste –„La dama tapada“, um sie zu verscheuchen.
Siehe auch Lebender Leichnam; Verwandte: Hone-onna; ähnliche weibliche Geister in Lateinamerika, deren Opfer Männer sind: Cegua, Descarnada, Llorona, Patasola, Sayona, Sihuanaba, Taconuda, Xonaxi Queculla, Yalám Bequet; weitere Verwandte: Deer Woman, Huldra, Sirene, Skogsrå
- Viuda – („Witwe“, auch Viuda de negro, „Schwarze Witwe“) weibliche Geist aus der chilenischen Volksglauben und in Teilen Argentiniens, der nachts Männern angreift. Er ist eine gequälte Seele einer Frau oder eine Bruja, die nach dem Tod ihrer großen Liebe allein und verlassen zurückblieb. Vor Trauer und Wut wahnsinnig geworden beschloss sie, sich an allen Männern zu rächen. Aus ihrem ewigen Hass auf die Menschen machte sie vor ihrem Tod einen teuflischen Pakt mit dem , um ewig ihre Rache fortsetzen: er verwandelte sie in furchterregende, besessene Gespenst. Inbesonders Motorradfaher und Reiter fürchten sie: sie halten Ausschau nach der Gestalt einer Frau auf der Straße, die angeblich ein schwarzes Kleid trägt, das sie vollständig bedeckt. Wer ihr zu nahe kommt und ihr Gesicht und ihren Körper sieht, kann nicht mehr fliehen. Sie hat die Macht, Motorräder und Pferde zur nächsten Schlucht zu lenken, in die Fahrer, Reiter und Pferd stürzen. In jüngerer Zeit heißt es zudem, dass die Witwe auch in das Auto alleinstehender Männer einsteigt, insbesondere wenn diese einen gewissen Alkoholgehalt im Blut haben und untreu sind. La Viuda wird manchmal mit der harmlose Bruja La Calchona und dem Geist der La Llorona verwechselt und ihre Eigenschaften vermischt. Siehe auch Anhaltergeist, Schwarze Witwe; ähnliche weibliche Geister in Lateinamerika, deren Opfer Männer sind: Cegua, Descarnada, Llorona, Patasola, Sayona, Sihuanaba, Taconuda, Xonaxi Queculla, Yalám Bequet; weitere Verwandte: Deer Woman, Hone-onna
- Yalám Bequet – Brujas und ihr Geist im mexikanische Bundesstaat Chiapas, ursprünglich wohl der Geist Xonaxi Queculla. Eine der Überlieferungen zufolge heiratete ein Mann namens José Manuel die schöne Ernestina. Eines Nachts lag José Manuel wach im Ehebett und beobachtete, wie seine Frau vorsichtig und geräuschlos in einem Nebenzimmer ging und dort sagte: „Yalám bequet, yalám bequet“, Worte, die in der Tzotzil-Sprache „Niederes Fleisch, niederes Fleisch“ bedeuten sollen. Mit Entsetzen sah er, wie das Fleisch vom Körper der schönen Frau ablöste und ihre Skelett in das Fenster davonflog. Als die Morgendämmerung anbrach, kehrte das Skelett zurück, landete inmitten des Fleisches und sagte mit heiserer, hohler Stimme: „Muyán bequet, muyán bequet“, was auf Tzotzil bedeutet: „Lade Fleisch hoch, lade Fleisch hoch.“. Das Fleisch bedeckte das Skelett bis Ernestinas jugendlicher Körper wieder Gestalt annahm. Jose Manuel erzählte es seinem Patenonkel und diese wies ihn an, ein Liter Essig und Salz über das verzauberte Fleisch zu gießen. In der nächsten Nacht gehorchte das Fleisch nicht erneut den Worten: „Muyán bequet, muyán bequet.“ und den Fluch war gebrochen. Doch das Skelett flog durch das Fenster mit heiseren, drohenden Lachen davon, denn es hat dieselbe Lebenserwartung wie eine Frau, wäre sie als normales Wesen geboren worden. Und seitdem wurden am Himmel von San Cristóbal de Las Casas weibliche Skelette fliegen gesehen, die die Leute Yalám Bequet nennen. Sie erscheint häufig nachts an einsamen Straße als hilfsbedürftige schöne Frau, die von Männern mitnehmen wird und sich im Auto in ein skelettartige Wesen verwande, um die Männer im Wahnsinn zu treiben.
Siehe auch Anhaltergeist, Hexe, Skelett; ähnliche weibliche Geister in Lateinamerika, deren Opfer Männer sind: Cegua, Descarnada, Llorona, Patasola, Sihuanaba, Taconuda, Verschleierte Dame; weitere Verwandte: Deer Woman, Huldra, Sirene, Skogsrå

###### Menschliche und tierische Gestalt, menschliches Mischwesen
- Calchona – (Mapudungun Kalcha „Locke“ , „langes, unordentliches, schmutziges Haar“) Mischwesen in dem zentralchilenischen Volksglauben: La Calchona war eine Bruja, die mit ihrem Mann und drei kleinen Kindern zusammenlebte. Ihre Familie wusste nicht, dass sie Hexerei praktizierte, Zaubertränke herstellte, die Menschen in Tiere verwandeln kann und die sie in ihrem Haus.versteckte. Jede Nacht nutzte sie ihre Macht, um ihren Mann und ihre Kinder vor dem Aufwachen zu hindern, während sie sich in ein großes schwarze Schaf verwandelte, durch die Felder wanderte und jeden tötete, der schlecht über sie sprach. Wenn die Dämmerung anbrach, ging sie nach Hause und erlangte ihre menschliche Gestalt zurück. Eines Nachts vergaß sie, den Schlafzauber zu wirken, und ihre Kinder wachen auf und sahen ihre Verwandlung. Sie wollten ihrer Mutter nacheifern, tranken den Zaubertrank und verwandelten sich nacheinander in Hühner, Hunde und Füchse. Doch sie konnten sich nicht zurückverwandeln und begannen bitterlich zu weinen. Dadurch wachte auch ihr Vate auf und sah nur die kleinen Füchse. Da er die Geschichten über Zaubertränke der Hexen kannte, vermutete er, dass die geheimnisvollen Gefäße, die seine Frau versteckte, einen Zauber enthielten und die kleinen Füchse seine Kinder waren. Er nahm die Tränken, um seine Kinder zurückzuwandeln. Dann schüttete er das Gebräu in einen Fluss und er und seine Kinder verließen das Haus. Als Calchona nach Hause zurückkehrte, stellte sie fest, dass weder ihr Mann noch ihre Kinder da waren und nur in einem Gefäße ein kleiner Rest Zaubertrank war. Doch der Trank reichte nur aus, um ihre Hände, ihr Gesicht und ihre Haare wieder in menschliche Gestalt zu verwandeln. Von da an blieb sie in diese Gestalt gefangen. Wenn Bauern nachts das Blöken eines Schafes hören, das allein durch die Felder wandert, wissen sie, dass es die Calchona ist, und die Bauern stellen für sie ein Teller mit Essen hinaus, denn es heißt, dass die Calchona völlig harmlos sei und ihre vergangenen Taten bereuen (siehe auch Lobo hechizado).
La Calchona wird manchmal mit der böse Bruja La Viuda und dem Geist der La Llorona verwechselt und ihre Eigenschaften vermischt. Siehe auch Gestaltwandler; Verwandte: Hombre Caimán
- Cegua – (auch Ceguanaba, Cigua, Segua, Tzegua) Anhaltergeist in Mittelamerika: eine Frau erscheint nachts den meist untreuen Männer oder Frauenhelden auf einsamen Straßen und bittet, dass sie sie zur nahegelegenen Stadt bringen. Sitzt sie in einer Kutsche, auf einem Pferd oder im Auto, verwandelt sich ihr Kopf zu einem mit verfaultem Fleisch bedeckter menschlichen oder Pferdeschädel. In manchen Überlieferungen waren die Geister von Hexen oder von Frauen, die im Leben eitel und rücksichtlos waren.
Vermutlich während der Kolonialzeit aus Spanien nach Lateinamerika gebracht, sollte das Gespenst die indigene und Mestizenbevölkerung kontrollieren, ähnlich wie die Sihuanaba. Die Cegua und die Sihuanaba haben einen mesoamerikanischen Ursprung in der Göttinnen Chicomecoatl, Coatlicue und Ixtab der indigenen Mythologie hat.
Siehe auch Arme Seele, Gestaltswandler; Verwandte: Hone-onna; ähnliche weibliche Geister in Lateinamerika, deren Opfer Männer sind: Descarnada, Llorona, Patasola, Sayona, Taconuda, Verschleierte Dame, Xonaxi Queculla, Yalám Bequet; weitere Verwandte: Deer Woman, Huldra, Sirene, Skogsrå
- Ciguapo – Mischwesen, ein auf den Rücken gedrehter Hahn mit gefiedertem Rücken und weiblichen Brüsten, der in ländlichen Gebieten Kubas und der Dominikanischen Republik vorkommt. Sein Schrei ähnelt dem eines Babys. Wer ihm begegnet und ihn töten will, den erwartet ein schrecklicher Fluch. Auch wird gesagt, dass der Ciguapo Bäuerinnen erscheint, um sie zu verführen. Andere glauben, das er hauptsächlich verspielt sind und niemanden schadet. Der Ciguapo gilt als Sohn eines Ciguapa; allerdings wird auch angenommen, dass er Selbstmord begangen hat und, da er kein indigenes Blut hatte, in dieses Wesen verwandelt wurde. Siehe auch Arme Seelen, Basilik, Dämonische Liebhaber, Mohan, Trauco
- El Familiar – („Vertrauter“, auch Sulpay, El Tío, Perro Familiar) magischen Helfer (Familiar) in Südamerika, der seinem Besitzer Macht und Geld im Austausch für Menschenleben gibt. Meistens in Tiergestalt, oft ein menschenfressender Geisterhund mit großen roten oder feurigen Augen, bisweilen kopflos oder mit menschlichen Züge und Klauen wie Hände, gelegentlich auf zwei Beinen gehend. In der Nähe nimmt man einen starken Geruch wahr und hört das Geräusch von großen Ketten, die geschleift werden. Dies wird immer mit verdammten Seele oder Abgesandten des Teufels in Verbindung gebracht werden. In anderen Überlieferungen wird El Familiar als Wildschwein oder Mischwesen aus Hund und Wildschwein beschrieben (ähnlich dem Teju Jagua), als eine große Viper (ähnlich der haarigen Schlange Viborón) und sogar als menschliche Gestalt eines „Europäers“, der ganz in Schwarz gekleidet sind und auf einem Pferd reiten (ähnlich des Mandinga). Siehe auch Höllenhund, Schwarze Hund, Verwandte: Lluhay, VilpoñiEl-Hombre-Caiman-Denkmal in Plato, Magdalena

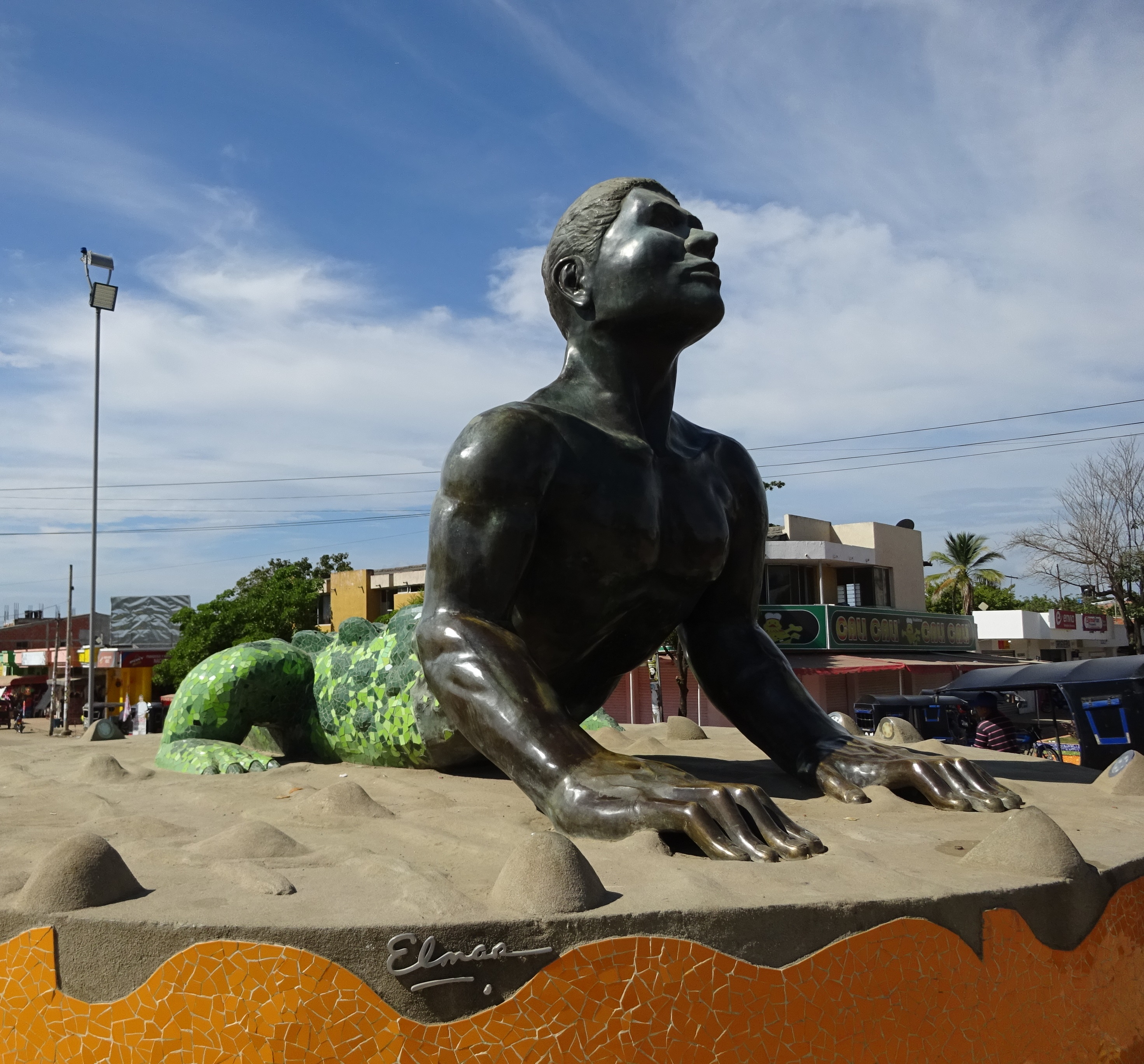
El-Hombre-Caiman-Denkmal in Plato, Magdalena

- Hombre Caimán – („Kaimanmann“, meistens Alligatormann genannten) Mischwesen an der Karibikküste Kolumbiens. Der Fischer beobachtete immer in seiner Freizeit nackte Frauen aus La Plata beim Bade im Río Magdalen. Da er befürchtete, im Gebüsch entdeckt zu werden, reiste er nach Alta Guajira zu einem Brujo: der bereitete zwei Tränke für ihn zu: einen roten, der ihn in einen Alligator (oder Kaiman) verwandelte, und einen weißen, der ihn wieder in einen Menschen verwandelte. Eine Zeit lang ging es gut, doch einmal konnte seinen Freund, der ihm den weißen Trank übergossen hatte, nicht mitkommen. Stattdessen sollte es ein anderer tun, doch dieser erschrak vor dem Alligator und ließ die Flasche des weßen Trankes fallen. Nur ein paar Tropfen spritzten auf dem Kopf, der Rest seines Körpers blieb ein Alligator. Von da an wurde er zum Schrecken der Frauen, nur seine Mutter besuchte ihn, tröstete ihn und brachte ihm seine Lieblingsspeisen. Da der Brujo kurz nach der Herstellung der Zaubertränke gestorben war, fand sie niemanden, der ihrem Sohn helfen konnte. Verzweifelt darüber starb sie vor Kummer. Der Alligatormann ließ sich vom Fluss zum Meer tragen. Dort versuchten die Fischer, er zu fangen. In Plato findet jährlich ihm zu Ehren ein Fest statt, ein Platz wurde nach ihm benannt und ein Denkmal gebaut. Siehe auch Gestaltswandler; Verwandte: Calchona
- Sihuanaba – (Quiché „geisterhafte Schwester des Abgrunds“, auch La Sihuehuet, Siguanaba) Gespenst der lateinamerikanischen Volksglauben: attraktive nackte oder halbnackte Frau, deren Gesicht verborgen ist, badet oder wäscht Wäsche in Teichen oder Flüssen (siehe auch Nachtwäscherinnen). Sie verführt untreue Männer ode Frauenhelden, die in dunklen, mondlosen Nächten ausgehen, und stößt sie in eine Schlucht – daher der Name. In Mexiko und Guatemala erscheint die Siguanaba als schöne, langhaarige Frau, deren Gesicht erst im letzten Moment enthüllt wird: eine Tierkopf (Pferd, Hund, Schwein), ein entstelltes Gesicht oder ein skelettierten Schädel. Das Opfer, wenn es nicht vor Schreck stirbt, verfällt dem Wahnsinn. Gelegentlich nimmt das Gespenst die Gestalt der Freundin eines Mannes an, um ihn zu täuschen und von ihrer Spur abzulenken. Manchmal erscheint sie auch kleinen Kindern und nimmt die Gestalt ihrer Mütter an, um sie anzulocken. Sobald die Siguanaba sie berührt, werden die Kinder verrückt und das Gespenst überlässt ihrem Schicksal. In anderen Überlieferungen hat das Gespenst lange Brüste, die bis zu den Knien hängen, lange Nägel und zerzaustes Haar (siehe auch Langtüttin, Ojancana, Slattenpatten). In Nicaragua wird es als Wesen mit Pferdebeinen und hageres Pferdgesicht beschrieben und verfügt über große Kraft und Geschwindigkeit.
Ähnlich die Cegua, beide haben einen mesoamerikanischen Ursprung in der Göttinnen Chicomecoatl, Coatlicue und Ixtab der indigenen Mythologie.
Siehe auch Anhaltergeist, Arme Seele, Gestaltswandler; Verwandte: Hone-onna; ähnliche weibliche Geister in Lateinamerika, deren Opfer Männer sind: Descarnada, Llorona, Patasola, Sayona, Taconuda, Verschleierte Dame, Xonaxi Queculla, Yalám Bequet; weitere Verwandte: Deer Woman, Huldra, Sirene, Skogsrå
- Tulevieja – (auch Tulivieja) Geist mit ambivalenten Charakter im Volksglauben Costa Ricas und Panamas. Meistens als kleine, stämmige Frau mit entblößten geschwollenen Brüsten, aus der Milch tropft, und mit einem bananenförmiger geflochtenen Hut (Tule, daher ihr Name) beschrieben, manchmal auch mit Hühnerbeinen. Auch wird sie als harpyieähnliches Mischwesen aus Frau und kräftige Vogel oder Fledermaus dargestellt.
Nach einigen Überlieferungen ist sie eine verlorene Seele, die den Verlust ihres verstoßenen Sohnes betrauert. Wegen der schmerzenden Brüste ist sie stets bereit, jedes Baby, das ihr findet und für ihr verlorenes Kind hält, zu stillen, wahrscheinlich auch es zu stehlend.
In anderen Überlieferungen ist sie als verdammte Seele ein rachsüchtiger Geist, der lüsterne Männer bestraft und tötet, die für sie die Figur des verantwortungslosen Vaters ihres Kindes sind. Weitere Überlieferungen zufolge war La Tulevieja eine ältere Dame, über die sich die Kinder wegen ihres grotesken Aussehens lustig machten. Nach ihren Tod jagt sie als Kinderschreck aus Rache die Kinder, doch es gelangt ihr nicht, die Kinder zu erreichen.
In mündlichen Überlieferung der Bribri lautete der ursprüngliche Name des Tulevieja „Itsa‘“ oder „Itsö‘“, ein bösartiger, übernatürlich starker Gestaltwandler. Der Mythos des Itsö hat grundlegende Aspekte mit der Tulevieja-Legende: Anwesenheit der Tules, Verfolgung von Kinder, die sie verspotten, klagende Lieder, Beziehung zu den Flüssen, Neigung zum Kannibalismus (als alte Frau, die Häuser besucht, um die Kinder zu stehlen (oder zu fressen), oder als Mischwesen aus Frau und Raubvogel, der die Menschen selbst verschlingt). Die Geschichten verschmelzt sich auch mit der Überlieferungen um La Llorona. In den neuesten Darstellungen sieht La Tulevieja wie der griechischen Sphinx oder die Sirene aus.
Siehe auch Hexe, Menschenfresser; Verwandte: ähnliche weibliche Geister in Lateinamerika, deren Opfer Männer sind: Descarnada, Patasola, Sayona, Taconuda, Verschleierte Dame, Xonaxi Queculla, Yalám Bequet; weitere Verwandte: Deer Woman, Huldra, Skogsrå
- Tunda – bösartiger, einer menschlichen Frau ähnlicher Gestaltwandler aus der afrokolumbianischen Überlieferungen in der Pazifikküstenregion von Kolumbien und Ecuador. Er kann seine Gestalt verändern, um die Gestalt einer geliebten Person anzunehmen (beispielsweise die Mutter eines Kindes, aber auch eine schöne Frau), seine Opfer in den Wald zu locken und dort mit Garnelen zu füttern, und sie gefügig zu halten. Seine Täuschung ist aber unvollkommen, da dieser Doppelgänger immer ein Holzbein in Form eines Molinillo hat, ein gedrechselter Holzbesen zum Umrühren heißer Getränke. Der Tunda trinkt vampirähnlich das Blut seiner Opfer oder frißt es wie ein wildes Tier. Siehe auch Menschenfresser, Vampir; Verwandte: Patasola, Soucouyant
- Voladora – sterbliche Frau in der Mythologie von Chiloe, die sich in einen Vogel verwandelt, um als Helferinenen und Botinnen der Brujos von Chiloé zu dienen. In der Regel ausgewählt werden Töchter von Brujos oder den Brujos treu ergebenen Frauen. Im Rang stehen sie unter den Brujos, nehmen nicht an allen Hexereiaktivitäten teil und viele der Geheimnisse des Brujos sind ihren verboten. Sie kündet oft Unglück an und überbringen Botschaften innerhalb der Hexengemeinschaft und an ihre Angehörigen wie das „Duam“ (Mapuche „Todesbotschaft“ des Oberhauptes). Sie ist befugt, jeden zu töten, der sie bei der Erfüllung ihrer Pflichten als Voladoraie hindert. Im Gegensatz zur Bruja (oder Brujo), die ihre „Macuñ“-Weste zum Fliegen verwenden kann, muss sie einen magische Prozess der Verwandlung durchlaufen, um ein Vogel zu werden, meistens der dämmerungsaktiven Nachtreiher, aber auch andere Reiher, die Grauralle oder der Seeraben. Siehe auch Familiar; Verwandte: Zánganus

###### Tiergestalt, tierisches Mischwesen
- Cadejo - großer, schwarz geisterhafter Hund mit leuchtenden Augen in Mittelamerika, der Ketten hinter sich herzieht und nachts an einsamen Orten erscheint, um Betrunkene oder Nachteulen zu beschützen oder zu quälen, aber meistens harmlos. In mehreren Regionen Mittelamerikas spricht die Legende von zwei Cadejos: einem weißen, göttlichen und beschützenden und einem schwarzen, monströsen und bösen, erschaffen von dem Teufel. In anderen Überlieferungen ist der Cadejo unter anderem ein Geist eines (Haus-)Hundes, eine durch einen Fluch in Ketten gelegte, schmerzende Seele oder ein Geist, der entweder sich aus Liebe zu seinen Verwandten um sie kümmert oder sich rächt. Der Cadejo ist den Nahuales verwandt und hat seinen Ursprung aus der Mythologie der Maya und in den Traditionen der Nahuatl-Völker, in denen Schamanen und ihre Nahuales die Gestalt von Tieren annehmen können und der Hund den Toten als Begleiter auf ihrer Reise ins Jenseits dient. Siehe auch Schutzgeist, Schwarzer Hund, Totengeist
- Chupacabra – der lateinamerikanische „Ziegensauger“, der mit den Huay Chivo der Maya-Mythologie in Verbindung gebracht wird
- Lluhay – (auch Lluaya , Lluhaya, Yuayua, Yuhay) kleines Reptil und Familiar aus der chilotischen Mythologie, das sich durch seine Unsterblichkeit auszeichnete. Es hatte zwei große Reißzähne und eine silberähnliche Haut, was ihm ein Aussehen von außergewöhnlicher Schönheit verlieh. Sehr schwer zu finden und zu fangen. Wer eines besitzt, erlangt Wohlstand und Glück. Tagsüber wird das Lluhay mit Milch gefüttert, nachts jedoch ernährt es sich von Kartoffeln. Deshalb erhalten die benachbarten Bauern eine schlechte Kartoffelernte, nicht jedoch die seines Besitzers. Anders als bei den ähnlichen Vilpoñi kann das sein Besitzer nicht verhindern. Ernährt sich das Lluhay bei seinen Besitzer nicht von Kartoffeln, verlässt es ihn und kehrt nicht zurück. Verwandte: Culebrón, El Familiar, Vilpoñi
- Nahuelito – (auch patagonische Plesiosaurier) Seeungeheuer im Nahuel-Huapi-See, Argentinien
- Totaseeemonster – (auch Monster vom Totasee, Diabloballena, „Teufelswal“) fischartige Seeungeheuer im Totasee (Kolumbien)
- Trehuaco – (Mapudungun trewa = „Hund“, ko = „Wasser“) Wassergeist in der chilotischen Mythologie, beschrieben als „wunderschönes Tier“, ähnlich einem Hund, mit Fischkopf, Hengstgenitalien und schwarzen Fell. Er lebt in eine verzauberte Lagune in der Nähe von Yaldad. Wenn sich eine Frau dieser Lagune nähert und bestimmte magische Verse rezitiert, weicht das Wasser der Lagune in Meer zurück und der Trehuaco erscheint. Wenn die Frau dann den Trehuaco ruft, nähert er sich ihr schnell und es beginnt ein sexuelle Beziehung. Danach schläft die Frau ein und wacht später neben ihrer Haustür auf. Der Trehuaco geht wieder in die Lagune, heult heiser und das Wasser fließt zurück. Er verschwindet in Wasser, bis eine andere Frau ihn erneut ruft. Es wird auch gesagt, dass der Trehuaco sofort verschwand, wenn jemand das ungewöhnliche Paar überraschte.Siehe auch Cadejo, Dämonische Liebhaber, Mischwesen; Verwandte: Kurupi, Pombero, Tentirujus, Trauco
- Vilpoñi – (Mapudungun filu „Schlange“, poñi „Kartoffel“, auch Vilpoñe) Eidechsenähnliche Tier und Familiar aus der chilotischen Mythologie, gilt als sehr scheues und schwer zu finden. Tagsüber versteckt es sich in Schuppen oder Scheunen,und wacht nur auf, wenn es hungrig ist, und jagt kleine Tiere (vor allem Nagetiere). Wenn es gefangen wurden, ernährt sich es nachts von Kartoffeln wie das Lluhay. Ist die Erntezeit vorbei und die Nahrung knapp, fällt das Vilpoñi in eine Art Winterschlaf und wacht erst während der nächsten Kartoffelerntezeit auf. Die Schamanen von Chiloé setzen sie als magische Vernichter von Mäusen, Spinnen und anderen schädlichen Tieren ein. Boshaften Brujos jedoch erpressten die Bauern, indem sie ihre Vilpoñi befehlen, bei Nacht die zarten Kartoffelstängeln auf den Feldern zu fressen und so die Ernte zu ruinieren. Auch bezahlten einige Bauern ein Brujo, damit dieser sein Vilpoñi einsetzen, um anderen Bauern zu schaden. Verwandte: Culebrón, El Familiar, Lluhay

#### Fabelwesen der indigenen Völker in Lateinamerika
Unter anderem Azteken und Maya (Mexiko, Mittelamerika), Guarani und Tupi (Amazonien), Mapuche (Chile, Argentinien),

##### Menschliche Gestalt
- Abchanchu – bolivianischer Gestaltwandler und Vampir, der die Gestalt eines hilflosen, alten Reisenden annimmt. Wenn ein Passant ihm seine Hilfe anbietet, greift er ihn an und trinkt sein Blut. In einigen Überlieferungen ist er ein Verwandter des Ekeko aus der Inka-Mythologie. Verwandte: Tiyanak
- Alux – koboldähnlicher, meist boshafter Naturgeist der Maya, etwa kniehoch mit traditionelle Maya-Kleidung, meist unsichtbar außer er jagt den Menschen Angst ein. Ambivalenter Charakter: wenn ein Bauer ein kleines Haus baut, hilft das Alux sieben Jahre lang bei Wachsen von Mais, ruft Regen herbei und beschützt nachts die Feldern, indem er pfeift, um Raubtiere und Erntediebe abzuschrecken. Danach muss der Bauer die Fenster und Türen des Hause schließen und das Alux darin einschließen, sonst rennt das Alux wild umher, lebt in Höhlen und beginnt, den Menschen Streiche zu spielen, sogar auch Kinder zu entführen. Siehe auch Duende, Kinderschreck, Kleine Leute; Verwandte: Chaneque, Mohán, Nukux Tat, Tata Duende
- Anchimayen – (auch Anchimallén, Anchimalguén) Geistwesen in der Mapuche-Mythologie, die die koboldähnliche Gestalt kleiner Kinder annehmen und sich in fliegende Feuerbälle verwandeln können. Sie sind ursprünglich Diener eines Kalku, später zu Wesen vom Fuego Fatuo (Irrlicht), die auch das Reisende erschreckt und aus dem Sattel wirft. Anchimayen werden manchmal mit der Mapuche-Mondgöttin Kueyen verwechselt, weil sie ebenfalls ein helles Licht erzeugt, und durch ihre kleine Gestalt mit den Volk der Laftrache. Siehe auch Familiar, Kleine Leute; Verwandte: Bolefuego, Irrlichtwesen
- Caipora – (auch Caapora) weiblicher Naturgeist aus der Tupí-Guarani-Mythologie der Amazonasregion Brasiliens, erscheint als kleine, dunkelhäutige, stark behaarter Indianerin auf einem Pekari, schützt Tiere des Waldes vor den Jäger. Weitere Verteidiger der Natur des Amazonas sind der Curupira und der weiße Hirsch Anhangá. Siehe auch Herr der Tiere, Kleine Leute, Schutzgeist; Verwandte: Alux, Chaneque, Kurupi, Mohán
- Chaneque – (auch Chanekeh, Ohuican Chaneque) kleine Naturgeister der Azteken meist in Gestalt alter Männer und Frauen in Kindsgröße, gelegentlich nackt. Leben in Wäldern, Flüssen oder Höhlen, repräsentieren Elementarkräfte Erde und Wasser und sind Wächter der Natur, die unter anderem Menschen in die Irre führen und Furcht einflößen, sodass ihre Seele den Körper verlässt und in die Unterwelt versetzt wird (sprich unter Gedächtnislücken haben). Ein bestimmter Ritual ist erforderlich, um die Seele wieder mit dem Körper zu vereinen; andernfalls folgt Krankheit und Tod. Auch mit dem Teufel in Verbindung stehen. In spanischsprachigen Länder werden Chaneque oft Duende genannt. Siehe auch Alux, Wendigo
- Chonchon – (auch Chon-Chon, Tue-Tué) fliegende Kopf aus der Mapuche-Mythologie und aus den Volksglauben Chiles und Südargentiniens: eine Person, meist eine Frau, schließt einen Pakt mit einem Kalku (böswillige Schamane) respektive mit einem Brujo oder Bruja. Nachts kann sie dann ihren Kopf ablösen, der Flügel bekommt. In dieser Gestalt fliegt sie zu einem geheimen unterirdischen Ort namens Reni, schließt sich einem Hexenzirkel an, praktiziert dort Hexerei und feiern Feste. In einigen Überlieferungen haben Ehemännern, die nachts aufwachen, feststellen, dass der Kopf ihrer Frauen fehlt. In anderen Überlieferungen haben Kalkus oder Brujos einen Vertrag mit einem böswilligen Huecuvus und erhälten verschiedene übernatürliche Diener, darunter auch den Chonchon, ein bösartiger Vogel. Weitere Überlieferungen sagen, dass der Chonchon eine Manifestation einer Kalku oder Brujos ist. Siehe auch Familiar, Hexe, Teufelpakt, Zauberer; Verwandte: Fliegender Kopf, Langsuyar, Nukekubi, Penanggalan (Leyak, Rangda), Rokurokubi
- Cherufe – menschenfressende Riesen aus Lava in der Mythologie der Mapuche
- Cihuateteo – Geister jener Frauen in der Mythologie der Azteken, die bei der Geburt ihres ersten Kindes verstorben waren, dargestellt als furchterregende Frauen in aggressiver Haltung mit gefletschten Zähnen und klauenbewehrten Fäusten.
- Ekeko - (auch Iqiqu) Gott oder Geist des Glückes, des Überflusses und des Wohlstands in Bolovien und Peru, ursprünglich aus der Inka-Mythologie und der Tiwanaku-Kultur. Wird als Mann mit Schnurrbart dargestellt, der ein traditionelle Poncho trägt und voll beladen ist mit Säcken und Körben voller Getreide und Nahrungsmittel (vergleichbar mit dem Füllhorn der griechisch-römischer Gottheiten), Haushaltsgegenständen, Geldscheinen und alles, was ein Mensch für ein angenehmes und erfolgreiches Leben braucht oder wünscht. Die neuen Statuen des Gottes haben eine runde Öffnung im Mund, in die man eine Zigarette stecken kann, denn neueren Überlieferungen zufolge „raucht“ Ekeko einmal im Jahr eine brennende Zigarette, um ein ganzes Jahr Wohlstand zu gewährleisten. Er soll ein Verwandter von dem Geist und Vampir Abchanchu sein. Siehe auch Fortuna, Tyche
- Gynechen – (auch Ngenechén) mächtige Ngen-Geister in der Mapuche-Mythologie, nach einigen Überlieferungen auch der allmächtiger Schöpfer Pu-am und der Sonnengeist respektive Sonnengott Antu; Verwandte: Pillan, Wangulén
- Huitzilopochtli – (auch Uitzilopochtli, Vitzliputzli) Kriegs- und Sonnengott und Schutzpatron der Stadt Tenochtitlán in der aztekischen Mythologie. Seine deutsche Bezeichnung Vitzliputzli oder durch das Gedichts „Vitzliputzli“ von Heinrich Heine wurde zu einem verhüllenden Namen des Teufels, eine Schreckgestalt und Kinderschreckfigur. Siehe auch Teufel; Verwandte: Jaguarmensch, Quetzalcoatl, Xonaxi Queculla
- Jasy Jatere – („ein kleines Stück Mond“, auch Yasy Yateré) vierte der sieben Söhne von Taú und Keraná in der Guarani-Mythologie, unter seinem Brüdern einzigartig, da er kein monströses Aussehen besitzt. Wird meist koboldähnlich als kleiner, hellhäutiger Mann oder Kind mit hellblondem Haar und manchmal blauen Augen beschrieben, manchmal sogar als schön. Er lebt in der Wildnis und gilt als Beschützer der Yerba-Mate-Pflanze und Hüter verborgener Schätze. Seine Macht soll von seinem Zauberstab stammen: nimmt man ihm den Stab weg, bricht er zusammen und weint wie ein kleines Kind. In diesem Zustand kann man ihn im Tausch gegen den Zauberstab um die Schätze bitten, die er beschützt – ähnlich wie der irische Leprechaun.
Als „Herr der Siesta“ verlässt Jasy Jatere den Wald und durchstreift die Dörfer auf der Suche nach Kindern, die während ihrer Siesta nicht schlafen. Obwohl er normalerweise unsichtbar ist, zeigt er sich Kindern, die er nicht schlafend vorfindet, und jeder, der seinen Stab ansieht, verfällt in Trance. Er kann sie auch mit einer Pfeife in den Wald locken. In manchen Überlieferungen gilt Jasy Jatere als Freund dieser ungehorsamen Kinder, der mit ihnen an versteckte Orte im Wald spielt und sie mit Honig und Früchten füttert. Am Ende der Siesta, wenn alle vom Spielen müde sind, gibt Jasy Jatere ihnen einen magischen Kuss, sodass sie ohne Erinnerungen nach Hause gehen.
In den meisten Überlieferungen aber sperrt er die Kinder in eine Höhle und sticht ihnen die Augen aus. Noch grausamere Überlieferungen besagen, dass er die Kinder zu seinem Bruder Ao Ao bringt, der sich von ihrem Fleisch ernährt. Aus diesem Grund warnen Eltern ihre Kinder davor, während der Siesta alleine auszugehen.
Siehe auch Kinderschreck, Leprechaun, Kleine Leute, Sandmann; Söhne von Taú: Teju Jagua, Mbói Tu'ĩ, Moñái, Jasy Jatere, Kurupi, Ao Ao, Luison; Verwandte: Pombero, Trauco
- Kalku – (auch Calcu) böswillige Schamanen und zauberkundige Frauen (Brujas, Hexen) in der Mapuche-Mythologie, die mit schwarzer Magie und negativen Kräften arbeiten. Sie haben die Macht, mit den Huecuvus-Geistern zusammenzuarbeiten und erhalten Diener wie Anchimayen oder dem Chonchon. Die wohlwollenden Schamanen werden als Machi bezeichnet, um Verwechslungen mit dem Kalku zu vermeiden.
- Kurupí – (auch Curupí, Ipiry, Curupira) fünfter der sieben Söhne von Taú und Keraná in der Guaraní-Mythologie , meist als Zwerg mit kräftigem Körper und großen Händen beschrieben, der tagsüber aus dem Dschungel kommt, um Frauen zu vergewaltigen. In manchen Überlieferungen wird er auch dünn und zart dargestellt wie ein Kind oder ein alter Mann, hässlich, behaart oder schuppig, mit schwarzer oder kupferfarbener Haut. Seine nach hinten gerichteten Füße verwirren jeden, der seinen Spuren folgt. Da er nicht auf Bäume klettern kann, kann man ihn überlisten und entkommen, indem man auf einen Baum klettert.
Der bekannte „Kurupí von Paraguay“ wird mit einem verlängerten Phallus dargestellt, der sich ein- oder mehrmals um Taille, Rumpf oder Arme wickeln kann. Der Kurupí benutzt ihn, um seine Opfer zu fesseln und zu entführen; oder um ihn durch Türen, Fenster oder andere Öffnungen in ein Haus einzuführen und eine schlafende Frau zu schwängern. Manchmal genügt allein sein Anblick, um Frauen in den Wahnsinn zu treiben, wenn sie ihn sehen. Werden Frauen mit Kurupí schwanger, bringen sie kleine, hässliche und haarige Kinder zur Welt, die innerhalb von sieben Tagen nach der Geburt aufgrund eines Fluchs sterben.
In andere Überlieferungen hat der Kurupí keine außergewöhnliche Größe oder Länge des Phallus. Für einige ist der Kurupí ein Duende, der Kinder und Jugendliche entführt, die nachts oder mittags in den Dschungel wandern. Wieder anderen zufolge ist der Kurupí der Schutzgeist des verliebten Mannes und der schwangeren Frau, die ihm blind folgt. Während die schwangere Frau durch den Wald reist, hält der Kurupí Spinnen, Vipern und wilde Tiere fern. Wieder andere charakterisieren den Kurupí als verspielten, schelmischen Duende. Beim Volk der Pai Tavytera in Paraguay ist der Kurupi ein Wächter der wilden Tiere. Sein Gegenstück ist der Mboguá Vusú, dessen Penis so groß ist, dass er nur mit Weibchen seiner Art leben kann.
Weitere phallische Parallelen finden sich bei den Hebu-Geistern der Warao in Guyana, die über enorme Hoden und anstelle eines Gesäßes eine „Feuerstelle mit glühender Kohle“ (Spitzname Huta-kurakura, „Rotrücken“) verfügen. Sie werden mit dem Kurupí gleichwertig angesehen. Ebenso besitzt der Ýoši-Geist der Selk'nam (Feuerland) einen ungewöhnlich großen Phallus, während der Kamiri, ein Waldgeist der Apurinã am Rio Purus einen nur einen Zentimeter langen Penis besitzt.
Sein Bruder Jasy Jatere wird manchmal mit dem Kurupi verwechselt oder gleichgesetzt. Andere Geschöpfe aus der Guaraní-Mythologie sind der Curupira und der Pombero, der auch für unerwartete oder ungeklärte Schwangerschaften verantwortlich gemacht. Ähnlichkeiten gibt es außerdem mit dem Trauco. Siehe auch Kinderschreck, Kleine Leute, Priapos; Söhne von Taú: Teju Jagua, Mbói Tu'ĩ, Moñái, Jasy Jatere, Kurupi, Ao Ao, Luison; Verwandte: Incubus, Pombero, Mohán, Nukux Tat, Tata Duende, Trauco, Yaçi-Yaterê
- Laftrache – (= „kleine Leute“, auch Caftranche) kobold- oder zwergähnliche Naturgeister aus der Mapuche-Mythologie, die ursprünglich aus dem Minchenmapu (Ort der Geister des Ungleichgewichts) wie die Huecuvus stammen und in Wälder und Felder unbemerkt leben. Ihre Anwesenheit entdeckt man nur durch die kleine Exkremente. Sie werden häufig mit den gleichfalls kleine Anchimayen verwechselt.
- Nukux Tat – („Großer Vater“, „Großvater“, „Großer Ältester“, auch Nukuch Tat, Tata Balam) sehr wohlgesinnter Natur- und Schutzgeist in den Überlieferung der Mayathan über Wald, Tiere und Menschen. Oft wird der ambivalente Tata Duende mit ihm gleichgestellt. Siehe auch Herr der Tiere, Kleine Leute; Verwandte: Alux, Chaneque, Mohán, Tata Duende
- Pillan – männliche Vulkangeister in der Mythologie der Mapuche, die eng mit dem Ahnenkult der Mapuche verwandt ist: Die ersten „uralten Pillans“ wurden von Pu-am, höchstes Wesen in der Mapuche-Mytholgie, erschaffen und existieren schon, bevor es Leben entstand; sie werden auch Götter genannt. Die „Pillans der Vorfahren“ enstprechen den Geistern der menschlichen Vorfahren: ein Mapuche-Mann kann am Ende seines irdischen Lebens ein Pillán werden, wenn er im Leben den Traditionen und Gesetzen folgte und wenn er viele Nachkommen hat, die sich an ihn erinnern und sein Andenken ehren. Die weibliche Entsprechung sind die Wangulén, die Sterngeister.
Antu ist der mächtigste Geist der Pillans und repräsentiert die Sonne, das Licht, die Weisheit und den Geist (wie „Seele“), ist Gegenteil von Dunkelheit und der physischen Welt. Er ist mit der Wangulén Kueyen (auch Kuyen) verheiratet, die den Mond repräsentiert. Sein Gegner ist Peripillan („rote Pillan“, rote Feuergeist) und dessen Gefolgschaft. Ihr Kampf störte das Gleichgewicht der Welt und die böswilligen Huecuvus und die Laftrache gelangen in die Menschenwelt. Weitere Folgen des Kampfes waren die Berge und Täler und aus den Tränen der Sterngeister Seen und Schnee. Als die Kinder von Antu und Peripillan (Trentren und Caicai) beschlossen, dass sie den Platz ihrer Eltern einzunehmen, wurden sie von Antu und Peripillan zur Strafe in riesige Schlangen verwandeln.
Siehe auch Ahnengeist, Berggeist, Feuergeist, Hephaistos, Naturgeist, Sonnengottheiten, Teufel, Vulcanus; Verwandte: Guayota, Gynechen, Ngai, Ngen, Pele, Taú,
- Pombero – (auch Pomberito, Pyrague („haarige Füße“), Karai Pyhare („Herr der Nacht“), Kuarahy Jára („Meister der Sonne“), Cho Pombé („Don Pombero“)) zwerg- und koboldähnliches Naturgeist aus der Guarani-Mythologie und im Volksglauben in Paraguay, bekannt auch bei den Mbyá (Südbrasilien) und in der Provinz Misiones (Argentinien). Er lebt in ländlichen Gebieten und im Wald, manchmal auch im verlassener Häuser. Beschrieben wird er als klein und hässlich, mit sehr kurzen Armen und behaarten Händen und Füßen. Seine behaarten Füße sollen ihm die Fähigkeit verleihen, sich lautlos an Menschen heranzuschleichen, und die Berührung seiner behaarten Hände soll zumindest einen kalten Schauer auslösen. Auch hat er die Fähigkeit, sich unsichtbar zu machen und durch unglaublich enge Räume zu zwängen, sodass es fast unmöglich ist, ihn zu entdecken. Er kann Laute verschiedener Waldtiere, insbesondere Gesang von nachtaktive Vögel, nachahmen und gilt Beschützer der Vögel.
Meist wird er als harmloser Unruhestifter gesehen, der stehlen und Streiche machen. Jedoch soll er auch alleinstehende Frauen und besonders undankbare Mädchen schwängern, entweder durch eine bloße Handberührung oder er zwingt sie zum Geschlechtsverkehr. Es heißt auch, dass hässliche, haarige Babys wahrscheinlich das Ergebnis eines Besuchs des Pomberos sind. Man sagt, man könne den Pombero von solchen Untaten abhalten, indem man ihm Geschenke hinstellt, insbesondere Zigarren, Rum und Honig; so besänftigt kann er sogar über Haus, Tiere und Besitz wachen.
Ein anderes Geschöpf aus der Guaraní-Mythologie, der Kurupi, wird auf ähnliche Weise für unerwartete oder ungeklärte Schwangerschaften verantwortlich gemacht. Auch sein Bruder Jasy Jatere wird manchmal mit dem Pombero verwechselt oder gleichgesetzt. Ähnlichkeiten gibt es außerdem mit dem Trauco.
Siehe auch Dämonische Liebhaber, Kleine Leute, Wechselbalg; Verwandte: Incubus, Jasy Jatere, Kurupi, Trauco, Yaçi-Yaterê
- Taú – mächtiger, meist nicht wohlgesinnter Geist in der Guaraní-Mythologie, der manchmal mit dem christlichen Teufel als „böser Geist“ gleichgesetzt wird. Taú wurde zusammen mit Angatupyry, dem „Geist des Guten“, von Tupã, dem höchsten Gott des Guaraní-Schöpfungsmythos, erschaffen. Taú verliebte sich in die Jungfrau Keraná („Schlafmütze“), Tochter von Marangatú, und entführte sie nach einem Kampf mit Angatupyry. Zur Strafe verfluchte Angatupyry (oder in anderen Traditionen Arasy, Ehefrau vonTupã, Mutter des Himmels und Göttin des Mondes) Taú oder das Paar: Ihre Nachkommen würden für immer missgestaltet und monströs sein. Diese sieben Söhne sind Teju Jagua, Mbói Tu'ĩ, Moñái, Jasy Jatere, Kurupi, Ao Ao und Luison, die Böses auf der Erde verbreiten und alle Unglücke verursachen.
In weiteren Überlieferungen werden sie nach einem Plan des Tupãs von der Jungfrau Porasy in einer Höhle gelockt. Sie überzeugt Moñái, dass sie sich in ihn verliebt hat und ihn heiraten möchte. Während des Hochzeitsfestes in der Höhle schlafen die betrunkene Söhne ein und Porasy versucht, die mit einem riesigen Stein bedeckte Höhle zu verlassen. Moñái bemerkt die Bewegung, schlingt seinen Schlangenkörper um die Jungfrau und zieht sie zurück in die Höhle. Porasy jedoch befiehlt ihren Stamm, die Höhle niederzubrennen. Alle, auch Porasy, sterben. Die Seelen der Söhne von Taú werden gereinigt und sie ruhen im Himmel. Laut des Volksglaubens jedoch leben sie noch immer auf der Erde. Siehe auch Dämon, Teufel; Verwandte: Peripillan
- Trauco – zwerg- oder koboldähnliches Naturgeist aus der Mythologie der Mapuche, Sohn der Schlangengottheit Coi Coi-Vilu, lebt in der Wälder auf der Insel Chiloe. Sonst seines hässliche Gesichtes und Beine ohne Füße besitzt er eine starke Anziehungskraft auf Frauen, die in seine Augen blicken oder sogar selbst wenn sie schlafen verzaubert und hilflos sich zu Trauco begeben und mit ihm Geschlechtsverkehr machen. Manche Männer fürchten, das der Blick des Traucos für ihn tödlich sein. Der Trauco trägt ein kleines Beil mit Steinkopf bei sich, mit dem er im Wald auf Bäume schlägt, um seine sexuelle Potenz zu symbolisieren. Seine Frau soll die bösartige, hässliche Fiura und seine Tochter Trauka sein.
 Siehe auch Dämonische Liebhaber, Kleine Leute, Mohán; Verwandte: Incubus, Pombero, Kurupi, Yaçi-Yaterê
- Wangulén – (auch Huangulén, Huanguelén) weibliche, meist gütige Geister in der Mythologie der Mapuche, die eng mit dem Ahnenkult der Mapuche verwandt ist. Es gibt keine klare Trennung zwischen dem göttlichen Geist, die Wanguléns sowie ihre männliche Entsprechung, die Vulkangeister Pillans, und den Mapuche-Menschen, die ursprünglich von ersteren gezeugt wurden, der erste Mapuche-Mann und eine Wangulén sich erwählt haben und ein Mapuche sich selbst zu Wangulén oder Pillan werden kann.
Die ersten „uralten Wanguléns“ wurden von Pu-am, höchstes Wesen in der Mapuche-Mythologie, erschaffen und existieren schon bevor Leben auf der (Erde) erschien. Die Wanguléns Kueyen (auch Kuyen), die den Mond repräsentiert, heiratete den Pillan Antu, Geist des Lichtes und der Sonne. Nach seinem Kampf mit dem Peripillan bestrafte Antu die Pillans und Wanguléns, die Peripillan folgten. Die Sterngeister bitteten ihn um Vergebung und weinen so sehr, dass ihre Tränen die Erde erreichte und das Meer, die Seen und auf den höchsten Bergen Schnee und Eis bildeten. Doch Antus Zorn war noch so groß, dass er das Licht der Wanguléns fast auszulöschen und es blass und trüb wurden. Nur seine Frau Kuyén behielt ihren ursprünglichen Glanz. Es heißt auch, dass die Wanguléns-Mütter zu klagen begannen, als sie die zerfetzten Körper ihrer Pillans-Kinder sahen, die Antu bestrafte. Die Klagen rührten Antu nicht, doch Pu-am beschloss, das verlorene Gleichgewicht wiederherzustellen. Er erfüllte die Körper der Kinder wieder mit Leben, aber erlaubte nicht mehr, ihre frühere Gestalt auf der Erde wiederzuerlangen.
Die „Wanguléns der Vorfahren“ entsprechen den Geistern der menschlichen Vorfahren: eine Mapuche-Frau kann am Ende ihres irdischen Lebens eine Wangulén werden, wenn sie zu Lebzeiten den Traditionen und Gesetzen folgte und wenn sie viele Nachkommen, die sich an sie erinnern und ihr Andenken ehren.
Siehe auch Ahnengeist, Mondgottheit, Naturgeist, Verwandte: Gynechen, Ngen
- Xonaxi Queculla – zapotekische Todesgöttin, die mit fleischlosen Armen dargestellt wird. Auf den ersten Blick attraktiv, verwandelt sie sich jedoch aus der Nähe in ein menschliches Skelett, das Männer tötet, um sie in die Unterwelt zu bringen.
In Mexiko gibt es eine ältere Version des Gespenstes Descarnada, das im Bundesstaat Oaxaca Xonaxi Queculla genannt wird und das auf derindigenen Mythologie basiert:
Vor langen Zeit lebte in einen Dorf am Rande von Tenochtitlán ein Krieger mit seiner Frau. Sie hatte ihm noch keine Kinder gebären und deshalb sollte sie aus der Dorfgemeinschaft ausgeschlossen werden, um abzuwenden, dass eine Krankheit andere ansteckt und Unglück verursachte. Ihr Mann verhinderte ihre Verbannung, doch er wurde in einen Krieg geschickt. Noch am selben Tag erfuhr sie, dass sie schwanger war. Sie wollte diese Nachricht ihrem Mann überbringen, doch die anderen Frauen bewahren die Tradition, steinigte sie vor dem Dorf und töteten auch damit das Kind. Fast tot flehte die Frau die Götter an, ihr bei ihrer Rache zu helfen. Die Götter verliehen ihr die Macht, ihre Haut und ihr Fleisch abzustreifen, um diese Frauen und ihre Kinder zu töten. Nach dieser grausamen Tat konnte sie sich wieder normal kleiden und so jeden Verdacht vermeiden. Als ihr Mann zurückkehrte, folgte er sie nachts und unerträglich sah er, wie sie sich in ein böses Wesen verwandelt. Er bedeckte Fleisch und Haut mit Salz. Nach ihrer Rückkehr legte die Frau das Fleisch und die Haut an, doch das Salz verbrannte jeden Muskel ihres Körpers und verursachte große Schmerzen. Ihres Fleisches beraubt wurden ihre Knochen freigelegt. Daher erhielt sie den Namen „Die Fleischlose“, den Namen der Todesgöttin. Nach ihrem Tod hörte man bei der Geburt einer Frau entsetzliche Schreie und Wehklagen, die man dem Geist dieser Frau zuschrieb, die all jene Frauen beneidete, was ihr auf so grausame Weise genommen worden war. Auch sah eine Gruppe von Männern auf den Pfaden an den Hängen des Popocatépetl eine menschliche Gestalt, die blutete und deren Fleisch völlig frei lag, ohne Haut, und die vor Schmerzen schrie.
Siehe auch Lebender Leichnam; ähnliche weibliche Geister in Lateinamerika, deren Opfer Männer sind: Cegua, Descarnada, Llorona, Patasola, Sihuanaba, Taconuda, Verschleierte Dame, Yalám Bequet; weitere Verwandte: Deer Woman, Huldra, Sirene, Skogsrå
- Yaçi-Yaterê – koboldähnliche Wesen der Tupí-Guarani-Überlieferung, die als einbeiniges Kind mit feuerroten Haaren erscheint. Siehe auch Patasola; Verwandte: Pombero, Teju Jagua, Saci, Trauco

##### Menschliche und tierische Gestalt, menschliche Mischwesen
- Anchanchu – (auch Anchancho, Janchanchu) Erdgeist („schrecklicher Dämon“) und Gottheit in der Aymara-Mythologie, der Höhlen, Flüsse und andere abgelegene Orte nachts heimsucht. Beschrieben als untersetzter, kahlköpfiger, älterer Mann, bisweilen auch als roter Hund. Er hat die Macht, wertvolle Mineralien aus dem Boden zu gewinnen und ist als eine Art „Torwächter“ des Handels mit ihren. Wer Zugang zu ihm erhalten möchte, muss einen langwierigen Prozess durchlaufen, der den „Tanz der Hörner“ beinhaltet. Anchanchu ist eng mit der Gottheit Tiw der Urus verwandt und mit dem Bergbaugeist Muki. Siehe auch Plutos. Verwandte: Teju Jagua
- Gualichu – (auch Gualicho) bösartiger Geist in der Mapuche-Mythologie, hauptsächlich in der Tehuelche-Kultur, vergleichbar mit Dämon und dem Teufel: er wird für jede Krankheit und jedes Unglück verantwortlich gemacht, und alles Böse wird ihm zugeschrieben. Er kann in den Körper von Menschen oder in Gegenstände eindringen und muss ausgetrieben werden. Verwechselt wird er oft mit den verwandten Huecuvus.
- Huay Chivo – (auch Uay chivo) böswilliges Mischwesen in der Maya-Mythologie, halb Mensch, halb Tier, mit brennenden roten Augen, lebt auf der Halbinsel Yucatán. Er kann sich in Tiere (oft Ziege, Hund oder Hirsch) verwandeln, um Vieh zu jagen und zu fressen. In andere Überlieferungen ist er ein böser Zauberer, der sich in eine Ziege verwandeln kann, respektive als lokale Variante der Nagual des Zauberers. Auch wird es mit den Chupacabra in Verbindung gebracht. Siehe auch Gestaltswandler, Schwarzer Hund;
- Huecuvus – (auch Huecuvas, Huecuve, Huecufe, Huevuva, Wecufe) böswilliger Geister in der Mapuche-Mythologie, die feste, materielle Körper, flüchtige, geisterhafte Körper oder außerkörperliche, geisterhafte Wesenheiten haben und Krankheit, Zerstörung, Tod und andere Katastrophen unter den Mapuche verursachen. Sie kamen in die Welt der Menschen durch den Kampf der Pillán-Geister Antu und Peripillan, der das Gleichgewicht zu störte. Die Pillan und Ngen kontrollieren die Huecuvus, zumindest erlauben sie diese Geistern, einem Mapuche Schaden zuzufügen,wenn dieser eine der Regeln der Geister gebrochen hat. So haben die Huecuvus die Macht, einen Pillú (den Geist eines kürzlich Verstorbenen, der seinen Körper nur widerwillig verlässt) einzufangen und zu versklaven, bevor dieser sich in einen Alwe (einen reiferen Geist) verwandelt. Die böswilligen Schamanen, die Kalkus, arbeiten mit den Huecuvus zusammen. Sie werden oft mit Wesen mit ähnlichen Eigenschaften wie den Gualichos oder den europäischen Dämonen verglichen. Das Nguruvilu wird zu den Huecuvus gezählt.
- Jaguarmensch – übernatürliches Wesen der Olmeken; siehe auch Jaguarkrieger, Löwenmensch; Verwandte: Bakeneko, Bastet, Menhit, Sachmet, Sphinx, Werkatze (Katzenmensch), auch Huitzilopochtli, Quetzalcoatl, Xonaxi Queculla
- Juan Oso – (= „Johann Bär“, auch Hijo del Oso, Ukukuq wawan, Ukuku uña, Ukumaripa churin, Maqta peludo) halb bärenhaften, halb menschlichen Sohn des Bären, bekannt im spanischsprachigen Amerika und indigenen Sprachen sowie in Asien
- Luisón – (auch Luisõ, Lobizón, Juicho) jüngster der sieben Söhne von Taú und Keraná aus der Guaraní-Mythologie, ein Mischwesen halb Mensch, halb Hund; oder ein Gestaltwandler ähnlich dem europäischen Werwolf. Von den sieben Ungeheuer ist er das am meisten gefürchtete und gehasste. Der Volksglaube besagt, dass sich der siebte Sohn einer Familie mit Erreichen des 15. Lebensjahres in den Luisón verwandelt.
Vielen Überlieferungen zufolge verwandelt er sich Dienstag- und Freitagnacht in einen scheußlich aussehenden Hund, der Friedhöfe besucht, um sich auf Leichen zu wälzen und sie zu fressen. Um Mitternacht macht er sich auf die Suche nach Menschen und verwandelt sie mit einem Kuss auf die Stirn in andere Luisóns. Oder sein Anblick treibt unvorbereitete Männer in den Wahnsinn. Auch verschlingt er die Seelen der Lebenden oder frißt Menschen und stiehlt ihre Kinder. Dies endet im Morgengrauen und er nimmt wieder seine menschliche Gestalt an. Er wirkt schmutzig und müde und hat einen traurigen Gesichtsausdruck, sodass die Menschen nicht wissen, ob er ein Luisón ist oder nicht und ob sie ihn bemitleiden oder fürchten sollten.
In anderen Überlieferungen ist der Luisón ein Wesen an der Grenze zwischen Leben und Tod und bestraft gerecht diejenigen, die diese Grenzen überschreiten. Er schützt auch Flora und Fauna. Siehe auch Dämon, Menschenfresser, Schwarze Hunde Söhne von Taú: Teju Jagua, Mbói Tu'ĩ, Moñái, Jasy Jatere, Kurupi, Ao Ao, Luisón; Verwandte: Höllenhund, Ghul
- Maboya – bösartiger Geister in der Taino-Mythologie, die alles Unglück, Übel und alle Krankheiten verantwortlich sind. Sie erscheinen in verschiedenen Formen nachts, um die Taino zu quälen und ihre Missetaten zu verüben. Um ein Maboya anzulocken und zu bannen, tragen sie um den Hals Figuren, die ihn darstellen, im Glauben, dass sie auf diese Weise von allem Bösen befreit werden. Die bekannten Ciguapas sollen Maboyas sein. Siehe auch Dämon, Gestaltwandler, Teufel
- Nagual – (auch Nahual) persönlicher Schutzgeist und spiritueller Doppelgänger (Alter Ego) in den Mythologien Mesoamerikas, der seinen Menschen die Fähigkeit der Gestaltwandlung ermöglicht. Verwandte: Huay Chivo, Schatten, Schutzgeist
- Ngen – (= „Besitzer“) Naturgeister respektive Gottheiten der Mapuche-Mythologie, die die Natur pflegen, schützen und lenken. Sie wurden vom Pu-am (universellen Seele) erschaffen, der wollte, dass die Ngen die Ordnung und die Gesetze des Admapu (die Regeln der Mapuche-Tradition) gewährleisten und wie die durch die Schlacht der Pillan vor Urzeiten verursachten Unruhen verhindern. Die Ngen werden vom Pu-am und von Antu kontrolliert. Vewandte: Gynechen
- Patasola – (oder „Einbeinige“) Naturgeist im kolumbianischen Volksglauben, das Männer in der Wildnis in Gestalt einer schönen, verführerischen Frau, oft in Gestalt einer geliebten Person, erscheint, wenn die Männer an Frauen denken. Die Patasola lockt sie in den Dschungel und offenbart dort ihr wahres Aussehen: eine einbrustige und einbeinige Gestalt mit gespaltenen, rinderartigen Huf, hervorquellenden Augen, katzenartigen Reißzähnen, einer Hakennase und großen Lippen. Sie verschlingt ihre Opfern oder saugt vampirähnlich ihr Blut aus. Jedoch gilt sie auch als Schutzgeist der Natur und Herrin der Waldtiere und verzeiht es nicht, wenn Menschen in ihr Reich eindringen, um sie zu verändern oder zu zerstören. Man glaubt auch, dass sie sich in andere Tiere verwandeln kann wie eine Kuh oder ein großer schwarzer Hund. Siehe auch Gestaltwandler, Menschenfresser, Mischwesen, Mohán, Vampir; Verwandte: Saci, Tunda,Yaçi-Yaterê; ähnliche weibliche Geister in Lateinamerika, deren Opfer Männer sind: Cegua, Descarnada, Llorona, Sihuanaba, Taconuda, Verschleierte Dame; weitere Verwandte: Deer Woman, Huldra, Sirene, Skogsrå
- Quetzalcoatl – gefiederte Schlange, alte mesoamerikanische Gottheit; Verwandte: Mbói Tu'i, auch Huitzilopochtli, Xonaxi Queculla
- Tlahuelpuchi – Vampirwesen der Nahua-Kultur in Mexiko, das mit einem Fluch geboren werden und in seine Familie lebt. Die meisten Tlahuelpuchi sind weiblich und mächtiger als die männlichen. Der Tlahuelpuchi ist ein Gestaltwandler, der während der Verwandlung eine leuchtende Aura hat. Er trennt seinen Körper von seinem Beinen, die im Haus bleiben. Meist in Gestalt eines Vogels wie Truthahn oder Geier sucht er Opfer, bevorzugt Säuglingen, deren Blut er aussaugt. Aber auch andere tötet er. Er muss einmal im Monat Blut saugen, sonst sterben er. Normalerweise hat jederTlahuelpuchi sein eigenes Territorium und hat einen Pakt mit Schamanen und anderen übernatürlichen Wesen. Ein Schamane würde einen Tlahuelpuchi nicht verraten und seine Familie schützt ihm aus Scham. Der Fluch übergeht sich auf die Familie, wenn ein Familienmitglied für den Tod eines Tlahuelpuchi verantwortlich ist. Tlahuelpuchi lassen sich nur erkennen, wenn man sie auf frischer Tat ertappt: der Fluch kann nicht aufgehoben werden, sondern der Tlahuelpuchi muss sofort getötet werden. Verwandte: Chonchon, Fliegender Kopf, Langsuyar, Nukekubi, Penanggalan (Leyak)

##### Tiergestalt, tierische Mischwesen
- Anhangá – (auch Anhangüera) weißer Hirsch mit feurigen Augen aus der Tupí-Guarani-Mythologie der Amazonasregion Brasiliens, verteidigt die Tiere der offenen Flur vor den Nachstellungen der Jäger. Weitere Verteidiger der Natur des Amazonas sind die Caipora und der Curupira. Siehe auch Herr der Tiere, Schutzgeist; Verwandte: Alux, Chaneque, Kurupi, Mohán
- Ao Ao – sechster der sieben Söhne von Taú und Keraná aus der Guarani-Mythologie . Er lebt in den Hügeln und Bergen Paraguays, wird oft als menschenfressendes , schafähnliches Wesen mit einem Pekarikopf, großen Reißzähnen und kräftigen Klauen. Er nutzt seine Ähnlichkeit mit Schafen, um seine Opfer zu täuschen und anzulocken. Sein Name leitet sich von dem Laut ab, den er macht: er heult „Ao ao ao!“, wenn er seine Opfer verfolgt. Aufgrund seine Fortpflanzungsfähigkeiten gilt er als ein Fruchtbarkeitsgeist der Guarani (ähnlich seinem Bruder Kurupi) und seine vielen Nachkommen dienen gemeinsam mit ihm als Herren und Beschützer der Hügel und Berge. Die Rudeln jagen sie die Menschen. Wenn diese auf Bäume klettern, graben die Ao Aos die Baumwurzeln aus, schlagen die Bäume um und verschlingen ihre Opfer. Die einzige Rettung ist es, auf eine Pindó-Palme zu klettern, die nach der dortigen Überlieferung ein heiliger, von Tupã gesegneter Baum ist, weil das Jesuskind sich auf der Flucht nach Ägypten ernährte.
In einigen Überlieferungen fressen Ao Ao ungehorsamen Kindern, die ihm sein Bruder Jasy Jatere bringt. In Paraguay jagen Erwachsene den Kindern Angst ein, indem sie sagen, dass Ao Ao hinter ihnen her sei. Siehe auch Kinderschreck, Menschenfresser, Mischwesen, Ungeheuer; Söhne von Taú: Teju Jagua, Mbói Tu'ĩ, Moñái, Jasy Jatere, Kurupi, Ao Ao, Luison; Verwandte: Chupacabra, Culebrón (Viborón), Huay Chivo
- Cahuelche – (Mapudungun kawel = „Delfin “, che = „Mensch“, auch Cahuella) Wasserwesen in der Mapuche- und der chilotischen Mythologie, beschrieben als wunderschönes Tier, ähnlich den chilenischer Delfin Tonina (Cephalorhynchus eutropia). Er ist jedoch sehr viel intelligenter und durch seinen magischen Schrei kann ein Mensch ihn verstehen. Die Cahuelche leben im Meer um Chiloé und waren ursprünglich Menschen, die von Trentren-Vilu vor der Sintflut gerettet wurden.
 Manchmal sehnt sich ein Cahuelche nach der Gesellschaft anderen Menschen. Der mächtige Wassergeist Millalobo spürte die Bitterkeit und wollte ebenfalls der Machi Huenchur helfen. Er verlieh ihr die Macht über das Wetter und gab den Cahuelches - unter der Bedingung, dass sie Huenchur dienen – ihre Intelligenz zurück und den magischen Schrei. Seitdem leisten sich Huenchur und die Cahuelche Gesellschaft: wenn Huenchur Wetteränderungen mitteilen wollte, befahl sie den Cahuelches, wilde Sprünge über das Meer zu vollführen, das Signal für die Fischer, dass sich das Wetter bald ändern. Wollte die Huenchur den bevorstehenden Tod eines Menschen auf See verkünden, schickte sie einen Cahuelche mit der Nachricht zu der Familie des bald Toten. In manche Überlieferungen konnte das Schicksal so verhindert werden. Siehe auch Familiar, Totengeist, Wassergeist
- Caicai-Vilu (vilu = „Schlange“, auch Coi Coi-Vilu, Kai Kai-Vilu, Kaykayfilu) Geist und Schlangengott des Wasser in der Mapuche-Mythologie und Überlieferungen aus Chiloé (einigen davon sprechen von einer Göttin). Herrscher des Meeres und aller Meeresbewohner.
Caicai ist Kind des Vulkangeistes Perpillan. Er und Trentren, Sohn des Pillan-Geistes Antu, hatten den Ehrgeiz, während des Kampfes zwischen ihren Väter die Plätze ihrer Eltern einzunehmen. Zur Strafe verwandelte die Väter sie in riesige Schlangen.
Als Caicai-Vilu wütend wurde über die Undankbarkeit der Menschen für jedes Geschenk, das ihnen das Meer machte, wollte er die die Menschheit bestrafen und alles Leben auf der Erde seinem Herrschaftsgebiet einverleiben. Er schlug mit seinem fischförmigen Schwanz auf das Wasser und verursachte eine Sintflut. Trentren-Vilu jedoch hob die Erde an, um die Menschen zu retten. Es entstand das Archipel von Chiloé. Noch heute bewegt Trentren-Vilu den Boden, wenn Caicai-Vilu das Wasser anhebt, und Erdbeben und Tsunamis treten auf.
In einige Überlieferungen ist der boshafte Trauco der Sohn von Caicai-Vilu. Siehe auch Meeresgott, Mischwesen, Naturgeist, Seeschlange; Verwandte: Cuero, Gualichu, Ngen, Huecuvus, Taús Söhne, Wangulén,
- Cuero – (= „Leder“) Seeschlange der Mapuche-Mythologie (Argentinien, Chile) mit Leder verschiedener Tiere; Verwandte: Caicai-Vilu
- Culebrón – (auch Viborón) Ungeheuer und Familiar aus der Mapuche-Kultur und im Volksglauben Chiles und Argentiniens, meistens beschrieben als große, behaarte Schlange, manchmal Federn ähnlich, und einen großen Kopf mit rötlichen Augen und mit langer Mähne, ähnlich wie ein Kalb, Lamm oder Pferd. Meistens nachaktiv greift es Menschen und Tiere mit einen hypnotische Blicke an und verschlingt sie, liebt aber auch Milch. Lebt an Orten mit Wasser im Gras und im Wald sowie in den Bergen in Höhlen, wo es manchmal Schätze bewacht. Durch Pakte und Rituale erlangt der Besitzer eines Culebróns Reichtum und Wohlstand. Wird es vernachlässigt, lässt das Culebrón seinen Besitzer in Armut zurück oder tötet ihn und seine Familie. In anderen Überlieferungen erscheint der Teufel selbst oder ein von ihm gesandter Dämon in Gestalt des Culebróns, um einen Pakt mit den Menschen zu schließen. Ähnlich ist der europäischen Drachen Cuélebre, der wohl die Überlieferung des Culebróns beeinflusst. Siehe auch Menschenfresser, Mischwesen, Teufelspakt; Verwandte: El Familiar, Lluhay, Vilpoñi
- Guallipén – (Mapudungun „Schafkalb“ oder „Der Wächter“, auch Waillepén, Huallepén, Huallepenyú, Huaillepenyí) bösartiges Mischwesen der Mapuche-Mythologie, mit dem Körper eines Schafs und einem Kalbskopf, krumme Beine und hässliches Fell. Lebt an den Ufern von Flüssen, Seen oder am Meer, an Land harmlos, im Wasser greift es jedes Tier oder jeden Menschen mit großer Wildheit an. Gilt als Unglücksomen, da er sich mit weiblichen Rindern paart, was zu Missbildungen der Kälber führt. Besonders gefürchtet ist erbei schwangeren Frauen: wenn sie drei Nächte hintereinander von dem Guallipén träumen, ihn plötzlich sehen oder sein Brüllen hören, werden ihre Kinder missgebildet geboren, zumindest werden die Frauen unfruchtbar. Siehe auch Wassergeist; Verwandte: Ao Ao, Calchona, Elfstier, Musimon
- Hase im Mond – aus der Überlieferungen der Azteken
- Mapinguari – Ungeheuer im brasilianischen Regenwald in der Cario-Mythologie, ernährt sich von Pflanzen, Tieren und Menschen, gilt auch als Riesenfaultier (Kryptid).
- Mbói Tu'i – („Papageienschlange“) zweiter der sieben Söhne von Taú und Keraná in der Guarani-Mythologie, wird als große Schlange mit Papageienkopf und Federn auf dem Rücken sowie zwei Beinen beschrieben. Er ernährt sich ausschließlich von Früchten und lebt in großen Flussmündungen und Sümpfen. Er gilt als Beschützer von Wassertieren und Feuchtgebieten und kann Menschen ertränken, die den Wassertieren Schaden zufügen. Anders als die Schöpfungsmythologie besagen einige Überlieferungen, dass Mbói Tu'i zunächst ein wunderschöner Papagei war, der den einzigen Zugang zum Land des unschuldigen Lebens und Landes ohne Böses kannte und dort lebte. Dieser Eingang wurde eifersüchtig von Rupave, dem „Vater des Volkes“ und damit der Menschheit, bewacht. Doch einige „Mamelucos“ („Verrückte“) machten den Papagei mit Lechiguana-Honig betrunken, woraufhin er unaufhörlich zu reden begann und den geheimen Eingang enthüllte. Als Rupave bemerkte, dass Fremde das Guarani-Paradies betraten, verfluchte er Mbói Tu'i, der sich in das Ungeheuer verwandelte. Siehe auch Herr der Tiere, Mischwesen, Naturgeist; Söhne von Taú: Teju Jagua, Mbói Tu'i, Moñái, Jasy Jatere, Kurupi, Ao Ao, Luison; Verwandte: Quetzalcoatl
- Moñái – dritter der sieben Söhne von Taú und Keraná in der Guarani-Mythologie, beschrieben als riesige Schlange mit zwei geraden, grauen oder farbigen Hörnern, die als Fühler dienen und über hypnotische Kräfte verfügen. Er durchstreift offene Felder und kann mühelos auf Bäume klettern, um die Vögel zu jagen, von denen er sich ernährt. Er wird auch von Vögeln verfolgt, dennoch ist er deren Beschützer, Herr der Lüfte und Felder sowie Wohltäter von Dieben und Schurken. Im Schöpfungsmythos war er ein Dieb und versteckte den gesamten Erlös seiner Missetaten in einer Höhle. Die ständigen Raubüberfälle und Plünderungen von Dörfern führten zu großer Zwietracht unter den Menschen, die sich gegenseitig des Diebstahls und des mysteriösen „Verschwindens“ ihres Besitzes beschuldigten. Siehe auch Hermes, Merkur, Drache, Mischwesen, Naturgeist; Söhne von Taú: Teju Jagua, Mbói Tu'i, Moñái, Jasy Jatere, Kurupi, Ao Ao, Luison
- Muut – Personifikation des Todes der Cahuilla in Nordamerika, Mittler ohne furchteinflößende Gestalt, als Eulengestalt dargestellt
- Nguruvilu – (auch Guruvilu , Guirivilu , Guirivilo und mehr) großer Wesen aus der Mapuche-Religion der indigenen Bevölkerung Chiles, zählt zu den Huecuvus. Es lebt in Seen oder Flüssen , erscheint in Gestalt eines fuchsähnlichen Kopfes und eines schlangenähnlichen Körpers oder eines katzenähnlichen Kopfes mit einem schlanken fuchsähnlichen Körper und einem schlangenähnlichen Schwanz. Es packt watende Menschen mit seinem (krallenbewehrten) langen Schwanz und verschlingt es oder saugt das Blut aus. Siehe auch Menschenfresser, Ungeheuer, VampirTeju Jagua – („Hundeidechse“, auch Teyú Yaguá) erste der sieben Söhne von Taú und Keraná in der Guarani-Mythologie, beschrieben als riesige Eidechse mit sieben Hundeköpfen und blitzenden Augen. Seine Köpfe (bisweilen nur ein Kopf) erschwerten jegliche Bewegung, so dass er seine Kraft nicht einsetzen kann und sich ausschließlich von Früchten ernährt. Sein Bruder Jasy Jatere versorgte ihn mit Honig. Seine Haut erhielt Glanz, weil er sich in Gold und Edelsteinen von Itapé wälzte. Er gilt als abscheulichstes der sieben Ungeheuer, aber ist sanftmütig und harmlos außer sein „blendender Blick“, der ihn zu einem gefürchteten Geschöpf macht. Er ist Herr der Höhlen, Schutzgeist der Reichtümer der Erde und Beschützer der Früchte. Siehe auch Basilisk, Berggeist, Mischwesen, Naturgeist, Plutos; Söhne von Taú: Teju Jagua, Mbói Tu'ĩ, Moñái, Jasy Jatere, Kurupi, Ao Ao, Luison; Verwandte: Anchanchu
- Trentren-Vilu (vilu = „Schlange“, auch Ten Ten-Vilu, Trengtrengfilu) Geist und Schlangengott der Erde und der Fruchtbarkeit in der Mapuche-Mythologie und Überlieferungen aus Chiloé (einigen davon sprechen von einer Göttin). Gilt als großzügig, Beschützer allen Lebens auf der Erde sowie der Flora und Fauna.
 Trentren ist Kind des Pillan-Geistes Antu. Er und Caicai, Sohn des Peripillans, hatten den Ehrgeiz, während des Kampfes zwischen ihren Väter die Plätze ihrer Eltern einzunehmen. Zur Strafe verwandelte die Väter sie in riesige Schlangen. Als Caicai-Vilu versuchten, die Menschen mit einer Sintflut zu vernichten, riefen die Menschen Trentren-Vilu um Hilfe. Er hob sie und die Tiere auf seinen Rücken und brachte sie in die Berge. Diejenigen, die im Wasser gefangen waren, verwandelte er in Vögel, die wegfliegen konnten, andere in Cahuelche, Sumpall und Meerestieren. Menschen, die vor lauter Angst bewegungsunfähig waren, verwandelten er „Mankial“-Versteinerungen. Aber als der Meeresspiegel weiter stieg, befahl Trentren-Vilu den Bergen, höher zu werden oder er hob die Erde. Der Kampf dauerte lange bis beide Schlangen müde wurden. Trentren-Vilu gewann teilweise, da nicht das gesamte Land überflutet wurde, wodurch Chile seine heutige Geographie erhielt. Noch heute bewegt Trentren-Vilu den Boden, wenn Caicai Vilu das Wasser anhebt, und Erdbeben und Tsunamis treten auf.
 Siehe auch Herr der Tiere, Naturgeist, Schutzgeist; Verwandte: Wangulén

### Asien
Fabelwesen im Orient (Naher Osten) hier unter Mediterraner Raum und Orient

#### Menschliche Gestalt
- Abaasy – gigantische schadensbringende Geistwesen (im Deutschen „Dämon“) mit Zähnen aus Eisen aus der Mythologie der Jakuten, bewohnen in der Unterwelt
- Ashiarai Yashiki – Geistwesen der Yōkai, beschrieben als riesigen, schmutzigen oder auch blutigen (wohl männlichen) Fuß ohne Körper aber mit der Fähigkeit zu sprechen
- Apsara – (Apsarāḥ, Accharā, chinesisch Feitian, Tiānnǚ, japanisch Tennyo) halb menschliche, halb göttliche Frauen in der hinduistischen und Teilen der buddhistischen Mythologie, leben im Palast des Gottes Indra und gelten als nymphenähnliche Geister der Wolken und Gewässer
- Asura – böser Geist (im Deutschen Dämon), Gegenspieler der lichtvollen Devas oder Suras im Hinduismus
- Asura – „himmlische Wesen“ im Buddhismus, manchmal mit „Titanen“, „Halbgötter“ oder „Streitende Götter“ übersetzt
- Aswang – leichenfressendes menschengleiches Wesen der philippinischen Mythologie; Verwandte: Manananggal
- Bajang – malaysisches männliches, bösartiges Geistwesen in totgeborenen Kindern (im Deutschen „Dämon“), verwandt mit der Pelesit; siehe auch Familiar, Polong, Toyol
- Bidadari – weibliche Geistwesen von großer Schönheit in Hinduismus
- Churel – (auch Chudail, Churail, Chudel, Churreyl, Churrail, Petni, Shakchunni) bösartiger, meist weiblicher „Geist eines ungereinigten Lebewesens“ (im Deutschen „Dämon“), durch einen grausamen Tod erlittender, rächender Wiedergänger und Gestaltwandler in Südasien und Südostasien sowie in der Karibik. Auch als Baumgeist gesehen, da der Geist mit einem Baum verbunden sein kann. In Gestalt einer Frau lockt er Männer in die Wälder oder Berge, wo er sie entweder tötet oder ihnen ihre Lebenskraft beziehungsweise Männlichkeit aussaugt und sie in alte Männer verwandelt. Siehe auch Aisha Qandisha, Sila, Succubus, Yuda
- Deva – überirdische Wesen im Hinduismus und Buddhismus (auch „Gott“ oder „Halbgott“ übersetzt)
- Dian Mu – (auch Dianmu, Leizi) „Mutter des Blitzes“, Ehefrau des chinesischen Donnergottes Lei Gong
- Diwata – (auch Lambana) Wesen in der philippinischen Mythologie, zumeist weiblich, mit Fee oder Nymphe vergleichbar
- Dokkaebi – koboldähnliche Geistwesen (bisweilen einäugigen) in der koreanischen Mythologie, bestraft die schlechten Menschen Streiche spielt und belohnt gutherzigen Menschen, siehe auch Kyklop, Mulachinis
- Dund – bösartiger Bhuta in Südasien in Gestalt eines kopflosen Reiters (im Deutschen Dämon)
- Dwende – (nach dem spanischen Wort Duende, etwa Kobold, Zwerg) kleiner Haus- und Naturgeist der Filipinos, leben in Häusern und auf Bäumen. Wenn man sie gut behandelt, bringen sie Glück und Schutz, andererseits Unheil. Auch leben Dwende in Ameisenhügeln: wenn man an dem Ameisenhügel kommt, bittet man sie um ihre Erlaubnis, vorbeizugehen. Siehe auch Aziza
- Ebu Gogo – menschenähnlicher Kryptid auf der Insel Flores (Indonesien), winzig wie kleine Kinder, außer im Gesicht komplett behaart, lange Arme und einen runden Trommelbauch; siehe auch Homo floresiensis
- Futakuchi-onna – („Zweimund-Frau“) eine Yōkai des japanischen Volksglaubens, vielerorts gefürchtet, auch wenn sie Menschen für gewöhnlich nicht angreift. Verwandte: Kuchisake-onna
- Goryō – rachsüchtiges Gespenst, das zu Lebzeiten edel oder erfolgreich war, aber durch politischen Machtkampf getötet oder vorzeitig an einer Epidemie oder anderen Krankheit starb und so zu einem Onryō wurde, der Pest oder Hungersnot bringt. Später wird es als Kami in Shinto-Schreinen verehrt.
- Guhyaka – (= „Verborgene“) Geistwesen in der hinduistischen Mythologie, leben in Höhle und sind oft wie die Yakshas als Begleiter von Kubera, den Hüter des Reichtums und der Schätze der Erde, der als Herrscher der Guhyakas wird „Guhyakadhipati“ genannt wird. Bisweilen zählen sie zu den Yakshas und als „verborgene Wesen“ zu den kleinen Leute.
- Guī shā – rachsüchtige Geister aus der chinesischen Mythologie, die als Jiang Shi („Wiedergänger“) erscheinen
- Haka-no-hi – („Grabfeuer“, Gorintōbi, „Gorintō-Feuer“) Gespenst, ähnlich den Irrlichtern, gehört zu den Yūrei
- Hantu Raya – Hantu und Geistwesen in der malaiischen Volksglauben, der als physische Doppelgänger von zauberkundigen Personen ihnen große Macht verleiht. Seine wahre Gestalt wird oft menschenähnlich mit schwarzem, behaartem Körper, raue, graue Haut, lange, scharfe Zähnen und roten Augen beschrieben. Der Doppelgänger hat übermenschliche Stärke und kann unter anderem an Stelle des Menschen auf den Feldern effizienter arbeiten. Auch kann er als Alibi verwendet werden, wenn der Besitzer ein Verbrechen beging, oder bei einer außereheliche Affäre an Stelle des Menschen bei seiner Frau bleibt. Um Schaden durch den Geist wie zum Beispiel Todesfälle bei der Geburt abzuwenden, müssen Opfergaben pünktlich und streng eingehalten werden. Neben Hantu bedeutet auch Raya „Geist“ im Sinne von „Seele“, wird aber meistens mit bösartiger Dämon übersetzt. Siehe auch Schatten; Verwandte: Babi ngepet, Familiar, Alraunmännlein (Alraun), Kuman thong, Toyol
- Hitodama – Gespenst der japanischen Mythologie, gehört zu den Yūrei
- Hone-onna – („Knochenfrau“) eine Yōkai der japanischen Mythologie, gilt als bösartig. Siehe auch Dämon, Skelett; Verwandte: Descarnada, Llorona, Kuchisake-onna, Sayona, Sihuanaba, Taconuda, Xonaxi Queculla
- Hungergeist - (auch Hungriger Geist) verschiedene Arten von Geistern von Verstorbenen in Ostasien, die den Zwang oder die Bereitschaft zu essen haben, in Japan auch menschenfressende hungrige Geister. Verwandt der ähnliche mit einem unstillbaren Hunger verfluchte Fliegender Kopf der Irokesen und Wyandot; siehe auch Dämon, Menschenfresser
- Ikiryō – („lebender Geist“, auch Shōryō, Seirei, Ikisudama) lebender Mensch wandelt sich in einen besitzergreifenden Geist, erscheint einen anderen Menschen und kann den Körper übernehmen. Motive wie Bosheit, Rache, Liebe oder andere nicht wirkliche Bedrohung: So wandelt ein Todkranker sich in ein Ikiryo, um zu bitten, dass die letzte Ölung an seinem Körper vorgenommen wird.
- İye – (auch İne, Eğe, İyä, Ije) Schutzgeist eines Ortes, einer Person, eines natürlichen Elements oder eines Tieres in der turko-mongolischen schamanistischen Mythologie
- Jenglot – kleines Wesen der indonesischen Kultur und Mythologie, beschrieben als etwa 12 cm große menschenähnliche und deformierte Puppe mit langen, steifen und spärlichen Haaren an den Beinen sowie lange Nägel. Wird sie mit Magie erfüllt, bietet sie ihrem Besitzer Schutz, übt Rache an Feinden oder dient als Glücksbringer. Der Überlieferung zufolge waren sie einst Menschen und die Jenglot-„Hüter“ füttern sie mit Tier- oder Menschenblut, deren Nährstoffe die Jenglot aufnehmen. Siehe auch Voodoo-Puppen; Verwandte: Alraunmännchen (Alraun), Atzmann, Babi ngepet, Familiar, Hantu Raya, Homunculus
- Jiang Shi – (= „starrer Leichnam“, Jiang-shi, Jiangshi) Untoter und Wiedergänger in der chinesischen Mythologie; siehe auch lebender Leichnam
- Kami – verehrte menschliche und gestaltlose Geistwesen (auch Götter bezeichnet) im Shintoismus
- Kappa – (= „Flusskind“) japanischer „Flusskobold“ und Wassergeist (im Deurtschen Dämon)
- Kajiga Baba – (auch Kajiga kāga) japanisches Geistwesen der Yokai, Gestaltwandler und Menschenfresser, wird als Dämon und Hexe bezeichnet. Siehe auch Baba Jaga; Verwandte: Ubume, Yamauba
- Kashima Reiko – japanische Rachegeist, erscheint als junge Frau ohne Beine; gewöhnlich ein Onryō, seltener ein Yōkai; siehe auch Teketeke
- Kijimuna – (auch Bunagaya, „Kind des Baumes“) boshaftige Baumgeister auf Okinawa in Gestalt eines drei oder vier Jahre altes Kind mit rote Haare, leben in Bäumen; siehe auch Dryade, Fänggen, Waldgeist
- Korpokkur – (etwas „Menschen unter den Blättern des Fuki“, auch Koropokkuru, korbokkur, korobokkuru, Koro-pok-kuru, koropokkur, koro-pok-guru) Volk kleiner Leute im Volksglauben der Ainu auf der nördlichen japanischen Inseln, bevor die Ainu selbst dort lebten Wendig und gute Fischer, leben in Gruben mit Dächern aus Pestwurzblättern. Anfangs pflegten sie ein gutes Verhältnis zu den Ainu, schickten ihnen Hirsche, Fische und anderes Wild und tauschten Waren mit ihnen. Die Korpukkur hassten es jedoch, gesehen zu werden, und lieferten ihre Waren daher heimlich im Schutz der Nacht. Eines Tages lauerte ein junger Ainu daher am Fenster, wo üblicherweise ihre Geschenke abgelegt wurden. Als ein Korpokkur kam, packte der junge Mann es an der Hand und schleppte es hinein. Es war eine wunderschöne Korpokkur-Frau. Sie war so wütend über die Unhöflichkeit, sodass ihr Volk seitdem nicht mehr gesehen wurde. Ihre Gruben, Töpferwaren und Steinwerkzeuge sind noch heute verstreut in der Landschaft zu finden. Siehe auch Heinzelmännchen, Tabu
- Kosenjōbi (= „Altes-Schlachtfeld-Feuer“, auch Kosenjō-no-hi, „Feuer vom alten Schlachtfeld“) Gespenst, ähnlich den Irrlichtern, gehört zu den Yūrei
- Krahang - bösartiger Geist aus der thailändischen Volksglauben, in dem sich ein Mann mit schwarzer Magie nachts verwandelt und Menschen überfällt. Er trägt nur einen Lendenschurz und an den Armen zwei großer runde Reisworfelkörbe (Kradong) statt Flügel, um durch das zu fliegen. Oft reitet er auch auf einem Sak Tam Khao, einem langen hölzernen Reisstampfer. In derselben ländlichen Gegend spukt ebenfalls die Krasue, daher werden die beiden Geister oft gemeinsam erwähnt oder dargestellt.
- Kuchisake-onna – („Frau mit aufgerissenem Mund“, „Aufreißmund-Frau“) bösartige Yōkai des japanischen Volksglaubens; Verwandte: Deer Woman, Descarnada, Llorona, Hone-onna, Huldra, Patasola, Sayona, Sihuanaba, Skogsrå, Taconuda, Tunda, Verschleierte Dame, Xonaxi Queculla, Yalám Bequet
- Mara – besitzergreifender Geist in buddhistische Überlieferungen, der Menschen in den Selbstmord treibt. Als Versucher (seine Gehilfinnen gelten seine drei Töchter Ratī, die Lust, Aratī, die Unzufriedenheit und Tanhā, die Gier) wird er auch mit dem christlichen Teufel und der Iblis verglichen. Siehe auch Teufel
- Mekurabe - rollende Totenköpfe mit Augäpfeln aus den japanischen Volksglauben, die Menschen anstarren. Ein einzelner Schädel beginnt sich im Kreis drehen, bis schließlich unzählige Totenköpfe einen massiven, schädelförmigen Hügel bilden. Wenn es ein Mensch schafft, mit aller Entschlossenheit die Schädel auch anzustarren, zerfallen sie wie Schneeflocken in der Sonne und verschwinden spurlos. Siehe auch Skelett; Verwandte: Hone-onna
- Mikokami – (auch Mikogami) Kinder eines Kami-Geistwesen im Shintoismus
- Mino-bi – (= „Strohmantel-Feuer“, auch Mino-hi,) harmlose Feuerspuk der japanischen Folklore, Feuer- und Irrlichterscheinungen ähnlich
- Momotarō – „Pfirsichjunge“ des japanischen Volksglaubens, der aus einem Pfirsich schlüpfte
- Nguoi Rung – (auch Batutut, Ujit, Waldmensch, Wilder Mensch) großer Affenmensch (Kryptid) in Nordvietnam
- Nukekubi – (übersetzt als „Verschwinde-Hals“) bösartige Yōkai, beschrieben als gewöhnliche Mensch, dessen Kopf sich nachts von dem Körper löst und nach Opfern sucht, um ihren das Blut auszusaugen. Siehe auch Vampir; Verwandte: Chonchon, Fliegender Kopf, Langsuyar, Penanggalan (Leyak, Rangda), Rokurokubi
- Oni – Gruppe der japanischen Yokai, reicht vom Geist Verstorbener über ogerähnlichen Unholden bis bösartigen Dämonen
- Onibi – („Dämonenfeuer“, auch „Onifeuer“, Tamabi, „Beseeltes Feuer“) Gespenst, ähnlich den Irrlichtern und Kitsunebi, Tanuki-bi und Kosenjōbi
- Onryō – („rachsüchtiger Geist“, „zorniger Geist“, „verbitterte Seele“) bösartiger Gespenst in Japan, der zur Gruppe der Yūrei zählt. Siehe auch Arme Seele, Rachegeist
- Orang Pendek – (= „kleiner Mensch“, auch Orang Pendak) Menschenaffen oder Affenmensch (Kryptid) auf Sumatra
- Ōyamatsumi – („Großer Berg-Herr“) oberste Berg-Kami des Shintō
- Pangu – das erste Lebewesen auf der Erde in chinesischer Mythologie
- Penanggalan – schwebende, körperlose Kopf in Südostasien, in dem sich zauberkundige Frauen aus der malaysischen Mythologie, die „schwarze Magie“ praktizieren („Hexen“) verwandeln und vampirähnliches Verhalten zeigen (Trinken von Blut der Kindern und schwangeren Frauen). Nachts lösen sie ihren Kopf von ihrem Körper ab, der mit herunterhängenden Gedärmen, die gefräßige Natur des Geschöpfes betont, und suchen nach Opfern.
In Bali werden sie Leyak genannt, darunter auch männliche Hexer: sie suchen Friedhöfe heim und ernähren sich kannibalistisch von Leichen. In nächtliche Gestalt als schwebender Kopf haben sie eine ungewöhnlich lange Zunge und große Reißzähne, können sich aber auch in Tiere wie Schweine verwandeln und fliegen.
Ihre Herrin ist die „Königin von Leyak“, die kinderfressende Hexe Rangda (= „Witwe“), deren Anhänger auch Dämonen gehören. Rangda ist Anführerin im Kampf gegen der „Macht des Guten“, der Barong.
Weitere schwebende, körperlose Kopf in Indonesien: Kuyang, Pok-Pok und Pelasik (auch Pelesit geschrieben).
Das Krasue (Thailand) entsteht aus einem verfluchter Mensch (oft eine Frau), der in seinen früheren Leben ein betrügerisches Verhalten zeigte und aufgrund seine Sünden als Phut wiedergeboren wurde. Es wird manchmal von einem irrlichtartigen Leuchten begleitet. In derselben abgelegenen Gegend spukt ebenfalls der Krahang, daher werden die beiden Geister oft gemeinsam erwähnt oder dargestellt.
Das Manananggal (Philippinen) wird meist als Frau beschrieben, die ihren Oberkörper von der unteren Hälfte löst, wodurch ihre Eingeweide freiliegen und große, fledermausartige Flügel wachsen. Ihre Opfer sind besonders schlafende, schwangere Frauen: mit ihrer verlängerten, rüsselartigen Zunge kann sie Föten herauszieht oder Blut saugt. Sie jagt auch frisch Vermählte, Liebende, Neugeborene und gelegentlich Bräutigame, die vor der Ehe verlassen wurden. Weitere ähnliche Geschöpfe in Südostasien sind das Ahp oder Arp (Kambodscha), das Kasu (Laos) und das Ma lai (Vietnam).
Siehe auch Arme Seele, Ghul, Hexe, Menschenfresser, Vampir; Verwandte: Aswang, Chonchon, Fliegender Kopf, Langsuyar, Nukekubi, Rokurokubi
- Phi Tai Hong – (auch Tai Thong Klom) rachsüchtiger, ruheloser Geist in Thailand, der plötzlichen, gewaltsamen oder grausamen Tod erlitt, oft ohne Einhaltung der richtigen Bestattungsrituale; siehe auch Arme Seele, Rachegeist
- Polong – Schutzgeist und magischer Helfer in der malaiischen Volksglauben in Gestalt einer kleinen Frau, so groß wie das erste Fingergelenk. Eine Polong wird aus dem Blut eines Ermordeten in eine Flasche hergestellt. Sie bezeichnet ihren Besitzer als ihre „Mutter “oder ihr „Vater“. Die Flasche mit der Polong muss außerhalb des Hauses des Besitzers versteckt werden, wenn sie nicht gebraucht wird. Der Geist wird ausgesandt, um ein Menschen anzugreifen, der dem Besitzer selbst oder jemand, der den Besitzer bezahlt hat, böse Absichten entgegenbringt. Der Polong geht stets ein Geist als sein Haustier voraus, die heuschreckenartige Pelesit: es dringt in den Mund des Opfers ein und zirpt, sodass die Polong ihr folgt und dann das Opfer in Besitz nimmt. Der Betroffene wird wahnsinnig, wütet, zerreißt seine Kleidung zerreißt und greift jeden in der Nähe an. Ein Schamane (Dukun oder Bomoh) kann das Polong-Opfer heilen, indem er mit einer speziellen Beschwörungsformel es bittet, ihre „Mutter“ oder „Vater“ zu offenbaren. Oft leistet der Geist Widerstand, bringt das Opfer dazu, den Schamanen anzugreifen oder jemand anderen fälschlich beschuldigt. Siehe auch Exorzismus; Verwandte: Babi ngepet, Besitzergreifender Geist, Familiar, Hantu Raya, Toyol
- Rokurokubi – (übersetzt als „Dreh- und Wendehals“) ein bösartiger Yōkai, beschrieben wie ein gewöhnliche Mensch, dessen Hals und Kopf in der Nacht sich strecken und durch das Haus bewegen, um das Blut der menschlichen Hausbewohnern oder ihr Lebensenergie auszusaugen. Siehe auch Vampir; Verwandte: Chonchon, Fliegender Kopf, Langsuyar, Nukekubi, Penanggalan (Leyak, Rangda)
- Shinigami – („Gott des Todes“, „Todesgott“‘) personifizierten Tod, welcher die Seelen verstorbener Menschen in die Welt der Toten führen (dem griechischen Psychopompos entsprechend)
- Sōjōbō – ein Kami und Herrscher der Tengu, beschrieben als hochgewachsener, eher zierlicher, doch muskulöser alter Mann
- Sukuna – (auch Ryomen Sukuna, „Zwiegesicht Sukuna“, König der Flüche) Geistwesen mit zwei Gesichtern und vier Armen in der japanischen Mythologie
- Sundel bolong – Hantu und rachsüchtiger Geist in der indonesischen Mythologie, beschrieben als Frau mit langen schwarzen Haar und einem langen weißen Kleid und oft auch als „Prostituierte mit einem Loch in sich“ bezeichnet. Sie starb, als sie außerhalb der Ehe schwanger war und deshalb in ihrem Grab entbunden hat, oder die bei der Geburt starb und das Baby aus ihrem Rücken kam (deshalb entstand das Loch in ihrem Rücken), das durch ihr langes schwarzes Haar verborgen ist (ähnelt wie Pontianak und Langsuyar). Kastriert Männer, wenn sie sie zurückweisen, und stiehlt Kinder, insbesondere Neugeborene, als Ersatz für ihr verlorenes Kind. Siehe auch Arme Seele
- Sura – Lichtwesen (im Deutschen Götter) im Hinduismus
- Surya – (auch Ravi, Aditya) Personifizierung der Sonne (Sonnengott) im Hinduismus
- Ta’ai – bewundertes und gefürchtetes Volk dunkelhäutiger Kleiner Leute in den Bergen Taiwans, die über magische Kräfte verfügen
- Teketeke – bösartige Rachegeist, beschrieben als junge Frau ohne Unterleib, ein Onryō oder Yōkai; siehe auch Kashima Reiko
- Toyol – (auch Dika, tuyul (indonesisch), thuyul (Javanisch), kecit (Sundanesisch), cohen kroh (Khmer), kwee kia (Hokkien)) Geistwesen von im Mutterleib gestorbene Kinder in der südostasiatischen Mythologie und Volksglauben, die von zauberkundigen Menschen (Dukun, Pawang oder Bomoh) heraufbeschwören werden. Dieser magische Helfer bringt den Zauberer Glück und Reichtum, anderen jedoch, die den Toyol begegnen, Unglück und den Raub von Reichtümer. Der Toyol wird oft beschrieben als ein fast nacktes Kleinkind mit scharfen Zähnen und roten Augen, manchmal auch koboldähnlich mit grüne Haut, spitze Ohren und trübe Augen. Es kann Wände und Dächer besteigen. Verhalten und Persönlichkeit des Toyols ähneln dem eines verspielten Kindes und es erfreuen sich an Süßigkeiten, Spielsachen und Kleidung. Seine geringe Größe und seine kindlichen Neigungen machen ihn angeblich harmlos, jedoch muss meistens gezähmt werden.
Der Kuman thong (etwa „Goldener Junge“, weiblich Kumari thong oder Kuman lay) in Thailand gilt als gütiger und benötigt keine Opfer oder Rituale. Der Zauberer muss ihn adoptieren, um sein Dienste in Anspruch zu nehmen: er stiehlt nur die Hälfte der wertvollen Besitztümer einer Person und begeht nur harmlose Streiche.
Siehe auch Flaschengeist, Flaschenkobold, Tiyanak; Verwandte: Babi nepet, Familiar, Alraunmännlein (Alraun), Hantu Raya
- Ubume – („Gebärende Frau“, „Entbindungsfrau“, „Mutterschaftsfrau“) und unglücklichen Geist einer Frau der japanischen Volksglauben, eine Yōkai oder Yūrei, die während der Schwangerschaft oder Geburt ihres Kindes starb. Ambivalenter Charakter, in manchen ländlichen Gegenden als Kinder raubende Hexe gefürchtet. Siehe auch Arme Seele; Verwandte:Cihuateotl, Ixtab, Llorona
- Ulu Toyon – (auch Ulu Toyo 'N) Dämonenkönig der Abaasy und Trickster aus der Mythologie der Jakuten, gab einst den Menschen das Geheimnis des Feuers
- Vidyadhara – („Weisheits-Halter“, auch idyādhara) übernatürliches Geistwesen („Halbgott“) mit magischen Kräften im Hinduismus
- Yeren – (auch Xueren, Yeh Ren, Yiren) Affenmensch (Kryptid) in einigen Regionen Chinas
- Yaksha – Naturgeister, insbesondere Waldgeister, in Indien, oft Begleiter von Kubera, den Hüter des Reichtums und der Schätze der Erde. Bisweilen zählen die Guhyakas zu ihnen.
- Yuki Onna – („Schneefrau“) japanische Naturgeist der Yōkai mit ambivalenten Charakter, gelegentlich mit der „Berghexe“ Yamauba verwechselt. Siehe auch Hone-onna
- Yūrei – (etwa „dunkler, stiller Geist“, „Seele der Unterwelt“; auch Bōrei etwa „Verstorbenengeist“, „Totenseele“) japanische Gespenster, die wie arme Seelen wegen bestimmter Ereignisse ein friedliches Leben nach dem Tod verwehrt werden (Fehlen eines ordentlichen Begräbnisses, Suizid)
- Zashiki Warashi – japanischer Hausgeist, meistens als kleines Mädchen im Kimono beschrieben

#### Menschliche und tierische Gestalt, menschliches Mischwesen
- Babi ngepet – Geistwesen in der indonesischen Mythologie (in der europäischen Kultur ein Eberdämon), Manifestation einer zauberkundige Person, die Pesugihan Babi praktiziert: diese macht einen Menschen reich, aber er muss im Gegenzug etwas opfern, in diesem Fall die Menschlichkeit. Der Geist ergreift von den Menschen und verwandelt ihn für gewisse Zeit in ein Wildschwein. In einigen Überlieferungen ist die Person in ein schwarzes Gewand gehüllt und verwandelt sich in den Geisteber. Er streifte durch die Umgebung und kratzte an Wänden, Türen, Schränken oder Möbeln. Die Besitztümer der Bewohner verschwinden und können von ihm wegtragen. War der Geist erfolgreich, kann der Mensch zurückwandelt. Andere Überlieferungen erzählen, dass die zauberkundige Person einen menschliche Helfer braucht, der eine auf einem Wasserbecken schwimmende brennende Kerze beobachtet: wenn die Kerzenflamme zittert, schwächer wird oder fast erlischt, ist dies ein Zeichen, dass der Babi ngepet in Gefahr ist, von Dorfbewohnern auf frischer Tat ertappt oder in seine menschliche Gestalt zurückverwandelt wird. Aufgrund dieses Glaubens jagen oder töten javanische Dorfbewohner oft jedes Wildschwein, das nachts im Dorf umherirrt. Siehe auch Besitzergreifender Geist, Flaschengeist, Flaschenkobold, Gestaltswandler, Werwolf; Verwandte: Familiar, Alraunmännlein (Alraune), Hantu Raya, Toyol (Kuman thong)
- Bakeneko - („Koboldkatze“, „Spukende Katze“, Kaibyō, „Geisterkatze“, „Phantomkatze“) aus einer Hauskatze hervorgehender Katzendämon, ein Yōkai, verwandt mit Nekomata, kann Leichnam eines kürzlich Verstorbenen fremdsteuern bzw. die Gestalt des Verstorbenen nachahmen und ein Hitodama-Gespenst beschwören
- Bhuta – (auch Bhut, weiblich Bhutin) wohlwollende und übelwollende Geistwesen (Schutzgottheiten / Schutzgeister und Dämonen) aus der hinduistischen Volksglauben in Südasien, erscheinen furchterregend in Menschen- oder Tiergestalt
- Fuchsfee – (auch Fuchsgeist) Geister von Füchsen aus der chinesischen Mythologie
- Fu Xi – (auch Fú Xī, Fúxī, FuxiPao Xi, Páo Xī, Tai Hao, Tài Hào) erste chinesischern Urkaiser, Urahn der Menschen, Ehemann oder Bruder von Nüwa, beschrieben als Mischwesen mit einem menschlichen Oberkörper und Schlangenleib oder Fischschwanz
- Hantu – Seele und Geist eines Toten („Gespenst“) in Malaya und Indonesien. Der Begriff bezog sich ursprünglich auf animistische Naturgeister und Ahnenseelen, später wurde er auch für bösartige Geistwesen („Dämon“) verwendet.
  - Verwandte: Hantu Raya, Jenglot, Kuntilanak, Langsuyar, Pontianak, Sundel belong
- Gonggong – hornbewehrter Wassergott und Dämon in der chinesischen Mythologie
- Gotoku-neko – (= „Räuchernapf-Katze“, auch Aka-neko = „Rote Katze“) Katzengeist der Nekomata, ein Yōkai, der entweder Glück oder Unglück bringen
- Kasha – (=„Feuerwagen“) Katzendämon, ein Yōkai als Riesenkatze, seltener koboldähnlich, der auf Friedhöfen bzw. in brennenden Kutschen Leichname verunglückter oder böse Menschen stiehlt, bevor diese bestattet werden. Siehe auch Arme Seele, Wilde Jagd
- Kinnari – (auch Kinari, Kinaree, Kinnaree, Ginnarie, Ginnaree, kin-na-yi) Mischwesen in der thailändischen, kambodschanischen, laotischen und burmesischen Mythologie, halb Frau und halb Vogel
- Kitsune – Gestaltwandler Mensch und Rotfuchs (Vulpes vulpes), als auch Eisfuchs, in Japan
- Kitsunebi – (= „Fuchsfeuer“, auch Rinka, „Phosphor-Feuer“) Gespenst, ähnlich den Irrlichtern, gehört zu den Yūrei
- Kuntilanak – (indonesisch, auch malaiisch Pontianak) bösartiger, rachsüchtiger Hantu in Indonesien, Malaysia und Singapur. Beschrieben wird er oft als schöne Frau mit blasser Haut, roten Augen und langem schwarzen Haar, die ein weißes, bisweilen blutverschmiertes Kleid trägt. Manchmal hat sie lange, scharfe Reißzähnen und Fingernägeln oder sie kann ein monströse Tiergestalt annimmt. Sie starb bei der Geburt eines vor und während der Geburt gestorbenes Kindes. In anderen Überlieferungen wird ein tot geborenes Kind die Gestalt des Pontianak annehmen. Der Geist lockt Männer an, um sie zu erschrecken und Rache zu üben. Als „vampirischer Wesen“ und Menschenfresser zerstückelt er die inneren Organe von Männern und sucht schwangere Frauen und Kinder während der Geburt heim. Anzeichen seiner Anwesenheit sind das Weinen eines Säuglings, der Geruch einer verwesenden Leiche oder der einer Frangipandi-Blüte. Siehe auch Arme Seele, Dämon, Hexe, Gestaltwandler, Rachegeist, Vampir; Verwandte: Black Annis, Lamia, Lamien, Langsuyar, Mormo, Ojáncana, Randga, Striges
- Langsuyar (auch Lang Suir, Langsuir) bösartiger Hantu in der malaiischen Mythologien, ein weibliche Geist, der während der Schwangerschaft oder bei der Geburt gestorben ist. In einigen Überlieferungen starb die Frau vor Schreck, als sie sah, dass ihr Kind tot geboren worden war und die Gestalt des Pontianak angenommen hatte. Die Langsuyar nimmt die Gestalt einer schönen Frau mit langem, schwarzem Haar, das ihr bis zu den Knöcheln reicht, oder mit unglaublich langen Nägeln, bis zu den Füßen reichenden Händen und grünen Gewändern. Auch kann sie die Gestalt eines schwebenden Frauenkopfes annehmen, von dem Eingeweide und eine Wirbelsäule hängen, ähnlich der Penanggalan. In anderen Überlieferungen hat sie eine Gestalt eines Nachtvogels resepektve Eule, ähnlich der Striges. Als Vampirwesen macht Jagd auf Menschen, wobei sie am liebsten das Blut neugeborener Jungen durch ein Loch in ihrem Hals aussaugt, welches durch ihr Haar verborgen ist (ähnlich wie die Sundel bolong). Aber sie frißt auch neugeborene Mädchen. Wenn man sie fängt, ihre Nägel und üppigen Locken abschneidet und das Loch im Hals stopft, wird sie zu einer gewöhnlichen Frau. Es sind Fälle bekannt, in denen sie Ehefrau und Mutter wurde, bis man ihr erlaubte, auf einem Dorffest zu tanzen. Dann nahm sie sofort ihre geisterhafte Gestalt an und flog in den dunklen und düsteren Wald, aus dem sie kam. Um die Rückkehr einer verstorbenen Frau als Langsuyar zu verhindern, wird ihr Glasperlen in den Mund, ein Hühnerei unter die Achseln und Nadeln in die Handflächen steckt. Man glaubt, dass die verstorbene Frau dadurch ihren Mund nicht zum Schreien öffnen, mit den Armen wedeln und ihre Hände beim Fliegen nicht öffnen und schließen kann. Auch kann man eine Langsuyar durch Zaubersprüche, Gesänge und Blätter des Weißen Hedychie vertrieben werden. Siehe auch Dämon, Hexe, Menschenfresser, Vampir; Verwandte: Black Annis, Kuntilanak, Lamia, Lamien, Mormo, Ojáncana
- Lei Gong – (auch Léigōng, Lei Shen, Léishén) Donnergott und Mischwesen aus dem chinesischen Volksglauben
- Makardhwaja – (auch Macchanu) Sohn des Affengottes Hanuman, entstanden aus Schweiß, der in ein Maul eines Seeungeheuer (nach eine Überlieferung Sovann Maccha, Tochter Ravanas) tropfte
- Mononoke – (manchmal gleichgesetzt mit den Yōkai) besitzergreifende Geistwesen, umfasst die rachsüchtige Geister (Onryō), die toten Geister (Shiryō) und lebende Geister (Ikiryō)
- Nekogami – Katzengeister („Katzengottheiten“) des japanischen Shintō-Glaubens, ein Kami als Beschützer der Nahrungsvorräte, Seidenraupenzucht und der Hauskatzen
- Nekomata – (= „Gegabelte Katze“) aus einer Hauskatze hervorgehender Katzendämon, ein Yōkai, verwandt mit Bakeneko, kann ncht-magische Hauskatzen verhexen, Hitodama beschwören und sich vampirähnlich vom Blut ihrer Besitzer ernähren; siehe auch Gotoku-neko
- Nok Tuntima – (auch Tanthima, Thandima) thailändischer mythologischer Vogel mit einer langen Stange in den Händen, manchmal mit Menschengesicht
- Nüwa – (auch Nǚwā, Nü Wa, Nü Gua) Schöpfergöttin des Menschengeschlechtes in der frühchinesischen Mythologie nach der Erschaffung der Welt, beschrieben als Mischwesen mit einem menschlichen Oberkörper und Schlangenleib oder Fischschwanz. Ihr Ehemann oder Bruder ist Fu Xi
- Obake – (auch Bakemono) traditionelle Geistwesen des japanischen Volksglaubens, umfasst die Yōkai (Dämonen, Monster, Kobolde) und die Yūrei (Geister von Verstorbenen, Gespenster)
- Rakshasa – (auch Rhakshasa) Dämonen der indischen Mythologie
- Ravana – Dämonenherrscher, König der Rakshasas von „Lanka“ (Sri Lanka) und der Gegenspieler des göttlichen Rama
- Shiryō – (= „Toter Geist“) bösartige Geist der Yūrei, der durch fehlgeschlagener Exorzismus oder fehlerhafte Beschwörung entsteht, sich im auserwählten Opfer einnistet, an dessen Lebensenergie zehrt und in den Wahnsinn und Selbstmord treibt.
- Suvannamaccha – (auch Sovann Maccha) Tochter des Rakshasa-Dämonenkönigs Ravana, beschrieben als Meerjungfraugestalt oder als Seeungeheuer. Aus ihrer Verbindung mit dem Affengott Hanuman entstand Macchanu / Makardhwaja
- Tengu – (= „Himmelshunde“) Yokai in Japan, meist Mischwesen in Menschen-, Hunde- und Vogelform
- Tiyanak – (auch Tianak, Tianac) bösartiger Gestaltwandler und Vampir in der philippinischen Mythologie. Obwohl es verschiedene Arten gibt, nimmt er meistens die Gestalt eines Neugeborenen an und schreit im Dschungel, um unachtsame Reisende anzulocken. Sobald er von einem Passanten aufgelesen wird, nimmt er wieder seine wahre Gestalt an und greift das Opfer an. Auch führte er Reisende in die Irre führt und entführt Kinder. Seine wahre Gestalt ist in manchen Überlieferungen ein Kleinkind oder Baby mit scharfen Krallen und Reißzähne; in anderen ein kleiner alter Mannes, der relativ unbeweglich ist, was die Jagd von Opfern erschwert. Der Nachteil wird durch seine Fähigkeit, das Schreien eines Kindes nachzuahmen, ausgeglichen. In weiteren Überlieferungen kann der Tiyanak in der Gestalt eines Babys durch den Wald fliegen, als schwarze Vogel oder als schwebende kleine, nussbraune Menschen. Schließlich werden die Tiyanak als normale Babys beschrieben, die namenlos starben, abgetrieben wurden oder auf andere Weise. Es heißt auch, dass ein leiser Schrei eines Tiyanaks bedeutet, dass er in der Nähe ist, während ein lauter Schrei bedeutet, dass er weit weg ist. Siehe auch Arme Seele, Kinderschreck, Rachegeist; Verwandte: Abchanchu, Toyol
- Tikbalang – (auch Tigbalang, Tigbalan, Tikbalan, Tigbolan) große, knochige menschenähnliche Mischwesen der philippinische Mythologie mit Pferdekopf und Pferdehufen und überproportional langen Gliedmaßen.
- Toyotama-hime – (= „Prinzessin Toyotama“, auch Toyotama-hime no mikoto = „Gottheit Prinzessin Toyotama“) Kami der japanischen Mythologie, eine der beiden Töchter des Watatsumi, Kami der Meere. Heiratete einen Sterblichen, der ihre wahre Gestalt (Drache oder Krokodil) sah und sie verließ ihm. Siehe auch Mahrtenehe, Melusine, Schwanenjungfrau, Undine
- Tsukumogami – (= „Artefakt-Geister“) Geister und Ungeheuer der Gebrauchs- und Alltagsgegenstände (beseelte Gegenstände) im japanischen Volksglaubens, die verwahrlost, nicht mehr gebraucht und/oder achtlos weggeworfen wurden und zum Leben erwacht zu einem Yōkai werden. Erscheinen auch in menschlicher und tierischer Gestalt, können von harmlos über wohlgesinnt bis rachsüchtig und blutrünstig sein und auch als Kami verehrt werden.
- Umibōzu – (= „Seemönch“, „Mönch-im-Meer“) japanische Seeungeheuer, gehört zu der Yokai, menschenähnlich mit grauen wolkenartigen Torso und schlangenartige Gliedmaßen; siehe auch Seebischof
- Yamauba – („Berghexe“, „Gipfelhexe“, auch Yama-baba, „Mutter der Gipfel“) Naturgeister und Gestaltwandlerin mit ambivalente Charakter der japanischen Volksglauben, wird zu den Oni der Yōkai und auch zu den Yūrei gezählt. Gelegentlich werden die Yamauba und die Schneefrau Yuki Onna verwechselt. Siehe auch Baba Jaga, Berggeist, Hexe; Verwandte: Kajiga Baba, Ubume
- Yōkai – übernatürliche Wesen in Japan (deutschsprachig Dämonen, Kobolden, Gestaltwandlern, Geistern und Ungeheuer)

#### Tiergestalt, tierisches Mischwesen
- Abaasy – gigantische schadensbringende Dämonen mit Zähnen aus Eisen aus der Mythologie der Jakuten, wohnen in der Unterwelt
- At-kor-kamuy – (auch Akkorokamui) Riesenkrake in der Überlieferung der Ainu und ein Yokai aus dem Shintoismus
- Airavata – weißer, heiliger Elefant, einer der acht Diggajas und Reittier (Vahana) des Schöpfergottes Indra
- Allghoi Khorkhoi – („Darmwurm“‘, auch Mongolischer Todeswurm) Kryptid in der Wüste Gobi, leben unter der Erdoberfläche, giftig
- Ao Guang – Drachengottheit („Drachenkönig“) des östlichen Meeres und Wassergottheit in der chinesischen Mythologie, Bruder von Ao Jun, der Drachenkönig des westlichen Meeres. Siehe auch Long
- Baku – wohltätiges Chimärenwesen der japanischen Yōkai
- Basan – (auch Basabasa, Inuhōō) Vogel des japanischen Volksglaubens, der in seiner Erscheinung einem Huhn von der Größe eines Truthahns ähnelt mit leuchtend roten Kamm und farbenprächtigen Gefieder, das wie Flammenzungen aussieht. Sein Atem ist sichtbares kaltes, glühendes „Geisterfeuer“: es gibt weder Wärme ab noch entzündet es etwas. Der Basan bewohnt Bambushaine entfernt von Menschen in den Bergen der Provinz Iyo (Präfektur Ehime) auf der japanischen Insel Shikokue. Seine Nahrung ist verkohltem Holz und Glut. Er macht raschelnde „Basabasa“-Geräusche mit seinen Flügeln. Seine Gestalt soll plötzlich verschwinden, wenn ein Mensch ein Geräusch macht oder in seine Richtung schaut. Gelegentlich wird er auch „Feuerhahn“ genannt. Siehe auch Feuerspeiendes Ungeheuer, Roter Hahn; Verwandte: Feuervogel, Phönix
- Bixi – Schildkröte mit Kopf eines Drachen in der chinesischen Mythologie
- Bixie – löwenähnliches Wesen der chinesischen Mythologie mit Flügeln, vertreibt böse Geister
- Buntu Rajasri – (auch Buntu Sura Mareu Kin) einer der vier „reinen Löwen“ in der thailändischen Mythologie, beschrieben als große Fleischfresser mit gleichmäßig gelblichem Fell, frißt große Tiere (auch Elefanten) und manchmal Menschen
- Diggajas – (auch Dikkarin) acht riesigen, heilige Elefanten, die den Dikpalas (Lokapalas), die acht Wächter der Weltgegenden, dienen: Airavata, Pundarika, Vamana, Kumuda, Anjana, Pushpadanta, Sarvabhauma, Supratika
- Druk – Donnerdrache aus der tibetischen Mythologie und bhutanischen Kultur
- Erawan – riesiger und mehrköpfiger heiliger Elefant, Reittier (Vahana) des Hindugottes Indra. Siehe auch Airavata
- Fenghuang – mythologischer Vogel, eine der vier Siling („Wundertiere“)
- Garuda – schlangentötendes, mensch- und adlergestaltiges Reittier („Sonnenadler“, Vahana) des Vishnu, im Hinduismus und Buddhismus von Indien bis nach Südostasien und Ostasien verbreitet
- Guī – mythische Schildkröte, eine der vier Siling („Wundertiere“)
- Hase im Mond – Mondhase und Jadehase (Yutu) in China, Tsuki no Usagi (Japan), Dal Tokki (Korea)
- Huodou – (auch Huòdǒu) großer schwarzer Hund im Süden Chinas, der Flammen aus seinem Maul spucken kann. Wo immer der er auftauchte, bricht Feuer aus, daher gilt als unheilvolles Omen. Siehe auch Feuerspeiendes Ungeheuer, Höllenhund
- Ikuchi – Seeschlange und Yokai aus des japanischen Volksglauben in den Gewässern vor der Provinz Hitachi (Präfektur Ibaraki). Nachtaktiv taucht es manchmal aus dem Wasser auf und hinterließ zähflüssigen Öl auf ein Schiff, das man nach seinem Besuch über Bord gekippt und das Schiff gründlich geschrubbt und gereinigt werden muß. In einige Überlieferungen ist der Ikuchi ein sehr langer, aber nicht dicker Fisch und er kann auch Feuer spucken. Ähnliche Wesen ist Ayakashi Ikuji der Siehe auch Feuerspeiendes Ungeheuer
- Isonade – („Küstenstreichler“) fischartige Yokai vor der Küste der Provinz Hizen
- Issie – (Isshī) saurierartige Seeungeheuer im Ikeda-See auf Kyūshū, Japan. In einer Shintō-Überlieferung lebte eine weiße Stute am See, deren Fohlen von einem Samurai entführt wurde. In ihrer Verzweiflung sprang sie in den See und verwandelte sich in ein riesiges Tier, das seitdem regelmäßig auftaucht, um das verlorenes Kind zu suchen.
- Kala Sriha – einer der vier „reinen Löwen“ in der thailändischen Mythologie, beschrieben als gefährlicher Pflanzenfresser, groß wie ein männliches Rind und mit schwarzem Fell
- Kraisorn Rajasri – einer der vier „reinen Löwen“ in der thailändischen Mythologie, beschrieben als kräftig gebauter, anmutiger Löwe mit roter Mähne, roten Lippen, roter Schwanzspitze und roten Pfoten, der große Tier frißt
- Kunchorn Wari – (auch Gunschonwari) Meeres- und Mischwesen von Elefant (Kopf, zwei Vorderbeine) sowie Fischflossen und -schwanz. Dagegen hat der Wari Kunchorn den Körper eines Elefanten mit Fischkiemen und -flossen. Siehe auch Makara
- Kusshie – (auch Kushī) Seeungeheuer im Kussharo-See auf Hokkaidō, Japan
- Long – chinesischer Drache und Gottheit, eine der vier Siling („Wundertiere“), siehe auch Shenlong
- Mahākanha – („Großer Schwarzer“) großer schwarzer Hund in dem Mahākanha Jātaka des buddhistischen Pali-Kanons, geführt von Gott Śakra in der Gestalt eines Försters erschreckt er ungerechte Menschen und führt sie zur Gerechtigkeit, damit weniger Menschen in der Hölle wiedergeboren werden. Eine hinduistische Überlieferung zufolge nahm der Mātali, Wagenlenker des Sakkas, bei seiner Wiedergeburt als Hund den Namen Mahākanha an und begleitet weiter den Gott.
- Makara – Reittier (Vahana) der hinduistischen Flussgötter Yamuna, Ganga und Varuna
- Merlion – Wahrzeichen von Singapur, ein Wasserwesen und Mischwesen Löwenkopf und Fischkörper,
- Naga – Schlangenwesen der indischen Mythologie
- Nandi – („der Glückliche“, auch basava) Buckelstier der hinduistischen Mythologie, Reittier (Vahana) und Diener des Hindugottes Shiva.
- Ōguchiwani – („Riesenmaulkrokodil“) japanische Seeungeheuer
- Okuri-ōkami – („Geleit-Wolf“, auch Okuri-inu = „Begleithund“) Yōkai - Wesen des japanischen Volksglaubens mit ambivalentem bis heimtückischem Charakter. Siehe auch Höllenhund, Schwarze Hund, Werwolf
- Ōnamazu – („Riesenwels“) riesiger Wels, der in Japan die Ursache für Erdbeben ist
- Orochi – achtköpfiger Drache von Koshi aus Mythologie des Shintō
- Pelesit – Schutzgeist und magischer Helfer im malaiischen Volksglauben, meistens in Gestalt einer Grille, gelegentlich auch eine Heuschrecke, der nur einer Frau gehören kann. Um eine Pelesit zu erhalten, muss man die richtigen Beschwörungsformeln rezitieren und die Zunge eines toten Kindes abbeißen, aus der eine Pelesit entsteht. Sie greifen ihre Opfer an, indem sie mit dem Schwanz voran in den Mund der Person eindringen. Der Betroffene wird wahnsinnig und schwärmt für Katzen. Oft ist der Geist ein Haustier eines anderen Geistes, der Polong: die Pelesit im Körper des Opfers ruft nach der Polong, die das Opfer in Besitz nimmt. Ein Schaman (Bomoh oder Dukun) kann der Betroffene heilen. Wenn der Pelesit nicht benutzt wird, bewahrt ihn sein Besitzerin in einer Flasche auf und füttert ihn regelmäßig entweder mit Kurkuma-Reis oder mit Blut aus dem Ringfinger. Möchte die Besitzerin den Pelesit loswerden, muss die Flasche vergraben werden. Das männliche Äquivalent ist der Bajang. Siehe auch Exorzismus, Heimchen; Verwandte: Besitzergreifender Geist, Familiar, Hantu Raya, Polong, Toyol
- Peng – riesenhafter chinesischer Vogel wie Vogel Roch
- Qilin – (auch Ghilen, Gilen, Kirin) „chinesisches“ Einhorn, eine der vier Siling („Wundertiere“) in China, Japan, Korea und Thailand; siehe auch Einhorn, Escornáu
- Qinglong – (japanisch Seiryū, koreanisch Cheong-ryong, vietnamesisch Thanh Long) chinesische Drache, einer der vier Siling („Wundertiere“); siehe auch Long
- Sharvara und Shyama – (auch Śārvara, Shabala, Śabala und Śyāma) wilde, vieräugige Hunde in der hinduistische Mythologie, die den Eingang zum Palast des Totengotttes Yama und zur Unterwelt bewachen. Die Toten müssen an diesen Hunden vorbei, um von ihrem Herrn gerichtet zu werden. Sie werden auch als Mithūdṛśā bezeichnet, denn sie können nicht beide gleichzeitig sehen. In einigen Überlieferungen sind sie Boten von Yama, die Menschen aufzuspüren, die sterben werden, und die Toten auf den Weg zur Unterwelt sollen ihrem Schutz anzuvertrauen. Die Hunde werden meistens als gefleckt dargestellt oder Sharvara bunt gefleckt und Shyama dunkel schwarz. Siehe auch Höllenhund, Schwarzer Hund, Totengeist; Verwandte: Garm, Geri und Freki, Kerberos
- Shesha – (mit anderem Temperament die Erscheinung Vasuki) König der Schlangen (Nagas)
- Shenlong – („göttlicher Drache“, „Götterdrache“) Drache und Gottheit der chinesischen Mythologie, siehe auch Long
- Siling – (auch Si Ling) übersetzt als „Vier beseelte Wesen“, „Vier glückverheißende Tiere“, „Vier wirkkräftige Wesen“, „Vier heilige Tiere“, „Vier Zauberwesen“ oder „Vier Wundertiere“: das chinesische Einhorn Qílín, der Drache Lóng, die Schildkröte Guī und chinesische Phönix Fènghuáng in der chinesisch-ostasiatischen Mythologie
- Tanchō Banashi – Seeungeheuer, ein menschenfressenden Krokodil vor Buzen
- Tanuki – („Marderhund“) eine japanische Yōkai, gilt als Trickster
- Tanuki-bi – („Marderhund-Feuer“, auch „Tanuki-Feuer“) Gespenst, ähnlich den Irrlichtern, gehört zu der Yūrei
- Tinna Sriha – einer der vier „reinen Löwen“ in der thailändischen Mythologie, beschrieben als Pflanzenfresser, roter Körper mit pferdeähnlichen Hufen
- Tsuchinoko – (sinngemäß „hammerähnliches Geschöpf“, viele regionale Namen) schlangenähnliches, zwischen 30 und 80 cm großes Wasserwesen und Kryptid aus Japan.
- Vahana – Reittier einer hinduistische Gottheit. Eigenständige mythische Wesen mit individuellen Namen:
  - Airavata, der Elefant des Indra
  - Garuda, der Adler des Vishnu.
  - Makara, Schildkröte der Flussgottheiten Yamuna, Ganga und Varuna
  - Nandi, der Stier des Shiva.
- Xiangliu – (auch Xiāngliǔ) neunköpfiger Schlangendämon in der chinesischen Mythologie
- Yabyō („Wildkatze“) ein japanische Yōkai, gilt als Trickster
- Yamatanoorochi – („Achtgabelige Riesenschlange“, auch Yamata no Orochi) menschenfressende Drache aus der Mythologie des Shintō

### Australien
- Drop Bear – fiktives australisches Beuteltier, ungewöhnlich groß
- Easter Bilby – ostereierlegenden oder -bringenden Großen Kaninchennasenbeutler (Bilbies)

#### Fabelwesen der Aborigines

##### Menschliche Gestalt
- Baiame – männliche Schöpfungswesen der Traumzeit, das alle materiellen Stoffe und den Geist schafft und durchdringt und Erde und Himmel schuf
- Barrinj – Mutter der orangefarbenen und blauen Grashüpfer (Petasida ephippigera), die in der Sturm- und Regensaison nach ihrem Vater Namarrgon zu sehen.
- Byamee – (auch Great Byamee, Großer Byamee) Schöpfungswesen der Traumzeit, beschrieben als demütiger, gütiger Mann mit großer Weisheit, der den Menschen die Gesetze lehrt
- Djaramulun – Gewitterwesen, der auf Donnerwolken reitet und Steinäxte als Blitze schleudert.
- Galalang – schenken den Menschen das beste Land, die schönste Sprache und langes Leben geschenkt
- Makara – (Seven Sisters, Sieben Schwestern) najadenähnliche Traumzeitwesen
- Mimih – (auch Mimi) hilfreiche, feenähnliche kleine Wesen
- Namarrgon – (auch Lightning Man) Geistwesen aus der Traumzeit, verantwortlich für Stürme mit Blitzen und starkem Regen
- Two Sisters – (zwei Schwestern, auch Three Sisters (drei Schwestern)) Wesen der Traumzeit
- Walanganda – (= „zum Himmel gehörig“) Herrscher aller Geistwesen, der zum Himmel aufstieg
- Wondjina – (auch Wandjina) Wolken- und Regengeister
- Yara-ma-yha-who – kleines menschenähnliches Wesen mit überdimensional Mund, um seine Beute im Ganzen zu verschlucken oder saugt ihm ähnlich wie ein Vampir das Blut auszusaugen
- Yowie – (auch Yahoo) großer, zweibeiniger Affenmensch Kryptid

##### Menschliche und tierische Gestalt, menschliches Mischwesen
- Muldjewangk – böses riesiges Wasserungeheuer und Kinderschreck, in der Regel Mischwesen halb Mensch, halb Fisch

##### Tiergestalt, tierische Mischwesen
- Bunjil – (auch Bunjil) dem Keilschwanzadler ähnliches Schöpfungswesen der Traumzeit, Kulturheros und Ahnenwesen, schuf unter anderem Berge, Flüsse, Flora und Fauna sowie Gesetze für das Leben der Menschen
- Bunyip – Ungeheuer in Flüssen und Wasserlöchern
- Emu – Traumzeitwesen, das als Erdmutter die Menschen erschafft
- Großes Känguru – Schöpfer aller Töne, der Laute und Sprachen in der Traumzeit
- Joongabilbil – Sumpfweihe, die den Menschen das Feuer bringt
- Regenbogenschlange – zweigeschlechtlich Schöpfungswesen der Traumzeit, schuf u. a. Berge, Täler und den Regenbogen sowie Wagyl
- Wagyl (auch Waugal, Waagal) schlangenähnliches Schöpfungswesen aus der Traumzeit, erschuf Flüsse, Seen, und Tiere

### Arktis
Fabelwesen aus samische Mythologie, Sagen und Märchen der Samen („Lappen“) siehe hier unter Europa.
- Amarok – riesiger Wolf aus der Mythologie der Eskimos, jagt bei Nacht allein auf Menschen. Einige vermuten, dass der Amarok mit dem Waheela in Alaska und Kanada identisch ist.
- Angakkuq – Schamanen und Frauen, die schwarze Magie praktiziert, werden auch Hexe bezeichnet, in der Mythologie der Eskimos
- Ijiraq – Gestaltswandler in der Religion der Inuit, der Kinder entführt
- Malina – Sonnengöttin der auf Grönland lebenden Inuit
- Qallupilluit – (auch Qalupalik, Kalopaling, Mitiling) überwiegend weibliche Wassergeister und Kinderschreck aus der Inuit-Mythologie in Alaska, leben an arktischen Küsten und stehlen Kinder, beschrieben mit grüner, schleimiger Haut, langen Haaren und langen Fingernägeln, Schwimmhäuten, Schuppen und Flossen
- Sedna – (= „die dort unten im Meer“, viele regionale Namen) Meeresgöttin der Eskimo und Herrin der Tiere, oft dargestellt als Mischwesen Frau mit Fischschwanz. In Labrador war die Gottheit männlich.
- Torngarsuk – (auch Tornasuk, Tornatik, Torngarsoak, Torngasak, Torngasoak, Tungrangayak) Gott oder Naturgeist des Meeres, des Todes und der Unterwelt in Grönland und den nordöstlichen Regionen Kanadas, Herrscher über Walen und Robben, Anführer der Geister Tornat. Wird auch als schelmischer Geist oder Dämon beschrieben. Erscheint in der Gestalt eines Bären, eines einarmigen Mannes oder als menschliches Wesen, das wie ein Finger einer Hand aussieht. In anderen Überlieferungen gilt er als unsichtbar für alle außer den Angakkuit, Schamanen der Inuit, dessen Schutzgeist er ist und als Wohltäter unter anderem angerufen wird, wenn jemand krank ist. Siehe auch Herr der Tiere, Schutzgeist, Totengeist
- Tupilak – (auch Tupilaq) Seele oder Geist eines Verstorbenen in der Mythologie der Eskimos und eine Rachepuppe in Gestalt eines Ungeheuer, das von einem Angakkuq angefertigt wurde; Verwandte: Alraunmännlein (Alraune), Homunculus, Golem, Jenglot, Kachina, Voodoo-Puppen
- Wentshukumishiteu – (auch Uentshukumishiteu) Wassergeist aus der Mythologie der Inuit, der den Nachwuchs der Tieren vor menschlichen Jägern beschützt

### Ozeanien

#### Menschliche Gestalt
- Aku Aku – Geistwesen aus der Mythologie der Osterinsel, das als Schatten oder Gespenst in der diesseitige Welt materialisiert
- Makemake – (auch Make-Make) Schöpfer- und Fruchtbarkeitsgottheit der Kultur der Osterinsel
- Patupaiarehe – (auch Patu-paiarehe) feenähnliche, meist furchteinflößende Geistwesen in der Mythologie der Māori

#### Tiergestalt, tierische Mischwesen
- Areop-Enap – (= „Alte Spinne“; auch Areob Engab, Areow Eñab) mythische Spinne aus der Schöpfungsgeschichte der nauruischen Religion
- Kāhu – Sumpfweihe der Maori-Mythologie, Botschafter der Götter
- Moehau – (auch Maeroero) verborgen lebender Menschenaffe (Krypid) auf der neuseeländischen Nordinsel

## Literarische Fabelwesen
Hier auch Fabelwesen der Pop-Kultur (Filme, Spiele etc.)
- Acromantula, Dementor, Hauselfen, Hippogreif, Irrwicht, Kniesel, Thestral – und weitere Figuren aus Harry Potter-Welt von Joanne K. Rowling
- Aldret Franz Van der Swelder (Gespenst in „Die Höhle von Steenfoll“); Glasmännlein (auch Schatzhauser genannt, guter kleiner Waldgeist) und Holländermichel (böser, riesiger Waldgeist) in Das kalte Herz – Figuren aus der Erzählung Das Wirtshaus im Spessart, Wilhelm Hauff
- Amaryllis (Unke, Fee), Petrosilius Zwackelmann (Zauberer), Portiunkula Schlotterbeck (zauberkundige Wahrsagerin) – Figuren aus den Hotzenplotz-Kinderbüchern, Otfried Preußler
- Anguirus, Gamera, Godzilla, King Ghidorah, MechaGodzilla, Mothra, Rodan – und weitere Monster in Godzilla-Filmen (Kaiju), Grundidee von dem japanischen Filmproduzenten Tomoyuki Tanaka
- Audrey jun. / Audrey II (menschenfressender Pflanze) – aus dem Film Kleiner Laden voller Schrecken von Roger Corman und aus späteren Adaptionen
- Azathoth bis Yog-Sothoth - Außerirdische im Cthulhu-Mythos, anfangs erschaffen von H. P. Lovecraft
- Baldanders – wechselhafte Fabelgestalt, welche die Eigenschaften eines Chamäleons und des Proteus besitzt; Hans Sachs, Hans Jakob Christoffel von Grimmelshausen
- Riese Balderich – Märchenfigur, Ernst Moritz Arndt
- Bartimäus (Dschinn) – Dämon aus der gleichnamigen Buchreihe, Jonathan Stroud. Weitere Dämonen unter anderem Afriten, Dschinn, Foliot, Kobolde, Mariden
- Buntbären bis Zwergpiraten – Fabelwesen aus Zamonien, Walter Moers
- Borger - aus dem Kinderbuch Die Borgers, Mary Norton
- Borribles – ausgerissene Kinder, Michael de Larrabeiti
- Carabosse – böse Fee in Kunstmärchen Prinzessin Frühlingsschön (La Princesse Printanière, 1697) Marie-Catherine d’Aulnoy
- Carmilla – weiblicher Vampir, Joseph Sheridan Le Fanu
- Cronopien, Esperanzen – Julio Cortázar
- Dracula – Graf und Vampir, Bram Stoker
- Hobbit (Halbling), Elb, Ent, Balrog (Feuerdämon) und andere – Figuren in Tolkiens Welt, J. R. R. Tolkien
- Eloi, Morlocks – aus Die Zeitmaschine, H. G. Wells
- Erlkönig – in der namensgleichen Ballade von J. W. von Goethe und in der Kunstballade Herr Oluf („Erlkönigs Tochter“) von Johann Gottfried Herder; auch Elfenkönig genannt. Siehe auch Alberich, Arawn, Gwynn, Oberon
- Fanfalüsch, Karabossa – (Fanferlüsch etwa „Firlefanz“, „Flitterkram“, auch Fanfreluche) böse Feen in Überlieferungen und in literarischen Werken wie in Die Abenteuer des Don Sylvio von Rosalva (1764), Christoph Martin Wieland
- Fee Kräuterweis, Zwerg Nase - Figuren im Kunstmärchen Der Zwerg Nase (1826), Wilhelm Hauff
- Frankensteins Monster – (auch Frankensteins Ungeheuer) Frankenstein oder Der moderne Prometheus (Frankenstein; or, The Modern Prometheus, 1818), Mary Shelley, und aus späteren Adaptionen (dort heißt das Monster manchmal auch „Frankenstein“)
- Frau Malzahn (Drache), Tur Tur, der Scheinriese – aus Jim Knopf-Reihe, Michael Ende
- Fuchur der Glücksdrache und mehr – Figruen aus der unendlichen Geschichte, Michael Ende, und spätere Adaptionen
- Gespenst von Canterville (Sir Simon) – aus der gleichnamigen Erzählung, Oscar Wilde
- Globi – Kinderbuch-Figur (Mischwesen Papagei-Mensch), erfunden für das Schweizer Warenhaus-Unternehmen Globus von Ignatius Karl Schiele, Robert Lips (Zeichnungen) und Alfred Bruggmann (Text)
- Graugnome („Grådvärgar“), Rumpelwicht („Rumpnissar“), Wilddruden („Vildvittror“, harpyienähnliche Ayattara) – Figuren der Dunkelvölker im Buch Ronja Räubertochter, Astrid Lindgren
- Gremlin – kleine Kobolde, Roald Dahl
- Grinch – Kreatur mit grüner Haut, Dr. Seuss
- Aldret Franz Van der Swelder (Gespenst in „Die Höhle von Steenfoll“); Glasmännlein (auch Schatzhauser genannt, guter kleiner Waldgeist) und Holländermichel (böser, riesiger Waldgeist) in Das kalte Herz – Figuren aus der Erzählung Das Wirtshaus im Spessart, Wilhelm Hauff
- Horla – unsichtbares Wesen aus der gleichnamigen Erzählung von Guy de Maupassant
- Hrossa, Sorn, Pfifltriggi, Oyeresu, Eldila; Minoboar (Kreuzung aus Minotaurus und Wildschwein (engl. ‚boar‘)) – Clive Staples Lewis
- Jabberwock – drachenartiges Geschöpf, Lewis Carroll
- Kaijū (Monster) – (japanisch , wörtlich: „seltsame Bestie, rätselhafte Bestie“) fremdartige Kreaturen, besonders Riesenmonster, wie sie in japanischen Monsterfilmen und -serien, Anime und Manga. Das Kaijin sind menschenähnliche Ungeheuer wie über 30 Meter große Monster Frankenstein
- Katla (Drache), Karm (Lindwurm) – Die Brüder Löwenherz, Astrid Lindgren
- King Kong – Menschenaffe monumentalen Ausmaßes, erfunden für den Film King Kong und die weiße Frau (1933) und in späteren Adaptionen
- Klatschianischen Affenspinnen bis Zufall (Anthropomorphe Personifizierung) – Fabelwesen und Figuren der Scheibenwelt, Terry Pratchett
- Kleiner König Kalle Wirsch (ein Wirsch); kobold- und zwergähnliche Erdmännchenvölker: Wirsche, Wolde, Gilche, Trumpe und Murke; Murrumesch (Drache) – aus dem gleichnamigen Kinderbuch von Tilde Michels
- Lich – („Leiche“) untoter Zauberer, u. a. Dungeons & Dragons
- Liliputaner, Houyhnhnms, Yahoos – Gullivers Reisen von Jonathan Swift
- Mondschaf, Nasobem und Weswolf – Christian Morgenstern
- Mumins – nilpferdartige Trollwesen und weitere Fabelwesen, Tove Jansson
- Nomen – Winzige Gnome in der Die Nomen-Trilogie, Terry Pratchett
- Nusch-Nuschi, namensgebendes Fabelwesen aus einer Oper von Paul Hindemith
- Nußknacker und Mausekönig – aus der gleichnamige Erzählung (1816), E. T. A. Hoffmanns
- Och, Baba Jaga, Steinerne Ritter – Figuren in „Der starke Wanja“, Otfried Preußler
- Ole Lukøje – Vorgänger des positiven Sandmanns in „Julestuen og Maskeraden“ von J.R. Paulli (1724) und im Kunstmärchen von Hans Christian Andersen (1841), in Schweden als Jon Blund bekannt
- Pan Tau – aus der gleichnamige Kinderserie und später Adaptionen, erdacht von den Autorenteam Ota Hofman und Jindřich Polák
- Papstesel – Mischwesen in der von Martin Luther und Philipp Melanchthon herausgegebenen satirischen Flugschrift
- Pumuckl – rothaariger Kobold, Ellis Kaut
- Pom Pom – Figur einer umgarische Zeichentrickserie
- Regentrude (Naturgeist, Fee), Eckeneckepenn (Zwerg) – im Kunstmärchen Die Regentrude, Theodor Storm (siehe auch Ekken Nekkepenn)
- Rheintöchter (Wassergeister, Nixen) - Figuren in der Oper Das Rheingold, Richard Wagner
- Sams – kindähnliches Wesen, Paul Maar
- Schlümpfe – Comicfiguren, Peyo
- Das Stuttgarter Hutzelmännlein (Zwerg) und Schöne Lau (Nixe) – Märchenfiguren, Eduard Mörike
- Sumsemann, Nachtfee, Sturmriese, Donnermann, Wassermann und Mondmann – Märchenfiguren, Gerdt von Bassewitz
- Tabaluga – Drachenkind aus dem Rockmärchen von Peter Maffay, Rolf Zuckowski und Gregor Rottschalk sowie Gisela von Radowitz und Helme Heine
- Tarkus – allegorisches Mischwesen aus Panzer und Gürteltier
- Titania (Elfenkönigin, Feenkönigin) – im Sommernachtstraum, William Shakespeare. Anders als Oberon (Alberich) und Puck (Robin Goodfellow, Púca) scheint Titania nicht aus der Mythologie stammen.
- Teppichvölker – Winzige Wesen in gleichnamigen Buch, Terry Pratchett
- Tomte Tummetott – guter Hausgeist, Astrid Lindgren
- Totemügerli, Blindeli – Franz Hohler
- Urgal und Kull, Ra'zac, Werkatze, Schatten (Person, die von Geistern gesteuert wird) – Fabelwesen, Christopher Paolini
- Wawuschels – Fabelwesen, Irina KorschunowMarleys Geist und Ebenezer Scrooge von Arthur Rackham aus Dickens A Christmas Carol, 1915
- Weihnachtsgeister –

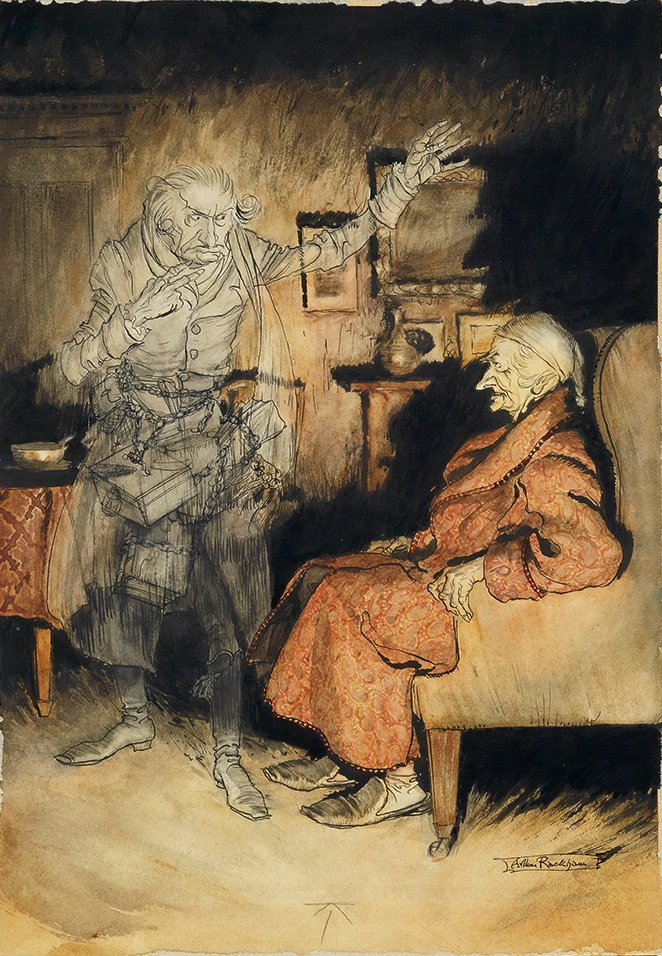
Marleys Geist und Ebenezer Scrooge von Arthur Rackham aus Dickens A Christmas Carol, 1915

  - Marleys Geist, „Geist der vergangenen Weihnacht“, „Geist der diesjährigen Weihnachtsnacht“ und „Geist der zukünftigen Weihnacht“ in Eine Weihnachtsgeschichte (1848, A Christmas Carol), Charles Dickens;
  - lebendige Kleiepuppe (Elfe), lebendiger Honigkuchenmann und seine Bleisoldaten in der Novelle Weihnachtsgeister (1857), Wilhelm Raabe
- Wyrm – wurmartige Wesen, Wolfgang Hohlbein
- Zwiebelchen – fiktive Pflanze, Gianni Rodari

## Wissenschaftliche Fabelwesen
Kryptiden als Fabelwesen bzw. noch unentdeckte Lebewesen siehe hier unter Fabelwesen nach Lokalität (Beispiele: Ungeheuer von Loch Ness, Yeti)
- Rhinogradentia – Nasenschreitlinge, fiktive Ordnung der Säugetiere
- Steinlaus – fiktives Nagetier, von Loriot gezeichnet